# Savoie (département)
Vous lisez un « bon article » labellisé en 2013.
Cet article concerne le département français. Pour le conseil départemental, voir conseil départemental de la Savoie. Pour la région historique française dans les Alpes du Nord, voir Savoie. Pour les autres significations, voir Savoie (homonymie).
La Savoie (/sa.vwa/, en savoyard : Savouè) est un département français de la région Auvergne-Rhône-Alpes, dont le chef-lieu est la ville de Chambéry. Ses habitants sont connus sous le nom de Savoyards. L'Insee et La Poste lui attribuent le code 73.
Le département de la Savoie est le second plus montagneux de France, après le département des Hautes-Alpes, avec près de 90 % de son territoire situé en zone de montagne. Il s'agit principalement du massif Alpes, mais aussi dans une moindre mesure du massif du Jura à l'ouest. Les vestiges des premières civilisations humaines en Savoie remontent à la période du Néolithique, soit entre 9000 et 3300 avant notre ère. Elle est ensuite tour à tour peuplée par des tribus celtes, les Romains, les Burgondes, avant de faire partie intégrante du comté de Savoie durant le Moyen Âge, du duché de Savoie à partir de 1416 et du royaume de Sardaigne à partir de 1718. Après diverses périodes d'entente et de rivalité avec le royaume de France voisin, la Savoie est une première fois annexée à la France révolutionnaire de 1792 jusqu'à la fin du Ier Empire en 1815. Elle revient alors à la maison de Savoie et le reste jusqu'au 24 mars 1860, jour de la signature du traité de Turin entérinant l'annexion définitive de la Savoie à la France. À la suite d'un référendum d'avril apportant une large majorité en faveur du rattachement, elle est officiellement intégrée à la France le 14 juin ; les départements de la Savoie et de la Haute-Savoie sont créés le lendemain, le 15 juin 1860.
En 2022, le département comptait 445 288 habitants, en augmentation constante du fait de ses soldes naturel et migratoire positifs. Lors de la période hivernale, sa population peut doubler ; ceci s'explique par le développement des sports d'hiver, la Savoie étant avec ses soixante stations de sports d'hiver le département le plus équipé de France. La plupart de ces stations étant de renommée internationale, elles attirent des touristes et vacanciers venus du monde entier, et le chiffre d'affaires généré par le tourisme est estimé à environ 50 % du produit intérieur brut départemental annuel. Celui-ci ne représente en valeur qu'une infime part du PIB rhônalpin, mais, rapporté à son nombre d'habitants, celui-ci s'élève à 24 100 euros par habitant, hissant alors la Savoie à la 2e place régionale, et à la 8e place au niveau national hors agglomération parisienne et ville de Lyon.
En dehors du tourisme, le secteur des services est également celui contribuant le plus au PIB savoyard. L'agriculture et l'industrie ont donc une importance moindre, mais possèdent malgré tout certaines activités contribuant à la notoriété de la Savoie et de sa production : notamment par la viticulture, les fromages et la charcuterie pour l'agriculture (prenant part à l'ensemble de la gastronomie savoyarde), et la métallurgie, l'hydroélectricité ou la fabrication de denrées alimentaires, tels les crozets, pour l'industrie.
Enfin, le département de la Savoie possède un patrimoine architectural et culturel important, du fait de la diversité des civilisations qui l'occupent au cours du temps. Au 31 décembre 2018, la Savoie compte 214 protections au titre des monuments historiques, parmi lesquels 90 classements et 124 inscriptions. Ces monuments couvrent toutes les époques : le cercle de pierres de Séez datant du Néolithique, l'arc de Campanus d'Aix-les-Bains de conception romaine, la colonne féodale d'Aigueblanche (Moyen Âge), ou encore l'ancienne entrée du tunnel ferroviaire du Fréjus (XIXe siècle). Avec ses 25 protections, la ville de Chambéry, capitale historique de la Savoie, en accueille à elle seule 12 %.

## Géographie

### Situation

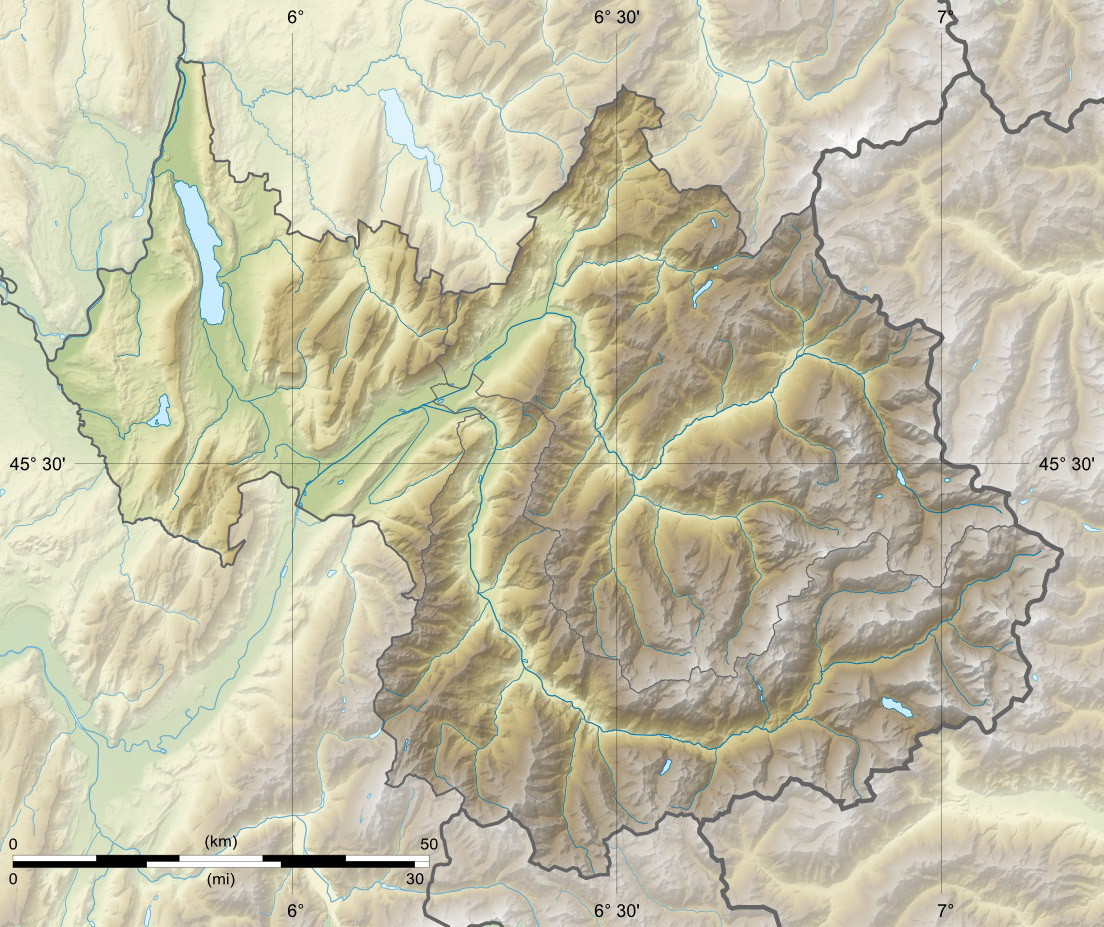
Relief et hydrographie du département.

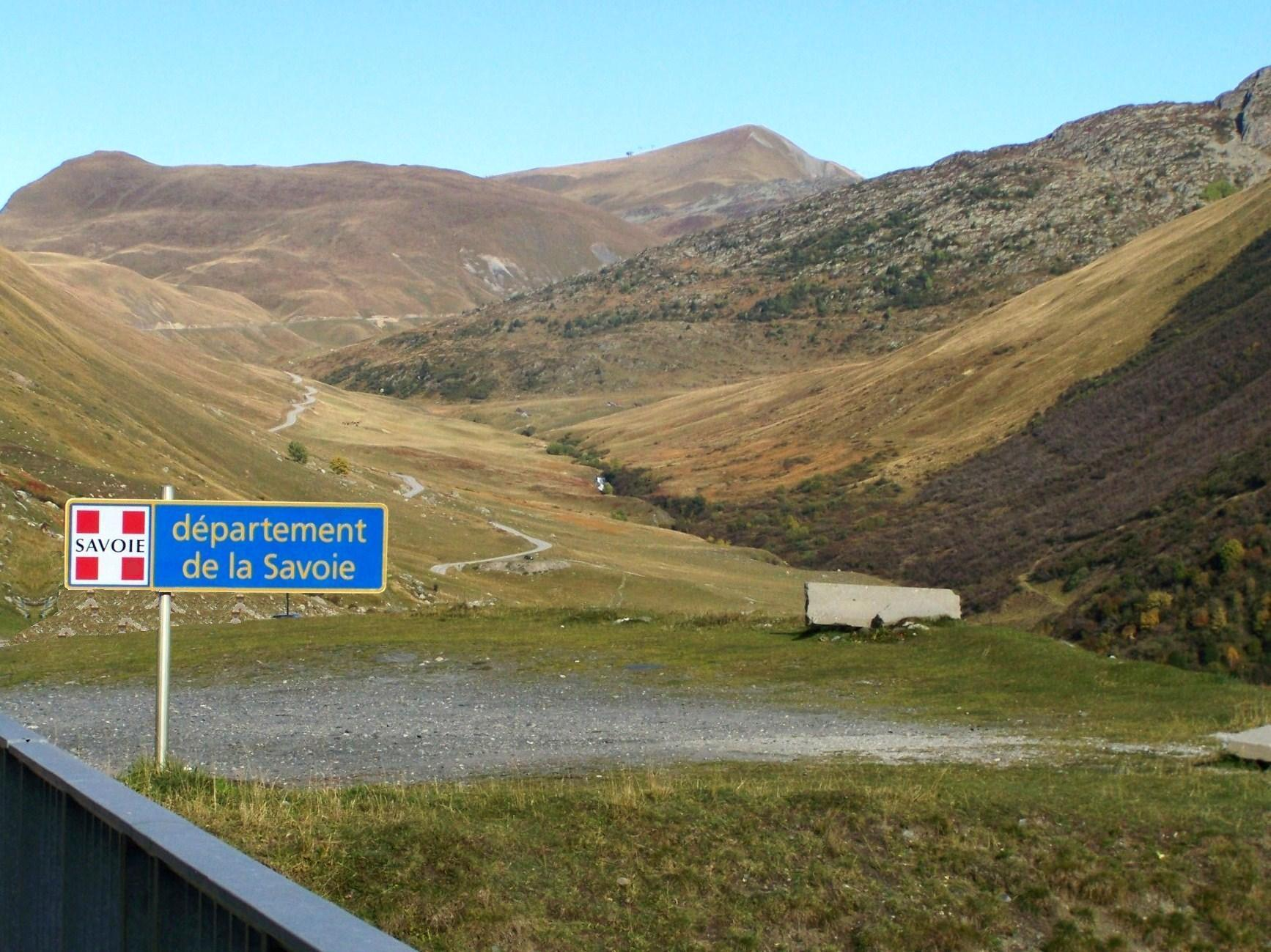
Entrée en Savoie non loin du col du Glandon, à près de 2000 m d'altitude.

Le département de la Savoie et ses trois arrondissements dans la région Auvergne-Rhône-Alpes.

La Savoie fait partie de la région Auvergne-Rhône-Alpes. Son territoire s'étend sur une superficie totale de 6 028,25 km2, soit 602 825 hectares et 14 % de la région. Elle est limitrophe des départements de la Haute-Savoie au nord, de l'Ain à l'ouest, de l'Isère au sud-ouest, et des Hautes-Alpes au sud. L'est de la Savoie est pour sa part limitrophe avec les vallées de Suse et d'Aoste en Italie.
Le département comprend 554 100 hectares situés en zone de montagne, soit 88.4 % de sa superficie, ce qui en fait le deuxième département le plus montagneux de France après les Hautes-Alpes dont le territoire est entièrement situé en zone de montagne. Son point le plus bas est à Saint-Genix-sur-Guiers (208 mètres) et son point culminant à 3 855 mètres pour la Grande Casse en Vanoise, soit un dénivelé de plus de 3 600 mètres et une altitude moyenne de 1 500 mètres.
La grande majorité des massifs de la Savoie sont des massifs alpins, parmi lesquels les massifs des Bauges, de la Chartreuse, du Beaufortain, du Mont-Blanc (sud-ouest), de la Lauzière, de la Vanoise, des Cerces, du Mont-Cenis, des Arves, et une partie de la chaîne de Belledonne. À ces massifs s'ajoute également la partie la plus méridionale du Jura, situé à l'ouest du département dans l'Avant-pays savoyard et formé principalement par le mont du Chat, la chaîne de l'Épine et le massif de la Chambotte.
Son découpage géographique suit par ailleurs le plus souvent les massifs montagneux. C'est le cas à l'est avec l'Italie, séparée de la France par les aiguilles et les grands cols tels le Mont-Cenis et le Petit Saint-Bernard, mais également avec les Hautes-Alpes au sud, joignable par le col du Galibier, et la partie nord-est de la Haute-Savoie où la limite longe la chaîne des Aravis (limite au col des Aravis) et certains sommets des Bauges. C'est enfin aussi le cas avec l'Isère, séparée par la chaîne de Belledonne. Du côté de l'Ain, le Rhône marque la limite sur près de 50 kilomètres, de la confluence avec le Fier près de Seyssel aux environs de Saint-Genix-sur-Guiers. Pour les limites en plaine, celles-ci peuvent s'inspirer des limites historiques de la Savoie (par exemple celle avec la province du Dauphiné, au niveau du mont Granier) ou le plus souvent d'autres cours d'eau (comme le Guiers de l'Avant-Pays savoyard à la Chartreuse).
En ce qui concerne l'hydrographie, le département est traversé d'est en ouest par l'Isère (286,1 km jusqu'au Rhône) et l'Arc (127,5 km), qui prennent leur source près du col de l'Iseran. L'Isère descend la vallée de la Tarentaise et l'Arc celle de la Maurienne après laquelle il rejoint l'Isère au niveau de la combe de Savoie. Ce sont les deux seuls cours d'eau de plus de 100 km en Savoie mais la longueur totale des cours d'eau dans le département s'établit à 2 200 km. Ses deux principales étendues d'eau sont le lac du Bourget (de 44,5 km2, le plus grand et le plus profond lac naturel d'origine glaciaire français situé exclusivement en France) et le lac d'Aiguebelette (5,45 km2), l'un des moins pollués de France en raison d'un arrêté préfectoral de 1976 interdisant l'usage de bateaux à moteur thermique (à l'exception des services de secours) sur le lac. L'eau représente un total de 12 569 hectares, dont 8 000 de lacs.
La forêt et les surfaces agricoles représentent respectivement 193 500 et 190 000 hectares, soit un tiers du département pour chaque, suivies par les glaciers et les roches avec 22,75 %.
Le chef-lieu de commune le plus bas est celui de Saint-Genix-sur-Guiers (208 m) et le plus haut celui de Tignes (2 600 m).

Paysages de la Savoie :
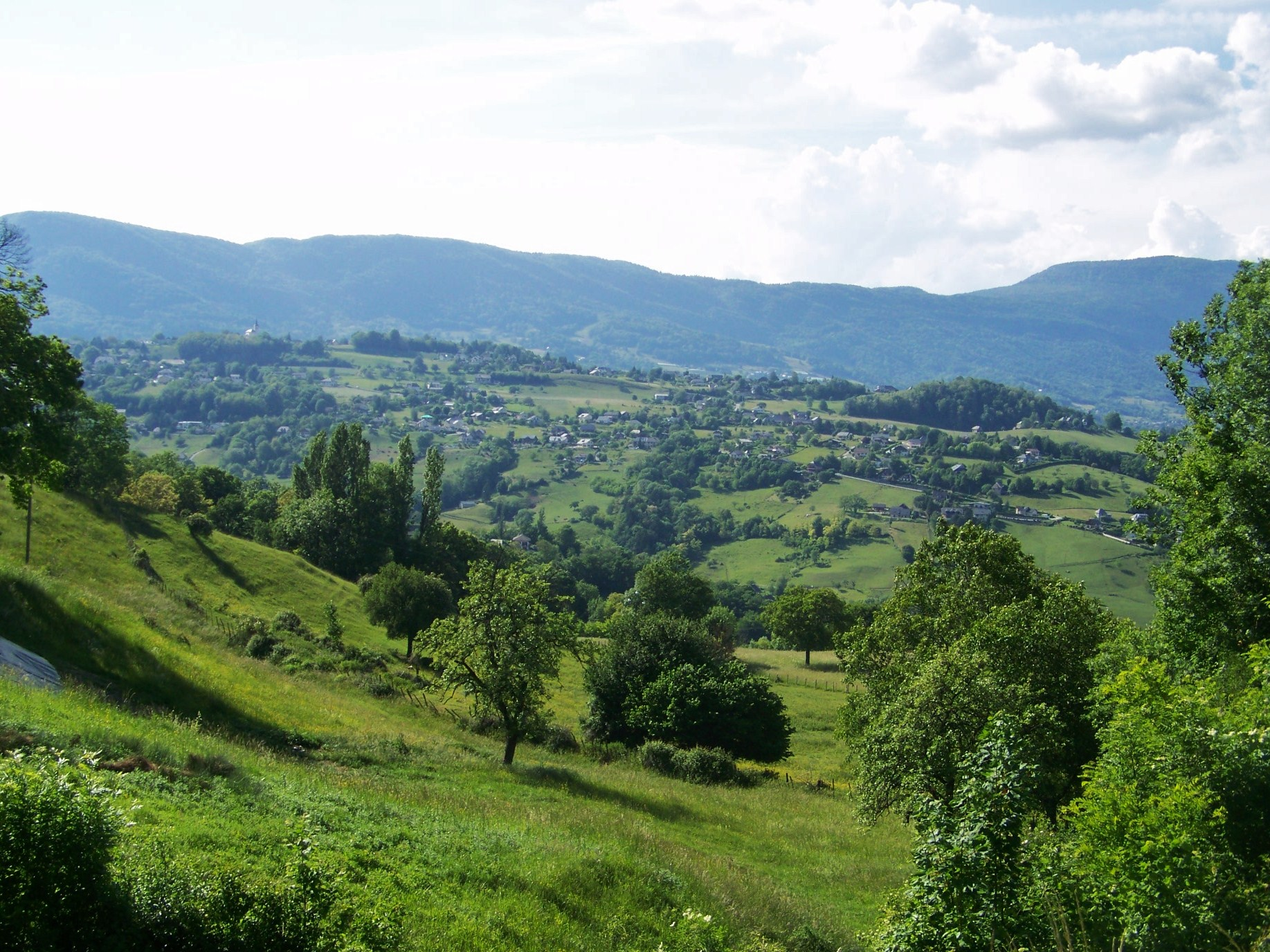
Vue de Vimines depuis Saint-Cassin, dans l'ouest.
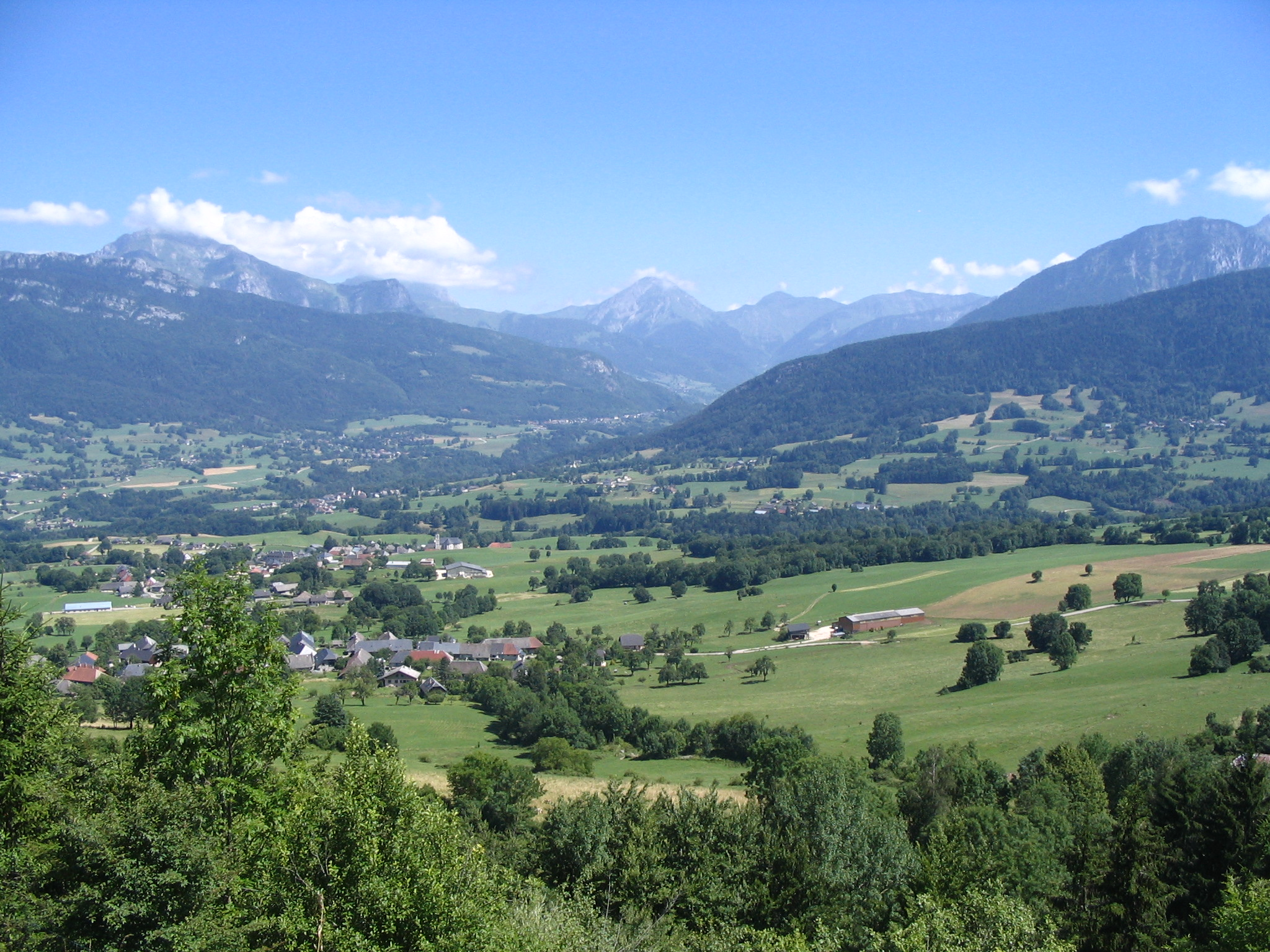
Arith depuis la montagne de Bange, au nord-ouest.
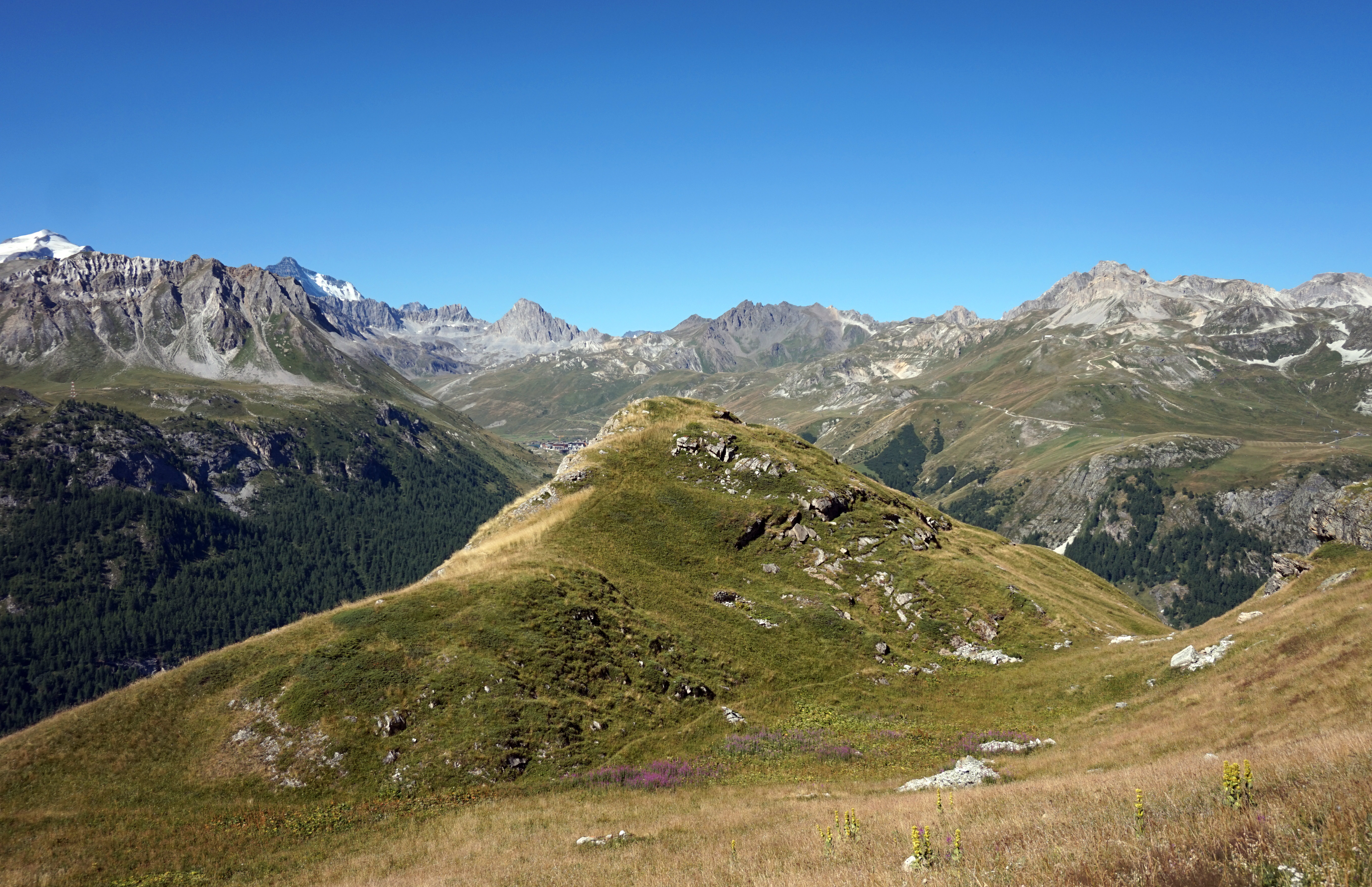
Montagnes près de Tignes, à l'est.
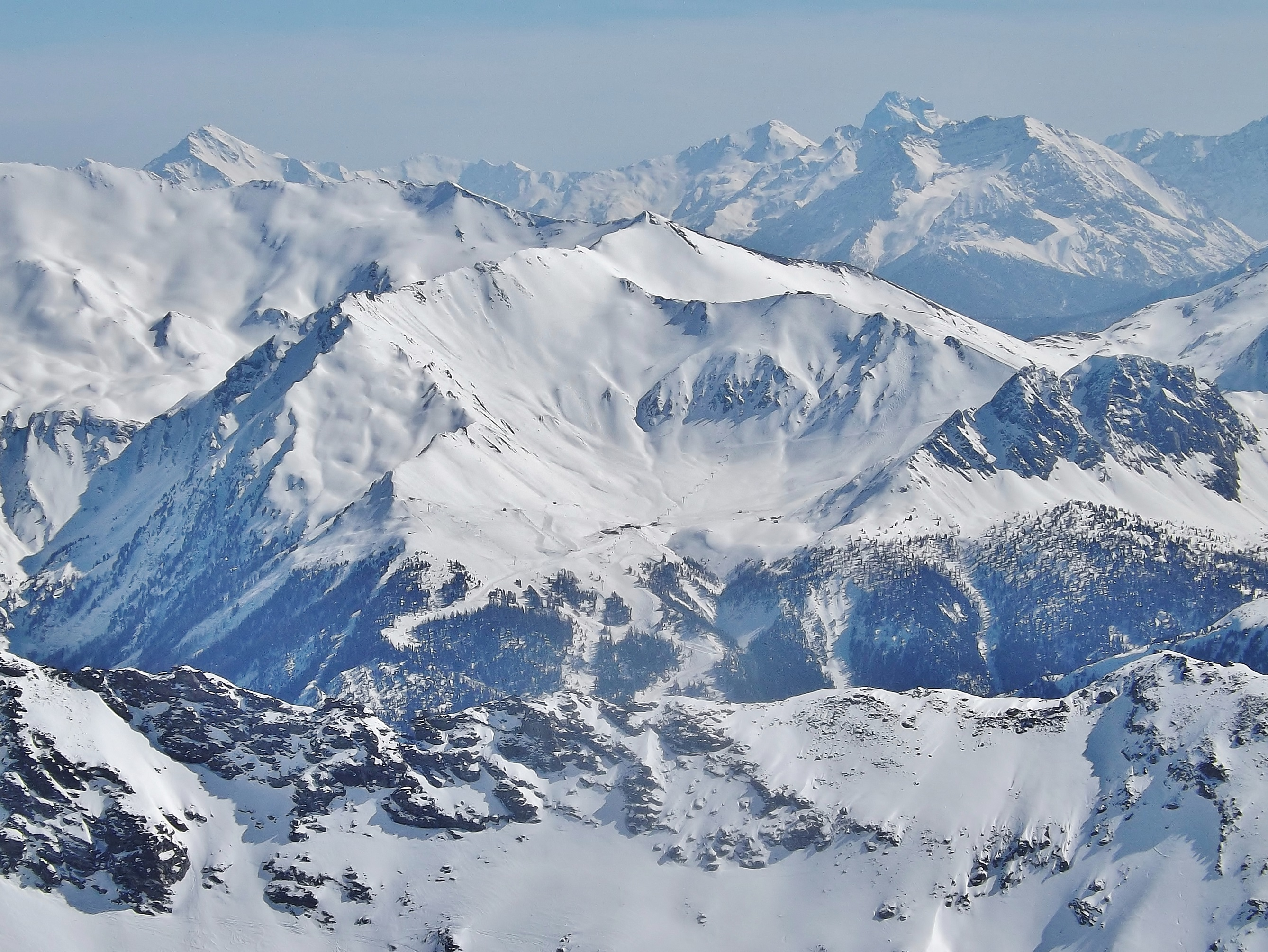
Massif des Cerces enneigé vers l'Italie au sud-est.

### Géologie
La Savoie est comprise dans le domaine géologique alpin, à l'est du rift ouest-européen. Ses grandes unités géologiques sont globalement accolées et parallèles les unes aux autres selon un axe nord-sud ou nord-est — sud-ouest. D'ouest en est, ces unités sont celles de la couverture plissée du massif du Jura, des zones déprimées, de la couverture des massifs cristallins externes, au sein desquels se trouvent ces derniers, des massifs cristallins de la Vanoise et des nappes de schistes lustrés. Dans ces deux dernières unités se trouvent également quelques zones de massifs cristallins internes.

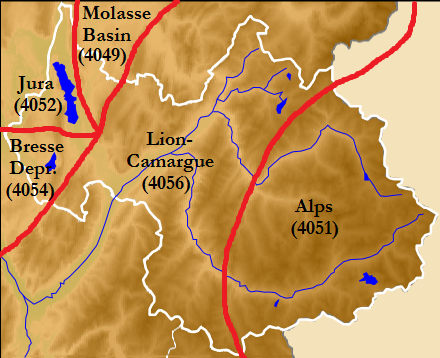
Provinces géologiques européennes en Savoie (United States Geological Survey).

La couverture plissée du Jura s'étend en Chautagne et sur l'Avant-Pays savoyard à l'exception de la zone de confluence du Guiers et du Rhône qui constitue une courte zone déprimée. Une plus grosse zone déprimée est celle longeant le Jura et le massif des Bauges dans la cluse de Chambéry en remontant par Aix-les-Bains jusqu'à l'Albanais. Cette zone est issue d'un remblaiement datant du Miocène, souvent recouverts par des dépôts morainiques datant de la glaciation de Würm. La couverture des massifs cristallins externes couvre pour sa part les massifs des Bauges, de la Chartreuse, la combe de Savoie, le val d'Arly et une partie de la Maurienne et de la Tarentaise (jusqu'à Saint-Jean-de-Maurienne et Moûtiers). Au sein de cette couverture s'étendent les massifs cristallins que sont les massifs de Belledonne, de la Lauzière et d'une grande partie du Beaufortain. Puis un premier front de chevauchement sépare ces unités de l'ouest du département avec celle des massifs cristallins de la Vanoise. Après un second chevauchement, l'extrême est du département est constitué pour sa part du socle cristallin d'Ambin dans la zone ouest du massif du mont Cenis et de nappes de schistes lustrés et d'ophiolites (Haute-Maurienne et Haute-Tarentaise). Sur ces deux dernières unités existent de courtes unités de massifs cristallins internes.
Le département de la Savoie a en outre la particularité d'être situé sur cinq provinces géologiques européennes (découpage établi par l'USGS), dont quatre possédant un point commun à l'ouest du département. Ces provinces géologiques sont, en termes anglais, celles de Bresse Depression (4054) présente au sud de l'Avant-pays, de Jura (4052) au nord et en Chautagne, de Molasse Basin (4049) au niveau de l'Albanais, de Lion-Camargue (4056) sur la partie alpine occidentale du département, et enfin celle de Alps (4051) sur les massifs alpins de l'est du département.
Pour ce qui concerne les risques sismiques, selon le zonage sismique entré en vigueur le 1er mai 2011, le département de la Savoie possède une grande moitié ouest de son territoire (incluant Chambéry, Aix-les-Bains et Albertville notamment) en risque « moyen » (accélération > 1,6 m/s2), et l'autre grande partie est (incluant notamment Moûtiers) en risque « modéré » (accélération > 1,1 m/s2). La limite entre ces deux zones se situe sur un axe s'étendant du Beaufortain à Saint-Jean-de-Maurienne. Une troisième zone en risque moyen se situe en Haute Maurienne dans le massif du Mont-Cenis. De manière générale, le massif alpin français est situé en zonage modéré ou moyen (cf. zonage sismique 2011).

### Climat

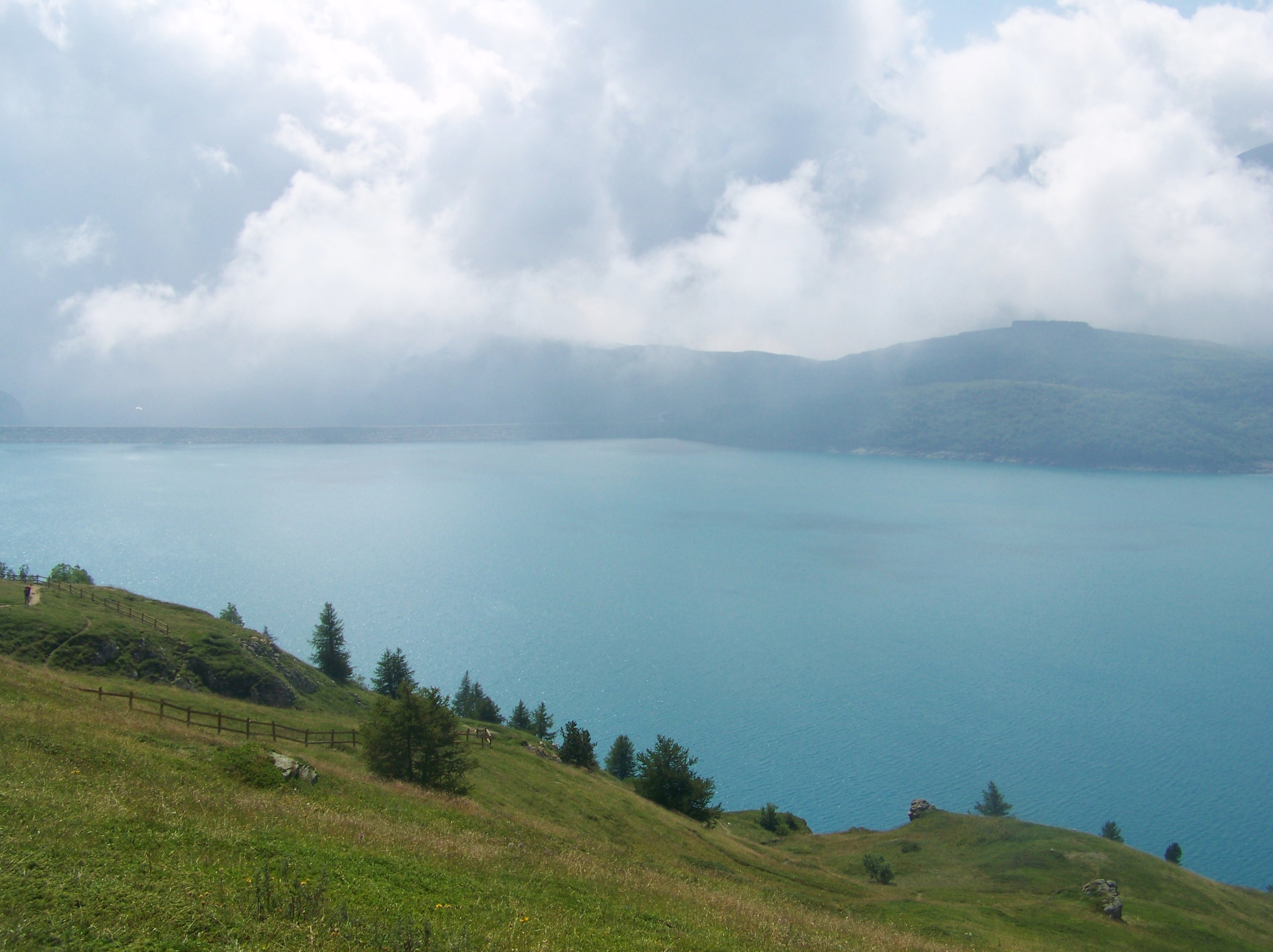
Début de retour d'est sur le lac du Mont Cenis en été. Alors que la pluie ici approche, le restant du département est sous le soleil.

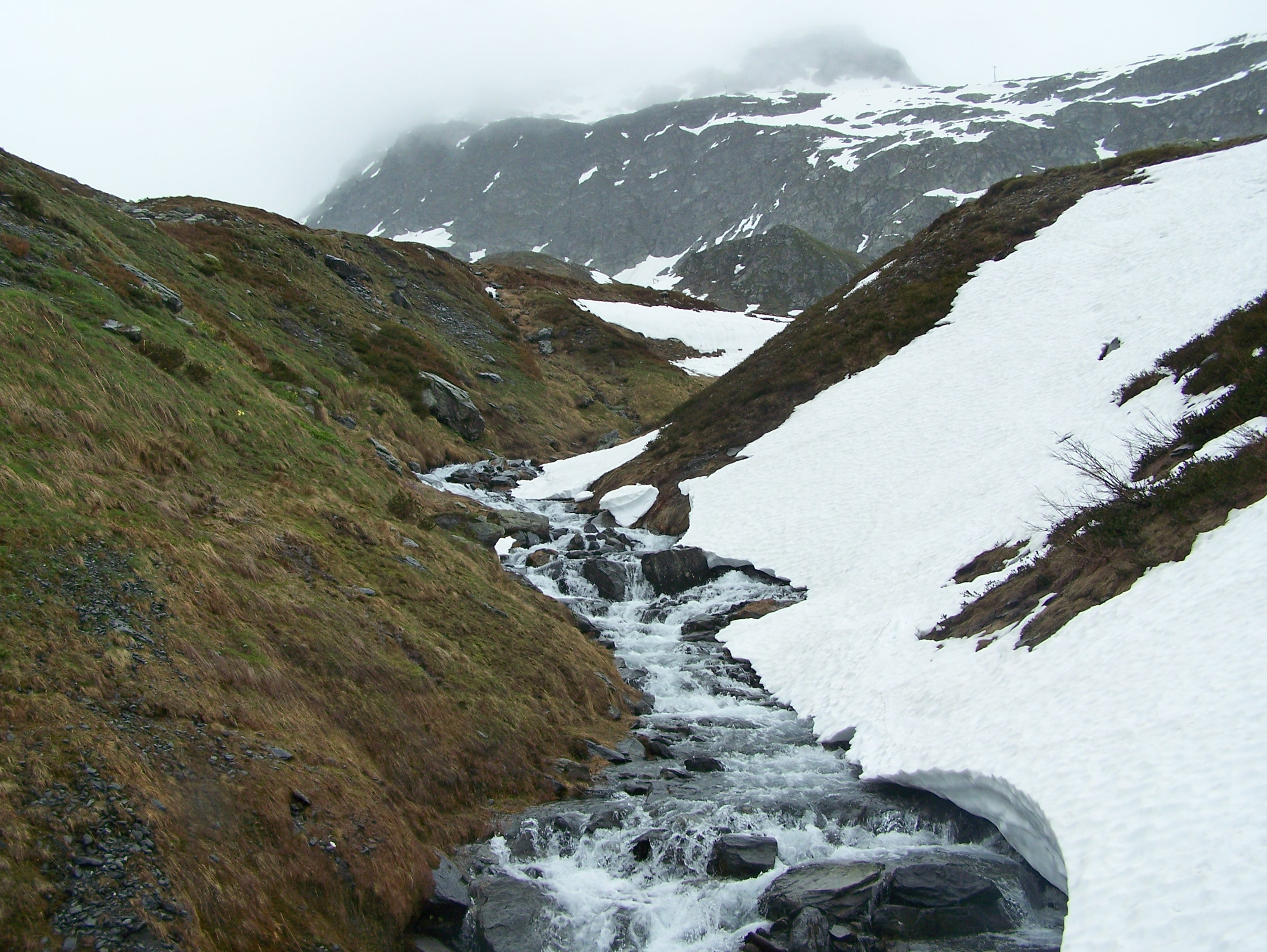
Neiges encore présentes vers le col du Petit-Saint-Bernard à la fin mai 2007.

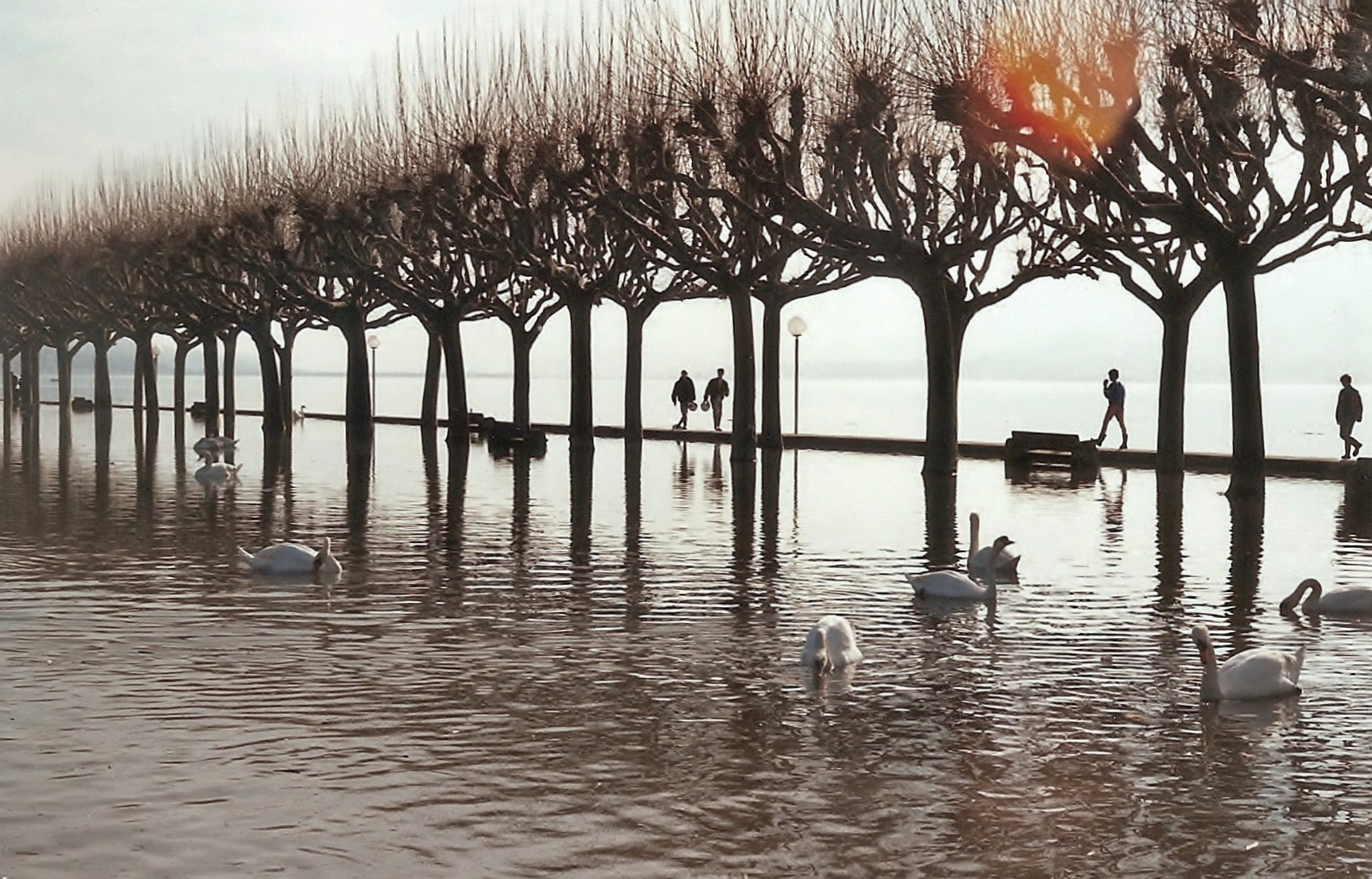
L'esplanade d'Aix-les-Bains vue lors de la crue du lac du Bourget en février 1990.

La Savoie a une altitude moyenne qui avoisine les 1 500 m et est donc soumise à un climat montagnard. La description du climat de la Savoie reste malgré tout complexe : ce département est soumis à la fois à des influences océaniques (apportant des perturbations), continentales (froid l'hiver, chaud l'été) et méditerranéennes (vagues de chaleur et sécheresses en été), auxquelles s'ajoute la présence du relief qui introduit alors une différenciation spatiale à l'origine de nombreux climats locaux et de microclimats (en fonction de l'altitude et des formes de relief : cuvettes, versants exposés…). La Savoie connaît également la présence de « retours d'est » provoquant de grosses chutes de neige en hiver sur l'est du département et des effets de foehn comme la Lombarde (vent d'est, appelée aussi parfois lombarde foehnée) au Mont-Cenis.
Les précipitations sont satisfaisantes et la Savoie ne fait pas partie des départements qui souffrent le plus du manque d'eau lors de canicules. Les records de précipitations survenus entre 1958 et 2011 sont au nombre de 21 pour les cas de précipitations de plus de 100 mm par jour de pluie, avec un record de 165,8 mm tombés en une journée à Verrens-Arvey en 1983.
Pour autant, à l'inverse des Bauges et de la Chartreuse souvent soumises aux perturbations d'ouest et aux orages, certaines zones du département ont un climat plus chaud, plus ensoleillé et moins soumis aux précipitations, comme la vallée de la Maurienne. À cet égard, la commune d'Avrieux en Haute-Maurienne est réputée pour être un pôle de sécheresse en son chef-lieu (environ 1 100 m) avec des précipitations moyennes annuelles inférieures à 521 mm. Les hauteurs de la commune sont malgré tout beaucoup mieux arrosées (altitude maximale de 3 506 m) notamment du fait des retours d'est, mais les niveaux de précipitations globaux restent en deçà de ceux de communes d'autres vallées moins affectées par le manque de précipitations. Plus globalement, la Savoie possède un climat bien plus chaud et un relief bien plus sec que la Haute-Savoie, davantage soumise au climat océanique lui apportant neige et végétation.
La Savoie détenant plusieurs sommets de plus de 3 000 mètres (36 au-delà de 3 500 m), elle possède ainsi un étage nival et donc des neiges persistantes, parmi lesquelles des glaciers. Les grands cols routiers, parmi lesquels le Galibier, l'Iseran ou le Petit Saint-Bernard, sont fermés plusieurs mois durant l'hiver en raison de l'impraticabilité due à la neige abondante.
Avec le changement climatique, on assiste depuis les années 1950 (début des mesures météorologiques) à une augmentation des températures moyennes hivernales, printanières et estivales, et à une baisse des cumuls de neige. En ce qui concerne les quantités de précipitations, la Savoie demeure globalement un château d'eau. Toutefois, les sécheresses des années 2003 à 2006 ont provoqué un tarissement des sources et une tension sur le partage de l'eau en montagne entre EDF, l'enneigement artificiel (canons à neige), le tourisme hivernal, l'alimentation en eau potable et l'agriculture. En Haute-Maurienne, vallée déjà particulièrement sèche, l'agriculture a souffert du manque d'eau, ce qui a réduit la production du Beaufort.
Les catastrophes naturelles les plus fréquentes sont les avalanches, qui concernent 53 communes, les glissements de terrain et les éboulements (211 communes concernées). Les risques naturels concernant les 273 communes du département sont les retraits/gonflements des sols argileux et les séismes. La Savoie a longtemps été soumise à des crues torrentielles dues à des précipitations exceptionnelles conduisant au débordement des cours d'eau, comme l'Arc en juin 1957 dont les eaux se sont élevées de plus de 3 mètres et dont le débit, habituellement de 150 m3/s, a été quintuplé. En février 1990, c'est une grande partie du bassin versant du lac du Bourget qui a conduit à l'inondation d'Aix-les-Bains. Depuis lors, les pouvoirs publics ont instauré cinq Plans de prévention des risques inondation (PPRI) et des Atlas de zones inondables (AZI) pour prévenir au mieux ces risques.
| Températures moyennes minimales                 | 2,2 °C                                     | 0,6 °C                                       |
| Températures moyennes maximales                 | 20,4 °C                                    | 18,6 °C                                      |
| Précipitations moyennes                         | 1 296,8 mm                                 | 985,1 mm                                     |
| Ensoleillement moyen                            | 1 834,1 h                                  | 1 957 h                                      |
| Record de températures Minimale / Maximale      | −19 °C (07/01/1985) / 38,8 °C (11/08/2003) | −21,3 °C (06/01/1985) / 38,4 °C (31/07/1983) |
| Source : Fiches climatologiques de Météo-France |                                            |                                              |

### Voies de communication et transport

#### Voies routières

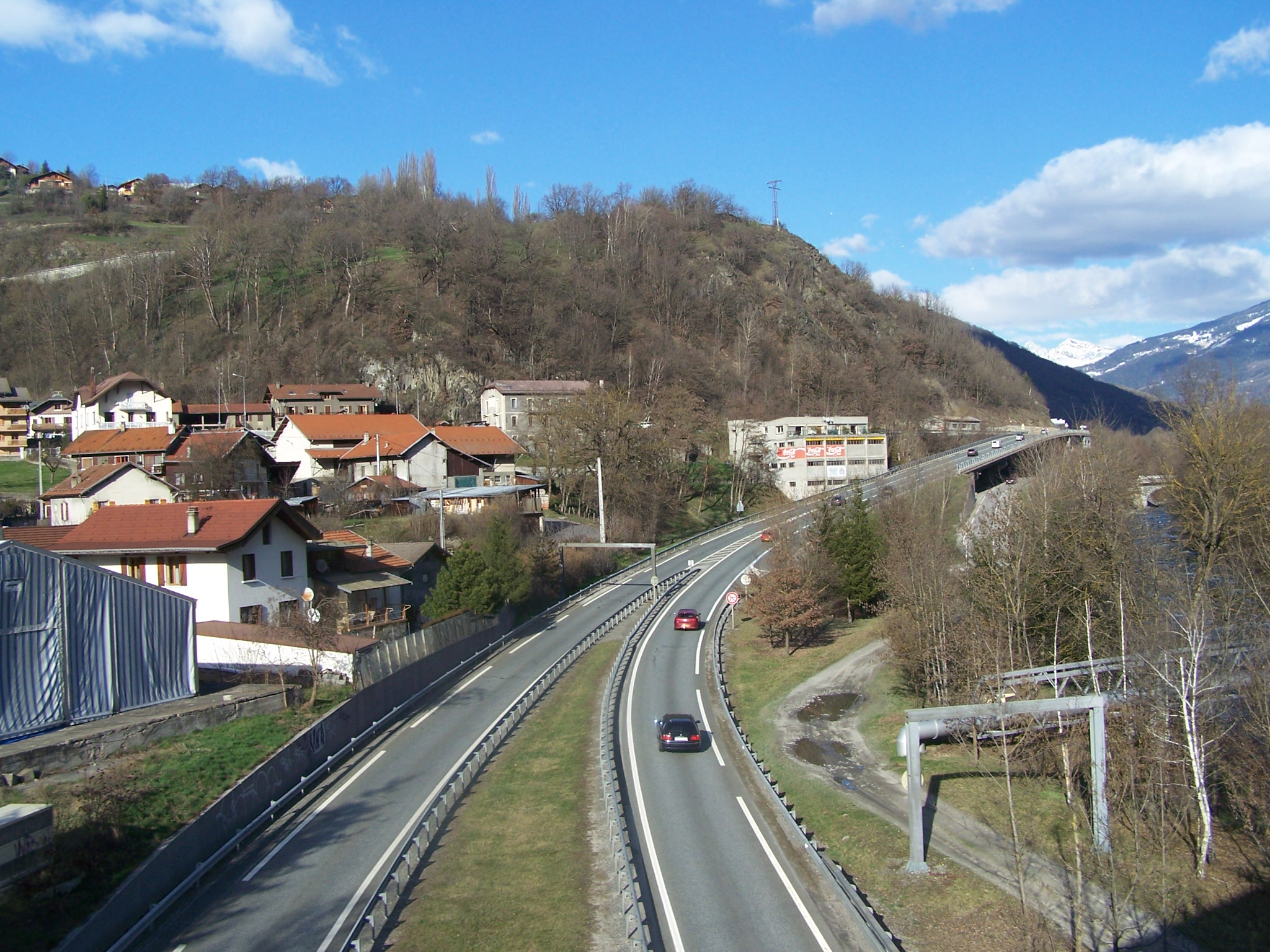
La N90 à Aime, en direction de Bourg-St-Maurice.

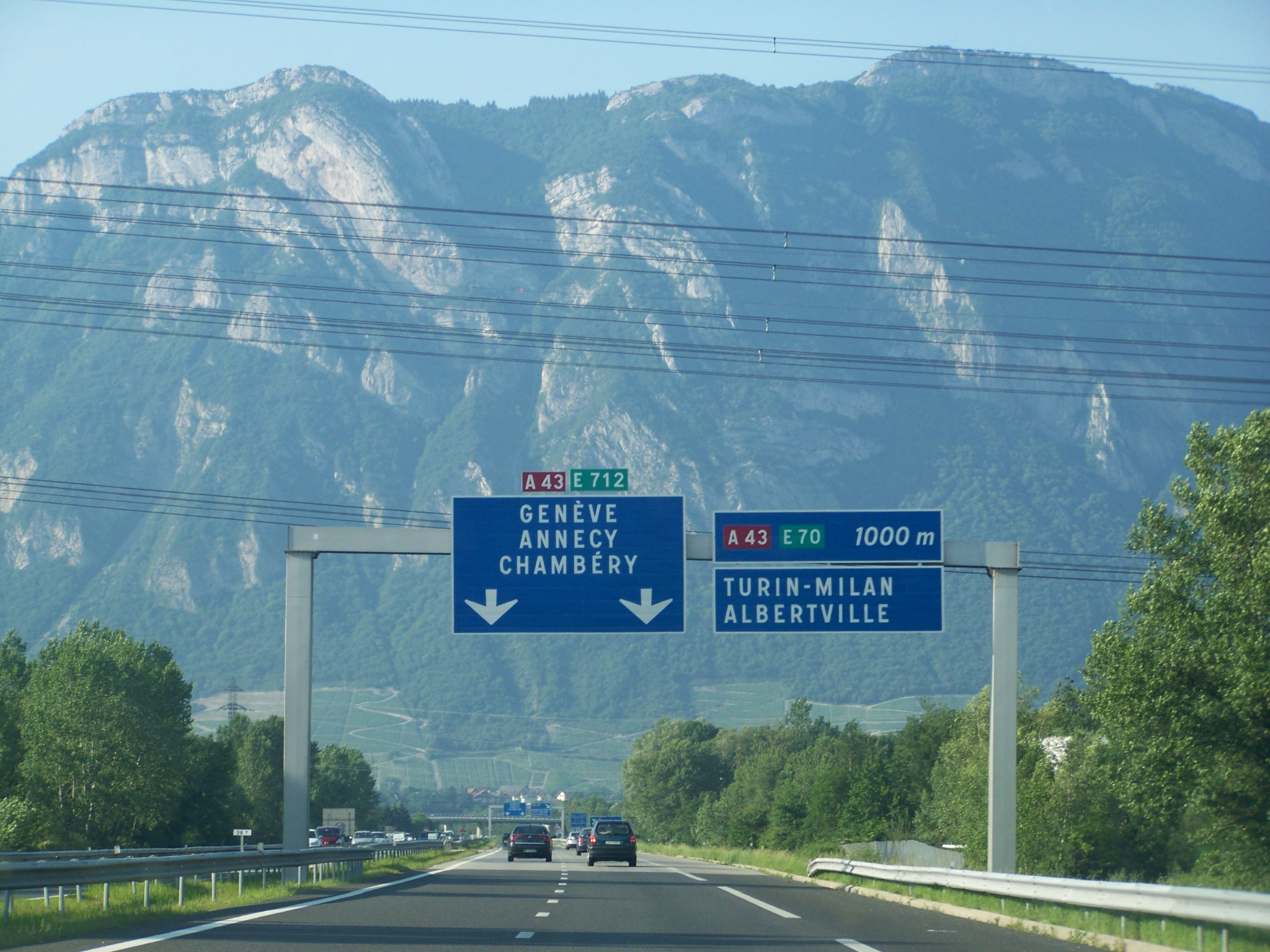
Fin de l'A41sud, jonction avec l'A43 vers la Suisse ou l'Italie, dans le fond, le Massif des Bauges.

Au 31 décembre 2010, la Savoie comprend un réseau routier d'une longueur totale de 8 078 km. Plus de la moitié sont des routes communales totalisant 4 697 km, suivies par les routes départementales avec 3 152 km. Arrivent ensuite les 163 km d'autoroutes puis les 72 km de routes nationales. La faible proportion de ces dernières résulte du transfert des principaux tronçons de RN au profit des départements par une réforme de 2005. Avant cette date, le département comptait alors 397 km de routes nationales et 2 825 km de routes départementales.
Du fait de la longueur de son réseau, la Savoie est classée au 72e rang national sur 96 départements métropolitains, 84e quant à sa densité, de 1,4 km de route par km2 de territoire. Ceci s'explique là encore par la présence de zones de montagne et notamment de haute-montagne sur lesquelles construire des routes est difficile mais aussi peu utile dans la mesure où plusieurs hectares de ces zones ne regroupent aucune habitation. Plus de 1 000 km de routes sont situées au-dessus de 1 000 m, dont 875 km de routes départementales.
La Savoie recense quelques axes majeurs que sont la desserte des deux principales vallées alpines de la Tarentaise et de la Maurienne. La plus longue route est l'ancienne route nationale 6, devenue « route départementale 1006 ». Pénétrant en Savoie par l'ouest au Pont-de-Beauvoisin, elle traverse l'Avant-pays par les Échelles, contourne le centre de Chambéry, longe la combe de Savoie et dessert toute la Maurienne ainsi qu'une partie de la Haute-Maurienne jusqu'au col du Mont-Cenis (2 083 m) et la frontière avec l'Italie en redescendant dans le val de Suse.
Un autre axe majeur est la route nationale 90, conservée par l'État entre Albertville et Bourg-Saint-Maurice, desservant ainsi toute la vallée de la Tarentaise. Toujours au départ d'Albertville, la RD 1212, anciennement route nationale 212, relie pour sa part Ugine et le val d'Arly jusque vers Megève en Haute-Savoie. Enfin la RD 1201, anciennement route nationale 201, relie directement Chambéry à Aix-les-Bains avant de continuer vers Annecy, préfecture de Haute-Savoie. Une portion de cette route est demeurée néanmoins route nationale 201, sur une dizaine de kilomètres au niveau du bassin chambérien. Il s'agit d'une 2 × 3 voies également appelée « voie rapide urbaine » (VRU), gratuite et reliée aux deux principales autoroutes du département : l'A43 et l'A41.
Le réseau autoroutier en Savoie y est par ailleurs moyennement développé. Toutes les autoroutes et routes à chaussées séparées de type autoroutier suivent les vallées. Ainsi, l'A43 qui relie Lyon à Chambéry, remonte la vallée la vallée de la Maurienne jusqu'au tunnel du Fréjus à la frontière italienne et permet de traverser le département d'ouest en est. Une autre autoroute, l'A41, permet de descendre vers le sud de la France par Grenoble, ou de monter au nord vers Annecy par Aix-les-Bains. Enfin l'A430 prolonge l'A43 avant la Maurienne pour relier Albertville.
Le réseau routier savoyard comporte plus de 3 600 ouvrages d'art, en particulier des tunnels, des ponts, des murs ou des paravalanches. Il comporte en outre plus d'une cinquantaine de cols dont sept situés au-dessus de 2 000 mètres. Pour autant, le taux d'accidentalité y est parmi les plus faibles de France (83e rang sur 96 en 2009).

#### Transport ferroviaire

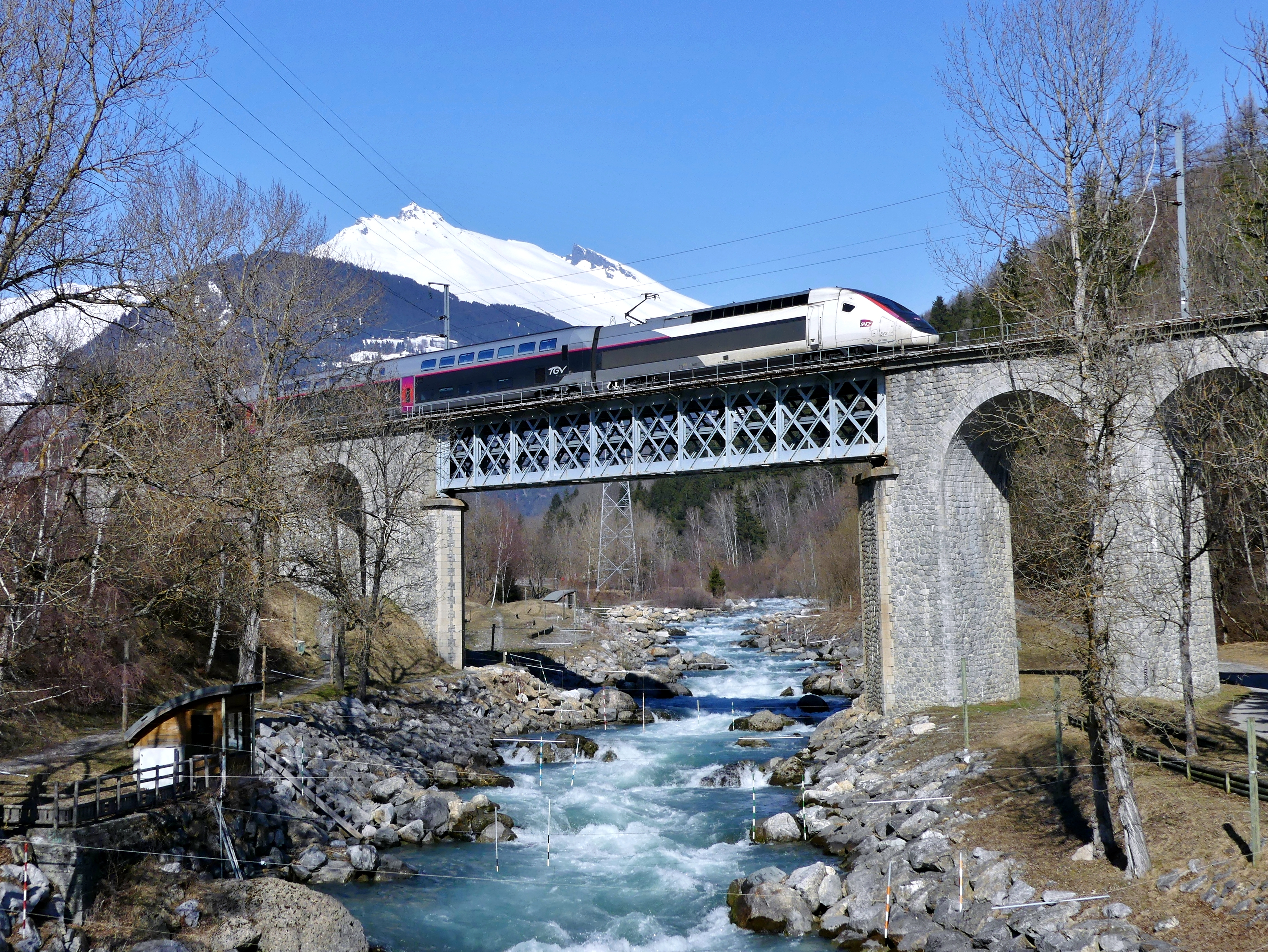
Un TGV traversant l'Isère à la sortie de Bourg-Saint-Maurice un samedi d'hiver.

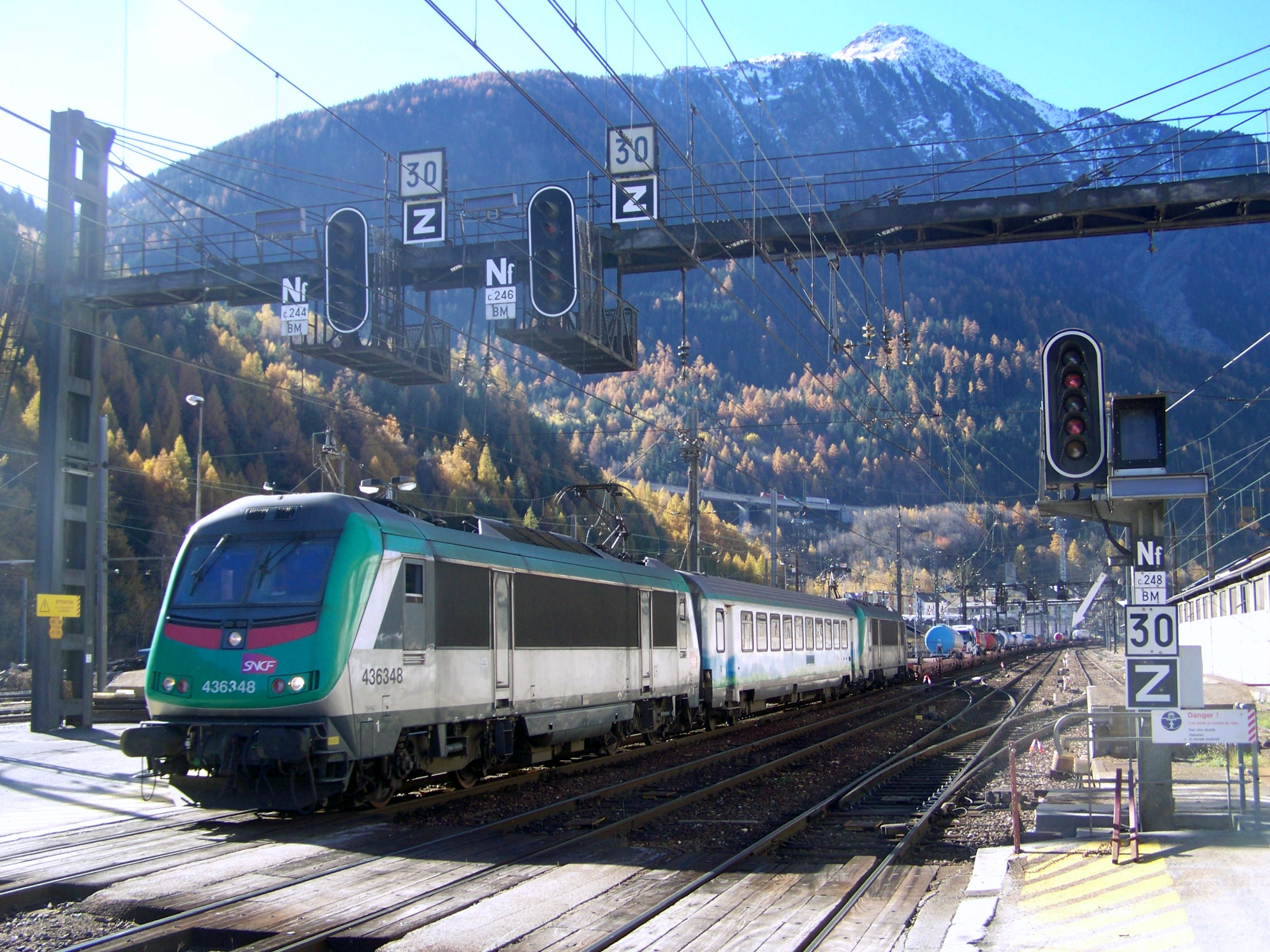
Arrivée d'un train Modalohr en gare de Modane, dernier arrêt avant l'Italie.

Le département de la Savoie bénéficie d'un transport ferroviaire de voyageurs et de marchandises relativement important. Ce dernier comporte en effet pas moins de cinq lignes différentes :
- la ligne de Culoz à Modane (frontière), dite aussi « ligne de la Maurienne », est la principale ligne ferroviaire du département, dans lequel elle est quasi exclusivement située (hormis la portion de 1 km allant du Rhône à Culoz, située dans l'Ain). 135 km de double voie électrifiée traversent donc le département du nord-ouest au sud-est en passant par Aix-les-Bains, Chambéry et la Maurienne. Modane est sa dernière ville desservie avant le passage dans le tunnel ferroviaire du Fréjus conduisant en Italie ;
- la ligne de Saint-Pierre-d'Albigny à Bourg-Saint-Maurice, ou « ligne de la Tarentaise », se détache de la précédente dans la combe de Savoie, entre Chambéry et Albertville. Cette ligne à voie unique électrifiée dessert toute la vallée de la Tarentaise d'Albertville à Bourg-Saint-Maurice via Moûtiers, et donc les principaux domaines skiables du département ;
- la ligne d'Aix-les-Bains-Le Revard à Annemasse, voie unique électrifiée, relie les chefs-lieux de la Savoie et de la Haute-Savoie, Chambéry et Annecy à partir d'Aix-les-Bains ;
- la ligne de Grenoble à Montmélian, à double voie électrifiée (depuis 2013), se détache de la ligne de la Maurienne à Montmélian et joint Grenoble (Isère) par la vallée du Grésivaudan. Mais sa longueur est de moins de 10 kilomètres sur le territoire du département. Elle est le prolongement logique de la précédente, descendant la vallée de l'Isère vers Grenoble ;
- la ligne de Saint-André-le-Gaz à Chambéry, voie unique électrifiée, est une ligne ayant un but de desserte locale de l'Avant-pays savoyard uniquement. Mais, reliée à la ligne à double voie de Grenoble vers Lyon à partir de Saint-André-le-Gaz (Isère), elle est donc aussi principalement utilisée sur les liaisons de la Savoie vers Lyon.

Au total, la Savoie compte 270 km de voies ferrées, desservant un total de 28 gares ferroviaires. Les lignes d'Aix-les-Bains-Le Revard à Annemasse, de Culoz à Modane entre Aix-les-Bains et Montmélian et de Grenoble à Montmélian forment une partie de la ligne du Sillon Alpin, reliant Genève (Suisse) à Grenoble puis Valence, et actuellement desservie par des TER Rhône-Alpes.
En 2005, le trafic s'est élevé à 6 263 887 voyageurs, ce qui sur deux ans représentait une hausse d'environ 9,4 %. Mais ce nombre prend aussi en compte le trafic hors gares de Savoie. Le trafic annuel entre gares savoyardes pour 2007 ne s'est élevé pour sa part qu'à 1 390 609 voyageurs, soit 0,5 % d'augmentation par rapport à 2006. Cet important écart s'explique par le nombre très important de touristes et de vacanciers venant l'hiver en Savoie par train au départ de grandes métropoles européennes comme Paris, Lille, Londres, Lyon ou Bruxelles.
Le transport de voyageurs en Savoie s'organise autour du TER Rhône-Alpes, du TGV et de quelques Intercités de nuit. Les liaisons TER internes à la Savoie sont celles de Chambéry à Modane ou à Bourg-Saint-Maurice. Toutes les autres liaisons concernent des villes d'autres départements, notamment Lyon, Grenoble, Annecy, Genève ou Valence. Du côté des TGV, Chambéry, Aix-les-Bains et Modane sont desservies directement depuis et vers Paris toute l'année, et la vallée de la Tarentaise est desservie durant la période hivernale.
Pour ce qui concerne les marchandises, 6,6 millions de tonnes de fret ont transité en 2007 par le tunnel ferroviaire du Fréjus. Un projet de ferroutage, appelé « autoroute ferroviaire alpine », existe sur la ligne de la Maurienne entre Aiton (Savoie) et Orbassano (Italie), et utilise des wagons de type Modalohr. Malgré quelques baisses d'activité, cette liaison de 175 km entre la France et l'Italie a vu franchi le seuil de 100 000 camions transportés en juillet 2009, avec un taux de remplissage restant relativement élevé.
Quelques anciennes lignes de desserte locale sont déclassées. Il s'agit par exemple de la ligne d'Annecy à Albertville, partiellement fermée et déposée d'Ugine jusqu'à la Haute-Savoie, le tronçon d'Ugine à Albertville ne restant ouvert qu'au service marchandises. Une autre ligne, le Chemin de fer du Mont-Cenis, long de 77 km, a également existé au-delà de Modane, jusqu'à Suse en Italie, par le col du Mont-Cenis.

#### Transports aériens

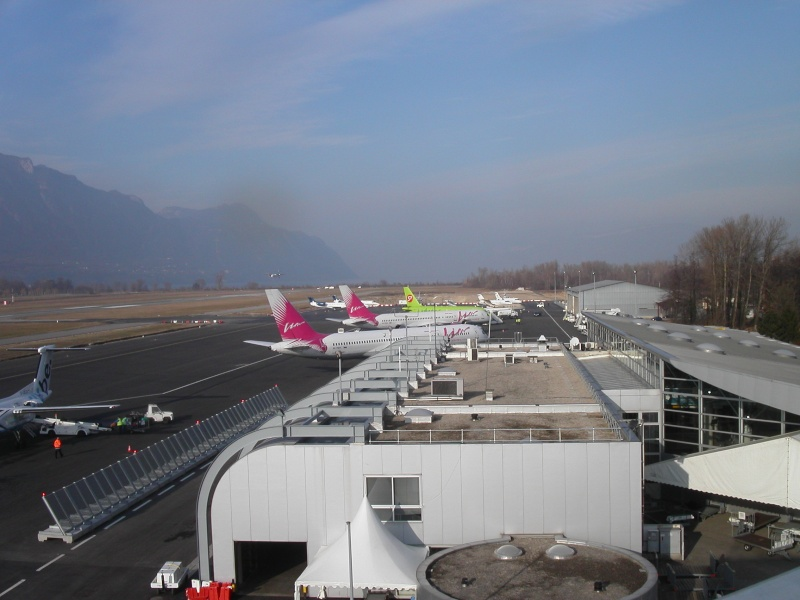
Le tarmac de l'aéroport de Chambéry-Savoie à l'hiver 2007.

Le transport aérien au niveau départemental est en constante augmentation. L'aéroport de Chambéry-Savoie, géré par le conseil départemental, est implanté entre Chambéry et Aix-les-Bains, à Voglans, à quelques mètres de la rive sud du lac du Bourget. Il dessert le Royaume-Uni et les Pays-Bas. À cela s'ajoutent de nombreuses lignes hivernales en raison de la proximité des stations de sport d'hiver. Trois compagnies à bas prix proposent des vols réguliers. L'aéroport Chambéry - Savoie totalise à lui seul, pour l'année 2005, 9 844 passagers vols d'affaires, 194 435 passagers commerciaux dont 21 390 passagers vols réguliers. En 2008, ce furent 270 632 passagers qui ont transité par l'aéroport, soit 16,7 % de plus par rapport à 2007. Autre évolution notable : le nombre de passagers des vols charters s'est stabilisé tandis que celui des vols réguliers a augmenté de 53,7 %. En outre, l'activité charters neige a représenté 178 926 passagers pour la saison hivernale 2010-2011.
Il est aujourd'hui estimé que de mi-décembre à mi-avril, l'aéroport voit transiter jusqu'à 12 000 passagers le samedi, et 6 000 le dimanche. Parmi eux, 80 % de Britanniques.
Deux autres aérodromes sont également implantés en Savoie :
- l'aérodrome de Chambéry - Challes-les-Eaux de taille modeste. Il est essentiellement spécialisé dans la pratique du planeur ;
- l'aérodrome d'Albertville de plus petite taille, où est notamment basé le Secours aérien français (SAF).

Il existe également deux altisurfaces dans les stations de ski : les altiports de Courchevel et de Méribel.

#### Transports départementaux

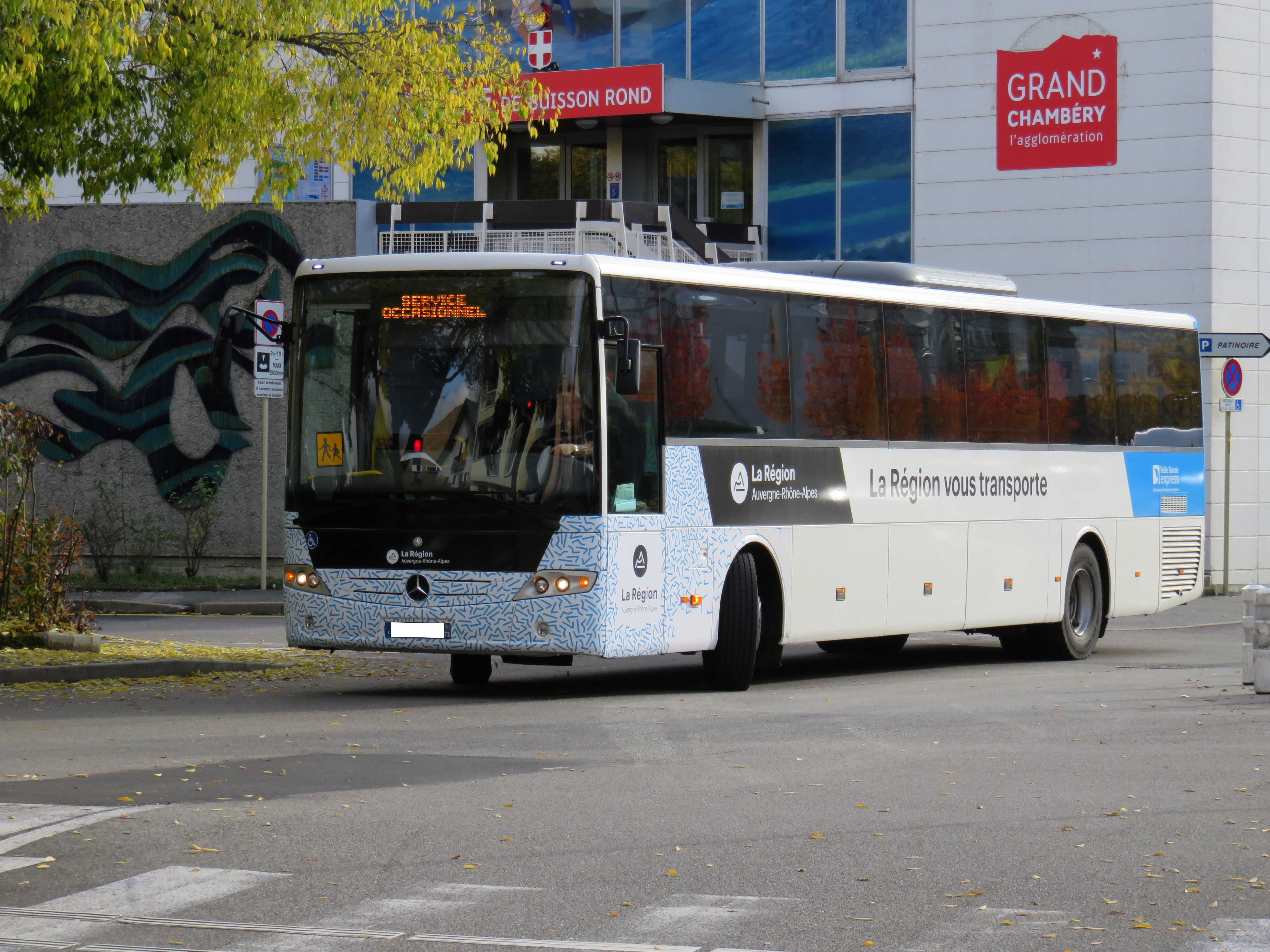
Un car du réseau départemental à Chambéry à l’automne 2018.

Depuis le 1er septembre 2017, le réseau interurbain du département, Belle Savoie Express, est géré par la région Auvergne-Rhône-Alpes. 7 lignes régulières sont en service toute l’année, auxquelles s’ajoutent 21 lignes touristiques ne circulant qu’en hiver ou en été pour relier les gares ferroviaires ou routières du département aux stations de sports d’hiver de Maurienne et de Tarentaise.
Les grandes intercommunalités savoyardes disposent de transports urbains : Chambéry avec les Synchro Bus, Aix-les-Bains avec Ondéa, Albertville et les Transports Région Arlysère, Saint-Jean-de-Maurienne avec les Cœur de Maurienne Arvan Bus,... En hiver, le nombre de bus urbains dans le département est augmenté, avec la mise en place de nombreux skibus.
Enfin, la Savoie et la Haute-Savoie ont lancé le projet du site « Mobi Savoie », conçu pour préparer tout voyage dans l'un ou les deux départements quel que soit le mode de transport choisi.

#### Autres moyens de transports

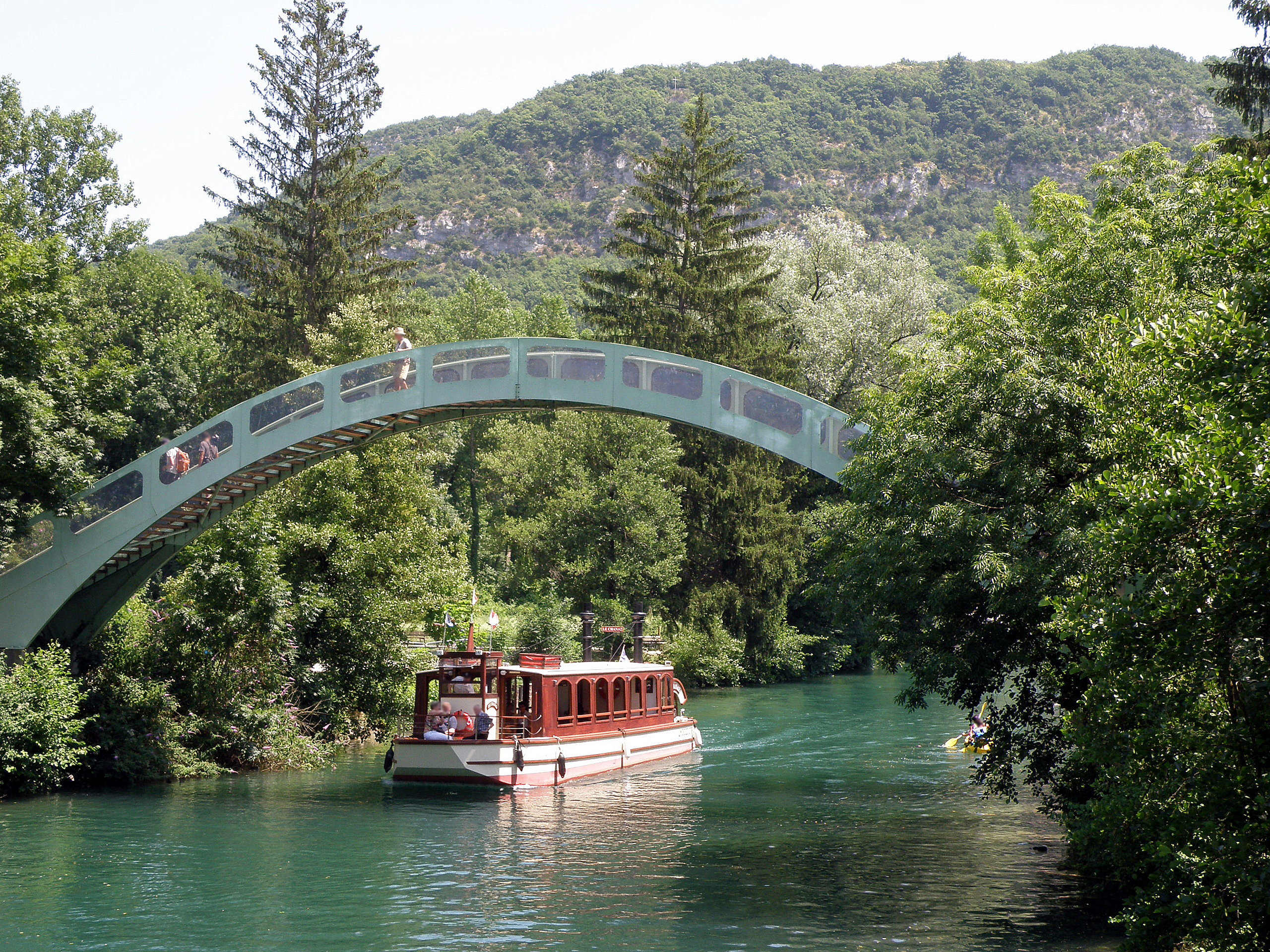
Navigation sur le canal de Savières.

La Savoie ne connaît pas de transport maritime ni de véritable transport fluvial : aucune des deux principales rivières du département ne peut servir de moyen de transport du fait de leur aspect torrentiel. En revanche, le canal de Savières reliant le lac du Bourget au Rhône peut être remonté par des bateaux touristiques ou de plaisance.
En ce qui concerne le cyclisme et le cyclotourisme, le département comporte 43 km de voies vertes (moyens de transports motorisés interdits) et 180 km de bandes cyclables le long des routes départementales. L'agglomération de Chambéry métropole à elle seule compte pour sa part 60 km de pistes cyclables.
Aucune ville du département ne possède de tramway. En revanche le funiculaire Les Arcs' Express relie sur près de 3 km la gare de Bourg-Saint-Maurice à la station des Arcs à 1 625 m. À noter également la présence de la télécabine d'Orelle près de Modane, longue de 5 km et permettant de rejoindre la station de Val Thorens située dans la vallée voisine de Belleville.

## Toponymie
Le nom Savoie provient de l'ancien territoire Sapaudie (en latin sapaudia, vers 354 : Unde per Sapaudiam fertur (Rhodanus) et Sequanos chez Ammien Marcellin, lib. XI, cap. XI), qui signifierait le « (pays des) sapins » ou le « (pays couvert de) sapins » (du gaulois sapo : sapin). Le nom aurait ensuite dérivé en Sabaudia, Sabogla, Saboia, Savogia et enfin Savoie. Il est fait mention à la fin du IVe siècle de la Sapaudia dans les Res Gestae d'Ammien Marcellin en 369, puis au Ve siècle dans la Notitia Dignitatum (deux mentions) et la Chronica Gallica de 511. Il faut néanmoins attendre le XIIe siècle pour que Sabaudia ou Sabauda désigne le domaine de la famille princière de Savoie.
Contrairement à la majorité des autres départements français, le département de la Savoie a conservé sa dénomination historique et n'a pas été nommé selon la géographie des lieux. Cela s'explique par la création tardive du département, en 1860. À cette époque, la volonté post-révolutionnaire d'oublier l'ancien découpage par province de l'Ancien Régime n'était plus aussi forte que peu après la Révolution française en 1789.

## Histoire

### Héraldique
Le département de la Savoie n'a pas de blason officiel. Le blason ci-contre est celui de l'ancien duché, et est utilisé par tradition tant en Savoie qu'en Haute-Savoie.
De gueules à la croix d'argent.
Ce blason traditionnel est également plus ou moins mis en évidence dans les blasons de certaines communes de l'ancien duché, dont en voici quelques exemples pour la Savoie :
|         | Chambéry | Albertville | Montmélian | Yenne | Les Échelles | Pralognan-la-Vse | Le Châtelard | La Motte-Servolex |
| Blasons |          |             |            |       |              |                  |              |                   |

### Faits historiques

#### Préhistoire et Protohistoire

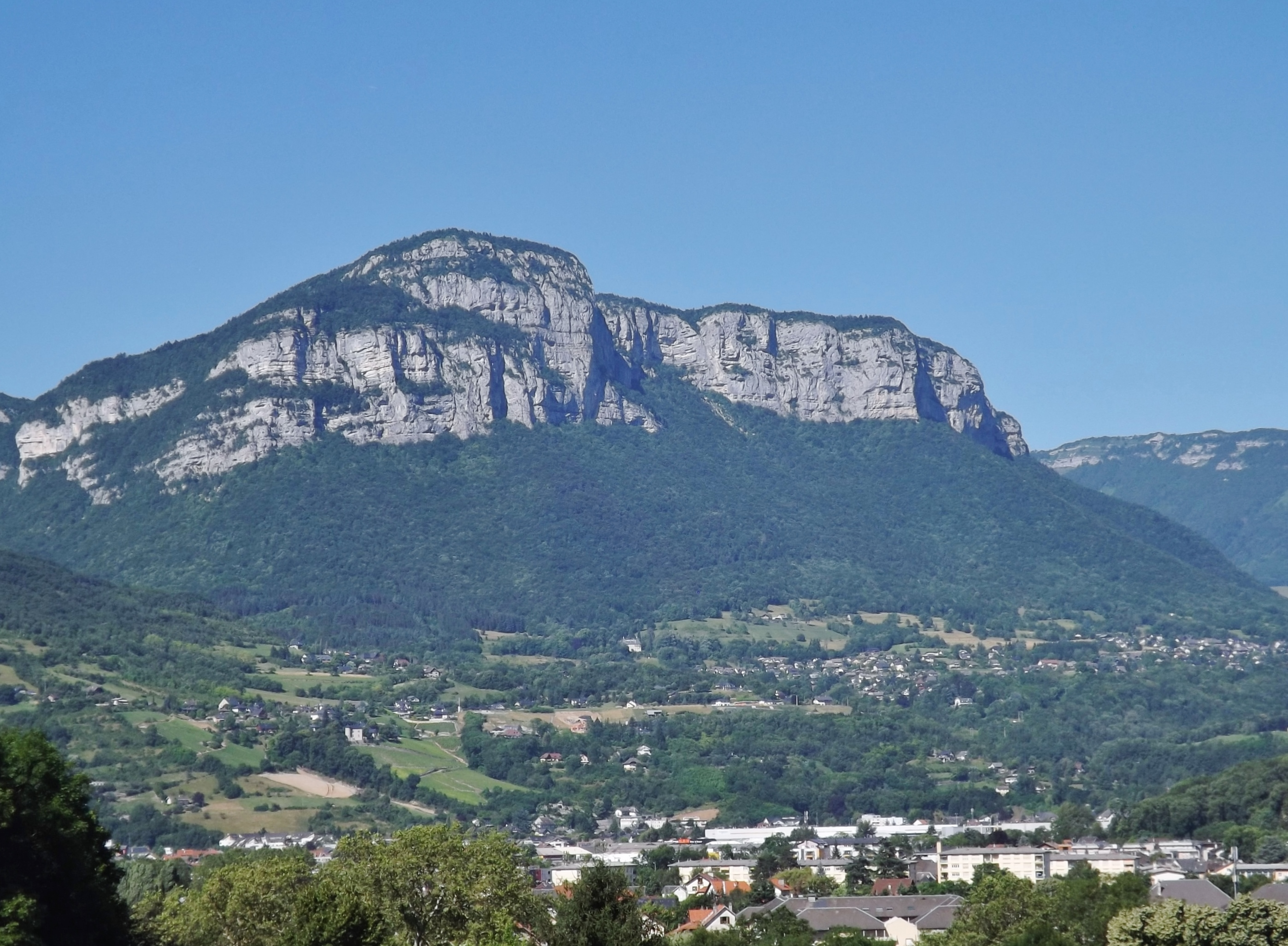
Le mont Peney où des silex, un squelette humain du Néolithique et des peintures rupestres ont été découverts.

La Savoie commence à prendre sa géographie définitive lors de la fonte des glaces issues de la dernière glaciation du Quaternaire, la glaciation de Würm il y a 10 000 ans. Elle laisse derrière elle un large bassin tertiaire partant de la combe de Savoie au tout récent lac du Bourget en passant par la cluse de Chambéry et un Avant-pays savoyard dans lequel s'est établi le lac d'Aiguebelette. Ce nouveau visage va conduire durant le Néolithique entre 5000 av. J.-C. et 2000 av. J.-C. des communautés sédentaires d'agriculteurs à se déplacer dans ces vallées et zones de plaine ou mi-plaine et à s'installer dans de nouveaux villages lacustres, ou sur des plateaux, comme au mont Peney dans les Bauges au-dessus de Chambéry. En outre, de l'autre côté du département, la libération des Alpes des glaciers va également permettre à la civilisation de Cortaillod de franchir le col du Grand Saint-Bernard et de s'installer progressivement en vallée d'Aoste et dans le val de Suse en Italie, puis dans les vallées de Tarentaise et Maurienne. En attestent de nombreux vestiges comme la nécropole d'Aime, datée du Néolithique moyen.
La découverte d'une hache plate à Saint-Pierre-d'Albigny atteste de l'âge du cuivre en Savoie à partir de 2500 av. J.-C.. L'âge du bronze prend place 500 ans plus tard avec l'apparition de haches et épingles utilisées dans les gisements de cuivre de Haute-Tarentaise. À partir de 1400 av. J.-C. une production locale de métal se met en place. Dans le même temps apparaissent ensuite les bronzes italiques (bijoux et armes) dans le cadre de commerces entre la plaine du Pô en Italie et la Savoie. Puis à partir du Xe siècle av. J.-C., la baisse progressive du niveau des lacs due à un réchauffement du climat amène les peuplades locales à installer leurs ateliers de métallurgie et de poterie sur les nouvelles rives. Ces métallurgistes exploitent alors par la suite les mines de cuivre de Maurienne. Leurs vestiges seront retrouvés plusieurs siècles plus tard dans des sites palafittiques immergés, par exemple le littoral de Tresserve.
À l'âge du fer, au VIIe siècle av. J.-C., de nouveaux peuples indépendants s'installent en Savoie : les Ceutrons (peuple celte) en Tarentaise et les Médulles en Maurienne dont ils prennent le contrôle du commerce du Pô au Rhône. En Maurienne, ces derniers cohabitent par la suite avec d'autres peuples gaulois tels les Graiocèles. Enfin les Allobroges arrivent en Savoie, et contrôlent à partir du IIIe siècle av. J.-C. les plaines, notamment la cluse de Chambéry et la combe de Savoie. Entretemps dans les vallées, certains peuples indépendants finissent également par être celtisés.
Enfin, en pleine deuxième guerre punique, le général carthaginois Hannibal Barca, désireux de se rendre en Italie, traverse les Alpes en 218 av. J.-C. et deux itinéraires savoyards sont envisagés : par la Tarentaise ou la Maurienne.

#### Époque romaine

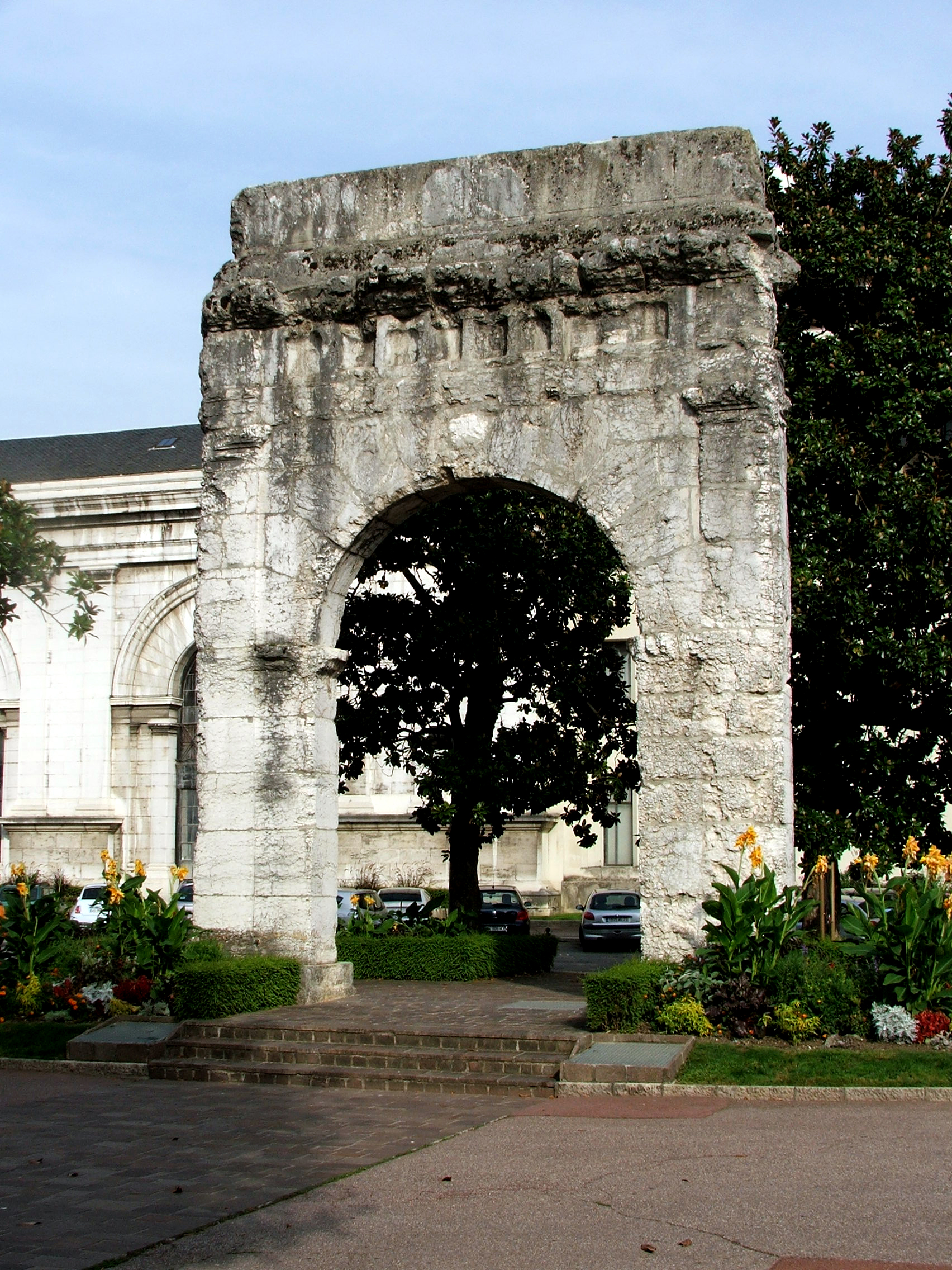
L'Arc de Campanus à Aix-les-Bains.

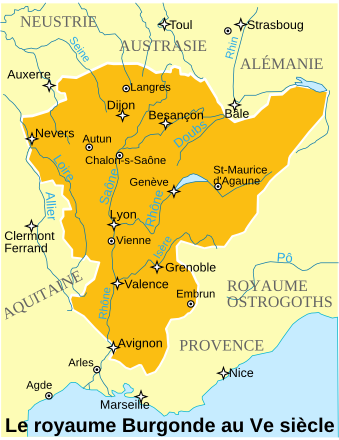
Le royaume burgonde au V.

Au premier siècle avant notre ère, alors que les tribus celtes contrôlent toujours les plaines et les vallées alpines, Jules César décide d'en prendre possession. Les Allobroges sont mis en déroute par une première bataille près d'Avignon en - 121, mais les peuples celtes des vallées ne l'entendent pas de cette manière et menacent l'armée romaine : c'est notamment le cas des Teutons, alliés aux Cimbres et aux Helvètes lors de la guerre des Cimbres vers 120 av. J.-C. Mais en 62 av. J.-C., les Allobroges sont de nouveau vaincus et sont finalement présentés par César comme « nouvellement soumis » en 58 av. J.-C. Pour autant, les peuples des vallées continuent eux encore de résister et Jules César écrit à leur propos :

« Là, les Ceutrons, les Graiocèles, les Caturiges, qui avaient occupé les positions dominantes, essayent d'interdire le passage à son armée. »

— Jules César, La Guerre des Gaules, Livre I, 10
Finalement la soumission s'opère et les vallées sont intégrées dans les provinces romaines des Alpes cottiennes et des Alpes grées. La Savoie voit se créer dès lors des vicus et les villes portent des noms latins : Lemencum pour Chambéry, Aquæ pour Aix-les-Bains, Axima pour Aime ou Etanna pour Yenne.
Les Romains trouvent hautement stratégique le territoire de la Savoie. Ils mettent alors progressivement en place un vaste réseau de voies romaines (voies prétoriennes, consulaires et militaires) passant par de nombreux cols pour rallier au plus vite les plaines du Pô à celles du Rhône. Les travaux de l'abbé Ducis, lui font notamment distinguer pour la Savoie la voie de Mediolanum (Milan) à Vienna (Vienne), par le col du Petit-Saint-Bernard, la vallée de l'Isère (passant par Bergiatrum, (Bourg-Saint-Maurice), Axima (Aime), Darentasia (Moûtiers) et Ad publicanos (Conflans) où les Romains dressent un oppidum). Parmi les traces, on peut observer au niveau du col, un cromlech, les fondations d'une mansio permettant une halte dans ce milieu hostile.
Après plusieurs décennies, les dénominations Allobrogie et celles des provinces romaines commencent à disparaitre au profit de Sapaudia, employé pour la première fois par Ammien Marcellin en l'an 354, bien que ce territoire soit alors situé plus au nord et à l'ouest que la Savoie actuelle. Ce territoire est donné par le consul romain Aetius de la province de Maxima Sequanorum à un nouveau peuple, les Burgondes, alors alliés des Romains lors de la bataille contre les Huns de 436 et 437. Ce don est noté par l'auteur anonyme de la chronique historique dite Chronica Gallica de 452 pour l'année 443 : Sapaudia Burgundionum reliquiis datur cum indigenis dividenda ce qui est traduit par : « La Sapaudia est donnée à ce qui reste des Burgondes pour être partagée avec les indigènes ».
À partir de ce moment, Sabaudia remplace définitivement le terme d'Allobrogie. Quant au royaume burgonde, il s'étend par la suite de l'actuelle Bourgogne et du Haut-Jura à Avignon.
Enfin, la pré-christianisation, débutée à Lyon et Vienne à 100 km de la Savoie à partir du IIe siècle, s'avance jusqu'à Grenoble et Genève où des évêchés sont créés au IVe siècle. Mais celle-ci peine à parvenir jusqu'à la Savoie, où le premier évêché construit, l'évêché de Moûtiers, ne le sera qu'au début du Moyen Âge (aux environs des années 500). Ce n'est par ailleurs qu'à partir du VIe siècle qu'apparaissent dans les écrits des croix parsemant les textes ainsi que des expressions, notamment dans les formulaires funéraires, montrant les premiers signes de christianisation.

#### Moyen Âge

##### Des premiers rois au Saint-Empire romain germanique
En Savoie, le Moyen Âge marque tout d'abord la francisation de Sapaudia en Sapaudie. En 534, les Francs, par l'intermédiaire des fils de Clovis, Childebert et Clotaire, annexent le territoire burgonde. Les nouveaux rois mérovingiens prennent donc possession des territoires de Savoie. Ils laissent néanmoins dans un premier temps la gestion du territoire aux comtes burgondes ou gallo-romains. Le royaume conserve même une certaine autonomie lors du règne du roi Gontran (fils de Clotaire), de 561 à 593. Toutefois, sa mort est marquée et suivie par une période d'anarchie et un morcellement territorial du royaume.

L'Europe après le traité de Verdun en 843. Royaume de Lothaire Ier en vert.

C'est pourquoi, avec l'arrivée du règne des Carolingiens, les contours d'une nouvelle Sabaudia prennent forme par acte de l'an 806 sous Charlemagne, qui comprend bien l'intérêt stratégique de ce territoire pour traverser les Alpes, passage des pèlerins (route de pèlerinage Via Francigena entre Canterbury et Rome), de commerçants et de militaires. Déjà, son père, le roi Pépin le Bref, avait franchi le col du Mont-Cenis pour soumettre les Lombards.
Le puissant évêché de Moûtiers devient archevêché, et Charlemagne prend la décision de diviser la Savoie en comtés, dont les noms correspondent aujourd'hui encore aux provinces que sont, dans le département de la Savoie actuel, la Savoie Propre, la Maurienne, la Tarentaise, l'Albanais et une partie du Bugey (dit « Bugey savoyard, ou encore Avant-pays savoyard).
La Sabaudia est ensuite transmise à Louis II de Germanie (petit-fils de Charlemagne) en 811. Mais ce dernier la cède de nouveau à Lothaire Ier, son frère, à la suite du traité de Verdun de 843 en tant que part de la Francie médiane. Un siècle plus tard, à partir de 993, Rodolphe III de Bourgogne rapproche son royaume du Saint-Empire romain germanique, et prévoit sa succession par Conrad II le Salique, qui est couronné empereur en 1027 à Rome. La Savoie devient alors terre d'empire.
Mais, à la mort du dernier roi de Bourgogne, la Savoie voit s'installer la féodalité, et les grandes familles vont profiter de la rivalité latente entre l'Empire et les comtes de Champagne.

##### L'avènement de la maison de Savoie

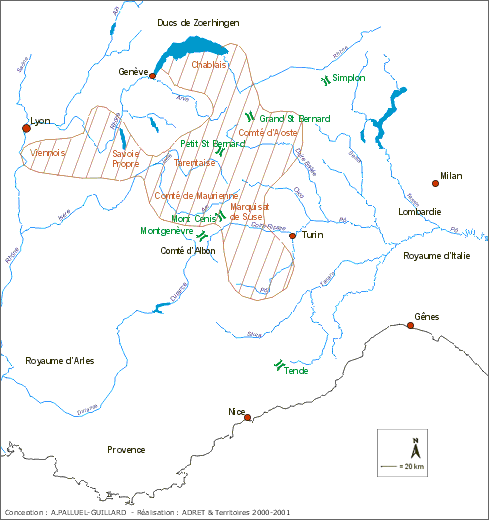
Le domaine approximatif des comtes de Savoie aux.

Blason des premiers comtes de Savoie.

Blason à partir du XIIe siècle.

L'intégration du territoire de la Savoie à l'Empire a un effet bénéfique pour les seigneurs qui peuvent plus aisément réclamer une certaine autonomie politique. À cette époque, la Savoie compte environ 250 familles nobles mais finalement seules deux vont contrôler le territoire : les comtes de Genève au nord (concerne le Genevois et l'actuelle Haute-Savoie à l'exception du Chablais) et les Humbertiens, comtes de Maurienne et futurs comtes de Savoie au sud. Diverses hypothèses existent pour savoir d'où et comment les Humbertiens sont parvenus à devenir comtes de Maurienne.
Parmi les autres personnages importants, plus spécifiques du département, on peut désigner les évêques de Tarentaise, devenus archevêques-comte au Xe siècle, et dans une moindre mesure les évêques de Maurienne. Pour les laïcs, viennent tout d'abord les différents vicomtes du comté de Maurienne, avec les seigneurs de La Chambre (dès le XIe siècle) ; ceux du comté de Savoie, avec les de Chambéry ; et ceux de Tarentaise, où l'on a successivement les Briançon (au XIe siècle), les Aigueblanche-Briançon (XIIIe siècle), puis les Beaufort (XIVe siècle). Quelques autres grandes familles nobles marquent leur temps, comme les seigneurs de Miolans, les seigneurs de Villette ou les seigneurs de Seyssel. Toutefois, tous ces feudataires ou ecclésiastiques vont s'effacer et se soumettre à la puissance montante, la Maison de Savoie.
Le premier de la lignée est Humbert Ier de Savoie, dit « Humbert aux blanches mains », comte de Savoie d'environ 1027 à 1047.
En 1103, Amédée III fonde en 1125 l'Abbaye de Hautecombe (future nécropole des comtes de Savoie du XIIe siècle au XVe siècle) sur les rives du lac du Bourget et décide de modifier le blason dynastique, abandonnant l'aigle des rois de Bourgogne pour celui actuel blasonné de gueules à la croix d'argent.

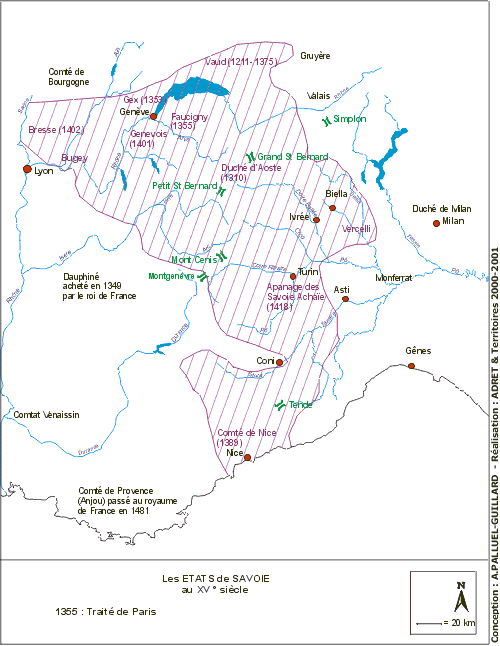
Les États de Savoie au XV.

Le 15 mars 1232, Thomas Ier achète la ville de Chambéry au vicomte Berlion. Après l'acquisition du château en 1295 par Amédée V le Grand, Chambéry devient alors la nouvelle capitale des comtes de Savoie. Elle le restera jusqu'en 1536 où elle sera transférée à Turin. Entretemps, en 1248, la Savoie est touchée par l'éboulement du mont Granier qui tue plusieurs milliers d'habitants.
L'unification de la Sabaudia s'achève avec l'achat par Amédée VIII du Genevois. Ce dernier obtient en 1416 le titre de duc de l'empereur Sigismond. Certains auteurs, comme Robert Avezou, considèrent que cette époque de la première moitié du XVe siècle sous Amédée VIII marque l'apogée de l'État savoyard. La cour du duc au château de Chambéry comprend 300 dignitaires et sa position stratégique conduit à des alliances avec les monarchies française, germanique, espagnole et autrichienne.

#### Renaissance et époque moderne
En raison du soutien de la Savoie envers l'Autriche, François Ier fait entrer les troupes françaises en Savoie, l'occupe et la rattache en 1538 à la province française du Dauphiné. Malgré quelques tensions tenant par exemple à la langue dans laquelle doivent être rédigés les actes juridiques (français en lieu et place du latin), l'occupation ne rencontre guère de résistance. Mais la Savoie n'est pas annexée puisqu'en 1559, Emmanuel-Philibert de Savoie obtient par le traité de Cateau-Cambrésis de recouvrer les territoires perdus. Débute alors la restauration des États de Savoie. De retour dans ses terres, le duc de Savoie décide en 1562 de transférer sa capitale Chambéry à Turin et instaure le Sénat de Savoie à Chambéry dans la continuité du Parlement mis en place par François Ier lors de l'occupation. Le juriste Antoine Favre en est l'un des premiers sénateurs en 1587, puis président en 1608.
Plus tard, en raison du parti pris pour les Espagnols, la Savoie se retrouve de nouveau envahie sur plusieurs fronts, dont le Grésivaudan en 1600 lors du siège de Montmélian. En 1629, une nouvelle défaite conduit la Savoie à subir une nouvelle occupation de la France, une 3e occupation de laquelle la Savoie ressort très affaiblie. Les récentes épidémies de peste atteignent par ailleurs leur point culminant et François de Sales note l'état de délabrement des lieux de culte. François de Sales qui joue par ailleurs un rôle actif en Savoie durant l'opposition entre réforme protestante et contre-réforme catholique. Finalement seule Genève sera acquise à la Réforme, tandis que le restant du Duché se verra plus que jamais attaché au catholicisme.

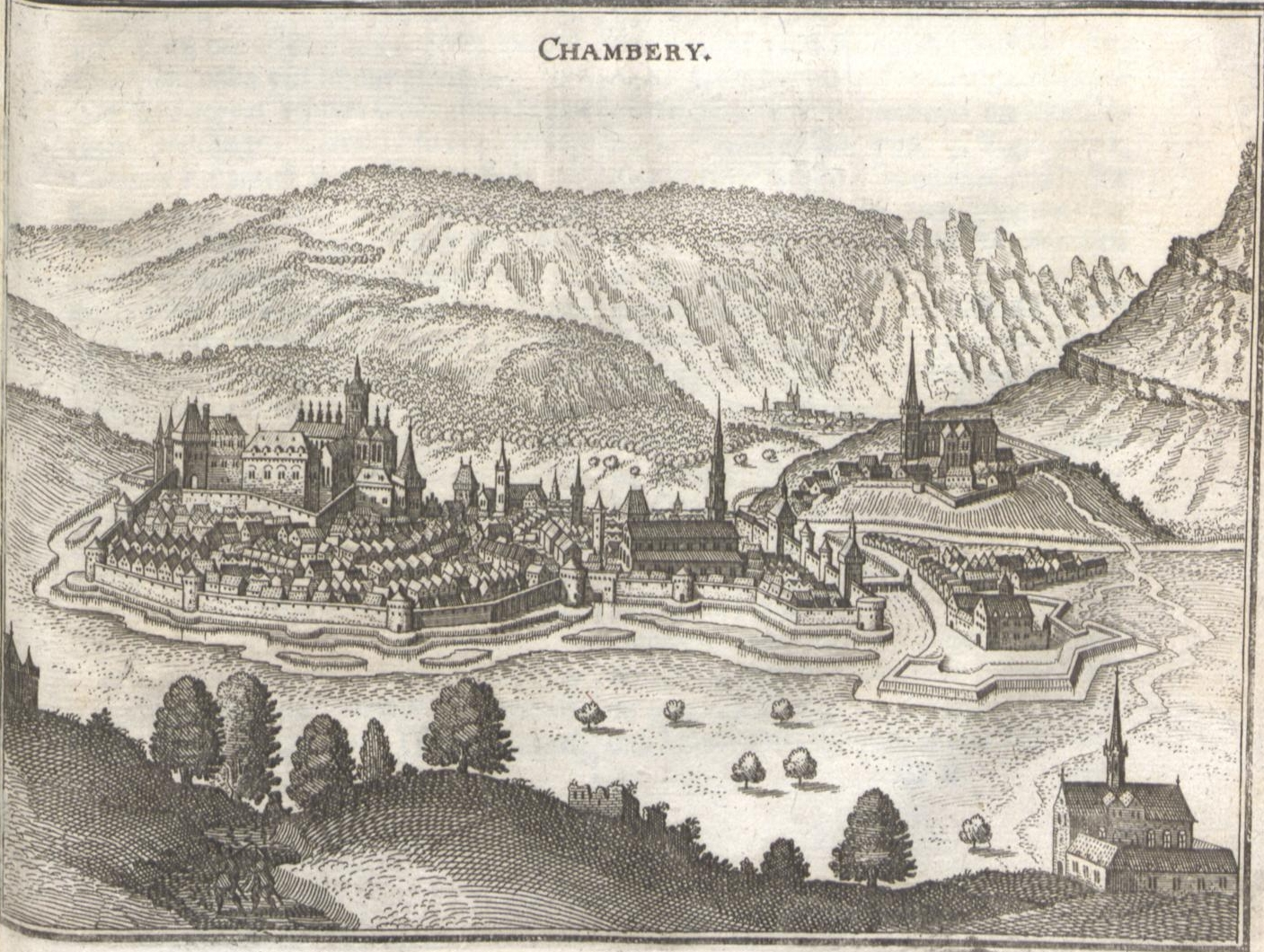
Ville et château de Chambéry en 1645.

Durant les soixante années suivantes, la Savoie vit plus apaisée, même si la France de Louis XIV la mène comme un État vassal. Malgré tout, la pauvreté demeure et l'émigration ne faiblit pas, y compris dans les vallées. Pour permettre l'avancée du désenclavement de la Savoie à l'ouest, Charles-Emmanuel II fait percer la route des Échelles (devenue par la suite « voie Sarde ») pour faciliter le passage des marchandises. À la fin du siècle, le niveau culturel des habitants finit par s'améliorer (la plupart des Tarins savent lire et écrire) et les premières écoles sont fondées.

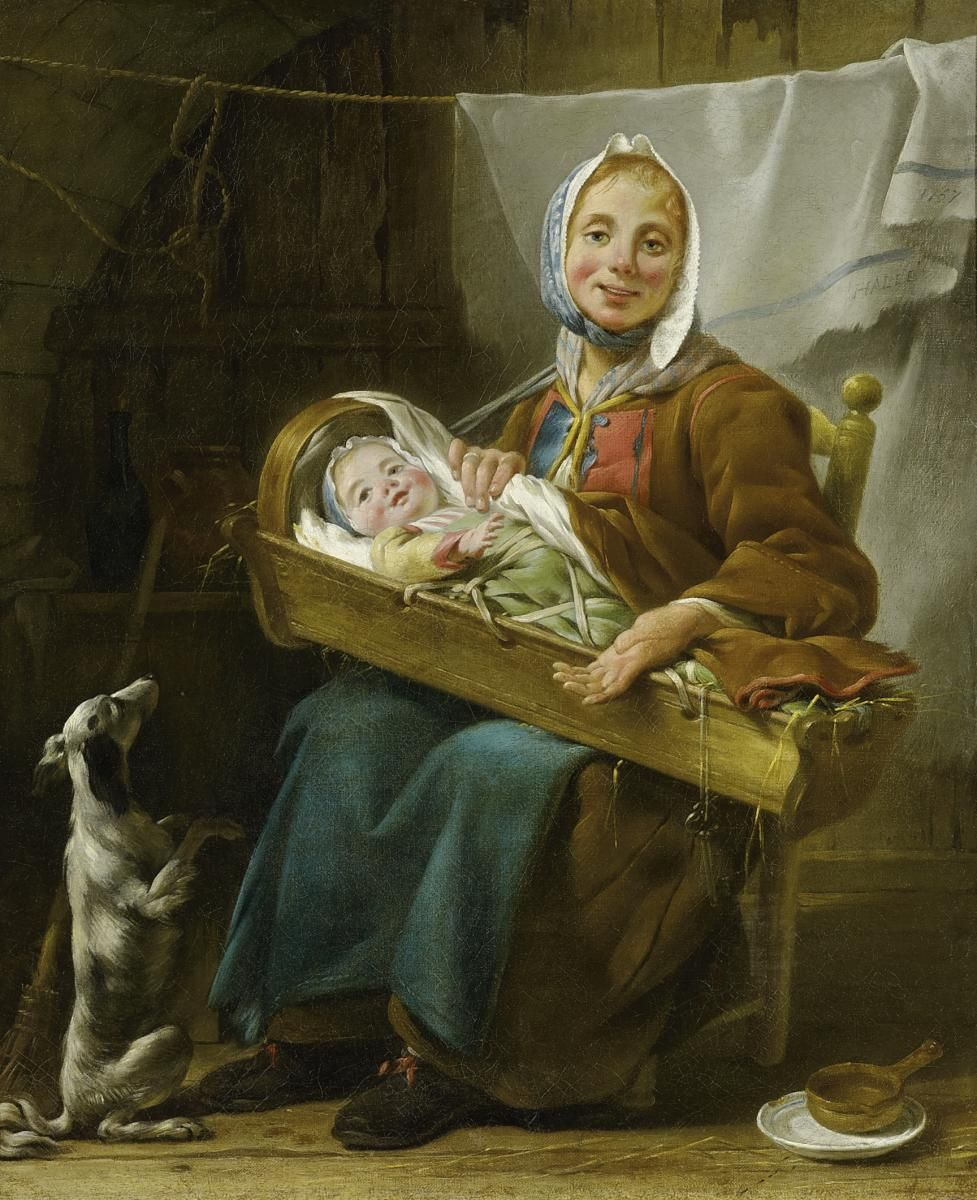
« Une Savoyarde »
Noël Hallé, 1757.

Mais la fin du siècle marque aussi le renouveau des guerres européennes. En 1686, Victor-Amédée II rallie la ligue d'Augsbourg contre Louis XIV, qui occupe la Savoie de 1690 à 1696 à l'issue du traité de Turin. La guerre de Succession d'Espagne vaut une énième occupation française de 1703 à 1713. Mais une fois encore, aucune annexion n'est proclamée et les traités d'Utrecht restituent la Savoie à la maison de Savoie. Victor-Amédée II reçoit alors la couronne de Sicile, qu'il échange avec la Sardaigne en 1718. La Savoie est dès lors qualifiée de « sarde ».
Le milieu du XVIIIe siècle marque pour la Savoie sa dernière occupation, l'occupation espagnole de 1742 à 1749. Bien que n'ayant rien pu faire pour empêcher l'occupation, Charles-Emmanuel III transforme jusqu'à sa mort en 1773 son État de manière à laisser place à plus d'administratif en se détachant de la noblesse (il se crée une armée de 30 000 hommes) et du clergé (professeurs devenant fonctionnaires d'État). Jean-Jacques Rousseau, qui vit à Chambéry plusieurs années à partir de 1729, travaille lui-même au service du projet de cadastre, dit « Mappe sarde », mis en place par le souverain.
À cette époque, la population savoyarde est formée à 90 % de paysans pour qui la vie reste rude et peut devenir dramatique, comme au cœur de l'occupation française de 1703-1713 lors du terrible « grand hiver » de 1709. Une certaine démocratie villageoise existe malgré tout : le dimanche après la messe, les hommes se réunissent pour une assemblée générale annoncée en chaire par le curé. Un notaire est présent ainsi que le châtelain qui représente le seigneur ou le duc, mais l'assemblée est présidée par des syndics élus. Les sujets débattus portent sur l'entretien des biens communaux, moulins, fontaines, fours, pressoirs, de l'embauche de gardes-champêtres ou du montant des impôts communaux. Dans des régions montagneuses comme les Bauges, les biens communaux représentent 43 % de la superficie, et plus encore en Tarentaise ou en Maurienne. Les villages y sont souvent plus riches qu'autour de Chambéry où le fermage au profit de la noblesse et de la bourgeoisie domine.
Enfin, un évènement précurseur en Savoie a lieu en 1770 : la vente des droits seigneuriaux par Charles-Emmanuel III (terminée en 1778 par Victor-Amédée III, droits rachetés par les paysans et les bourgeois.

#### Annexion de 1792

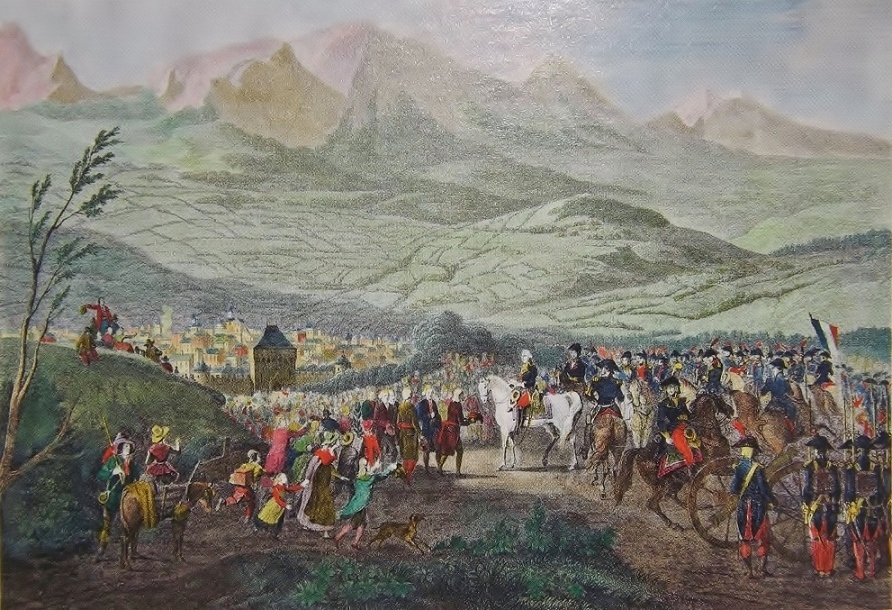
Le général Montesquiou et l'armée du Midi à Chambéry le 25 septembre 1792.

En 1789, la Savoie, par l'intermédiaire d'émigrants établis à Paris, s'intéresse aux évènements prenant part à la Révolution française. À Chambéry, les Savoyards assistent, curieux, à l'arrivée ou au transit des émigrés fuyant la Révolution. Mais l'émigration importante finit par causer de l'énervement et de la défiance envers la France, d'autant que la Savoie se sent de plus en plus mise à part des dirigeants du royaume de Sardaigne, auxquels elle reproche de privilégier le Piémont où ils sont installés. Les bourgeois dénoncent ainsi l'indifférence croissante de la dynastie envers ses « sujets les plus anciens et les plus fidèles ».
Trois ans plus tard, dans la nuit du 21 au 22 septembre 1792, l'Armée du Midi française, conduite par le général Montesquiou, pénètre par surprise en Savoie au niveau des Marches et Apremont au sud de Chambéry. L'armée sarde ne riposte pas et se contente de se replier sur les hauteurs. Les révolutionnaires français demeurant en guerre contre l'empereur d'Autriche dont Victor-Amédée III est l'allié, il s'agissait pour les troupes françaises de se prémunir contre l'arrivée de combattants autrichiens par le territoire de la Savoie.
Sous l'impulsion de la Convention nationale, l'Assemblée nationale des Allobroges est élue et se réunit en la cathédrale de Chambéry afin d'abroger les droits souverains de la maison de Savoie, la noblesse, la féodalité et la dîme les 26 et 27 octobre 1792. Elle formule le vœu d'une annexion à la France avant de se dissoudre, et la demande est envoyée à la Convention de Paris qui, selon le rapport de l'abbé Grégoire, proclame l'annexion de la Savoie le 27 novembre. Le département du Mont-Blanc est créé par le décret de la Convention nationale du 27 novembre 1792.
Ce nouveau département regroupe le département actuel ainsi qu'une partie de la Haute-Savoie et de la Suisse. Il est composé de 7 districts, dont 3 dans le département actuel : Chambéry, Saint-Jean-de-Maurienne et Moûtiers. Victor-Amédée III tente dès 1793 de reconquérir les terres perdues, sans succès, et l'état de guerre latent ne cesse qu'après la signature du traité de 1796.
La période de la Terreur est menée en Savoie par Antoine Louis Albitte, qui fait monter une guillotine à Chambéry, mais elle ne sera finalement jamais utilisée. Mais la dictature d'Albitte conduit de nombreux prêtres à être fusillés, déportés ou à s'exiler, et toutes les cloches doivent être récupérées pour refondre le bronze, après le raccourcissement des clochers (ce qui lui vaut le surnom d'«infâme niveleur»). Il envoie beaucoup d'opposants en prison, mais prend la décision, en constatant l'état agricole de la Maurienne, de libérer les laboureurs suspects, afin que ces derniers y travaillent la terre. Il est finalement remplacé en octobre 1794.

Le duché de Savoie tel que réorganisé par le traité de Paris du 30 mai 1814.

La période du Directoire de 1795 à 1799 marque un renouveau de l'anticléricalisme, s'intensifiant à partir de 1797 et conduisant à la déportation de 174 prêtres. Outre cette « traque » religieuse généralisée par les patrouilles de gardes nationaux, c'est l'ensemble de la population qui proteste, et le département passe non loin de l'insubordination généralisée à la fin du Directoire.
Sous le Premier Empire de Napoléon Ier, la Savoie conserve son apaisement et le système de préfets mis en place satisfont à la situation. Malgré tout, la population ne se résout pas à adhérer à la conscription imposée par les guerres napoléoniennes. C'est par ailleurs à cet effet qu'est construite la caserne du Carré Curial à Chambéry en 1802.
Le 30 mai 1814, le traité de Paris prévoit une partition de la Savoie : la France en conserve la majeure partie, dont Chambéry et Annecy, tandis que les vallées de Tarentaise et Maurienne sont rendues aux États sardes. Une partition qui reçoit l'hostilité à la fois des partisans savoyards et des élites républicaines comme Berthollet, ou des royalistes comme Joseph de Maistre.
En 1815, l'« Armée des Alpes » commandée par Louis-Gabriel Suchet fait face à l'invasion autrichienne dans les Alpes. L'armée de Bubna passe par le col du Mont-Cenis et celle de Frimont par le col du Petit-Saint-Bernard. En Savoie, la 22e division d'infanterie de Chambéry marche jusqu'à la nouvelle limite entre France et Piémont c'est-à-dire peu avant l'Hôpital (actuelle Albertville) et Conflans, qu'ils reprennent à l'armée piémontaise. À la suite de leur refus d'armistice, proposé par Suchet, les Autrichiens se heurtent donc aux Français à Albertville le 28 juin, qui avec 1 800 hommes arrivent à mettre en déroute une armée austro-piémontaise de 5 000 hommes, en leur causant de lourdes pertes. Mais cette manœuvre est vaine, puisque Suchet signe une suspension d'armes et ses troupes sont donc tenues de se rapatrier sur Chambéry. Il se retire ensuite de Savoie, la laissant sous occupation autrichienne.
Pour parvenir rapidement à la paix, le traité de Paris de 1815 signé entre la France, l'Autriche et le royaume de Sardaigne, restitue la totalité de l'ancien duché de Savoie aux rois sardes.

#### Restauration sarde

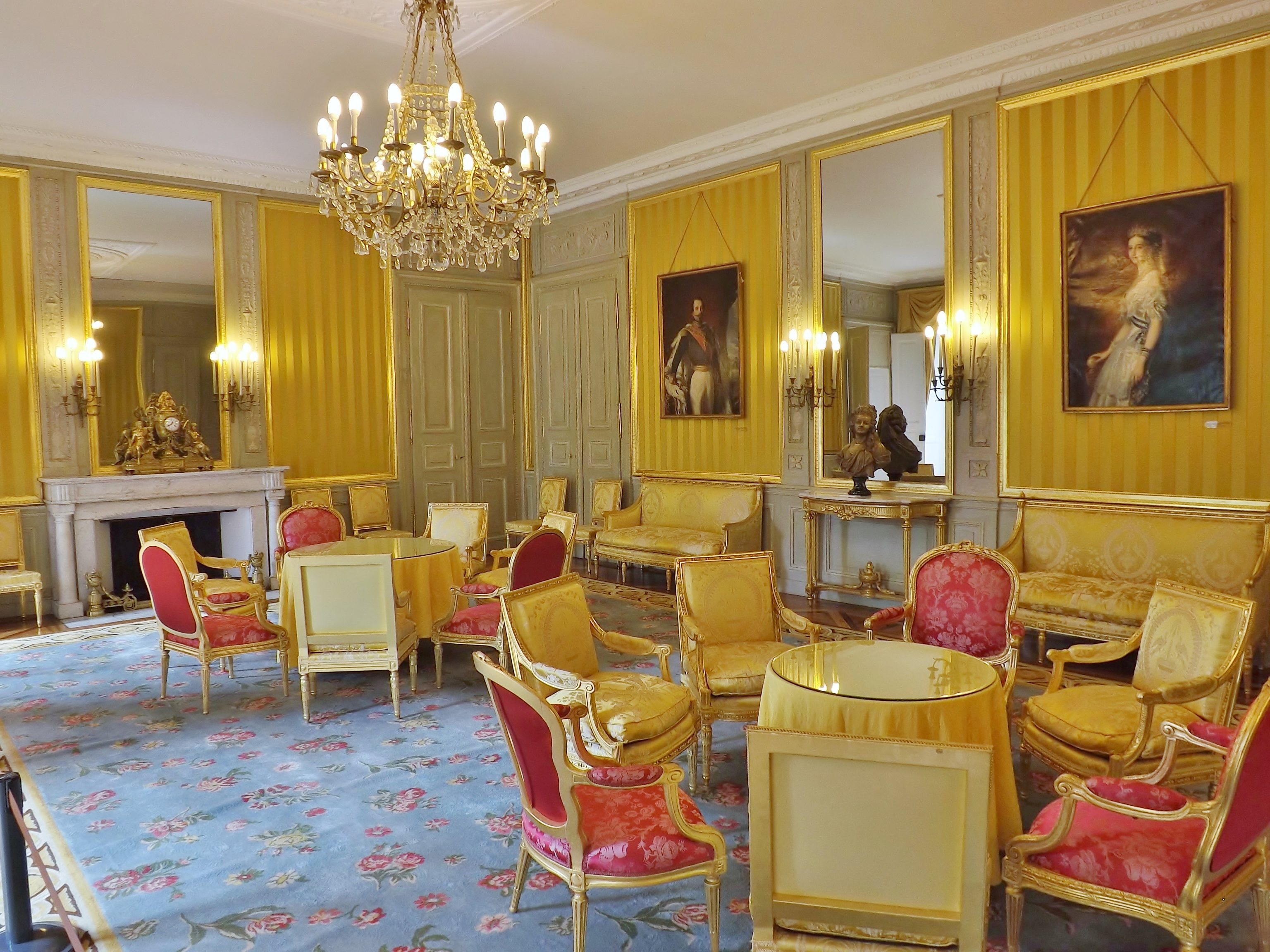
La « chambre jaune », salon du palais préfectoral de Chambéry, où fut officialisée l'annexion le 14 juin 1860.

En 1815 débute la « restauration sarde » pour ce qui est redevenu le duché de Savoie, récupéré par le roi Victor-Emmanuel Ier. Ce dernier exerce un régime autoritaire où le pouvoir policier est accaparé par les militaires qui n'hésitent pas à rendre une justice expéditive, si bien que Joseph de Maistre dénonce au roi la « tyrannie des majors de place piémontais ».
Durant cette période, la religion catholique est la religion officielle mais les autres cultes sont tolérés. Le Sénat de Savoie, de nouveau opérationnel, voit siéger des dignitaires sénateurs qui instruisent les procès des hauts dignitaires et font exécuter les volontés princières. À côté, chaque chef-lieu de province du Duché possède un tribunal de « judicature mage ».
Cette période en Savoie est aussi marquée par le retour des élites et intellectuels. Ces élites locales y développent alors les sociétés savantes comme l'Académie de Savoie en 1819 ou la Société savoisienne d'histoire et d'archéologie (SSHA) un peu plus tard en 1855 à Chambéry, ou encore en Maurienne la Société d'histoire et d'archéologie de Maurienne en 1856.

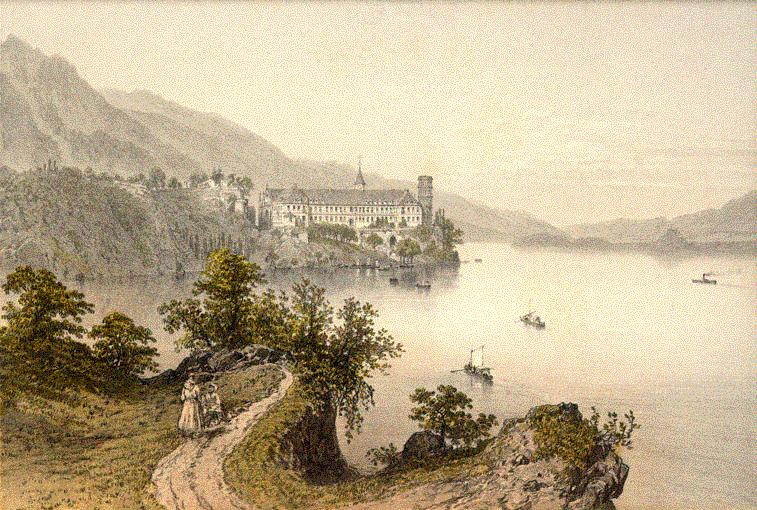
L'abbaye d'Hautecombe au XIX.

En 1821, le comte Benoît de Boigne commence à offrir ses libéralités à sa ville natale Chambéry (quatre millions de francs en dix ans). En 1824, Charles-Félix vient en Savoie pour inaugurer l'aménagement de la plaine de l'Isère et le théâtre de Chambéry, ainsi que pour racheter l'abbaye d'Hautecombe. Il revient par trois fois en Savoie, deux en 1826 et une en 1830.
Sous Charles-Albert, les idées libérales progressent en Savoie, notamment dans le milieu bourgeois. En outre, les idées d'une délégation apostolique envoyée par Grégoire XVI visant à limiter la faveur des idées libérales au sein du clergé savoyard sont refusées le 31 janvier 1833 par le Sénat de Savoie. Des soulèvements contre le roi sont menés en Savoie par Giuseppe Mazzini mais échouent car les Savoyards n'y consentent pas encore. La décision du roi Charles-Albert de rattacher Conflans à l'Hôpital lui vaudra de voir son nom donné à la nouvelle commune : Albertville.
À partir de 1847, deux grandes tendances politiques se dégagent : l'une républicaine et favorable à un coup de force révolutionnaire ; l'autre monarchique, favorable à des libertés politiques et à des progrès économiques, appelée « Risorgimento » (Résurrection) et présidée notamment par Camillo Cavour.
L'avènement de Louis-Napoléon Bonaparte le 10 décembre 1848 renforce l'idée d'une union de la Savoie à la France, plus respectueuse de la religion catholique, et plus stable économiquement que le royaume sarde. Cette idée se répand notamment auprès d'une partie de la bourgeoisie locale, mais la majorité des Savoyards vit cette situation dans l'indifférence. L'année suivante, en 1849, arrive au pouvoir le dernier souverain du duché de Savoie, le prince Victor-Emmanuel II. Il est notamment à l'origine du projet du percement du tunnel ferroviaire du Mont-Cenis qui débute en 1857.

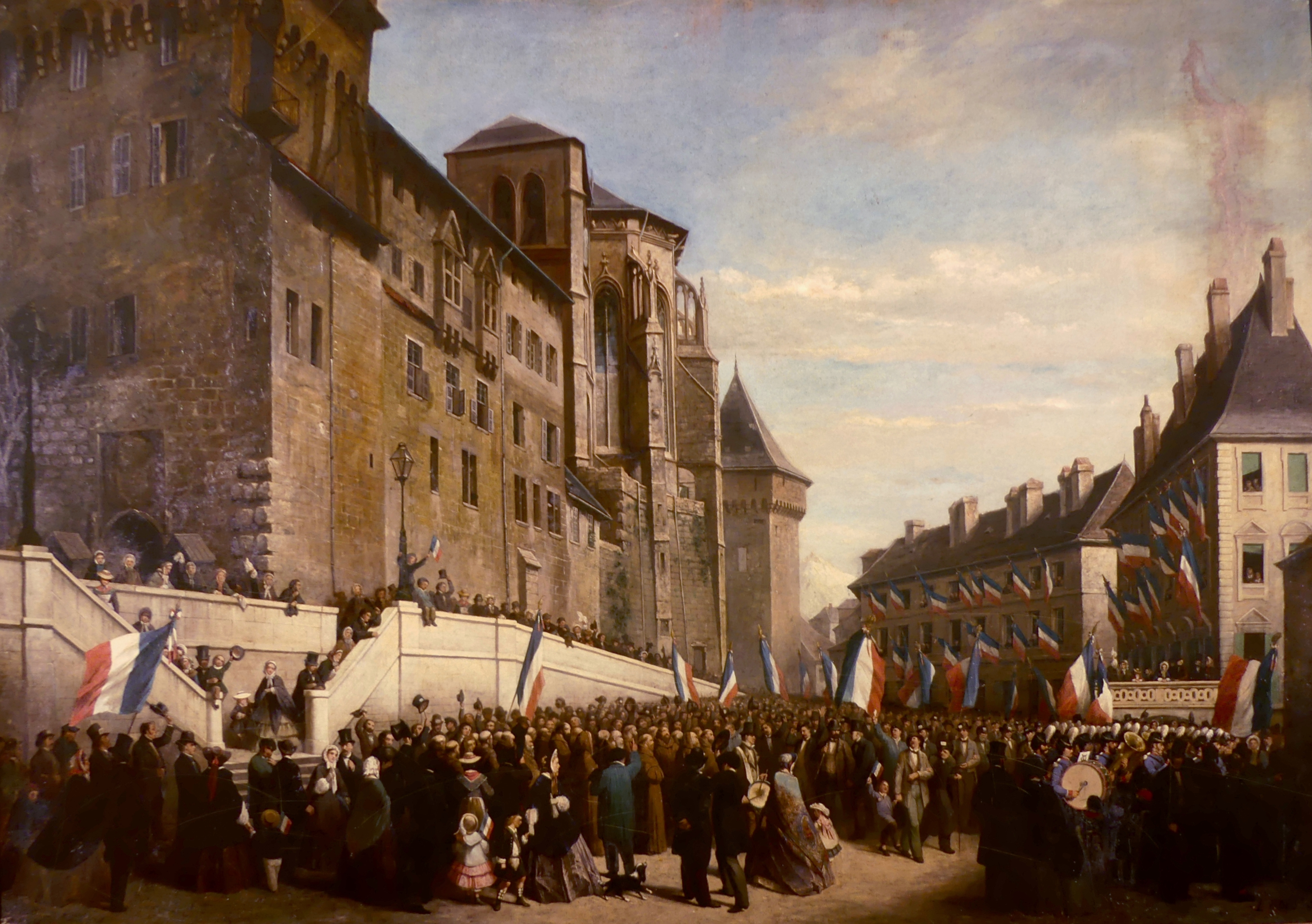
Les Savoyards rassemblés devant le château de Chambéry en 1860.

Mais progressivement la Savoie et ses habitants s'orientent vers un rapprochement avec la France. Celle-ci est le fruit d'une radicalisation religieuse (les Savoyards reprochent les lois Siccardi de 1850 et la loi « Rattazzi » visant à réduire les pouvoirs du clergé), d'une désapprobation de la participation à la guerre de Crimée, ainsi qu'une augmentation des impôts, très mal perçue. Cette idée d'une annexion complète et définitive de la Savoie à la France se radicalise d'autant plus qu'en 1857, 20 députés élus sur 22 en Savoie se trouvent être des conservateurs catholiques. Par ailleurs, la campagne d'Italie de 1859 conduit les troupes françaises, alliées au royaume, à traverser Chambéry, la Maurienne et le Mont-Cenis, sous les acclamations. À leurs côtés, les cravates rouges de la brigade de Savoie et les hommes de la 3e division du général savoisien Philibert Mollard remportent baïonnette à la main la bataille de San Martino, le 24 juin 1859. Face à ces sacrifices militaires et financiers, les Savoyards, en particulier les populations du sud, sont favorables à cette union.
Victor-Emmanuel II, par la signature du traité de Turin du 24 mars 1860, cède la Savoie et le comté de Nice à la France, conformément aux engagements pris. Ce traité est malgré tout conforté par un vote organisé les 21 et 22 avril où les Savoyards ont le choix entre les bulletins « Oui » et « Non ». Les résultats sont officialisés par la Cour d'appel de Chambéry le 29 avril. Le «Oui» l'emporte avec 130 533 votants en faveur du rattachement sur 130 839 votants (99,8̤̥ pour cent) et 135 449 inscrits, soit une participation très forte et une approbation encore plus forte de l'annexion du Duché à la France. Le 29 mai c'est au tour de la chambre haute de ratifier le traité du 24 mars, suivie du Sénat de Savoie, ainsi que le Sénat français le 12 juin.
| Zone | Inscrits | Votants | Favorables au rattachement | Dont « Oui et Zone Franche » | Défavorables | Abstention | Nuls (dont pro-helvétique) | Armée               |
| --- | -------- | ------- | -------------------------- | ---------------------------- | ------------ | ---------- | -------------------------- | ------------------- |
| Savoie | 135 449  | 130 839 | 130 533                    | 47 076                       | 235          | 4 610      | 71                         | 6 033 oui sur 6 350 |
| Province de Chambéry (actuel dépt. de Savoie)                                                                        | 71 990   | 70 696  | 70 536                     | -                            | 74           | 1 294      | 26                         | -                   |
| Sources : Paul Guichonnet et l'état récapitulatif des votes par arrondissement signé par C. Cavour le 29 avril 1860. |          |         |                            |                              |              |            |                            |                     |

#### Le nouveau département de la Savoie

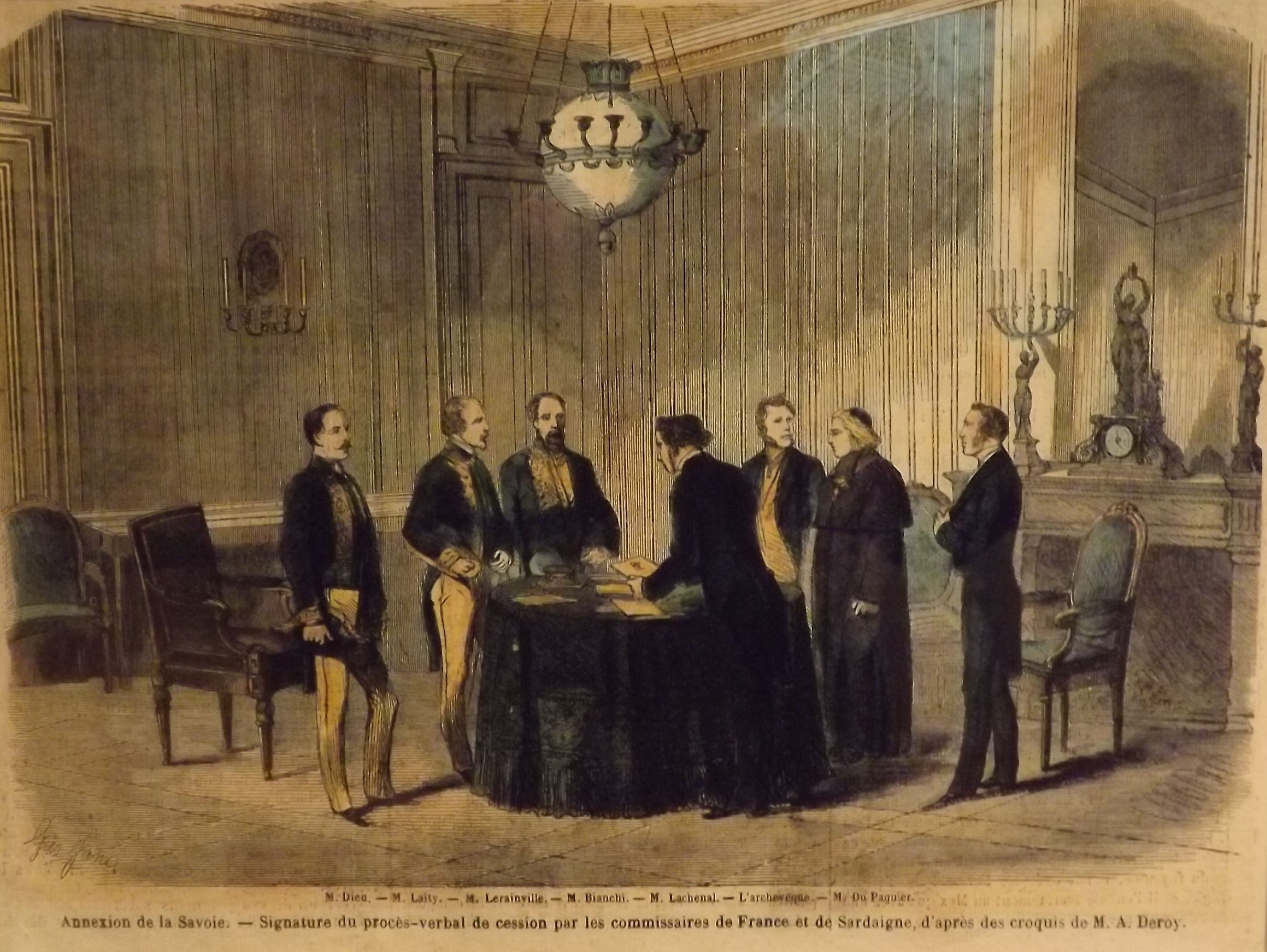
Signature du procès-verbal de cession.

La date officielle d'intégration du duché de Savoie dans le Second Empire français est le 14 juin 1860, date de l'échange de signatures entre le sénateur Armand Laity (commissaire de Napoléon III) et le chevalier Carlo Bianchi de Castagné (commissaire du roi de Sardaigne). Sont également présents l'archevêque de Chambéry Alexis Billiet, les deux anciens gouverneurs et les deux préfets des futurs départements de Savoie et de Haute-Savoie (Hippolyte Dieu et Gustave Levainville) créés dès le lendemain 15 juin par décret impérial leur laissant conserver leur nom historique.
Quasiment calqué sur l'ancienne province de Chambéry découpée un an plus tôt en 1859, le nouveau département de la Savoie intègre donc Chambéry, qui devient le siège de sa préfecture et de son conseil départemental (remplaçant lui aussi l'ancien conseil provincial). Ses limites sont majoritairement les mêmes qu'aujourd'hui. Les frontières de l'est sont toutefois quelque peu remaniées en 1861 après la création du nouveau royaume d'Italie. Le tracé définitif, daté du 7 mars, est alors conçu « en tenant compte de la configuration des montagnes et de la nécessité de la défense ».
L'Empereur et l'Impératrice effectuent leur premier voyage en Savoie à partir du 27 août où ils débutent par Chambéry. Ils sont le 29 à Aix-les-Bains puis continuent vers Annecy et le lac Léman.

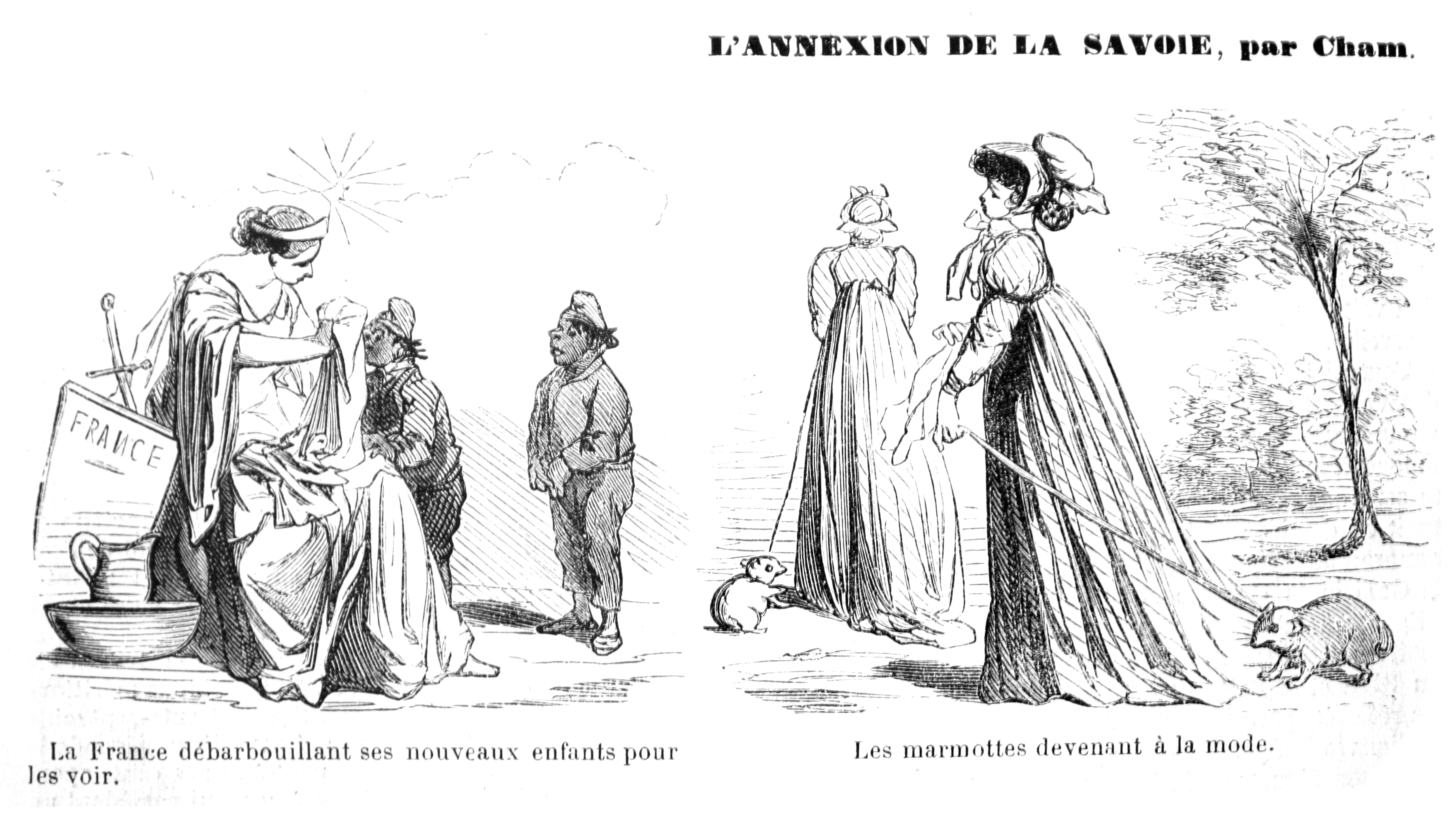
Caricatures françaises en 1860.

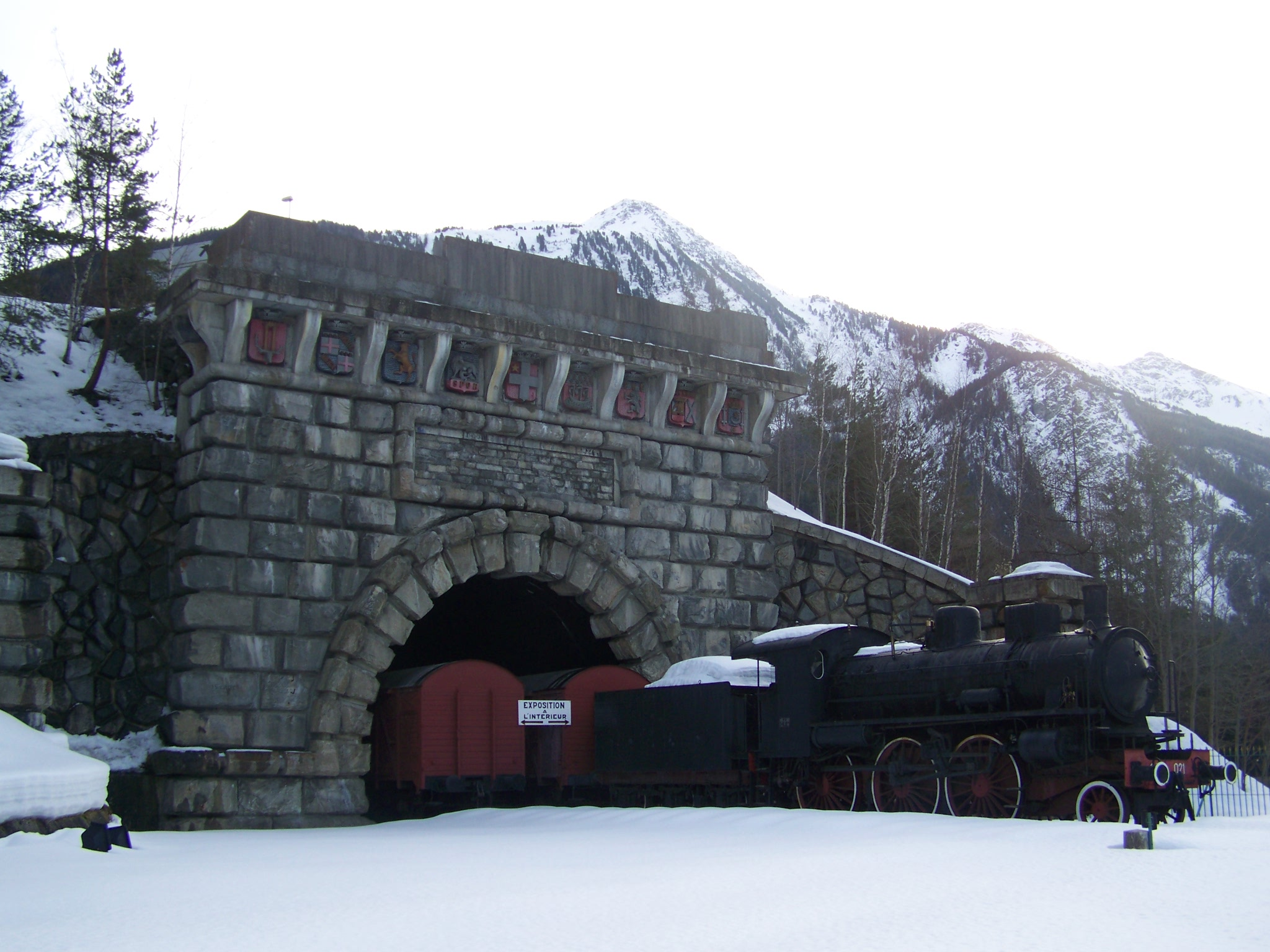
L'ancienne entrée du tunnel ferroviaire du Fréjus de 1871.

En très peu de temps, durant l'été 1860, les nouveaux départements se mettent en conformité avec le cadre administratif et judiciaire français. Un lycée impérial, l'actuel lycée Vaugelas, est inauguré à Chambéry afin de limiter l'influence du Clergé, de même que l'académie de Chambéry ou encore une chambre de commerce et d'industrie, toutes sises à Chambéry. La loi du 23 juin dispose que « les départements de la Savoie et de la Haute-Savoie forment le ressort d'une cour impériale dont le siège est à Chambéry ». Pour autant la cour d'appel de Chambéry, qui remplace le Sénat de Savoie en 1848, est maintenue par l'État français qui en comporte alors deux : celle de Chambéry et le conseil d'État.
Puis, les dix années précédant la fin de l'Empire laissent place à l'incompréhension et au mécontentement. Les Savoyards ressentent l'annexion comme une mise sous tutelle de l'administration parisienne alors que la volonté était de conserver la gestion de leur territoire. Ce phénomène provient notamment de la vision qu'ont les Français de la Savoie, illustrée par les hebdomadaires la présentant comme une région à civiliser et à désenclaver. L'annexion diminue aussi le nombre d'écoles dans les villages de montagne mais permet le passage d'écoles permanentes en lieu et place d'écoles temporaires (ne fonctionnant sous la période sarde que l'hiver). La scolarisation progresse néanmoins, même si selon Victor Advielle, membre de l'Académie impériale de Savoie, le territoire montrait un illettrisme modéré, le département de la Savoie ayant même été classé après l'annexion au 31e rang selon le degré d'instruction.
Finalement, la guerre franco-allemande de 1870 constitue le marqueur de l'ancrage symbolique de la Savoie à la République, les Savoyards combattant alors pour la première fois pour leur nouvelle patrie. La proclamation de la Troisième République constitue un changement pour la Savoie où l'on ne s'estime plus considéré comme un territoire nouvellement acquis mais comme un département à part entière (où était dénoncée la sous-représentation politique sous l'Empire). Les tendances politiques jusqu'au XXe siècle demeurent majoritairement républicaines ou modérées en Savoie : sur les neuf circonscriptions, seul l'arrondissement de Saint-Jean-de-Maurienne envoie un député conservateur, Charles-Albert Costa de Beauregard en 1871.
Enfin, par suite de dégradations des relations entre la France et l'Italie et la montée d'une italophobie, une armée des Alpes est constituée en 1882 (notamment les chasseurs alpins) et de nouvelles fortifications sont construites pour défendre les vallées, comme le fort du Replaton à Modane (1885-86), fort d'interdiction chargé de surveiller l'entrée du tunnel ferroviaire du Fréjus, inauguré en 1871 et marquant le raccordement ferroviaire avec l'Italie. Entretemps, l'ancienne Compagnie du chemin de fer Victor-Emmanuel est intégrée à la Compagnie des chemins de fer de Paris à Lyon et à la Méditerranée (PLM) en 1867. Ailleurs en Savoie sont mises en service : la ligne vers Grenoble en 1864, la ligne d'Aix-les-Bains à Annecy en 1866 (l'empereur chargeant M. le Ministre des travaux publics de venir l'inaugurer en personne) et enfin la ligne de la Tarentaise, d'abord jusqu'à Albertville en 1879, puis Moûtiers en 1893.
La fin du XIXe siècle marque enfin pour la Savoie le début de l'industrialisation et l'utilisation de la « houille blanche », turbine utilisant la force de l'eau découverte par Aristide Bergès. Les vallées de Maurienne et Tarentaise voient s'implanter les premières usines : production d'aluminium par électrolyse à la Praz, de ferro-silicium à La Léchère ou encore d'aciers spéciaux à Ugine.

#### La Savoie auXXesiècle

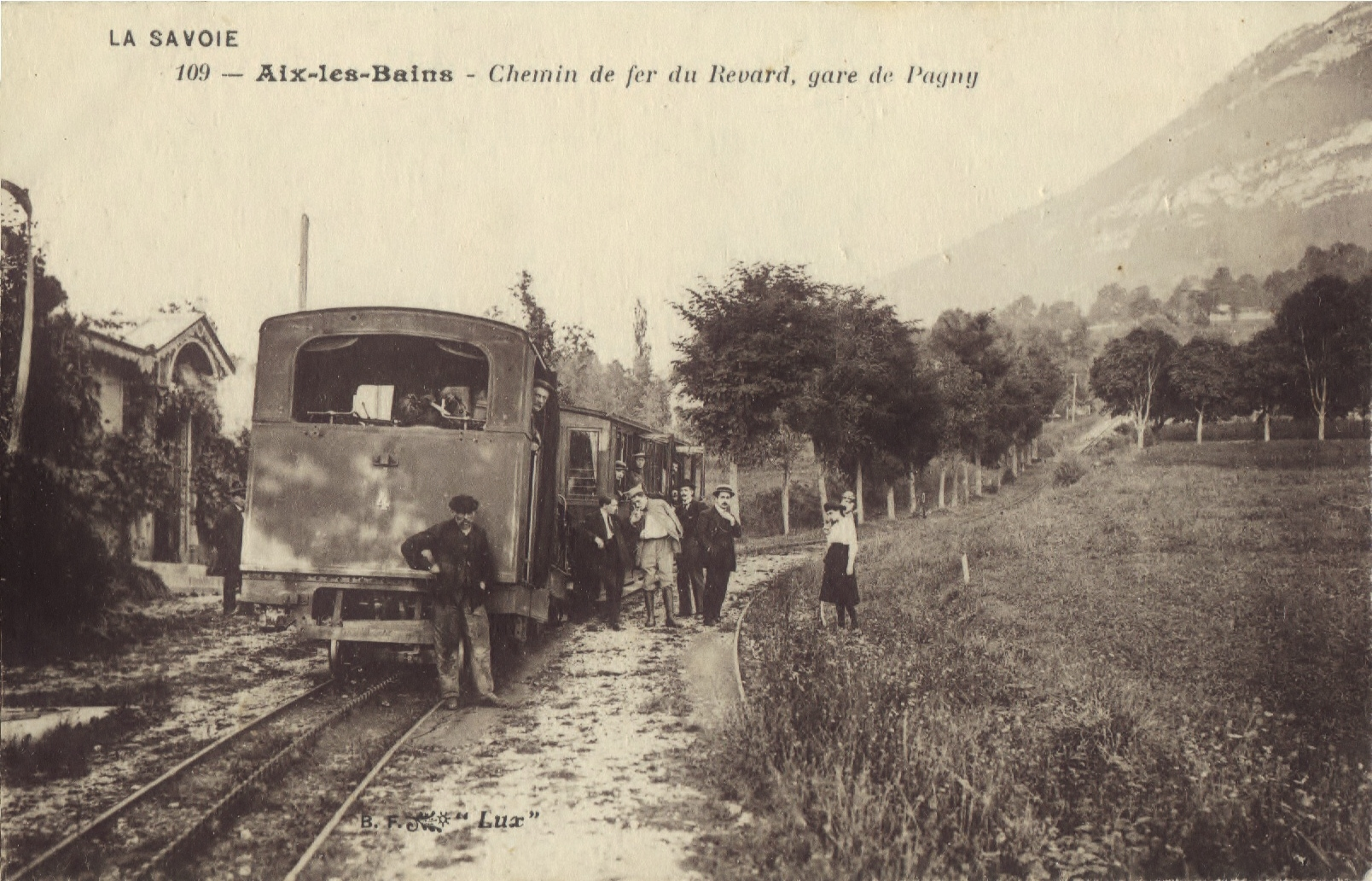
Le chemin de fer du Mont-Revard.

Le début du XXe siècle voit pour la Savoie les débuts de l'avènement du tourisme et plus particulièrement le « tourisme blanc » c'est-à-dire le tourisme lié aux sports d'hiver. Ceci est notamment rendu possible grâce aux nouvelles lignes de chemin de fer (desserte jusqu'à Bourg-Saint-Maurice à partir de 1913, mise en service du chemin de fer du Mont-Revard en 1892), ainsi que grâce aux investissements en infrastructures et services, facilités par la renaissance de la banque de Savoie en 1913. Ainsi, à la veille de la Première Guerre mondiale en août 1914, la ville thermale d'Aix-les-Bains accueille les touristes les plus fortunés d'Europe avec pas moins de 18 hôtels de luxe et pensions. En montagne, le véritable tourisme d'hiver prend son essor avec le ski et l'ouverture des stations dites de « première génération », comme le Revard, Val d'Isère ou Pralognan-la-Vanoise. Ce commerce deviendra florissant au point de se voir qualifié d'« or blanc ».

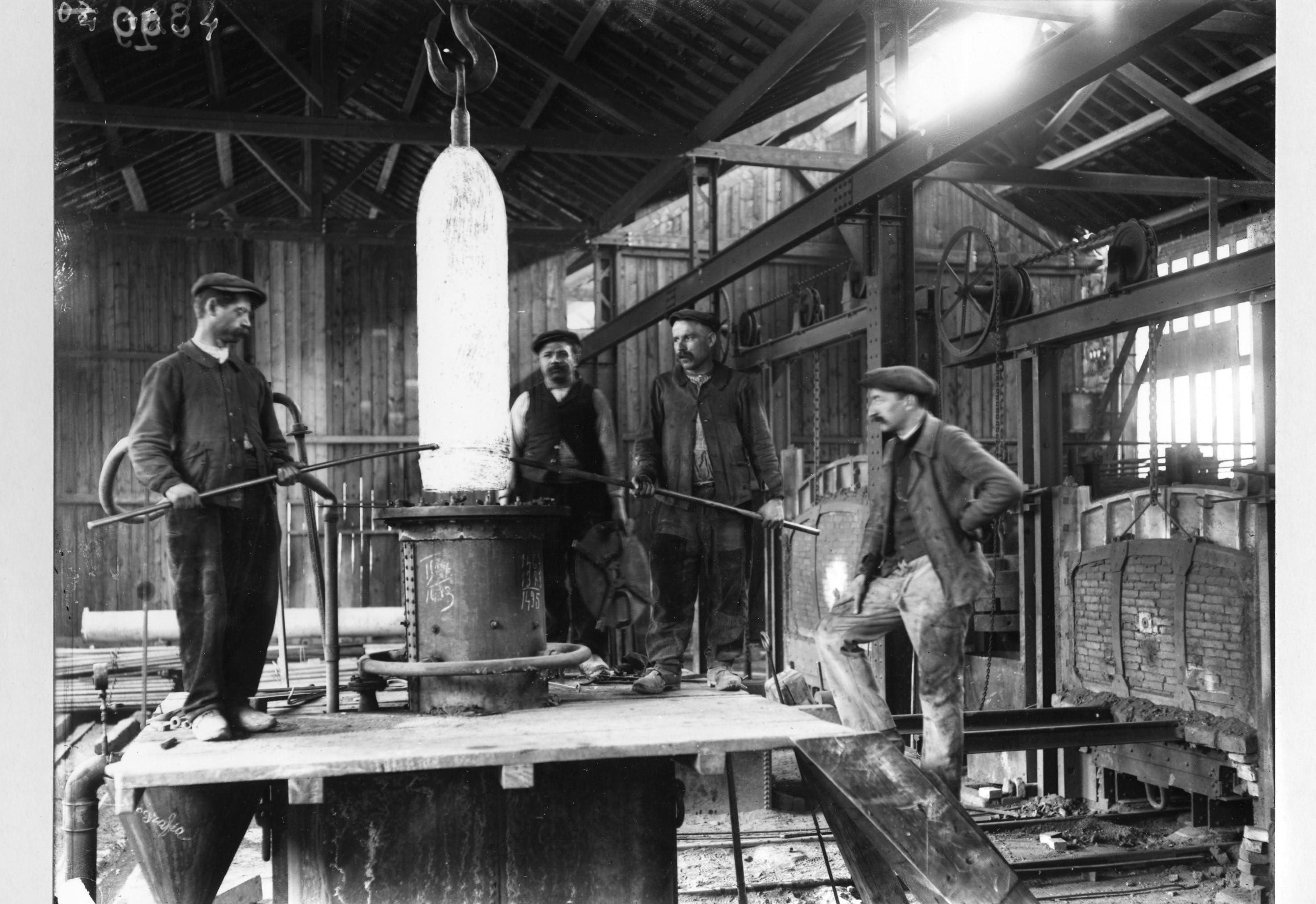
Fabrication d'obus à Ugitech à Ugine pendant la Première Guerre mondiale.

La Première Guerre mondiale marque un nouvel engagement des Savoyards sous le drapeau français, même s'il n'existe aucun bataillon exclusivement composé de Savoyards. Le territoire participe également à l'effort de guerre, moins sur le plan agricole où les récoltes sont mauvaises que sur le plan industriel où les aciéries d'Ugine fabriquent des obus et des blindages pour les tanks. La production d'alliages spéciaux atteint même 55 % de la production française, si bien que le ministre de l'armement de l'époque, M. Loucheur, déclare : « Je ne sais pas ce que je ferais sans Ugine ». Une légère complication survient cependant lorsqu'arrive la décision de rapatrier des soldats français et allemands blessés à Aix-les-Bains, ville alors située dans la zone neutralisée de Savoie mise en place lors du congrès de Vienne de 1815. Finalement les autorités françaises décident, après réexamen du traité, qu'Aix-les-Bains n'est pas concernée et se verra disposer de 1 135 lits dès le mois de septembre 1914. Cette zone est ensuite supprimée en 1919.
L'Entre-deux-guerres est une période mitigée pour la Savoie. D'un côté le secteur du tourisme est ralenti du fait de la Grande guerre et de ses impacts sur l'aristocratie européenne, de l'autre les accords de 1936 du Front populaire instaurant les congés payés ont tendance à relancer l'activité. Du côté de l'industrie, la houille blanche crée un tissu industriel en Tarentaise et en Maurienne, alimenté par les premières conduites forcées (parfois longues de 12 km). L'industrie électrochimique et électro-métallurgique est très forte grâce à la croissance rapide d'Ugine aciers, qui a produit la moitié de l'acier inox français. Ce développement industriel accélère l'exode rural.

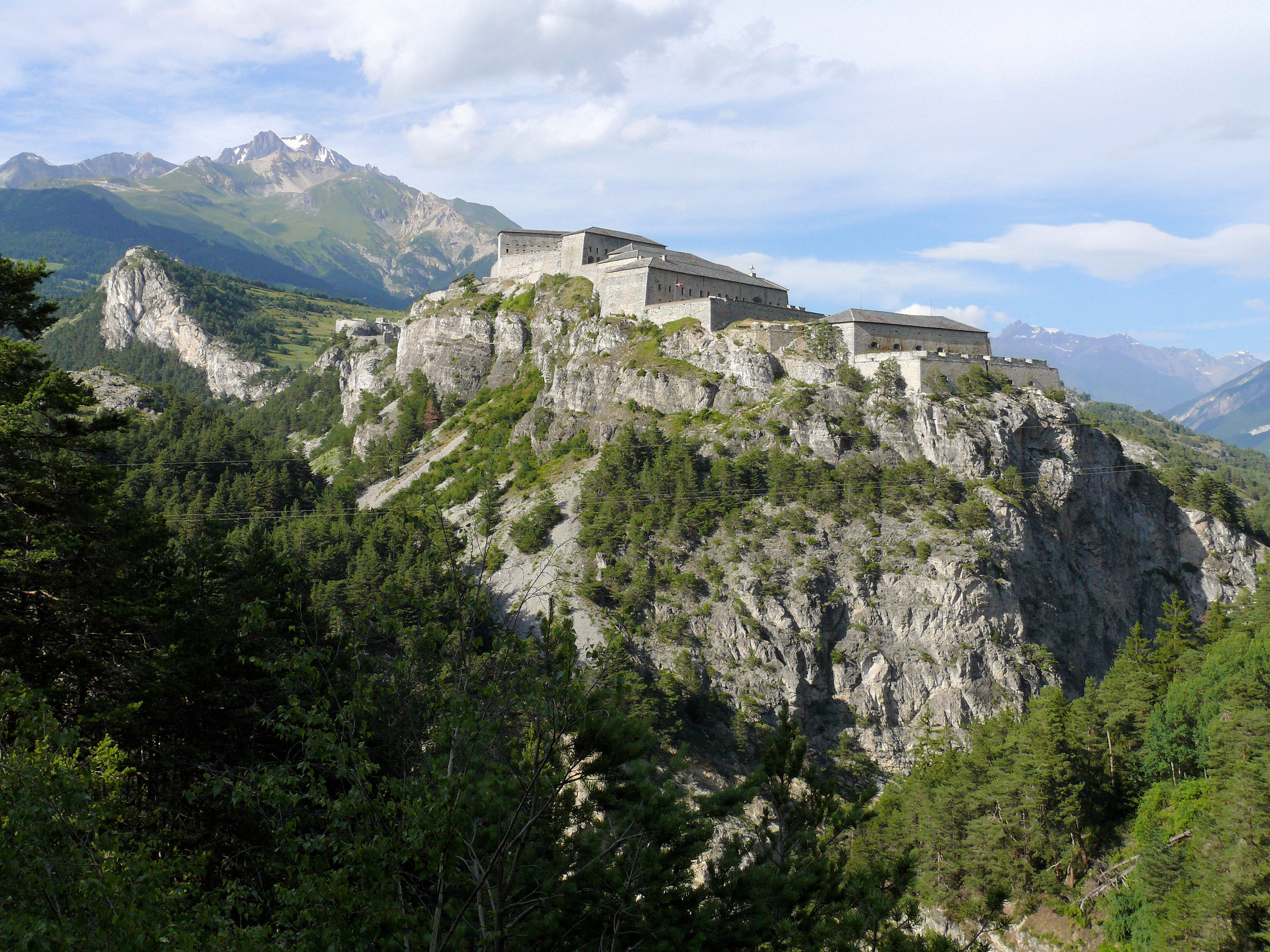
Les forts de la barrière de l'Esseillon ont défendu la Maurienne en juin 1940.

Lors de la Seconde Guerre mondiale, la Savoie joue un rôle important lors de la bataille des Alpes de juin 1940. Les armées françaises tiennent tête à l'invasion italienne commanditée par Benito Mussolini, notamment grâce aux fortifications du département. L'ennemi est stoppé à la fois en Tarentaise dans sa descente du col du Petit-Saint-Bernard et en Maurienne lors des combats dans le vallon du Seuil où la puissance de feu de la barrière de l'Esseillon ne permet même pas aux Italiens de parvenir à Modane. Mais le succès de cette bataille est relativisé par la signature de l'armistice du 22 juin 1940. Les hautes vallées de la Savoie sont alors annexées par le royaume d'Italie, puis en novembre 1942 la totalité du departement est occupé. Pour autant, Mussolini rappelle au comte Galeazzo Ciano qu'il ne revendique pas l'ancien duché de Savoie. Puis l'occupation italienne cède la place à l'occupation allemande à partir du 8 septembre 1943.
Une résistance intérieure forte est également menée. Celle-ci est facilitée par un relief délicat favorisant les Savoyards, qui connaissent bien leurs vallées. Cette résistance s'accentue avec la loi instaurant le service de travail obligatoire (STO) incitant beaucoup de jeunes à rejoindre les maquis du département, dont le nombre estimé se situe entre 500 et 600, en 1943. Les actions sont nombreuses et particulièrement pénalisantes pour les occupants : des sabotages de lignes électriques ont lieu presque tous les jours et les usines sont également prises pour cibles, comme en 1943 où la résistance d'Aime s'affaire à détruire le barrage de Centron alimentant l'usine de Pomblières. Les résistants volent également énormément de matériel et d'armes. Un évènement majeur de la résistance en Savoie est le parachutage des Saisies du 1er août 1944, où sont parachutés 899 containers d'armes et de munitions par 76 appareils de l'aviation américaine.
La Savoie est un territoire stratégique pour les parties en conflit. Ses usines et sa position près de la frontière font que les Alliés veulent empêcher l'ennemi de se replier en Italie. Pour cela, l'armée américaine bombarde Modane et sa gare en septembre 1943 : la ville est rasée et 6 000 personnes sont sans abri. Puis le 26 mai 1944, le bombardement allié vise la gare de Chambéry : 700 bombes larguées en dix secondes détruisent la gare de triage, 45 locomotives, ainsi qu'une partie du centre-ville, et font 200 victimes, autant de blessés et 3 000 sinistrés.

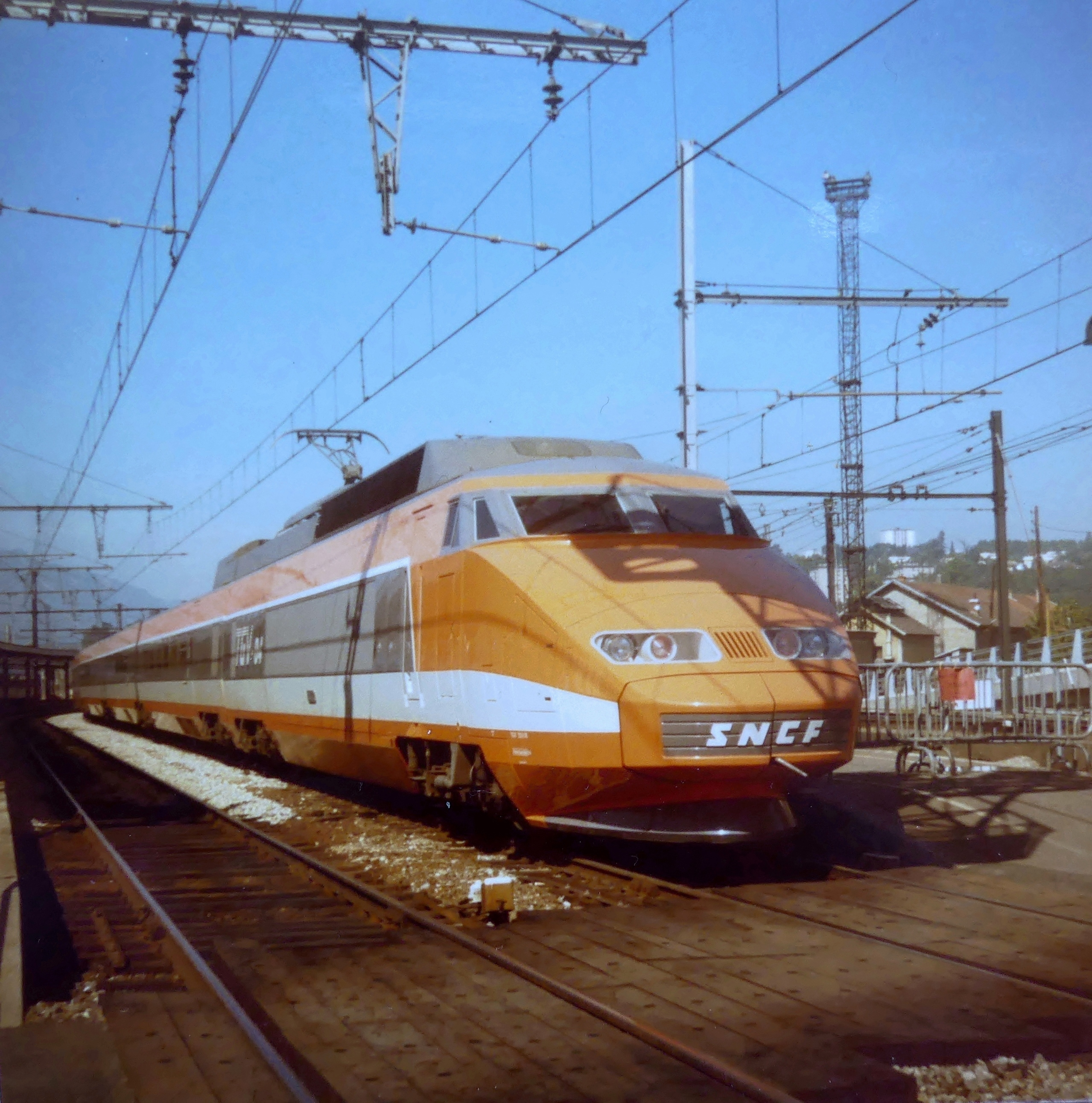
Rame TGV no 04 en gare de Chambéry dans les années 1980 : la Savoie est ralliée à Paris par la grande vitesse ferroviaire.

Après la guerre, la Savoie, comme beaucoup d'autres départements français, est à reconstruire. Après rétablissement des lignes de chemin de fer, de l'électricité, des bâtiments et de la reprise des usines, la Savoie connaît de nouveau une économie et une démographie en croissance, à laquelle la reprise du tourisme blanc, par la construction de stations de ski « deuxième génération » (plus hautes, comme Courchevel), y est pour beaucoup. Les infrastructures, sous l'impulsion de l'État mais aussi du conseil départemental de la Savoie, s'améliorent également (en 1945, six communes de Savoie restaient inaccessibles par la route, et encore 91 villages de plus de vingt habitants en 1954).
Juste après la fin de la guerre, en 1946, la Savoie voit s'installer sur son territoire, à Avrieux en Haute-Maurienne, l'un des sites de l'Office national d'études et de recherches aérospatiales.
La seconde moitié du siècle marque aussi la création de grands barrages et l'exploitation de centrales hydroélectriques par EDF. La Savoie dispose en effet d'un relief et de ressources considérables pour cette énergie. Deux grands lacs artificiels sont mis en eau, le lac du Chevril en 1947 et le lac de Roselend en 1952. Puis, petit à petit, les industries traditionnelles déclinent au profil des nouvelles technologies, notamment celles liées au tertiaire et au solaire (création de l'Institut national de l'énergie solaire (INES) en 2005).
En 1981, la première ligne à grande vitesse est mise en service entre Paris et Lyon et le TGV inaugural arrive en Savoie la même année. La relation avec Paris débute en septembre 1982.
Enfin, la Savoie a bénéficié d'un éclairage sportif et médiatique mondial lors des Jeux olympiques d'hiver de 1992 accueillis à Albertville aux portes de la Tarentaise et du Beaufortain.
Au 1er janvier 2016 la région Rhône-Alpes, à laquelle appartenait le département, fusionne avec la région Auvergne pour devenir la nouvelle région administrative Auvergne-Rhône-Alpes.

## Urbanisme

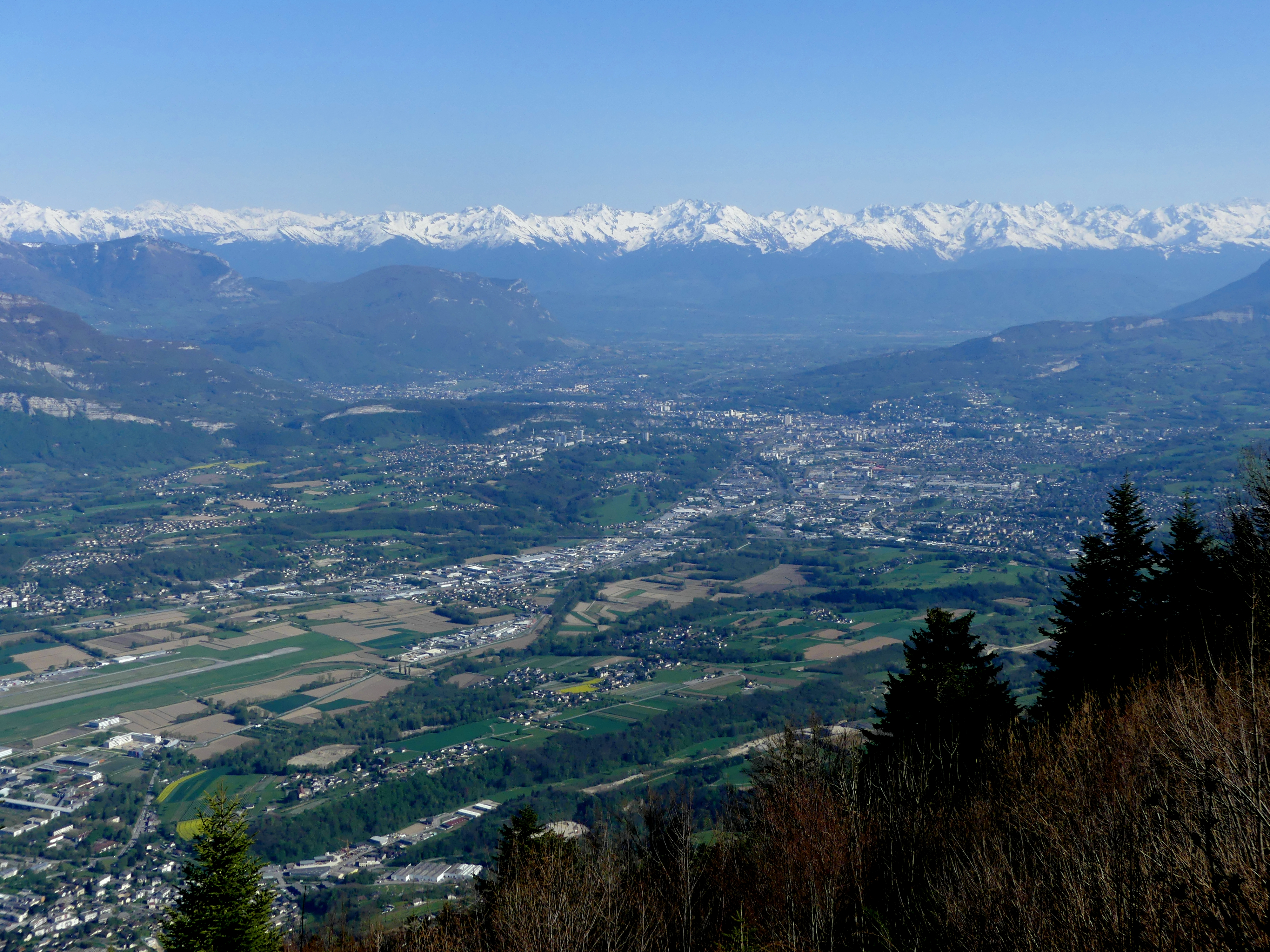
L'unité urbaine de Chambéry regroupe 187010 habitants en 2015.

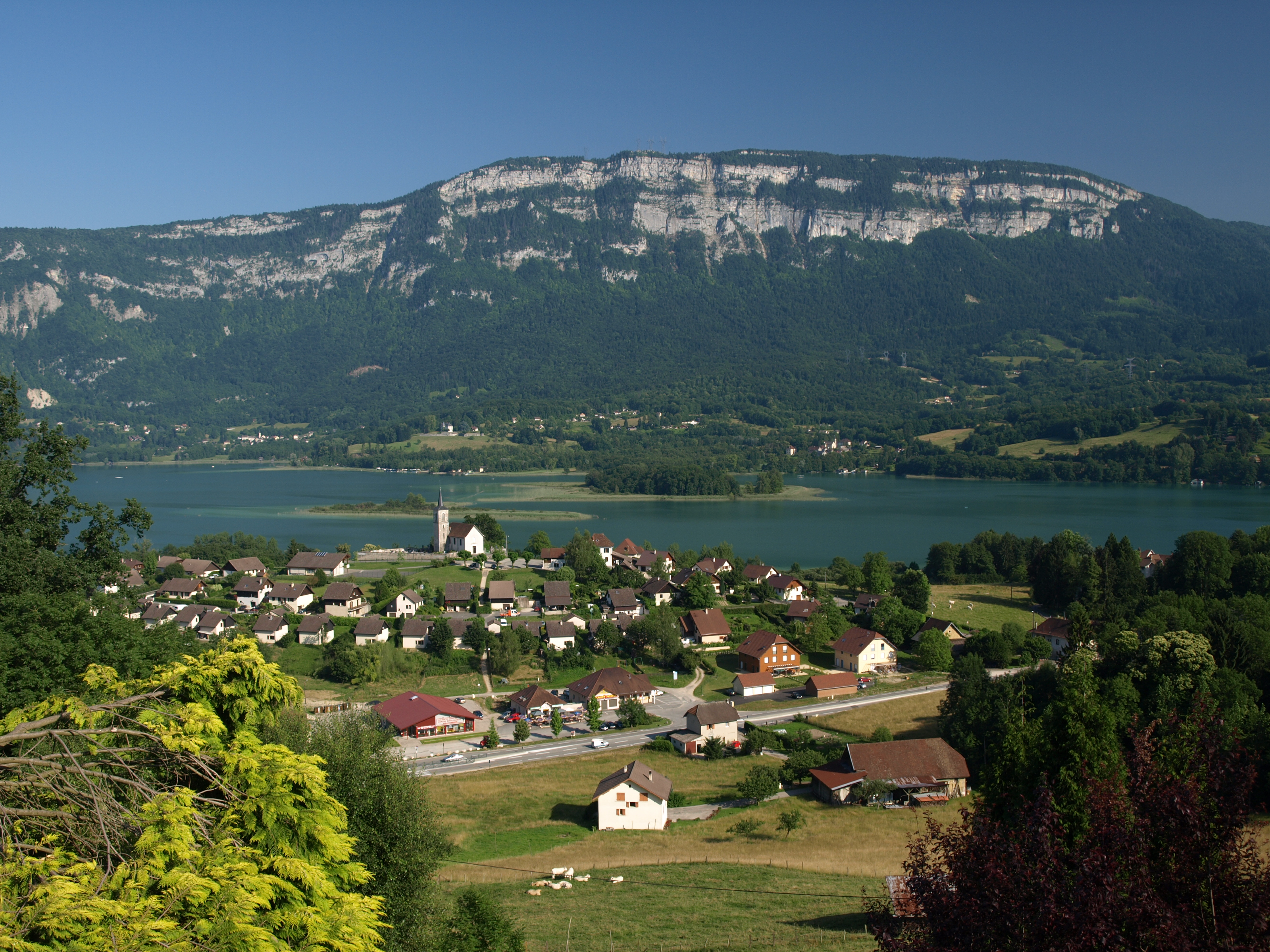
L'Avant-Pays savoyard : un territoire peu urbanisé (ici Saint-Alban-de-Montbel).

### Espaces urbanisés
Dans le département de la Savoie, le taux d'urbanisation, c'est-à-dire la proportion d'habitants vivant en zone urbaine, est de 69,6%. En 2007, l'Insee l'établissait à 77,5 % à l'échelle de la France, soit un peu plus que pour le département. La Savoie reste malgré tout parmi les 40 départements les moins ruraux dominés par la Petite couronne de Paris.
La plus forte urbanisation se situe à l'ouest du département, principalement dans la cluse de Chambéry qui, remontant jusqu'au lac du Bourget, englobe les communes de Chambéry et Aix-les-Bains c'est-à-dire les deux premières villes du département quant au nombre d'habitants. L'espace Métropole Savoie (syndicat mixte) correspond approximativement à ce territoire ; en 2007, il accueille 225 012 habitants sur une population totale la même année de 405 535 soit plus de la moitié de la population. Ce syndicat mixte a d'ailleurs été mis en place en 1996 afin « de se doter d'un schéma de cohérence territoriale (SCoT), document d'urbanisme qui constitue un véritable projet de territoire à l'échelle d'une centaine de communes composant un bassin de vie » selon les mots de son président Thierry Repentin, et qui témoigne de la vivacité économique et urbaine de ce bassin de 1 156 km2 (soit tout juste 20 % du département). L'unité urbaine de Chambéry, avec ses 187 010 habitants en 2015, représente pour sa part la 4e unité urbaine de Rhône-Alpes et la 37e unité urbaine de France.
À côté de ce grand pôle urbain — regroupant notamment les deux pôles urbains de Chambéry métropole (125 778 habitants en 2013) et de la communauté d'agglomération du Lac du Bourget (58 567 habitants en 2013) — le département connaît des zones urbanisées dans chacune de ses principales vallées. Ainsi la Tarentaise débute à Albertville, troisième commune du département avec près de 20 000 habitants et une unité urbaine de 39 657 habitants en 2012. Les unités urbaines de Moûtiers, Aime et Bourg-Saint-Maurice en regroupent pour leur part plus de 20 000 la même année. En Maurienne, cette urbanisation est moins marquée mais existante puisque, pour Saint-Jean-de-Maurienne, Saint-Michel-de-Maurienne et Modane, l'unité urbaine atteint 17 685 habitants. Aux vallées s'ajoute également le cas particulier de la commune d'Ugine, au pied du val d'Arly et à l'unité urbaine de 8 657 habitants.
Les espaces les moins urbanisés du département sont de manière générale les massifs : 4 834 habitants pour la communauté de communes Cœur des Bauges (Bauges), 1 702 dans la communauté de communes de la Vallée des Entremonts (Chartreuse) et moins encore en Vanoise. Enfin l'Avant-Pays savoyard reste également peu urbanisé puisque la population la plus élevée, celle de la communauté de communes Val Guiers (regroupant treize communes autour de Belmont-Tramonet), est de 11 701 habitants, toujours en 2011.
En matière de foncier, entre 1999 et 2009, 348 ha de terres agricoles ont été perdus chaque année au profit de 128 ha d'espaces naturels et 220 ha d'artificialisation des sols. L'artificialisation s'est donc élevée sur la période à 585 m2 pour chaque nouvel habitant installé (4e rang sur les huit départements de l'ancienne région Rhône-Alpes). Mais ce niveau traduit des disparités géographiques : quand les vallées perdaient plus de 40 ha par an, le territoire de Chambéry métropole, qui bien qu'ayant accueilli 17 % de la population nouvelle, n'a consommé que 11 % du foncier artificialisé.

### Logement

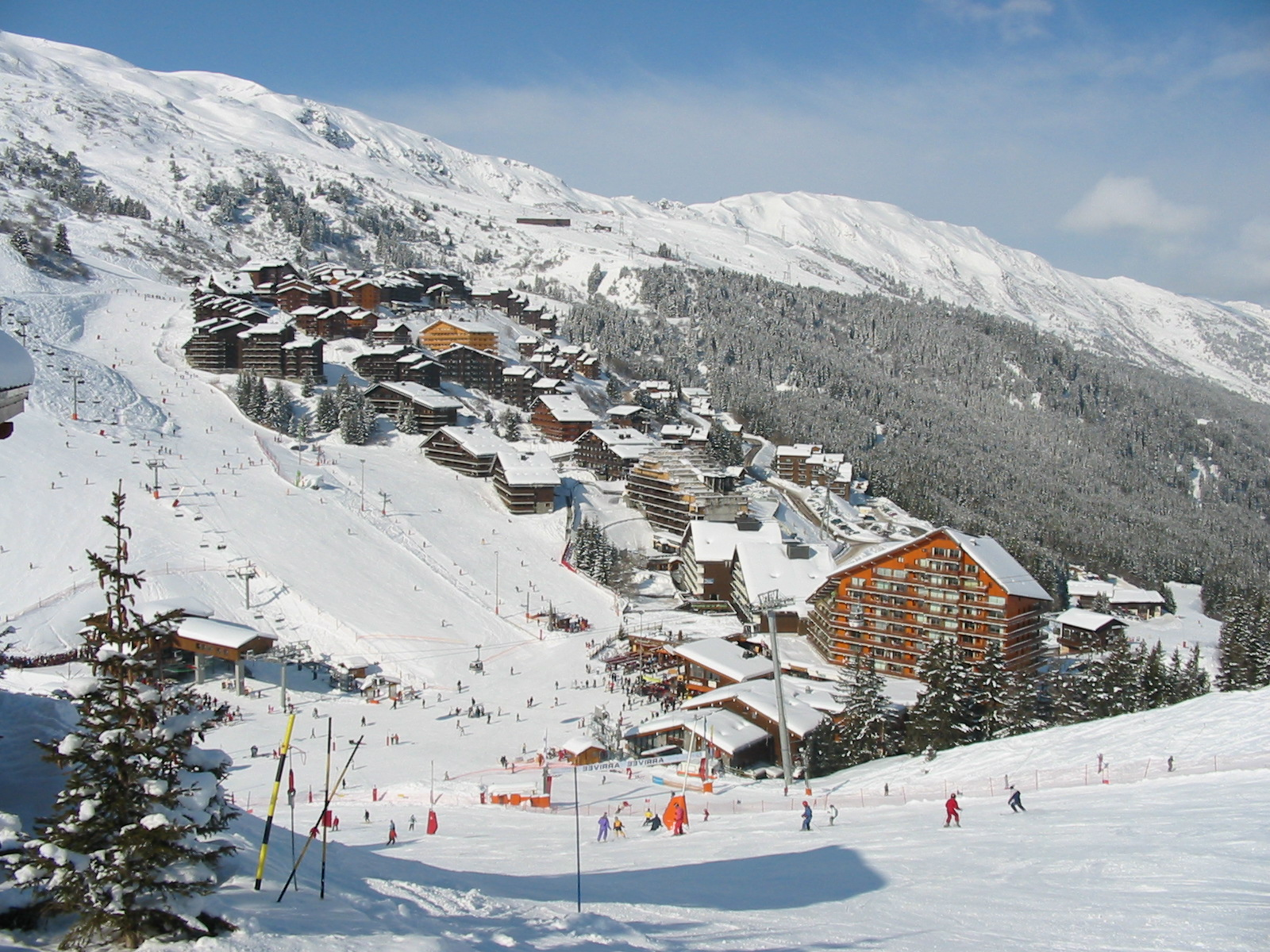
Beaucoup d'appartements en stations ne sont occupés que l'hiver. Ici Méribel-Mottaret.

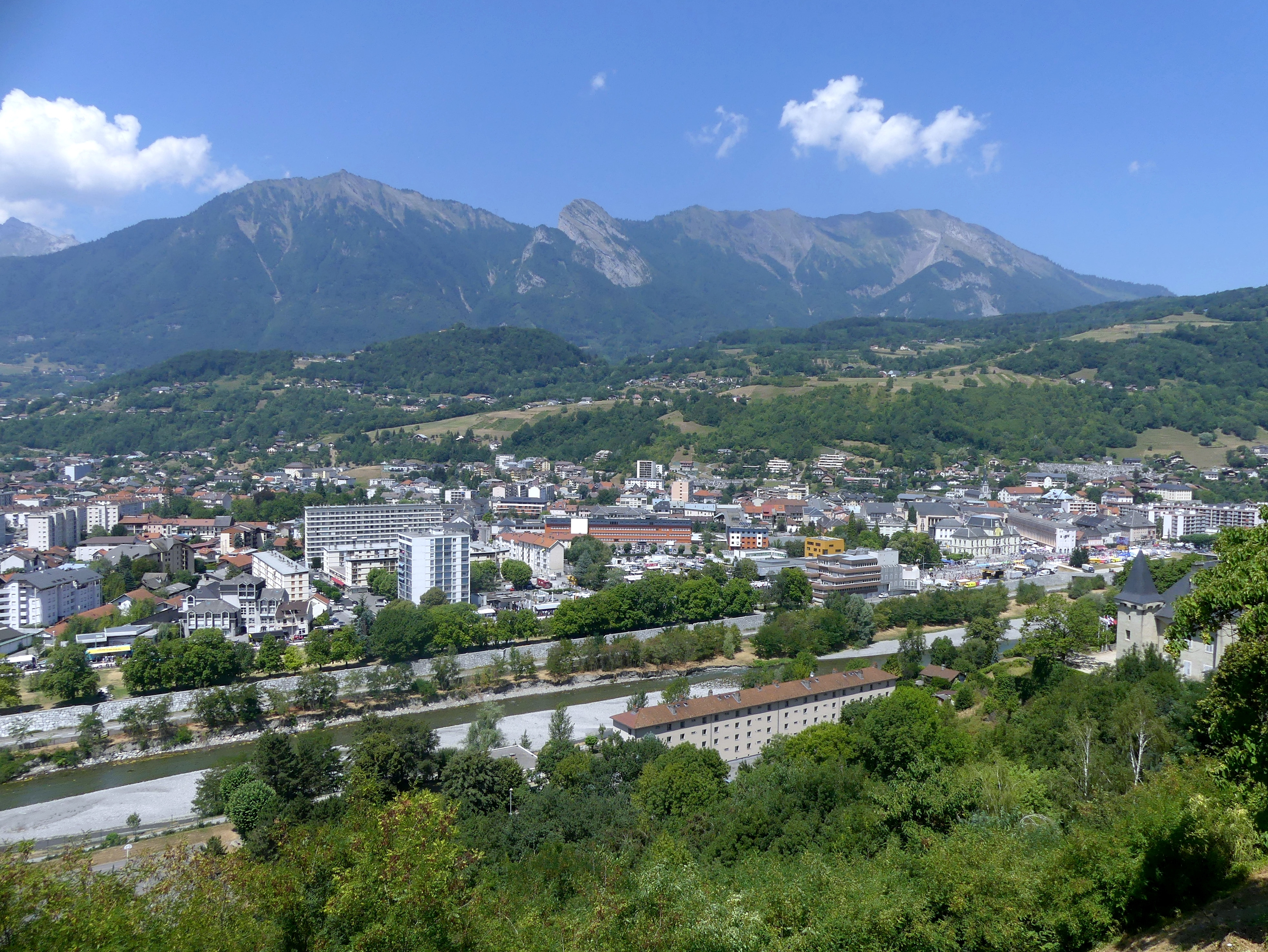
Albertville, 3e commune du département, accueille des logements très diversifiés.

En 2009, le département de la Savoie comptait 315 846 logements. On dénombre parmi eux 56,6 % de résidences principales (en légère diminution par rapport à 1999 avec 57,1 %), 38,3 % de résidences secondaires et 5,1 % de logements vacants. Ce pourcentage de résidences principales est beaucoup plus faible que la moyenne en France métropolitaine, établie à 83,5 %. Ceci s'explique en très grande partie par l'importance du secteur touristique dans le département, et la présence de nombreux appartements à visée de location saisonnière dans les stations de ski notamment. Un constat similaire pour le département voisin de la Haute-Savoie, lui aussi très touristique, avec un taux de 69,8 % de résidences principales, inférieur au niveau national.
Pour cette même raison, les appartements représentent 60,6% des logements en 2010 et les maisons individuelles 38,1 %, contre 56,3 % en France métropolitaine en 2009.
On trouve enfin, parmi les occupants des résidences principales, 59,5 % de propriétaires, 37,1 % de locataires et 3,5 % de personnes logées gratuitement, des taux ici plus proches de la moyenne métropolitaine : respectivement 57,7 % et 39,7 %. Ces résidences principales se répartissent en 5,5 % de studios une pièce, 12,2 % de logements deux pièces, 21,1 % de logements trois pièces, 26,4 % de logements quatre pièces et 34,8 % de logements cinq pièces ou plus. Des taux ici là encore relativement proches de ceux observés en métropole.
Enfin le prix moyen de l'immobilier à la vente au niveau départemental était en juillet 2012 de 3 486 €/m2. Au même instant et sur la même période, le prix moyen en France était de 3 177 €/m2, en évolution de -0,25 %. Cette situation exprime d'une part des prix de l'immobilier plus élevés en Savoie (et plus globalement dans les départements alpins) et moins soumis au ralentissement immobilier alors constaté dans le pays. Ces prix élevés sont pour la plupart dus à l'immobilier de montagne. À Chambéry par exemple, le prix moyen par mètre carré s'établissait à l'été 2012 à 2 800 € tandis que celui-ci s'élevait à 5 546 € à Val Thorens ou encore à 8 857 € à Val d'Isère.
En 2009, le conseil général du département allouait dans son budget un crédit de 12,8 millions d'euros en faveur de sa politique Logement. En 2010, l'assemblée départementale a recensé le versement de 3 506 aides financières (+ 12,9 % par rapport à 2009, vraisemblablement du fait de la crise économique de 2009), dont 1 842 au titre des aides au logement (+ 11 %). Selon le ministère de l'Intérieur, il manquait 10 000 logements sociaux en Savoie en 2010.
En 2006, le rapport de l'Union départementale des associations familiales de Savoie (UNAF) sur la pauvreté en Savoie observait que « de manière générale, le logement des personnes en situation de pauvreté existentielle est plutôt bien équipé ; la quasi-totalité, voire la totalité des logements, dispose d'une salle de bain ou d'une douche, de toilettes, d'eau chaude courante, et d'un système de chauffage ». En revanche, le rapport recense 58 % des répondants assurant avoir un logement trop difficile ou trop coûteux à chauffer. L'Insee pour sa part, dans un rapport de 2003, estimait que « en Savoie, 2,73 % des logements sont « sans confort » ».
|                                                  | Année 1990 | Année 1990  | Année 1999 | Année 1999  | Année 2009 | Année 2009  |
| Catégorie de logement                            | Nombre     | Pourcentage | Nombre     | Pourcentage | Nombre     | Pourcentage |
| Résidences principales                           | 133 838    | 55,8 %      | 154 838    | 57,1 %      | 178 820    | 56,6 %      |
| Résidences secondaires et logements occasionnels | 94 844     | 36,6 %      | 102 946    | 38 %        | 121 063    | 38,3 %      |
| Logements vacants                                | 11 041     | 4,6 %       | 13 475     | 5 %         | 15 964     | 5,1 %       |
| Ensemble                                         | 239 723    | 100 %       | 271 259    | 100 %       | 315 846    | 100 %       |
| Sources des données : Insee Recensement Savoie   |            |             |            |             |            |             |

Au sein du département, on dénombre 29,2 % de bénéficiaires d'une aide au logement de moins de 30 ans au 30 juin 2006, et on y compte 42,6 % d'étudiants dans les aides au logement pour cette même période.
|                                                                     | Année 1990 | Année 1990  | Année 1999 | Année 1999  | Année 2009 | Année 2009  |
| Statut d'occupation                                                 | Nombre     | Pourcentage | Nombre     | Pourcentage | Nombre     | Pourcentage |
| Propriétaire                                                        | 74 254     | 55,5 %      | 85 758     | 55,4 %      | 106 362    | 59,5 %      |
| Locataire                                                           | 49 738     | 37,2 %      | 59 886     | 38,7 %      | 66 265     | 37,1 %      |
| - d'un logement loué vide non HLM                                   | 26 018     | 19,5 %      | 27 407     | 17,7 %      | NC         | NC          |
| - d'un logement loué vide HLM                                       | 20 117     | 15 %        | 26 623     | 17,2 %      | 27 035     | 15,1 %      |
| - d'un meublé ou d'une chambre d'hôtel                              | 3 603      | 2,7 %       | 5 856      | 3,8 %       | NC         | NC          |
| Logé gratuitement                                                   | 9 721      | 7,3 %       | 9 194      | 5,9 %       | 6 193      | 3,5 %       |
| Sources des données : Insee Rhône-Alpes et Insee Recensement Savoie |            |             |            |             |            |             |

Selon le recensement général de la population du 8 mars 1999, 38 % des logements disponibles dans le département étaient des résidences secondaires. En 2007, le département comptait par ailleurs 29 % de l'ensemble des résidences secondaires de l'ancienne région Rhône-Alpes, à égalité avec la Haute-Savoie. Parmi celles détenues par des étrangers, les Britanniques en détiennent près de la moitié (44 %), devant les Belges (17 %).

### Projets d'aménagement

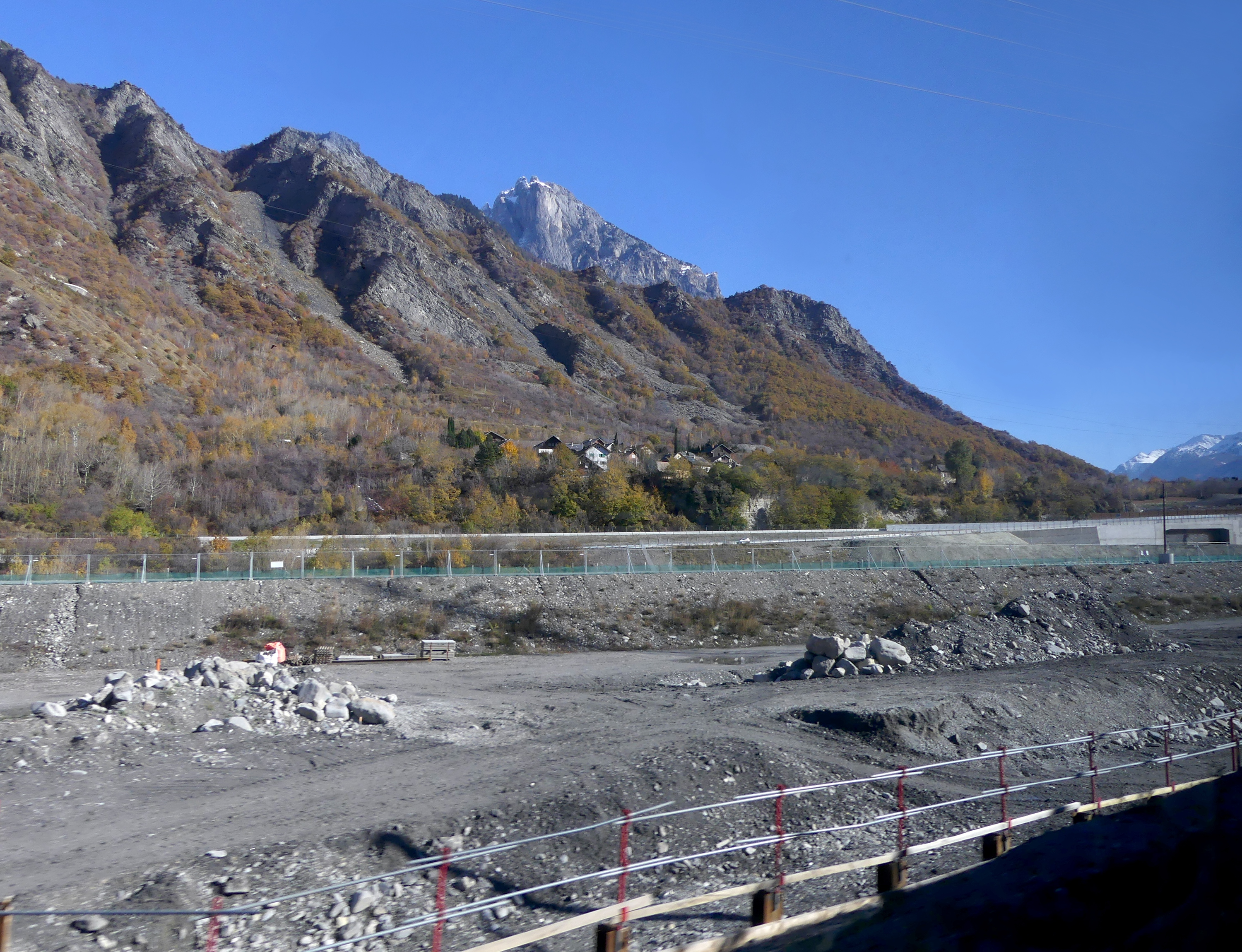
Chantier de la ligne ferroviaire Lyon-Turin en Maurienne en 2021.

Différents projets sont en débat, validés ou en cours, concernant le département de la Savoie.
Un projet à très long terme est la liaison ferroviaire transalpine Lyon - Turin, visant d'une part à rapprocher en temps de parcours Paris et Lyon de Turin et Milan par Chambéry, et d'autre part à transférer de la route vers le rail le fret important transitant par le département. Le tracé de la nouvelle ligne a d'ores et déjà été arrêté, après que différents travaux préliminaires au percement du tunnel de base du Mont-d'Ambin ont déjà été amorcés, en 2002 en France et en 2011 en Italie. Les 140 km de ligne sont attendus à l'horizon 2025. En Savoie, les lignes voyageurs et marchandises arriveraient par Saint-Genix-sur-Guiers avant de se séparer à Avressieux dans l'Avant-pays. La ligne voyageurs entrerait alors dans le tunnel Dullin-Épine et sortirait au niveau de la Motte-Servolex où elle se grefferait à l'actuelle ligne de la Maurienne jusqu'à Chambéry. La ligne marchandises pour sa part continuerait vers la Maurienne par un tunnel sous les massifs de la Chartreuse et Belledonne. De là, le tunnel de base du Mont-d'Ambin la conduirait jusqu'en Italie. Ce projet de Lyon-Turin s'inscrit en tant que maillon central du corridor ferroviaire européen de Lisbonne (Portugal) à Kiev (Ukraine). Il est étudié depuis plusieurs années par une multitude d'acteurs publics et privés. Il se heurte malgré tout à différents conflits inhérents à sa réalisation, par exemple l'opposition italienne dite « NO TAV » (pas de train à grande vitesse) ou encore le surcoût estimé du projet pour une rentabilité jugée trop faible (5 %).

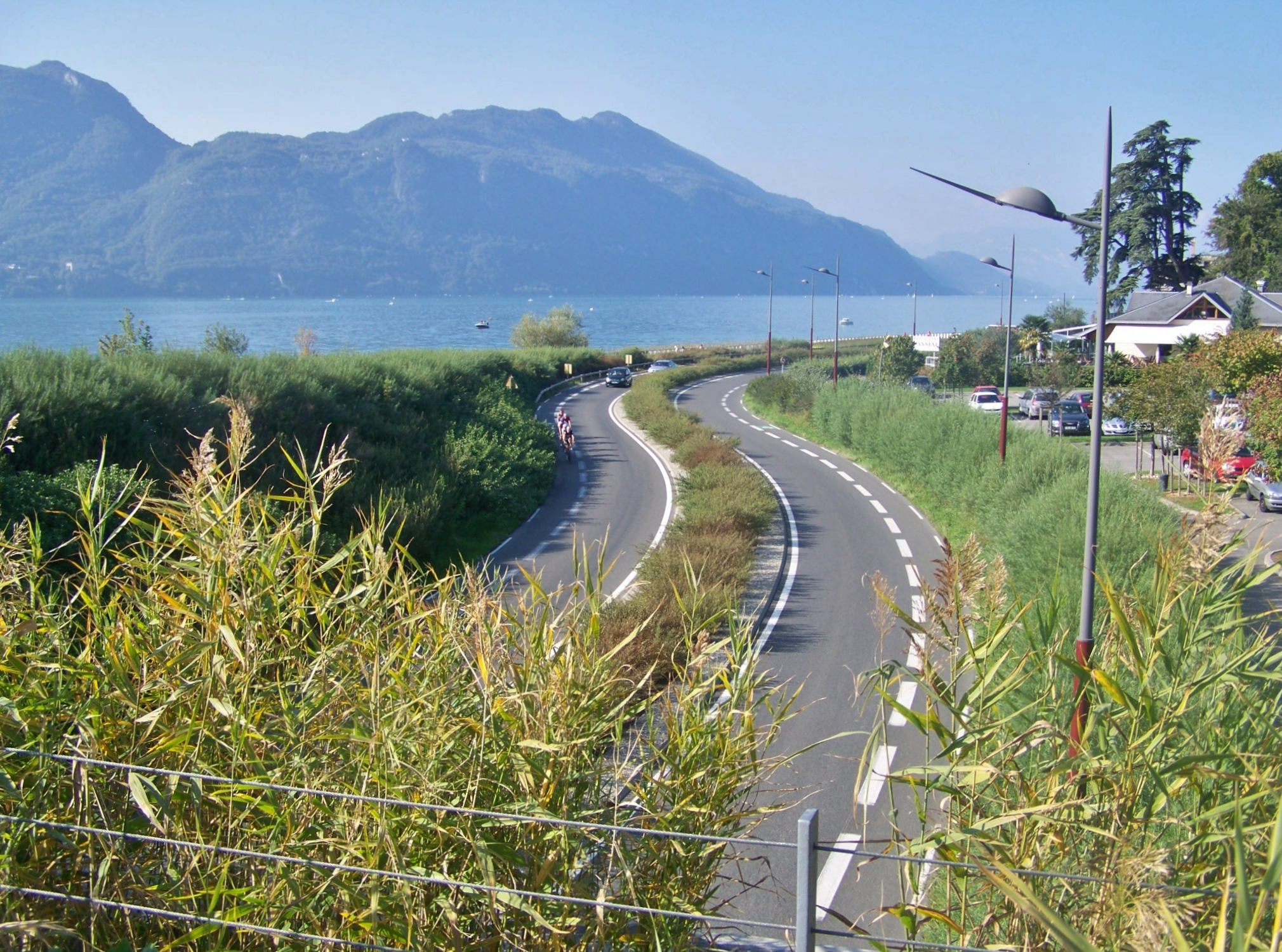
La RD 1201 sécurisée et réaménagée longe le lac du Bourget au Lido (Tresserve).

Le conseil général entreprend depuis 1999 le projet dit « Grand Lac » visant à requalifier et à naturaliser les berges sud-est du lac du Bourget, longées par la RD 1201 entre Chambéry et Aix-les-Bains, dont le projet vise aussi à la sécurisation. Après le hameau de Terre-Nue (Viviers-du-Lac) entre 2006 et 2008, puis le Lido (Tresserve) en 2008-2009 et enfin la Rosière et les Séselets jusqu'à 2011, un dernier chantier débute jusqu'à Aix-les-Bains. Sa réalisation complète est prévue pour 2015 et son coût total est estimé à 40 millions d'euros pour 5 km de rives et de route complètement réaménagés, pour les piétons, les cyclistes (création d'une promenade et de bandes cyclables) et les automobilistes.
Un projet de couverture numérique est également en cours, initié par le conseil départemental dans le cadre du Plan numérique départemental. Actuellement en Savoie, 99,6 % des lignes téléphoniques de la Savoie sont éligibles à l'ADSL. Le plan départemental vise donc à effectuer la transition vers le très haut débit dans le département, par le déploiement de la fibre optique.
Enfin d'autres projets sont également en cours à des niveaux locaux, engagés au sein des agglomérations. C'est le cas par exemple avec la requalification de l'« axe de la Leysse » avec un réaménagement important de la gare en vue du Lyon-Turin et plus localement des schémas de déplacement dans le territoire de Métropole Savoie.

## Politique et administration

### Politique

#### Tendances politiques
- Emmanuel Macron (EM).

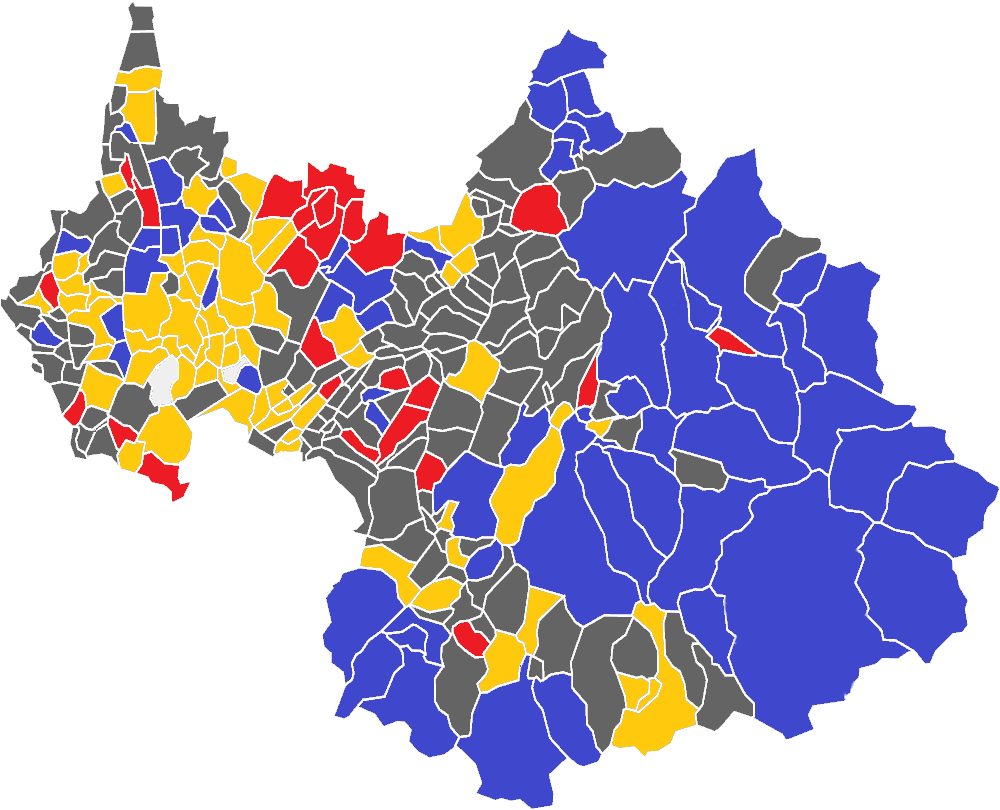
Résultats du 1er tour de l'élection présidentielle de 2017 :
Emmanuel Macron (EM).
Marine Le Pen (FN).
François Fillon (LR).
Jean-Luc Mélenchon (FI).
Égalité entre au moins 2 candidats.

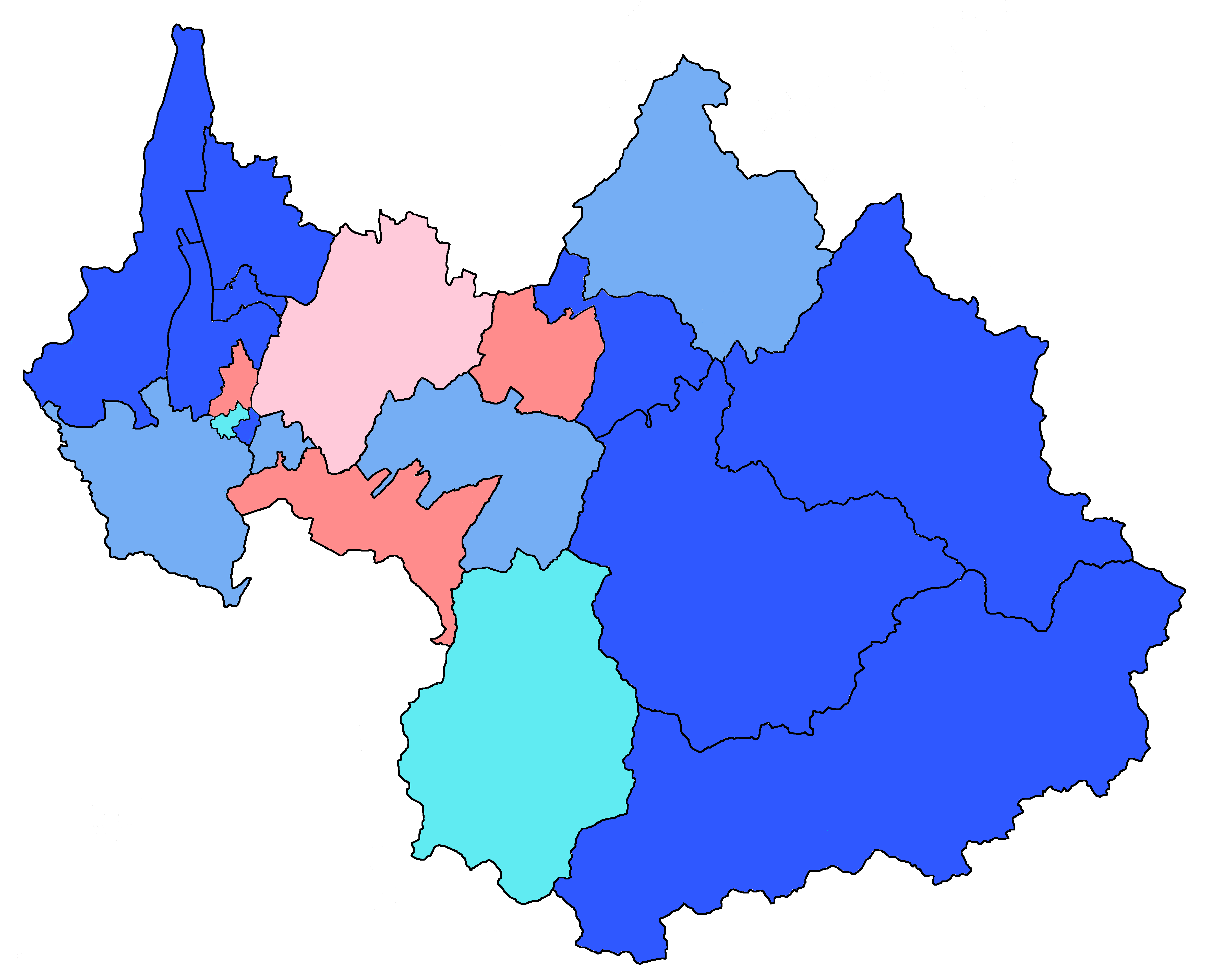
Cantons par nuance politique du binôme arrivé en tête aux élections de 2015 :
Union pour un mouvement populaire.
Divers droite.
Union des démocrates et indépendants.
Divers gauche.
Parti socialiste.

Le département de la Savoie est traditionnellement ancré à droite de l'échiquier politique. Depuis l'instauration de la Cinquième République en 1958, une large majorité des élus locaux et des députés sont de droite. Le Parti socialiste est malgré tout parvenu à faire élire plusieurs de ses candidats, parfois même dans la durée comme Louis Besson à la mairie de Chambéry. L'ancrage à droite du département est, en effet, moins prononcé qu'en Haute-Savoie. Le président Mitterrand y avait même obtenu la majorité, de justesse, lors de ses deux mandats en 1981 (50,45 %) et 1988 (50,18 %). Dans les années 1970 et 80, la gauche a pu obtenir des sièges de députés, notamment sous l'impulsion de Louis Besson et Jean-Pierre Cot, mais sans pour autant réussir à s’implanter durablement. En effet, lors des quatre élections législatives de 1993 à 2007, la Savoie n'envoie siéger à l'Assemblée nationale que des élus de droite (UDF et RPR puis UMP). L'électorat savoyard accorde par ailleurs souvent un avantage à des candidats fortement implantés dans le département.
De 2008 à 2012 le rapport de force s'était équilibré en faveur de la gauche, notamment dans le cadre des élections locales (élections municipales de 2008 et élections cantonales de 2008 et 2011), la poussée socialiste ayant par ailleurs surpris par son ampleur. Ainsi en 2011, Hervé Gaymard (député UMP) n'a pu conserver la présidence du Conseil général de la Savoie face à Thierry Repentin (Sénateur PS) qu'au bénéfice de l'âge. En outre, après avoir pourtant placé le candidat de la droite Nicolas Sarkozy en tête des premier et second tours de l'élection présidentielle de 2012, le PS enlève deux circonscriptions savoyardes lors des élections législatives suivantes : Bernadette Laclais, alors maire de Chambéry est élue dans la nouvelle 4e circonscription, et Béatrice Santais, maire de Montmélian, est élue dans la 3e circonscription. Ce sont les deux premières femmes à accéder au mandat de député dans le département.
Toutefois, la lente poussée du département à gauche depuis 2008 ne dure pas, comme à chaque fois en Savoie le rééquilibrage à gauche reste éphémère. En effet, à compter des élections municipales de 2014, les 20 communes de plus de 3 000 habitants sont presque toutes à droite. La première d'entre elles, Chambéry, ayant compté une municipalité de gauche pendant 25 ans passe à droite avec la victoire de Michel Dantin contre Bernadette Laclais. Lors des élections sénatoriales de septembre 2014, les grands électeurs de Savoie envoient 2 sénateurs UMP : Jean-Pierre Vial et Michel Bouvard. Le PS, représenté par Thierry Repentin, perd ainsi son siège de sénateur en Savoie.
Depuis les élections départementales de 2015, la majorité départementale Union pour la Savoie, à nouveau emmenée par Hervé Gaymard, s'établit à 30 conseillers sur les 38 que compte l'assemblée départementale (opposition départementale constituée par PS et DVG).
Les résultats des dernières élections présidentielles ont, pour leur part, mis en évidence un électorat savoyard majoritairement orienté à droite : Nicolas Sarkozy a rassemblé 52,93 % des suffrages exprimés au second tour en 2012 et 57,32 % en 2007, Jacques Chirac ayant lui aussi été majoritaire lors des deux scrutins précédents. En 2017, à l’image du résultat national, la Savoie place en tête Emmanuel Macron du mouvement En marche ! avec 23,13 % des suffrages exprimés. Toutefois l'est du département reste plus marqué à droite en plaçant en tête François Fillon (LR).
La Savoie accorde également souvent de bons résultats au Front national. Au premier tour de l'élection présidentielle de 2002, Jean-Marie Le Pen arrive en tête avec 19,79% des suffrages exprimés, en 2012, sa fille, Marine Le Pen obtient 18,92 % des suffrages exprimés.
Lors des élections départementales de 2015, sur les 19 cantons que compte le département, le FN arrive en tête dans le canton de Montmélian et se maintient au second tour dans huit d'entre eux, mais n’en remporte aucun à l’issue du second tour.
La Savoie est un département plutôt participationniste : l'abstention y est plus faible que dans le reste de la France. Par exemple, lors du premier tour de l’élection présidentielle de 2017, l'abstention en Savoie s'élevait à 20,23 % contre 22,23 % au niveau national. De la même manière, au premier tour de l'élection présidentielle de 2012, lorsque 20,52 % et 19,65 % des Français s'abstenaient aux 1er et 2e tours, les électeurs savoyards n'étaient respectivement que 16,91 % et 17,59 % à ne pas se rendre aux urnes. De même en 2007, si les électeurs français se sont abstenus à 16,23 % et 16,03 %, les électeurs de la Savoie n'ont été que 13,78 % et 14,89 % à faire de même.

#### Personnalités politiques

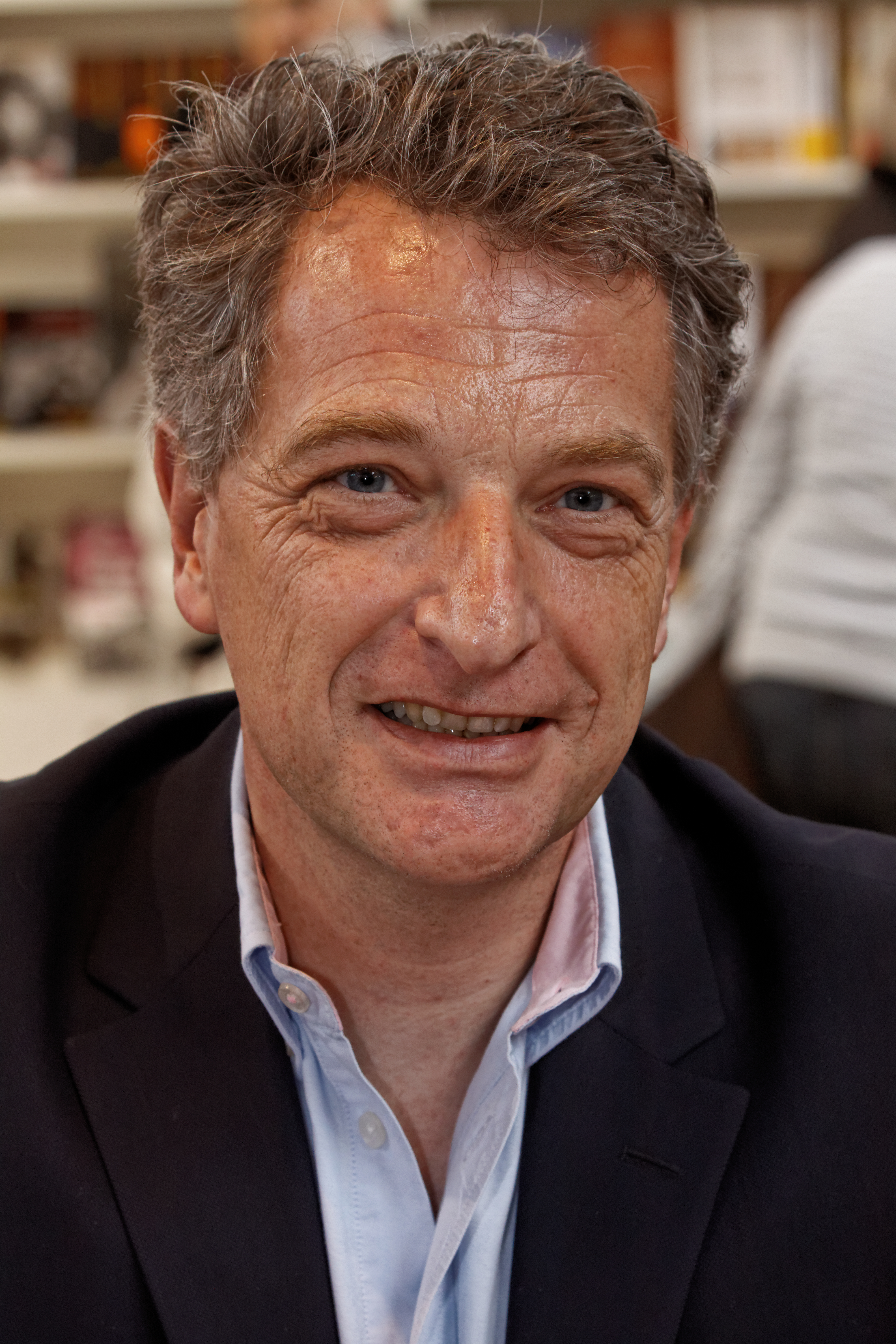
Hervé Gaymard, président du conseil départemental, ancien député de la 2e circonscription de la Savoie et ancien ministre.

La Savoie donne notamment plusieurs ministres à la France et ce dès la première annexion de 1792 :
- Emmanuel Crétet (1747 – 1809), ministre de l'intérieur sous Napoléon Ier ;
- Antoine Perrier (1836 – 1914), ministre de la justice ;
- Henri Falcoz (1884 – 1936), ministre des travaux publics ;
- Pierre Cot (1895 – 1977), ministre de l'air puis ministre du commerce ;
- Ambroise Croizat (1901 – 1951), ministre du travail puis ministre du travail et de la sécurité sociale ;
- Joseph Fontanet (1921 – 1980), ministre du travail, de l'emploi et de la population puis ministre de l'Éducation nationale ;
- Jean-Pierre Cot (né en 1937), ministre délégué chargé de la Coopération et du Développement de 1981 à 1982 ;
- Pierre Dumas (1924 – 2004), constamment présent au Gouvernement de 1962 à 1969, secrétaire d'État aux travaux publics puis au tourisme, aux affaires sociales, aux relations avec le Parlement ;
- Louis Besson (né en 1937), ministre de l'équipement, du logement, des transports et de la mer ;
- Michel Barnier (né en 1951) :
  - Ministre de l'environnement puis des affaires européennes, des affaires étrangères et de l'agriculture sous les gouvernements respectifs de Edouard Balladur et Alain Juppé ;
  - Premier ministre sous la présidence d'Emmanuel Macron à partir de septembre 2024 ;
- Hervé Gaymard (né en 1960), ministre de l'Agriculture puis ministre de l'Économie, des Finances et de l'Industrie ;
- Thierry Repentin (né en 1963), ministre délégué à la Formation professionnelle et à l'apprentissage, puis ministre des Affaires européennes, maire de Chambéry depuis 2020 ;
- Marina Ferrari (née en 1973), ministre déléguée à l'économie du tourisme.

Parmi les autres personnalités du département, se trouvent :
- Pantaléon Costa de Beauregard (1806 – 1864), homme politique savoyard puis français, et premier conseiller général de la Savoie de 1860 à 1864 ;
- Roger Rinchet (né en 1933), sénateur de la Savoie de 1977 à 1986 puis de 1995 à 2004, et député du même département de 1988 à 1993 ;
- Jean-Pierre Vial (né en 1951), sénateur de la Savoie de 1995 à 2020 (sauf de 1997 à 1999);
- Michel Bouvard (né en 1955), député de la Savoie de 1993 à 2012, ancien vice-président de la Commission des Finances de l'Assemblée nationale ;
- Dominique Dord (né en 1959), député de la Savoie de 1997, maire d'Aix-les-Bains de 2001. à 2020 et ancien conseiller général ;
- Michel Dantin (né en 1960), député européen de 2009 à 2019 et maire de Chambéry de 2014 à 2020 ;
- Béatrice Santais (née en 1964), députée de la Savoie de 2012 à 2017, maire de Montmélian depuis 2008 et conseillère générale de 2004 à 2012 (poste cédé à la suite de son élection en tant que députée) ;
- Bernadette Laclais (née en 1967), députée de la Savoie de 2012 à 2017 et maire de Chambéry de 2007 à 2014.

### Conseil départemental

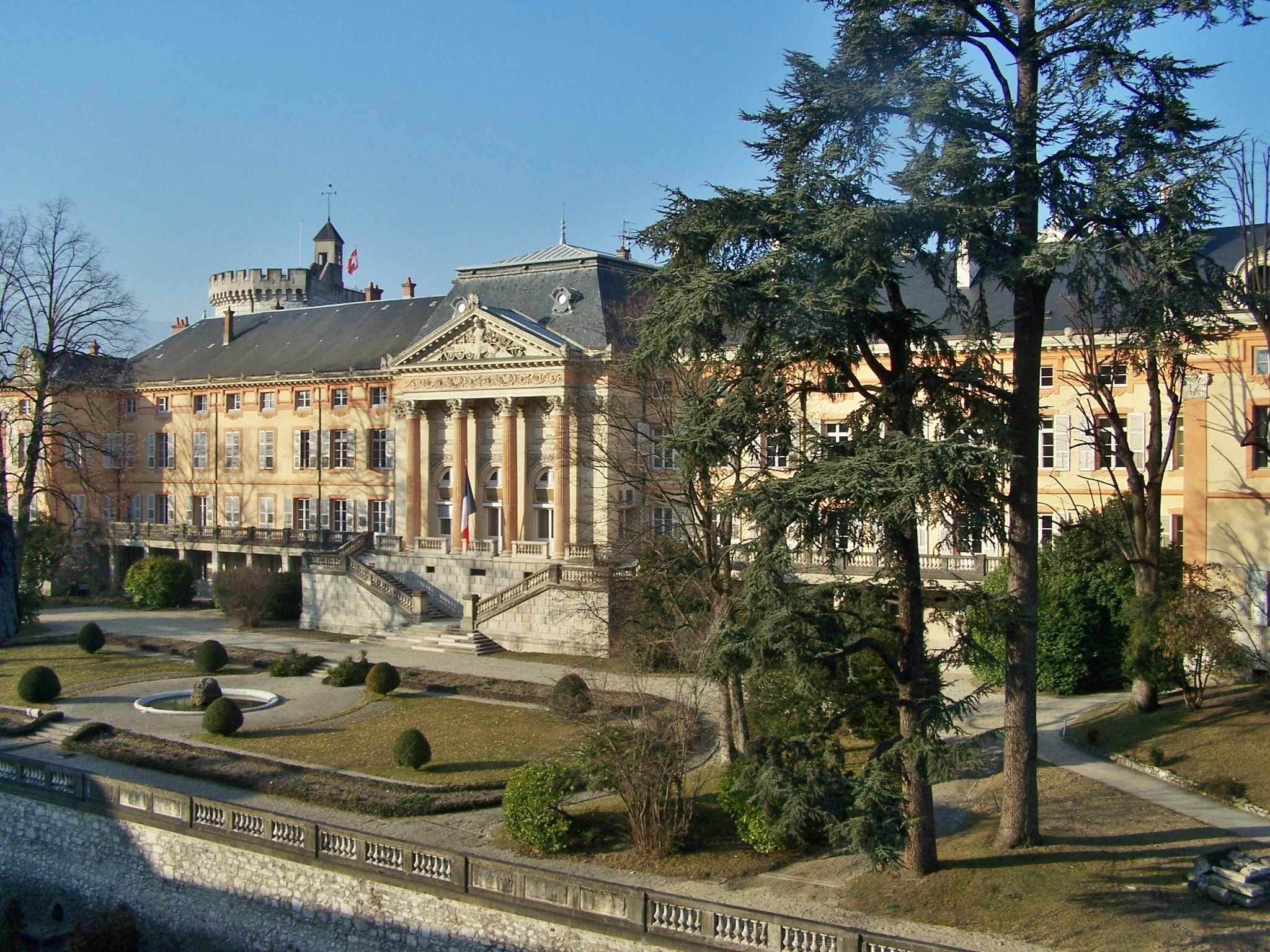
La façade Napoléon III du château des ducs de Savoie (hôtel du Département) où siègent le conseil départemental et la préfecture.

Le conseil départemental de la Savoie est l'assemblée délibérante du département de la Savoie, collectivité territoriale décentralisée. Son siège se trouve à Chambéry au sein du château des ducs de Savoie. Le conseil départemental de la Savoie comprend 38 conseillers départementaux issus des 19 cantons de la Savoie.
Les principales compétences du conseil départemental sont l'action sociale, la voirie et les transports (entretien des routes départementales, des routes nationales d'intérêt local, et des transports départementaux), l'éducation, en assurant la gestion et la maintenance des 38 collèges publics et 9 collèges privés sous contrat d'association, la culture, en organisant et en finançant les archives départementales ainsi que d'autres organismes, ou en soutenant différents projets culturels et 16 festivals, et le développement local.
En 2013, le budget primitif du conseil départemental voté le 4 février a été arrêté à 522,78 millions d'euros. La plus grosse part est consacrée à l'action sociale avec 178,69 M€ soit 34 % du budget. 47,34 M€ sont en outre attribués à la voirie et aux transports, 41,87 M€ à l'éducation et à l'enseignement et 9,10 M€ à la culture. Le conseil départemental de la Savoie consacre en plus de ces compétences obligatoires, une partie de son budget à des politiques volontaristes. C'est le cas par exemple de la politique Montagne, de la politique agricole, de l'économie du territoire, des sports et loisirs ou de l'aménagement numérique. En 2013, pour la première fois depuis 1998, le montant de la dette (20 M€) est inférieur au montant du capital remboursé (22 M€).

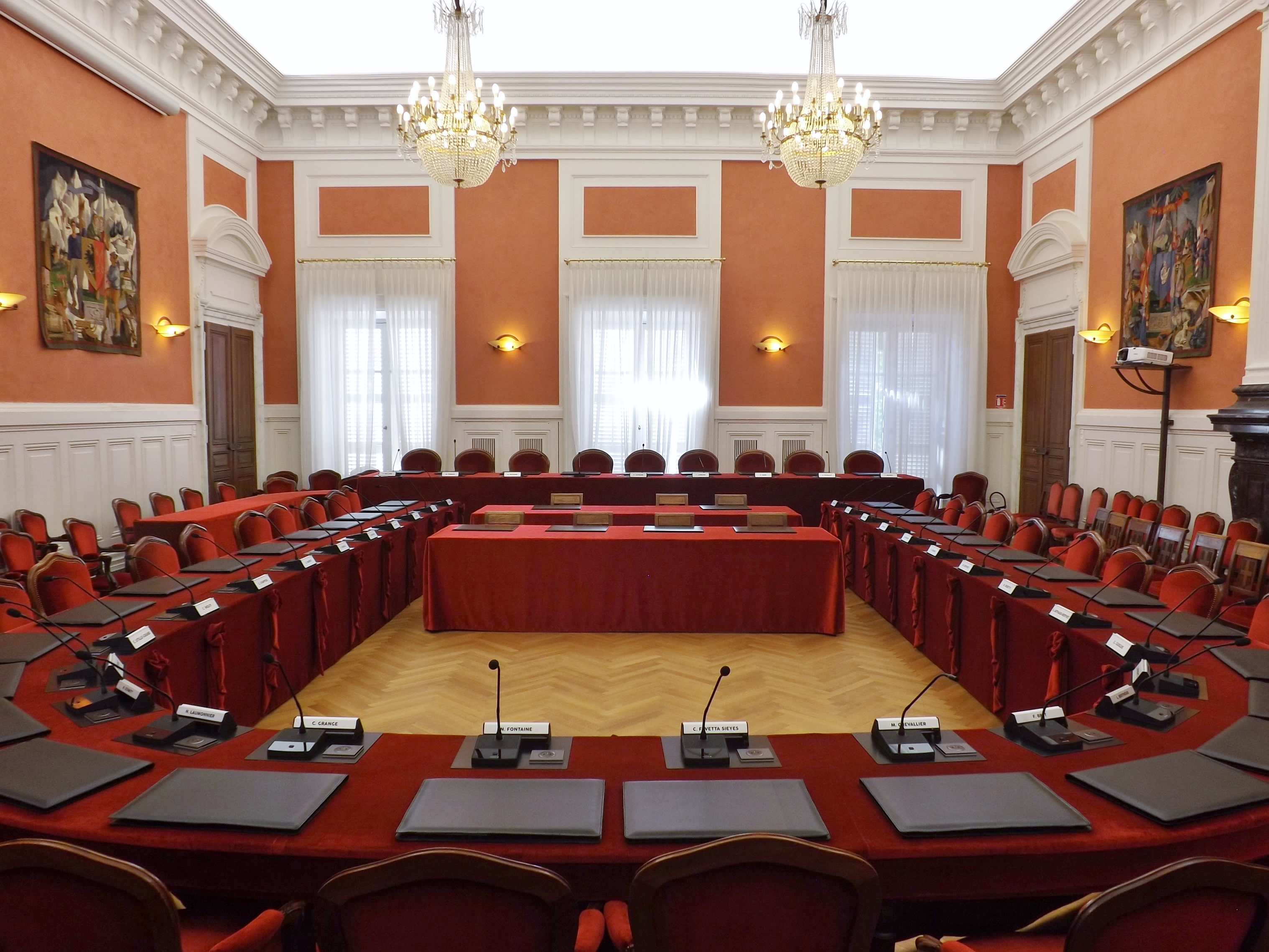
Salle des délibérations à l'hôtel du Département où se réunissent les élus.

L'Assemblée départementale, composée des 38 élus du département, se réunit en séance plénière cinq à six fois par an. À chaque nouvelle assemblée, celle-ci élit parmi ses conseillers généraux son Président et 11 vice-présidents. Pour le traitement des affaires courantes, l'Assemblée élit ensuite la Commission permanente, composée du Président, des vice-présidents et de 15 autres élus de l'Assemblée, qui se réunit toutes les 3 semaines pour traiter des dossiers les plus urgents et prendre les décisions nécessaires sans devoir convoquer l'assemblée plénière.
Le conseil départemental emploie 2 500 agents dans le département, dont 70 % travaillent au sein de services décentralisés sur tout le territoire, répartis à travers 7 Territoires de développement local (TDL) s'appuyant sur 42 centres polyvalents d'action sociale (CPAS) et 8 délégations territoriales à la vie sociale (DTVS).
Enfin, le conseil départemental de la Savoie adhère à l'assemblée des pays de Savoie (APS), créée le 14 février 2001 afin de gérer conjointement avec le conseil départemental de la Haute-Savoie des projets communs. Financée à parts égales par les deux départements, l'assemblée des pays de Savoie est compétente dans la gestion de dossiers relatifs à l'agriculture, au tourisme, à la culture, à l'enseignement supérieur, au développement économique et à l'innovation, au développement durable ou à la filière bois concernant mutuellement les deux départements.

### Politique et administration

#### Administration territoriale

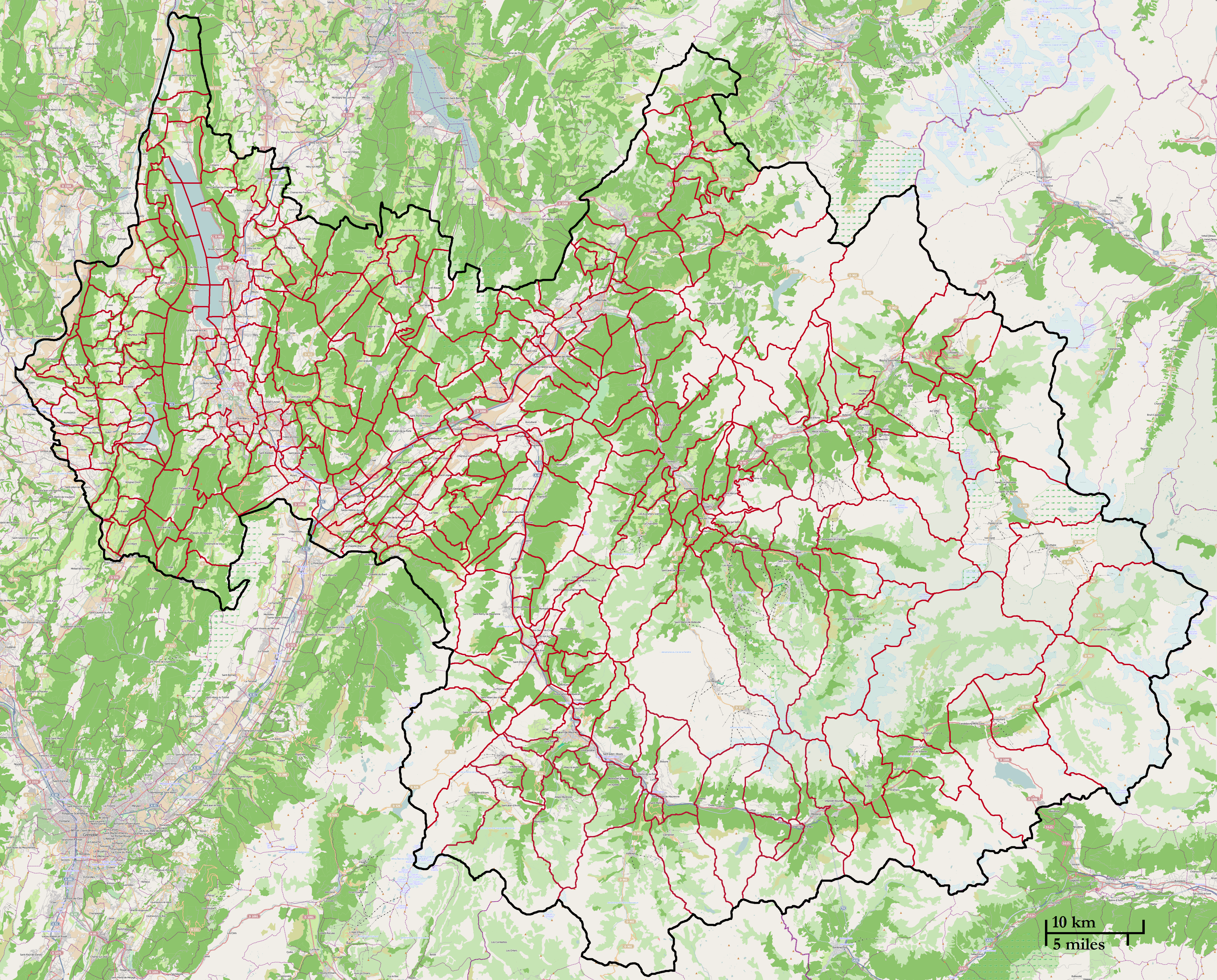
Les 305 communes du département (2013).

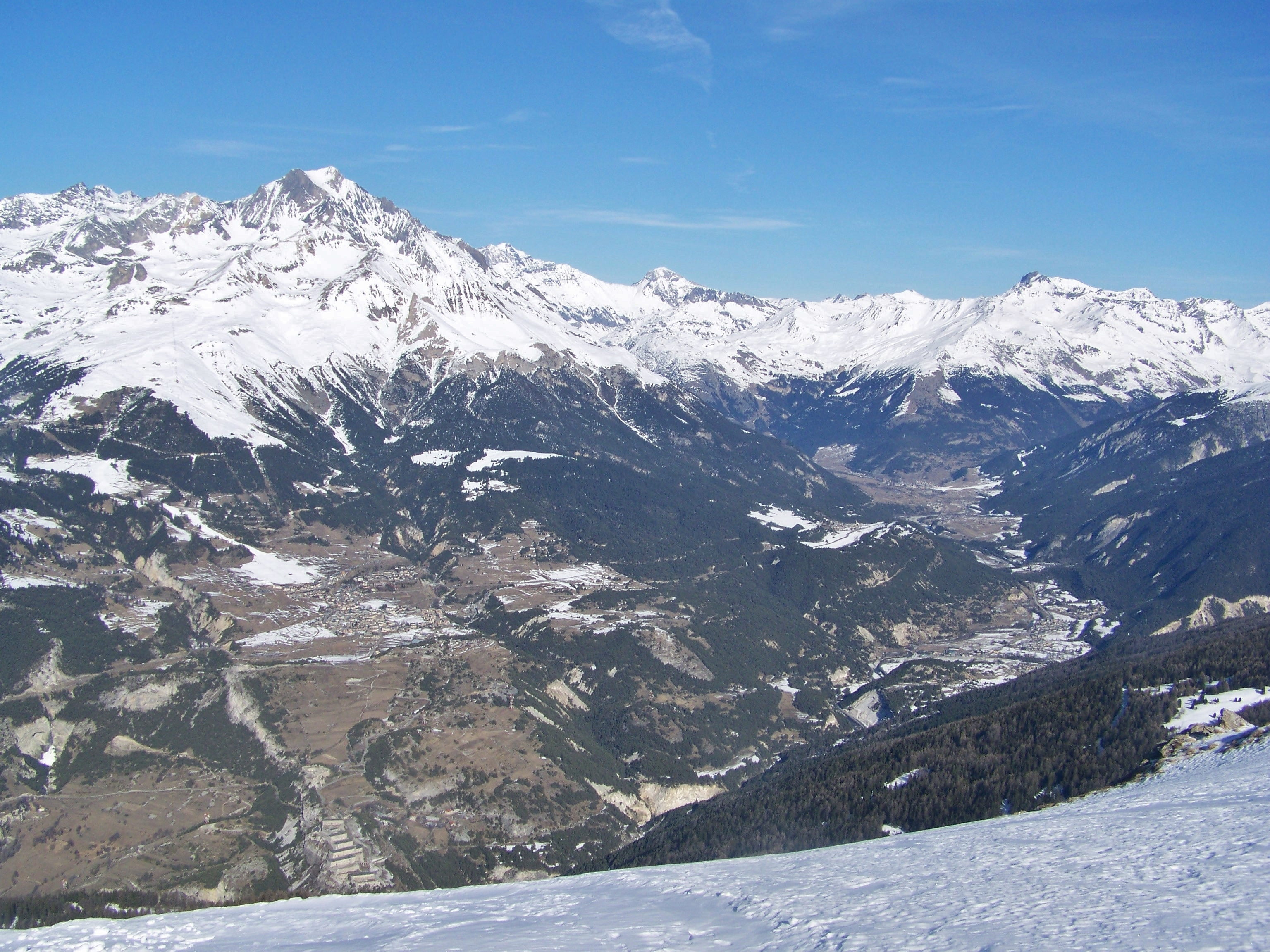
L'arrondissement de Maurienne ne regroupe que 6 cantons et 41600 habitants.

Au 1er janvier 2019, le département de la Savoie est composé de 273 communes, 19 cantons et 3 arrondissements. Les communes situées à l'est du département sont en moyenne beaucoup plus grandes en superficie qu'au centre et à l'ouest. Tel est le cas de l'une des plus grandes d'entre elles, Bourg-Saint-Maurice (179,07 km2), située au nord-est du département. Cette situation s'explique par le fait que cette partie du territoire correspond à de la moyenne et de la haute montagne, soit un environnement peu propice à l'établissement de nombreuses communes. Par ailleurs, même si le territoire de ces communes couvre les zones non habitées de montagne, le chef-lieu de la commune concernée est souvent lui situé dans la vallée (cas de Bourg-Saint-Maurice ou Modane). On retrouve par ailleurs cette caractéristique dans le restant du découpage administratif. Ainsi l'arrondissement de Chambéry, de 1 586 km2 et quelque 230 000 habitants, regroupe 22 cantons et 161 communes quand l'arrondissement d'Albertville, pourtant plus vaste avec ses 2 466 km2, ne regroupe que 9 cantons et 82 communes en raison du plus faible nombre d'habitants (~ 110 000). L'arrondissement de Saint-Jean-de-Maurienne, de 1 976 km2, comprend 6 cantons et 62 communes pour un total d'un peu plus de 41 600 habitants.
L'arrondissement de Chambéry comprend la région de Chambéry et Aix-les-Bains, l'Avant-pays savoyard, le massif des Bauges, la Chautagne et une partie de la combe de Savoie ; celui d'Albertville comprend Albertville, la Tarentaise et Haute-Tarentaise, le Beaufortain et la Vanoise, et celui de Saint-Jean-de-Maurienne la vallée de la Maurienne et Haute-Maurienne.
Du côté des intercommunalités, la Savoie possède 2 communautés d'agglomération que sont Chambéry Métropole (24 communes de l'agglomération de Chambéry) et la communauté d'agglomération du Lac du Bourget (18 communes de l'agglomération d'Aix-les-Bains) et 24 communautés de communes. En 2009, les 2 communautés d'agglomération regroupent donc 42 communes sur 305 et 175 300 habitants sur 411 000 habitants (soit 42,6 %). Si en 2013, 38 communes n'étaient rattachées à aucune intercommunalité (12,5 %), cela n'est plus le cas depuis 2014. En outre, en matière d'intercommunalités de gestion, le département comprend 96 syndicats à vocation unique (SIVU), 22 syndicats intercommunaux à vocation multiple (SIVOM) et 21 syndicats mixtes, dont Métropole Savoie.
Enfin, le département de la Savoie dispose sur l'ensemble de son territoire d'environ 11 426 agents de l'État et 9 707 agents départementaux.

#### Instances judiciaires et administratives

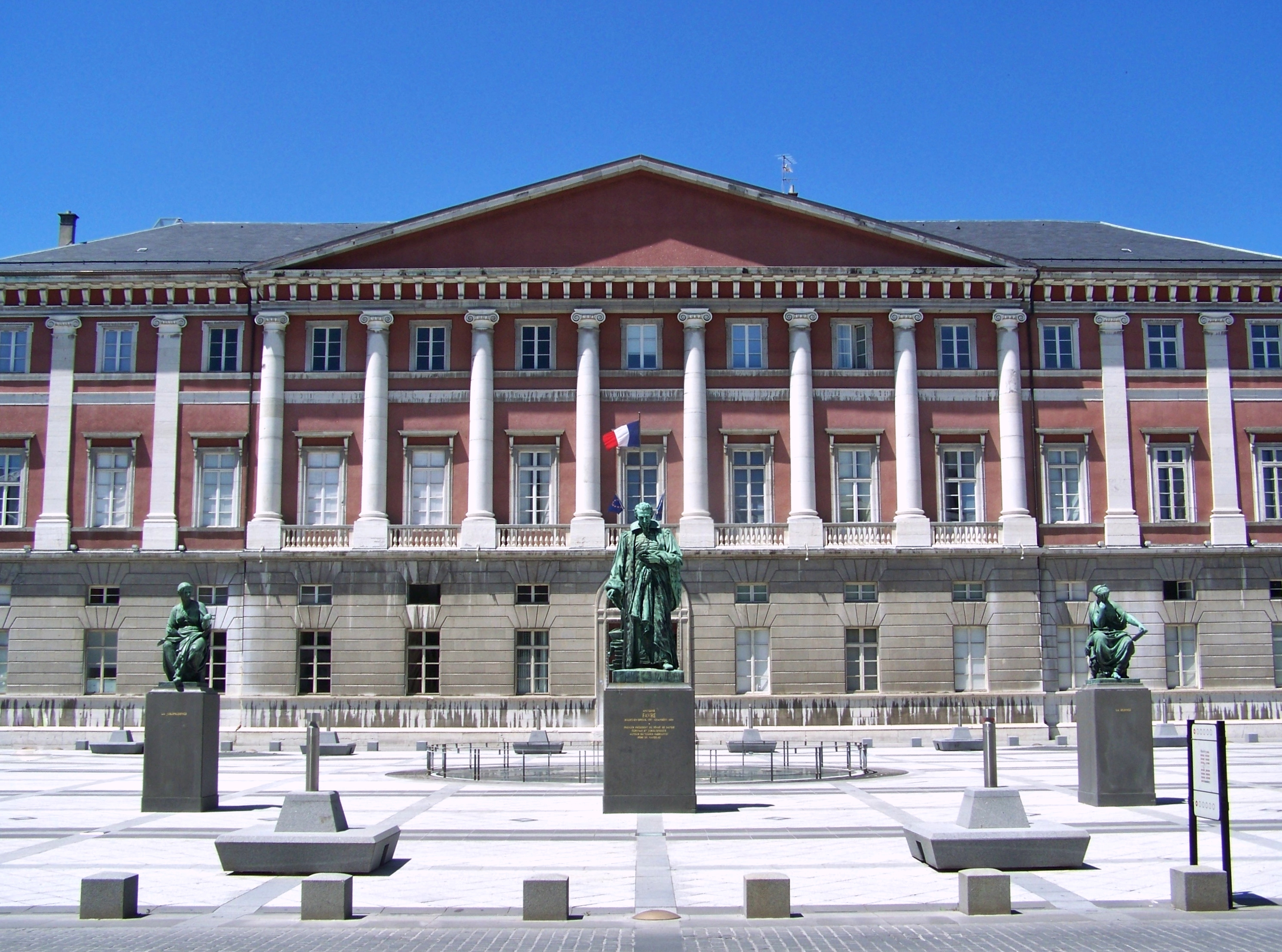
Le Palais de justice de Chambéry (1860).

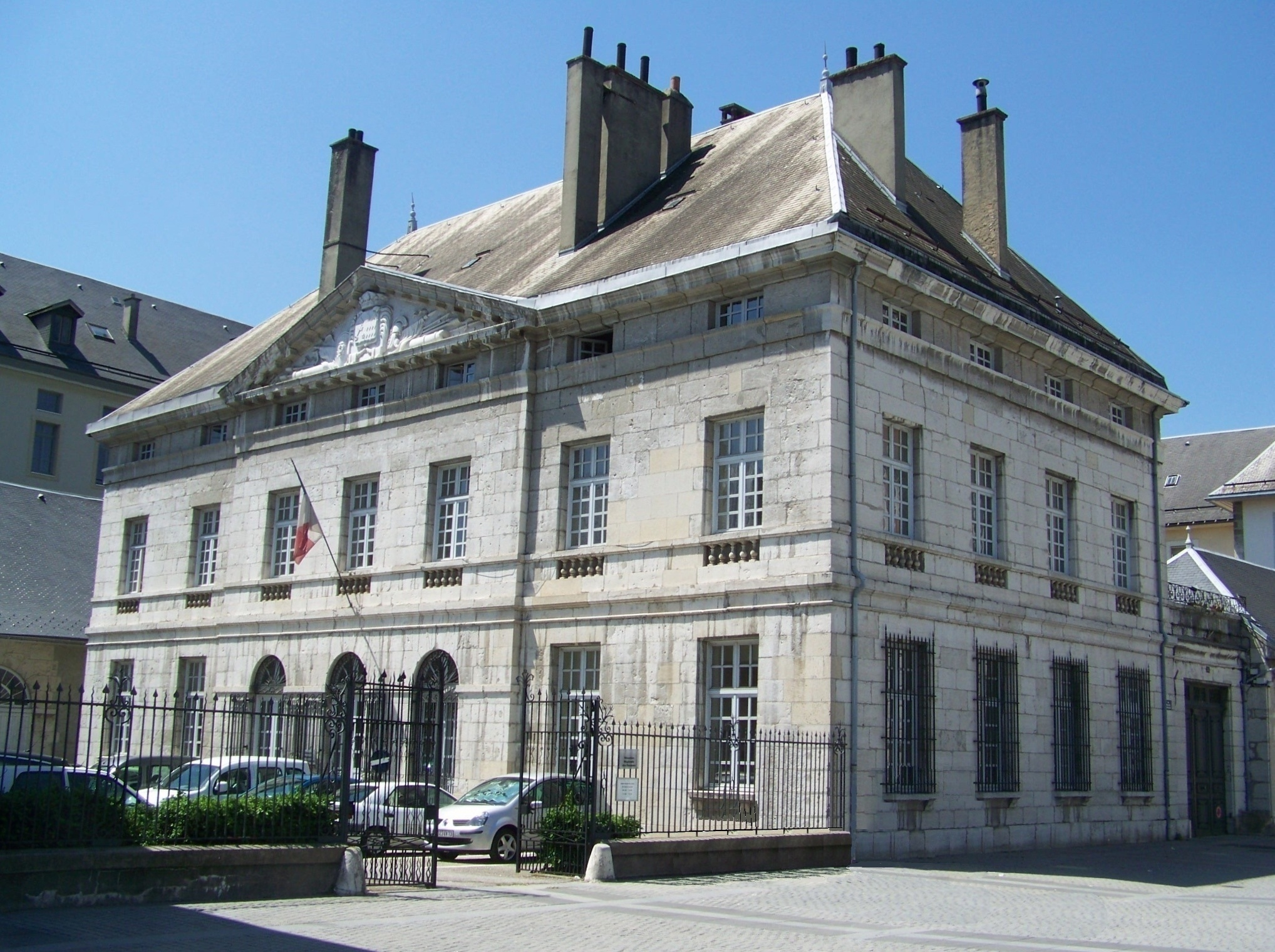
Hôtel des Douanes de Chambéry, siège de la direction régionale des douanes.

Les départements de la Savoie et de la Haute-Savoie dépendent du ressort de la cour d'appel de Chambéry, dont le siège se situe au palais de justice de Chambéry.
Le ressort couvre un territoire de 10 416 km2 de plus d'un million d'habitants, et compte 22 juridictions dont 9 sont situées en Savoie : la cour d'appel de Chambéry, les 4 tribunaux d'instance et de grande instance de Chambéry et Albertville, les 3 conseils de prud'hommes de Chambéry, Albertville et Aix-les-Bains ainsi que le tribunal de commerce de Chambéry.
Savoie et Haute-Savoie confondues, le ressort totalise 128 magistrats, 9 juges de proximité, 22 assistants de justice, 56 juges élus au tribunal de commerce, 248 conseillers prud'hommaux et des assesseurs notamment des tribunaux pour enfants, et des conciliateurs de justice. À ces effectifs s'ajoutent divers auxiliaires de justice parmi lesquels plus de 500 avocats, 48 huissiers de justice, 190 notaires et 329 experts judiciaires. En 2012, 3 342 nouveaux dossiers ont été ouverts au civil auprès de la cour d'appel de Chambéry. Le département compte en outre trois établissements pénitentiaires, à Chambéry (siège du Service pénitentiaire d'insertion et de probation), et les deux antennes d'Albertville et d'Aiton.
En matière de police, la Direction interrégionale de la Police judiciaire (DIPJ) de Rhône-Alpes (Lyon) possède une antenne à Chambéry. À cela s'ajoute la présence de la Direction départementale de la sécurité publique de la Savoie (DDSP) et de la Direction départementale de la police aux frontières (DDPAF) de la Savoie. La première est la principale direction opérationnelle intégrée à la Direction Générale de la Police nationale, incluant notamment Police secours, ayant effectué 12 709 interventions en Savoie en 2011. La seconde est l'une des 6 divisions actives de la police nationale, comptant 125 personnels chargés d'assurer la sécurité transfrontalière près de la frontière franco-italienne. Par ailleurs, en 2010 Le Dauphiné libéré recensait 51 communes possédant une police municipale pour un effectif total de 157 agents.
La Savoie possède aussi le groupement de gendarmerie départementale de la Savoie, 630 personnes réparties en 3 compagnies de gendarmerie départementale, dans l'escadron départemental de sécurité routière, le Peloton de gendarmerie de haute montagne (PGHM) et la brigade nautique intérieure (BNI) d'Aix-les-Bains. Le groupement dispose en outre de la brigade de gendarmerie des transports aériens sur l'aéroport de Chambéry - Savoie.
Chambéry est également le siège de la Direction régionale des douanes et des droits indirects de Chambéry, sise à l'hôtel des douanes, à proximité du palais de justice. La direction de Chambéry s'étend sur les trois départements nord-alpins de la Savoie, la Haute-Savoie et l'Isère, auxquels s'ajoutent 100 km de frontière franco-italienne et 40 km de frontière franco-suisse.
Enfin la préfecture du département de la Savoie est établie au château des ducs de Savoie de Chambéry. La préfète de la Savoie est Mme Vanina Nicoli depuis 2025. Le rapport d'activité des services de l'État en Savoie pour l'année 2011 indiquait le passage de 58 000 usagers à la préfecture, et la délivrance de 76 594 plaques d'immatriculation (+5,04 % par rapport à 2010), 13 011 permis de conduire (+11,92 %), 24 138 cartes d'identité (-3 %), 18 403 passeports biométriques (+4,94 %) et 5 006 titres de séjour (-21 %). S'ajoutent à cela 450 naturalisations (-15 %) et 628 rétentions de permis de conduire (+60 %).

### Chasseurs alpins

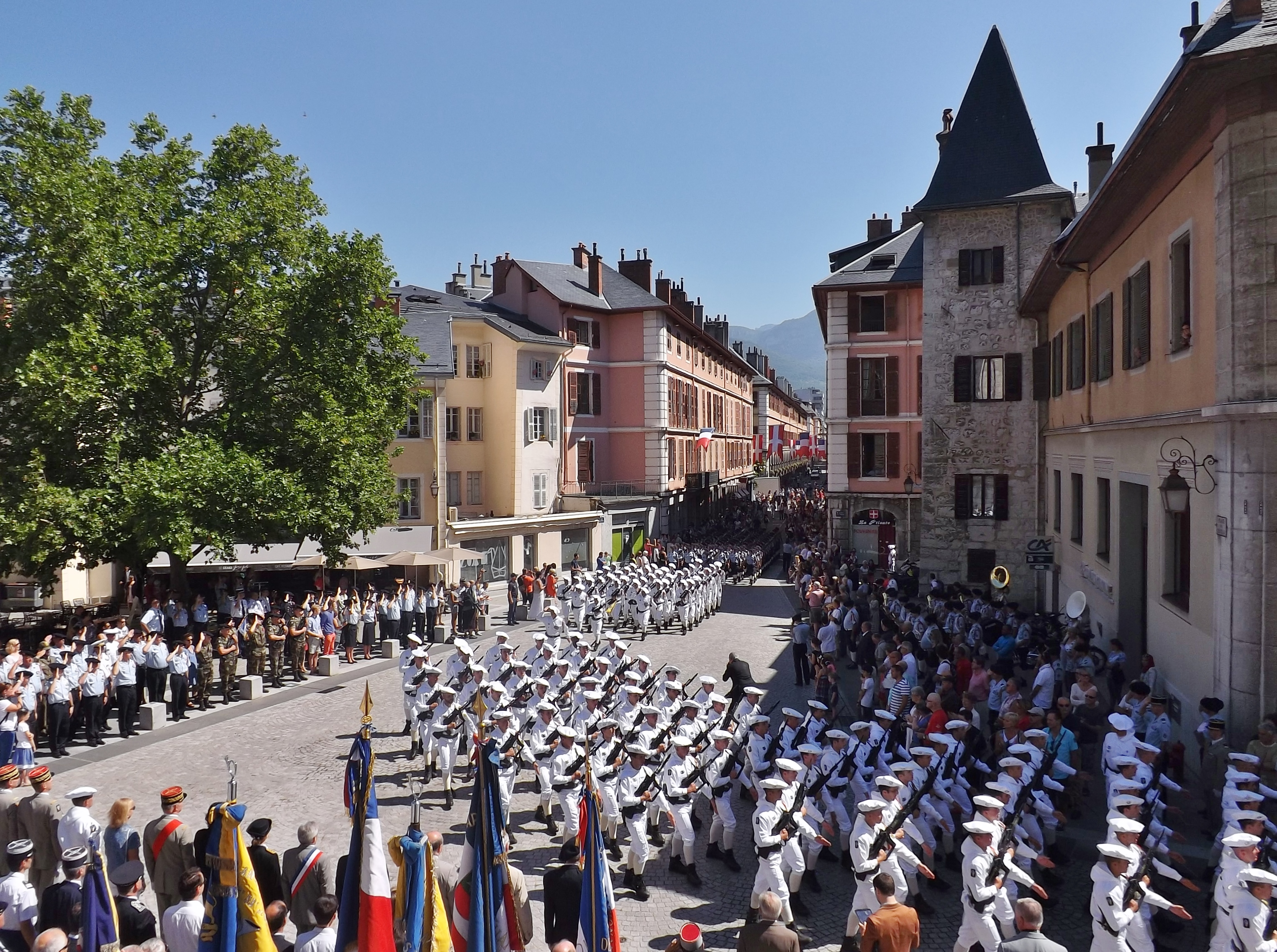
Défilé du 13e bataillon de chasseurs alpins à Chambéry lors de la passation de commandement de juillet 2014.

L'administration française est également présente en Savoie au travers de l'armée de terre et plus précisément de l'unité des chasseurs alpins. Aussi surnommés les Diables bleus, les chasseurs alpins apparaissent en 1888 et se divisent alors en bataillons de chasseurs alpins (BCA) et en régiments d'infanterie alpine (RIA).
Aujourd'hui, le département de la Savoie ne compte plus sur son territoire que le 13e bataillon de chasseurs alpins. Basé depuis sa création en 1888 à Chambéry, la garnison actuelle s'établit depuis 1980 sur la commune de Barby dans l'agglomération chambérienne. Appartenant à la 27e brigade d'infanterie de montagne depuis 1999 et commandé par le lieutenant-colonel Cyrille Becker depuis 2012, le 13e BCA comprend un effectif de 1 100 militaires et civils préparés à l'accomplissement de missions militaires et humanitaires, notamment dans les zones de montagne. À cet égard, l'entrainement au sein du bataillon est entre autres marqué par l'obtention du Brevet d'alpinisme militaire puis du Brevet de skieur militaire (BSM). Ces 30 dernières années, les hommes du 13e BCA ont couvert des missions au Liban, en ex-Yougoslavie dans le cadre de la Force de protection des Nations unies (FORPRONU), en Bosnie-Herzégovine et au Kosovo avec l'OTAN et dans certains pays d'Afrique. En 2012, le 13e BCA opère notamment en Afghanistan dans le cadre de l'ONU. Sa devise est « sans peur et sans reproche ».
Jusqu'à 2012, la Savoie comptait également le 7e bataillon de chasseurs alpins (unité motorisée), alors basé à Bourg-Saint-Maurice, mais transféré à Varces en Isère avec le 93e régiment d'artillerie de montagne. Par le passé, le département comptait aussi le 22e bataillon de chasseurs alpins d'Albertville (dissous en 1997), ainsi que les 97e régiment d'infanterie de ligne de Chambéry et 158e régiment d'infanterie de ligne affecté à la défense des Alpes en Tarentaise et Maurienne, qui participèrent notamment aux deux grandes guerres du début du XXe siècle.

## Population et société

### Démographie

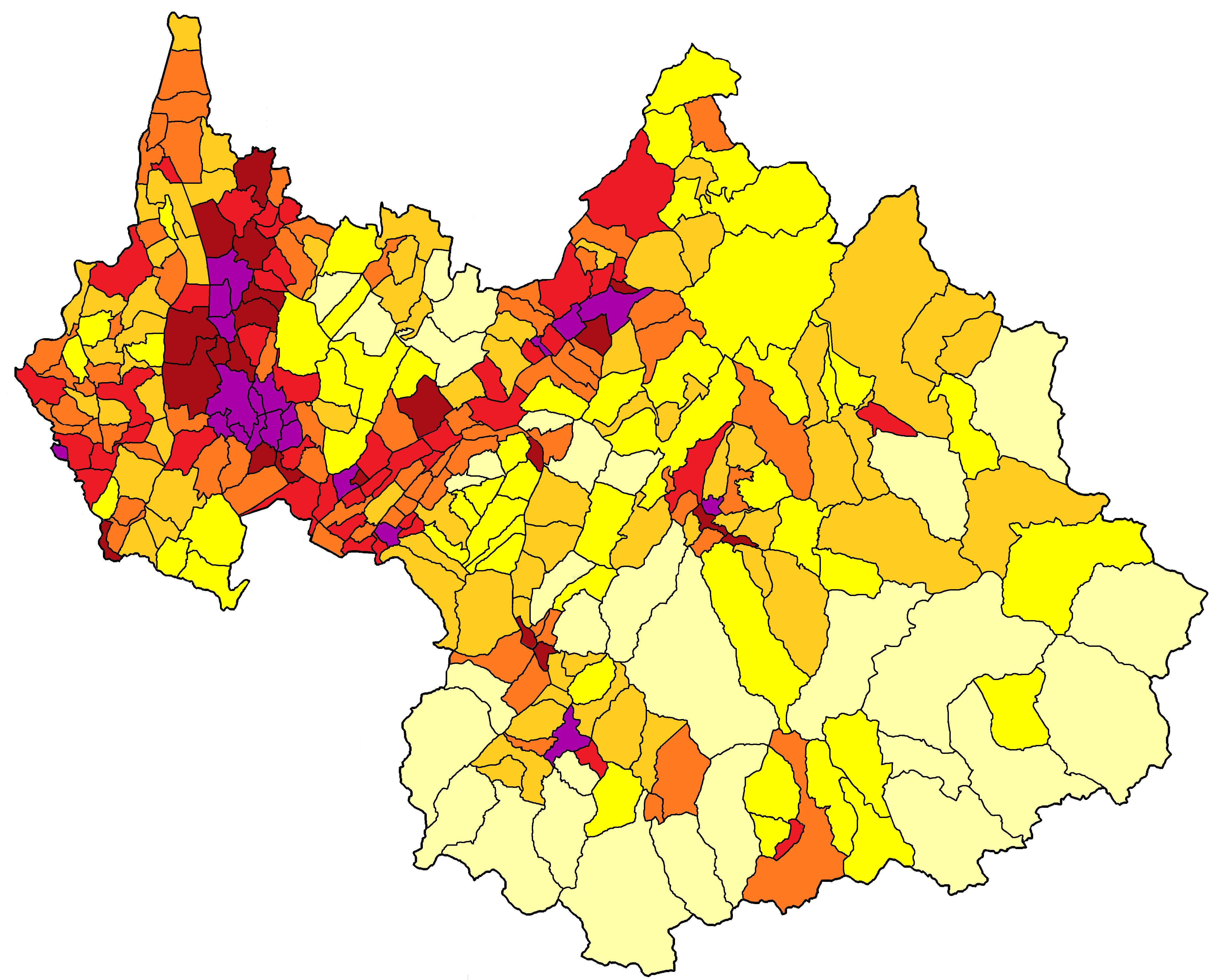
Densité de population en Savoie (2009) :
Moins de 10 habitants par km2.
Moins de 25 habitants par km2.
Moins de 50 habitants par km2.
Moins de 100 habitants par km2.
Moins de 200 habitants par km2.
Moins de 500 habitants par km2.
Plus de 500 habitants par km2.

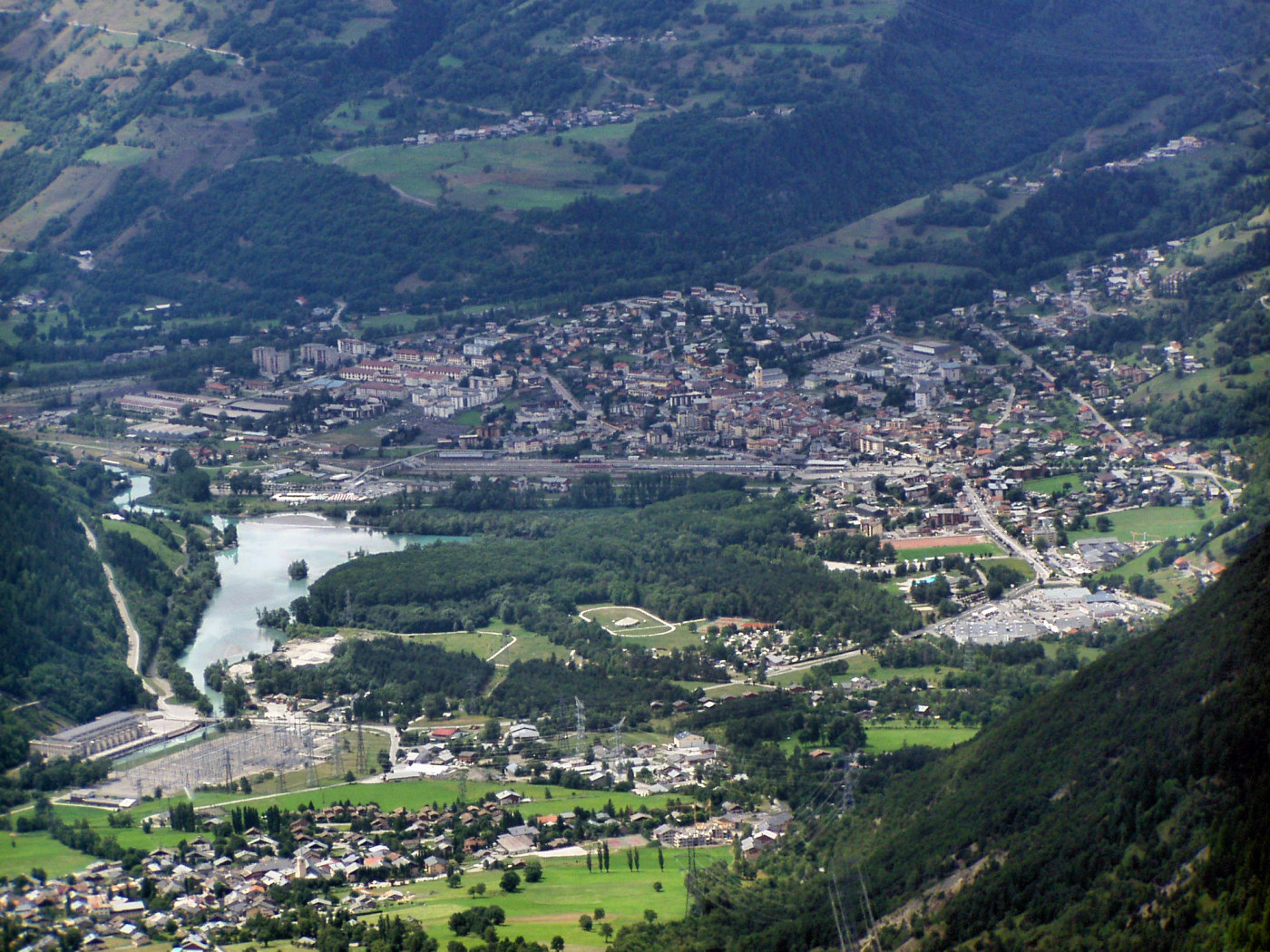
La commune de Bourg-Saint-Maurice a connu le plus fort taux de croissance démographique (1,8 % / an) sur 1999-2006.

Le département de la Savoie est un département modérément peuplé, notamment en comparaison avec sa superficie. En 1990, celui-ci se trouvait ainsi au 60e rang national avec 348 261 habitants, puis au 58e rang national avec une population de 373 350 habitants en 1999. En 2006, le département franchit le seuil des 400 000 habitants et sa population municipale (résidents habituels) s'élève finalement en 2009 à 411 007 habitants, tout en conservant son 58e rang. Sa densité est alors de 68 habitants par km2 lorsque la même année celle-ci s'élève à 114 hab./km2 en France métropolitaine, et même à 165,4 hab./km2 pour la Haute-Savoie voisine (département à la fois moins vaste et plus peuplé). Pour autant, et bien que le solde naturel soit positif en Savoie avec environ 0,4 % d'augmentation par an (correspondant au solde moyen de la Métropole), c'est surtout le solde migratoire qui porte la croissance démographique : avec en moyenne 0,7 % par an, il place la Savoie au 27e rang national. C'est notamment à l'ouest du département et dans les zones périurbaines que la croissance de la population est la plus vive. Si ces tendances se poursuivent, la hausse de la population devrait se prolonger. Les territoires les plus dynamiques restent la cluse de Chambéry et les abords du lac du Bourget, même si la progression annuelle la plus forte mesurée entre 1999 et 2006 a concerné la commune Bourg-Saint-Maurice avec 1,8 % de croissance de la population, suivie par Saint-Alban-Leysse et la Motte-Servolex (1 %). En revanche, d'autres communes ont vu leur population légèrement se réduire, comme Saint-Jean-de-Maurienne avec une baisse de 0,4 %.
Le département de la Savoie est par ailleurs un département qui du fait de la forte activité touristique saisonnière peut voir sa population de 400 000 habitants réguliers, doubler durant les périodes touristiques et notamment l'hiver. Ainsi en 2005, alors que le département comptait une population résidente de 386 000 habitants, la population présente moyenne (EHP) s'est pour sa part élevée à 494 000 habitants, avec un maximum de 741 000 habitants, soit près du double. Aujourd'hui, cette population présente peut atteindre le million d'habitants durant la période hivernale. Sans être aussi forte, une autre augmentation substantielle de la population résidente en Savoie s'observe également durant l'été.
À cet égard, la population réelle du département de la Savoie tout au long de l'année est estimée en moyenne de 29,4 % supérieure à la population résidente recensée par l'Insee.
Les dernières publications de l'Insee sur les populations légales entrées en vigueur en 2024, établissent pour la Savoie en 2021, une population municipale de 445 288 habitants, et une population totale de 457 463 habitants.
| 1861    | 1866    | 1872    | 1876    | 1881    | 1886    | 1891    | 1896    | 1901    |
| ------- | ------- | ------- | ------- | ------- | ------- | ------- | ------- | ------- |
| 275 039 | 271 663 | 267 958 | 268 361 | 266 438 | 267 428 | 263 297 | 259 790 | 254 781 |

| 1906    | 1911    | 1921    | 1926    | 1931    | 1936    | 1946    | 1954    | 1962    |
| ------- | ------- | ------- | ------- | ------- | ------- | ------- | ------- | ------- |
| 253 297 | 247 890 | 225 034 | 231 210 | 235 544 | 239 115 | 235 965 | 252 192 | 266 678 |

| 1968    | 1975    | 1982    | 1990    | 1999    | 2006    | 2011    | 2016    | 2021    |
| ------- | ------- | ------- | ------- | ------- | ------- | ------- | ------- | ------- |
| 288 921 | 292 118 | 323 675 | 348 261 | 373 258 | 403 090 | 418 949 | 429 681 | 442 468 |

| 2022    | - | - | - | - | - | - | - | - |
| ------- | - | - | - | - | - | - | - | - |
| 445 288 | - | - | - | - | - | - | - | - |

|                                         | Population de la Savoie | Population de la Savoie | Population de la Savoie | Population de la Savoie | Population de la Savoie | Évolution 2006-2031 | Évolution 2006-2031 |
| Bassins                                 | 1990                    | 1999                    | 2006                    | 2021                    | 2031                    | Nombre              | %                   |
| Chambéry                                | 106 700                 | 115 300                 | 121 100                 | 132 500                 | 139 500                 | 18 400              | 15                  |
| Aix-les-Bains                           | 55 600                  | 62 800                  | 69 900                  | 81 900                  | 88 600                  | 18 700              | 27                  |
| Avant-pays + Combe de Savoie            | 47 500                  | 52 200                  | 59 200                  | 72 800                  | 80 300                  | 21 100              | 36                  |
| Tarentaise                              | 45 200                  | 47 900                  | 51 600                  | 54 300                  | 56 000                  | 4 400               | 9                   |
| Albertville - Ugine                     | 52 100                  | 53 500                  | 57 200                  | 63 700                  | 67 300                  | 10 100              | 18                  |
| Maurienne                               | 41 200                  | 41 600                  | 44 000                  | 48 800                  | 51 300                  | 7 300               | 16                  |
| Ensemble de la Savoie                   | 348 300                 | 373 300                 | 403 100                 | 454 000                 | 483 000                 | 79 900              | 20                  |
| Sources des données : Insee Rhône-Alpes |                         |                         |                         |                         |                         |                     |                     |

#### Communes les plus peuplées
| Nom                     | Code Insee | Intercommunalité           | Superficie (km2) | Population (dernière pop. légale) | Densité (hab./km2) | Modifier                                    |
| ----------------------- | ---------- | -------------------------- | ---------------- | --------------------------------- | ------------------ | ------------------------------------------- |
| Chambéry                | 73065      | CA Grand Chambéry          | 20,99            | 60 251 (2022)                     | 2 870              | modifier les données · modifier les données |
| Aix-les-Bains           | 73008      | CA Grand Lac               | 12,62            | 32 175 (2022)                     | 2 550              | modifier les données · modifier les données |
| Albertville             | 73011      | CA Arlysère                | 17,54            | 19 706 (2022)                     | 1 123              | modifier les données · modifier les données |
| La Motte-Servolex       | 73179      | CA Grand Chambéry          | 29,85            | 12 167 (2022)                     | 408                | modifier les données · modifier les données |
| La Ravoire              | 73213      | CA Grand Chambéry          | 6,82             | 9 154 (2022)                      | 1 342              | modifier les données · modifier les données |
| Saint-Jean-de-Maurienne | 73248      | CC Cœur de Maurienne Arvan | 11,51            | 7 524 (2022)                      | 654                | modifier les données · modifier les données |
| Bourg-Saint-Maurice     | 73054      | CC de Haute-Tarentaise     | 179,07           | 7 228 (2022)                      | 40                 | modifier les données · modifier les données |
| Ugine                   | 73303      | CA Arlysère                | 57,36            | 7 162 (2022)                      | 125                | modifier les données · modifier les données |
| Cognin                  | 73087      | CA Grand Chambéry          | 4,48             | 6 729 (2022)                      | 1 502              | modifier les données · modifier les données |
| Saint-Alban-Leysse      | 73222      | CA Grand Chambéry          | 8,40             | 6 589 (2022)                      | 784                | modifier les données · modifier les données |
| Entrelacs               | 73010      | CA Grand Lac               | 51,90            | 6 465 (2022)                      | 125                | modifier les données · modifier les données |
| Challes-les-Eaux        | 73064      | CA Grand Chambéry          | 5,65             | 5 626 (2022)                      | 996                | modifier les données · modifier les données |
| Barberaz                | 73029      | CA Grand Chambéry          | 3,79             | 5 246 (2022)                      | 1 384              | modifier les données · modifier les données |
| Bassens                 | 73031      | CA Grand Chambéry          | 3,11             | 5 118 (2022)                      | 1 646              | modifier les données · modifier les données |
| Le Bourget-du-Lac       | 73051      | CA Grand Lac               | 20,05            | 5 077 (2022)                      | 253                | modifier les données · modifier les données |

#### Pyramide des âges
D'après les pyramides des âges du département de la Savoie, comparées sur les années 1999 et 2009, on s'aperçoit que le département possède à peu près en mêmes proportions des individus des classes d'âge 0-30 ans et 30-60 ans (environ 80 000 personnes par tranche d'âge et par sexe), et que la proportion de plus de 60 ans a augmenté en 10 ans dans le département de sorte que ces derniers représentent désormais 22 % de la population contre 18 % en 1999. Pour autant, les 147 774 personnes de moins 30 ans sont donc représentées à hauteur d'environ 36 %, et même les seuls moins de 20 ans sont plus nombreux que leurs aînés, à 25 % de la population totale.
En 2009, les femmes sont plus nombreuses dans le département : 208 938 femmes contre 202 069 hommes. Toutefois, leur part est beaucoup plus élevée dans les tranches d'âge supérieur à environ 50 ans, surtout après 75 ans.
| Hommes | Classe d’âge | Femmes |
| ------ | ------------ | ------ |
| 13 224 | 75 et plus   | 22 152 |
| 27 002 | 60 à 74      | 29 951 |
| 42 391 | 45 à 59      | 42 636 |
| 43 141 | 30 à 44      | 42 734 |
| 24 290 | 20 à 29      | 22 798 |
| 52 020 | 0 à 19       | 48 666 |

La densité démographique de la Savoie est en 2011 de 70 hab./km2. De fortes disparités demeurent toutefois entre les fonds de vallées très peuplés, et de grandes étendues de montagne quasiment inhabitées. En 2013, les cinq communes savoyardes les plus peuplées accueillent près de 30 % de la population du département. Ce sont Chambéry avec une population totale de plus de 60 000 habitants, suivie par Aix-les-Bains qui représente environ 30 000 habitants, puis Albertville avec 20 000 habitants. On trouve ensuite la commune de La Motte-Servolex avec près de 12 000 habitants et enfin la commune de La Ravoire avec plus de 8 000 habitants. Quatre de ces cinq communes sont exclusivement situées dans l'aire urbaine de Chambéry, à l'ouest du département.
Les deux principales unités urbaines dans le département sont l'unité urbaine Chambéry qui représente, à elle seule, plus de 175 000 habitants depuis sa fusion en 2010 avec l'unité urbaine d'Aix-les-Bains, et l'unité urbaine d'Albertville qui englobe une population totale de 37 300 habitants. Les plus forts taux de croissance démographique depuis 1999 ont d'ailleurs été enregistrés sur ces territoires et sur la combe de Savoie les séparant.
Les quatre quartiers prioritaires présents en Savoie sont situés sur les communes de Chambéry, Aix-les-Bains et Albertville, et regroupent pour leur part environ 12 000 habitants en 2018, dont la moitié pour les seuls Hauts-de-Chambéry.

### Éducation et enseignement
En matière d'éducation et d'enseignement, le département de la Savoie appartient à la circonscription administrative de l'académie de Grenoble qui regroupe également les départements de la Haute-Savoie, de l'Isère, de la Drôme et de l'Ardèche. L'académie de Grenoble a ainsi pour rôle de déterminer les politiques éducatives définies par le Gouvernement et les directives des ministères de l'Éducation nationale et de l'Enseignement supérieur et de la recherche.

#### Éducation nationale
Le ministère de l'Éducation nationale est compétent en matière d'enseignement scolaire. Cela comprend l'enseignement pré-élémentaire avec les écoles maternelles et l'enseignement élémentaire (le tout constituant l'enseignement primaire), l'enseignement secondaire avec les collèges, les lycées et les centres de formation d'apprentis, ainsi qu'une partie de l'enseignement supérieur dispensé dans les lycées (STS/BTS et CPGE notamment).
En Savoie, l'académie de Grenoble a recensé pour l'année scolaire 2011-2012 :
| | Établissement public | Privé sous contrat | Privé hors contrat |
| Écoles maternelles | 112                  | 0                  | 0                  |
| Écoles primaires, élémentaires et spéciales * | 307                  | 22                 | 5                  |
| Collèges | 38                   | 9                  | 2                  |
| Lycées | 11                   | 9                  | 4                  |
| Dont lycées professionnels | 4                    | 4                  | 2                  |
| Total établissements | 468                  | 40                 | 11                 |
| * Écoles spéciales : classes d'adaptation (enfants en difficultés scolaires), classes d'intégration scolaire (élèves présentant un handicap physique, sensoriel ou mental), classes d'adaptation scolaire et scolarisation des enfants en situation de handicap. |                      |                    |                    |
| Sources des données : Académie de Grenoble |                      |                    |                    |

L'académie compte également pour cette même année scolaire 4 731 classes pré-élémentaires, 9 030 classes élémentaires et 204 classes spéciales, public et privé confondus. Elle indique en outre que 95,8 % des élèves scolarisés en écoles élémentaires (du CP au CM2, soit en moyenne de 6 à 11 ans) bénéficient de l'enseignement d'une langue vivante étrangère dans les établissements publics, et 98,2 % dans les établissements privés. Dans les écoles publiques, il s'agit notamment de l'anglais, enseigné à 84,4 % des élèves savoyards, suivi de l'italien à hauteur de 14 % (du fait de la proximité du département avec l'Italie) et enfin l'allemand pour le 1 % d'élèves restants. Dans les écoles privées, seul l'anglais est enseigné en tant que langue unique, mais 23 élèves d'une école privée spécifique bénéficient de l'apprentissage simultané de deux langues étrangères : l'anglais et l'italien.

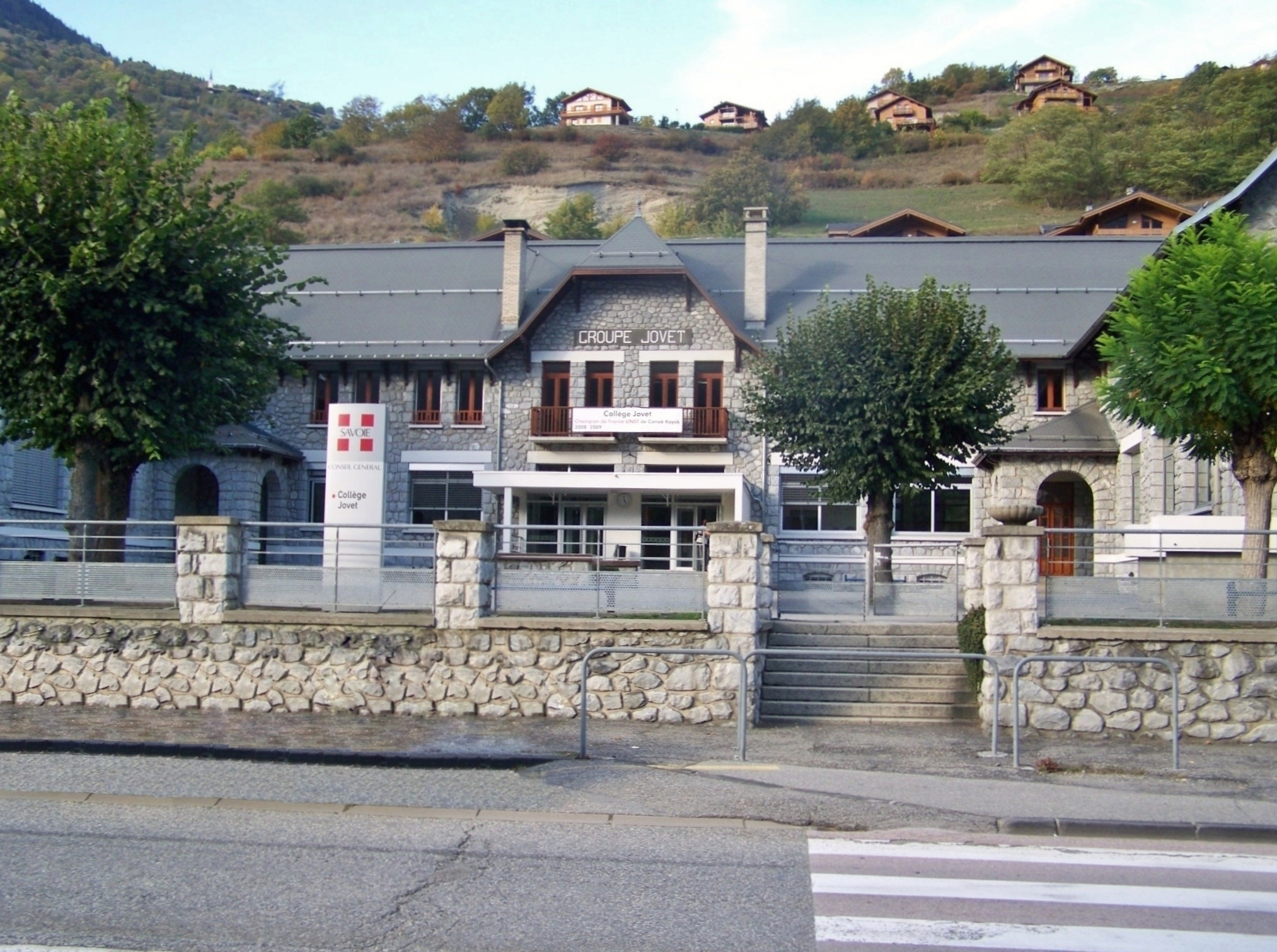
Le collège Jovet à Aime en Tarentaise.

Au total ce sont en Savoie 37 252 enfants scolarisés dans les établissements publics et 3 792 enfants dans les établissements privés, soit 9,2 % des 41 044 élèves du total.
Toujours en 2011-2012, le département compte dans le second degré public 17 032 collégiens (+ 408 élèves en SEGPA), 7 975 lycéens en cursus général et technologique et 3 502 en cursus professionnel. En incluant les EREA (241 élèves) et les sections d'enseignement professionnel (SEP) des lycées professionnels (451 élèves), l'effectif dans l'enseignement secondaire en Savoie s'élève à 29 609 élèves. Le second degré privé sous contrat compte pour sa part 2 819 collégiens, 1 152 lycéens de la filière générale et technologique et 1 106 lycéens de la filière professionnelle, pour un total tout compris de 5 122 élèves, soit un peu moins de 15 % des effectifs du département scolarisés dans le privé.
En 2011 en Savoie, 91,7 % des candidats au baccalauréat ont obtenu leur diplôme. Ils ont été 94,1 % à obtenir le baccalauréat général, 88,1 % pour le baccalauréat technologique et 90 % pour le baccalauréat professionnel. La Savoie possède par ailleurs plus de sections européennes (permettant d'obtenir une mention spéciale) en italien (26) qu'en anglais (19).
Enfin les effectifs du personnel enseignant au 1er janvier 2012 s'élevaient à 2 287 dans le premier degré (dont 191 en privé sous contrat) et à 3 291 dans le second degré (dont 484 en privé sous contrat). Les personnels non-enseignants du public étaient pour leur part au nombre de 1 238.

#### Enseignement supérieur

##### Université Savoie Mont Blanc

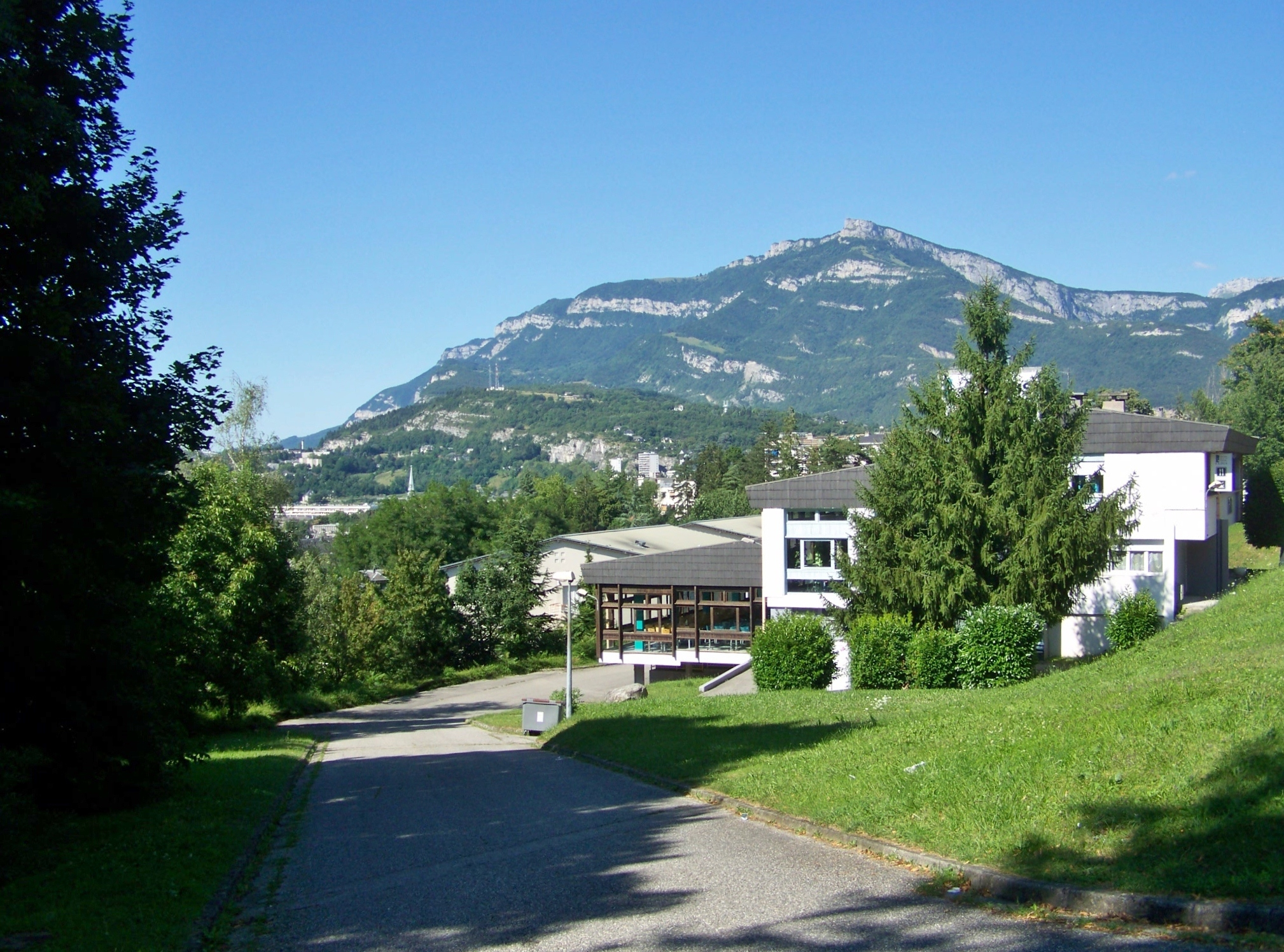
Le site de Jacob-Bellecombette sur les hauteurs de Chambéry (vue du restaurant).

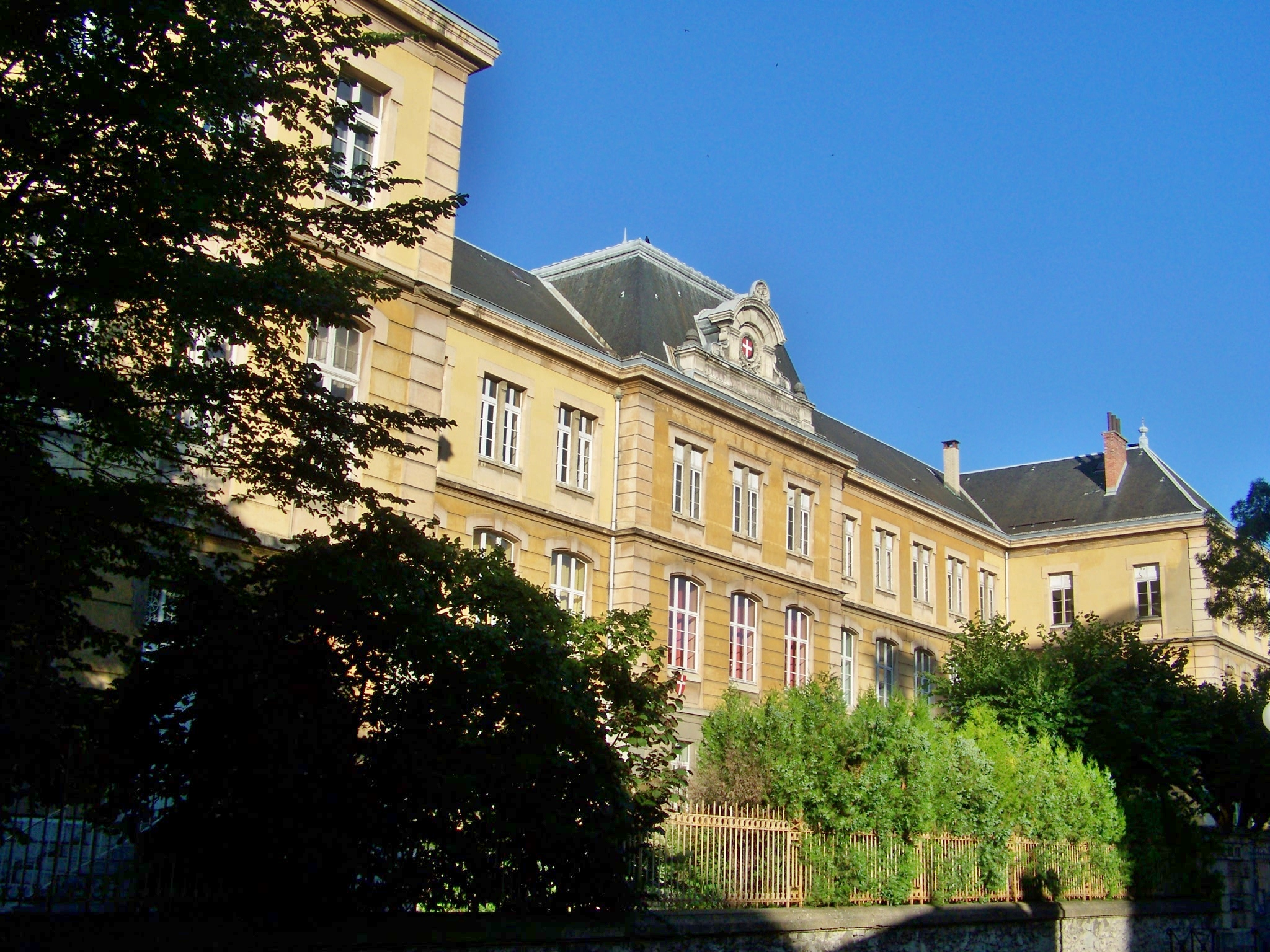
L'IUFM de Chambéry, accolé au siège de l'université Savoie-Mont-Blanc.

En matière d'enseignement supérieur, on trouve au niveau départemental la présence de l'université Savoie-Mont-Blanc, anciennement nommée Université de Savoie et fondée le 27 juin 1979. Cette dernière est présente en Savoie sur les sites de Jacob-Bellecombette sur les hauteurs de Chambéry et de Savoie Technolac au Bourget-du-Lac (auxquels s'ajoute le site d'Annecy-le-Vieux en Haute-Savoie). Pour l'année universitaire 2011-2012, l'université de Savoie comptait environ 12 000 étudiants sur l'ensemble des 3 campus, dont 4 398 étudiants à Jacob-Bellecombette et 3 035 au Bourget-du-Lac, soit près de 7 500 étudiants en Savoie. Cet ensemble universitaire propose sur ses deux sites des formations en licence, master et doctorat. En 2011-2012, près de la moitié des étudiants en Savoie étaient inscrits en licence, et un peu moins de 25 % en master. Une importante majorité des étudiants (54 %) sont originaires de la Savoie et de la Haute-Savoie, alors que 18 % sont originaires d'autres régions françaises, 17 % de l'ancienne région Rhône-Alpes et 11 % de l'étranger. Le campus de Jacob-Bellecombette, de 27 065 m2, accueille 71 chercheurs publiants en sciences humaines et sociales, et celui de Savoie Technolac, de 42 965 m2, en accueille pour sa part 108 en sciences exactes et 11 en sciences de la vie.
L'université de Savoie comprend cinq unités de formation et de recherche, une école d'ingénieur, un IUT et quatre IUP. En plus de l'école doctorale de l'université qui accueillait en 2012 quelque 300 doctorants sur les deux départements, on y trouve également une école de gestion et de commerce, l'école supérieure de commerce de Chambéry, ainsi que l'Institut universitaire de formation des maîtres (IUFM) de Chambéry depuis 2005. Les domaines de formation de l'université en Savoie sont les sciences technologiques (principalement au Bourget-du-Lac), les sciences humaines et sociales (principalement à Jacob-Bellecombette), le Droit, l'économie et la gestion (principalement à Jacob-Bellecombette) et les arts, les lettres et les langues (exclusivement à Jacob-Bellecombette).
Pour l'année universitaire 2010-2011, le ministère de l'Enseignement supérieur et de la recherche recensait 4 130 étudiants inscrits dans le premier cycle universitaire, 2 550 dans le deuxième cycle et 6 dans le troisième cycle, dont 60,4 % d'étudiantes. La majorité d'entre eux (plus de 40 %) étaient inscrits dans les domaines des lettres, langues et sciences humaines, suivis par le droit et sciences économiques et les sciences de l'ingénieur (un peu plus de 25 % chacun). Au total, l'effectif universitaire en Savoie était en 2010-2011 de 6 686 étudiants, soit 14 % des effectifs de l'académie de Grenoble et 5 % de ceux de l'ancienne région Rhône-Alpes. En 2011-2012, le Ministère recensait 10 265 étudiants dans l'enseignement supérieur.
Enfin, l'université de Savoie est classée depuis plusieurs années au 1er rang français des universités quant à la mobilité internationale Erasmus. Ce classement est basé sur le ratio entre le nombre d'étudiants Erasmus et le nombre d'étudiants total de chaque établissement. Pour l'université de Savoie, ce ratio s'est élevé à 2,70 % en 2011-2012.

##### Autres formations supérieures
Toujours selon le ministère de l'enseignement supérieur et de la recherche, la Savoie comptait en 2010-2011 quelque 3 600 étudiants hors universitaires et ingénieurs répartis comme suit :
- 186 étudiants en classes préparatoires aux grandes écoles (CPGE), concernant les lycées Vaugelas et Monge à Chambéry, en filière scientifique exclusivement (18,3 % d'étudiantes),
- 1 305 étudiants en section de technicien supérieur (STS), préparant des diplômes BTS au sein de 11 lycées, dont 5 sur la région de Chambéry + 8 CFA, UFA et CFAI (50,7 % d'étudiantes),
- 626 étudiants en Institut universitaire de technologie (IUT), préparant des DUT à l'IUT de Chambéry à Savoie Technolac (44,1 % d'étudiantes),
- 886 étudiants en écoles de commerce, gestion et comptabilité, notamment à l'École supérieure de commerce de Chambéry Savoie (56,9 % d'étudiantes),
- 535 étudiants en écoles paramédicales et sociales, du fait de la présence de l'Institut de formation en soins infirmiers (IFSI) dans le centre hospitalier de Chambéry (84,7 % d'étudiantes),
- 54 étudiants dans d'autres écoles de spécialités diverses, par exemple l'aide à domicile, la boulangerie, la pâtisserie, la restauration, la coiffure, le bâtiment, etc. (64,8 % d'étudiantes).

Enfin, Chambéry possède depuis 1994 un site de l'École nationale supérieure d'arts et métiers (ENSAM) devenu aujourd'hui l'Institut Arts et métiers ParisTech de Chambéry.
D'après les dernières données de la Direction régionale des entreprises, de la concurrence, de la consommation, du travail et de l'emploi (DIRECCTE) disponibles, en matière de formation continue et d'apprentissage, le département de la Savoie disposait, en 2009, de 469 organismes de formation continue (324 en 2004), soit 5,7 % des organismes de la région Rhône-Alpes.
Plus spécifiquement, en matière d'apprentissage, la Savoie enregistrait, pour l'année 2010, 1 713 contrats d'apprentissage (1 387 en 2005), soit 6,6 % des contrats au sein de la région. Les contrats de professionnalisation ont de leur côté augmenté de plus de 60 % en 5 ans puisque l'on dénombrait 1 168 signatures au niveau départemental contre 699 en 2005. Au niveau régional, ceux-ci représentaient alors pour cette année près de 7 % des contrats.
Enfin d'après les sources des CFA, de la Direction régionale de l'Apprentissage et de l'Enquête régionale sur les effectifs apprentis au 31 décembre 2010 repris par la Chambre de commerce et d'industrie de la Savoie, quatre CFA avaient leur site principal en Savoie et 25 d'entre eux accueillaient 2 588 apprentis dans le département (et 2 709 à la fin de l'année 2011).

### Santé

#### Données générales

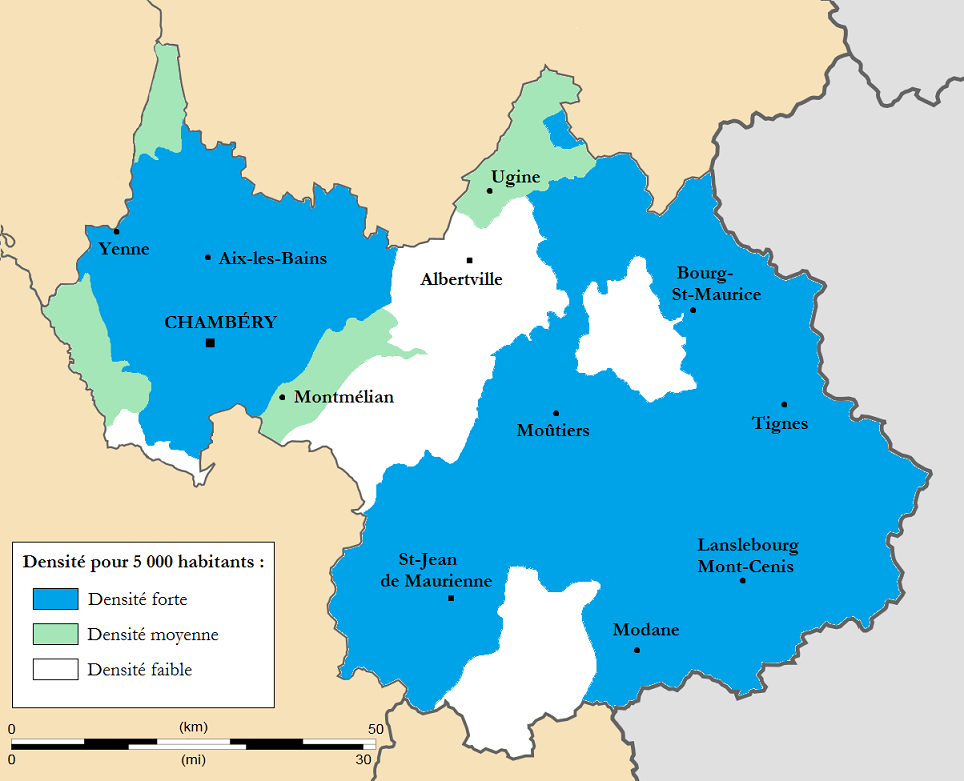
Densité médicale en Savoie telle qu'établie par le Conseil national de l'Ordre des médecins pour l'année 2011.

L'Insee recensait en 2008 en Savoie près de 7 000 professionnels de santé, répartis en 3 385 infirmiers et infirmières diplômées d'État, 1 373 médecins, 514 pharmaciens, 573 masseurs et kinésithérapeutes, 272 chirurgiens-dentistes et 795 autres professionnels. La densité de professionnels libéraux de santé pour le département s'élevait alors à 123 généralistes, 83 spécialistes et 114 infirmiers (IDE) pour 100 000 habitants. Pour les médecins généralistes, cette densité est alors la plus forte au sein de l'ancienne région Rhône-Alpes (106 pour 100 000 en moyenne). De manière générale, l'Ordre des médecins établissait au 1er janvier 2009 cette densité, tous professionnels de santé confondus, à 329,2 médecins pour 100 000 habitants, faisant de la Savoie le 3e département de la région le mieux couvert après le Rhône et l'Isère, et mieux couvert par rapport à la moyenne en France métropolitaine (312 médecins pour 100 000 habitants).
Au 1er janvier 2011, l'Ordre comptait 674 généralistes et 580 spécialistes de 51 ans de moyenne d'âge, dont 42,3 % de femmes, et indiquait une densité de 161 médecins généralistes et 139 médecins spécialistes pour 100 000 habitants, soit toujours plus que pour la moyenne en métropole (respectivement de 147 et 137 médecins). Toujours en 2011, l'Ordre a estimé que la densité médicale pour 5 000 habitants s'avérait « forte » sur la majeure partie du territoire savoyard, l'Ordre ne recensant que 4 bassins de vie en densité médicale faible en Savoie.
Le département de la Savoie est également en 2013 le premier département de France quant au nombre de dons de moelle osseuse par habitant.
Concernant la consommation de médicaments, le rapport thématique de l'Agence nationale de sécurité du médicament et des produits de santé (ANSM) de juillet 2012 indiquait que le département de la Savoie figurait en 2010 en 2e position quant à la consommation d'antibiotiques avec 22,4 doses définies journalières (DDJ) pour 1 000 habitants et par jour, juste derrière le département de la Haute-Savoie avec 20,9 DDJ/1000H/J. Les deux départements savoyards étaient par ailleurs les seuls sous la barre des 23 DDJ/1000H/J et les plus proches de la moyenne européenne. Pour ce qui concerne la consommation de médicaments génériques, d'après les données de l'Assurance maladie, le taux de substitution mesuré en Savoie en 2012 était compris entre 83 et 84,9 % tandis que le taux national moyen frôlait les 84 %, soit un niveau relativement proche.
Enfin l'Insee recensait en 2008 la présence de 154 pharmacies (y compris mutualistes) et de 17 laboratoires d'analyses médicales.

#### Établissements de santé

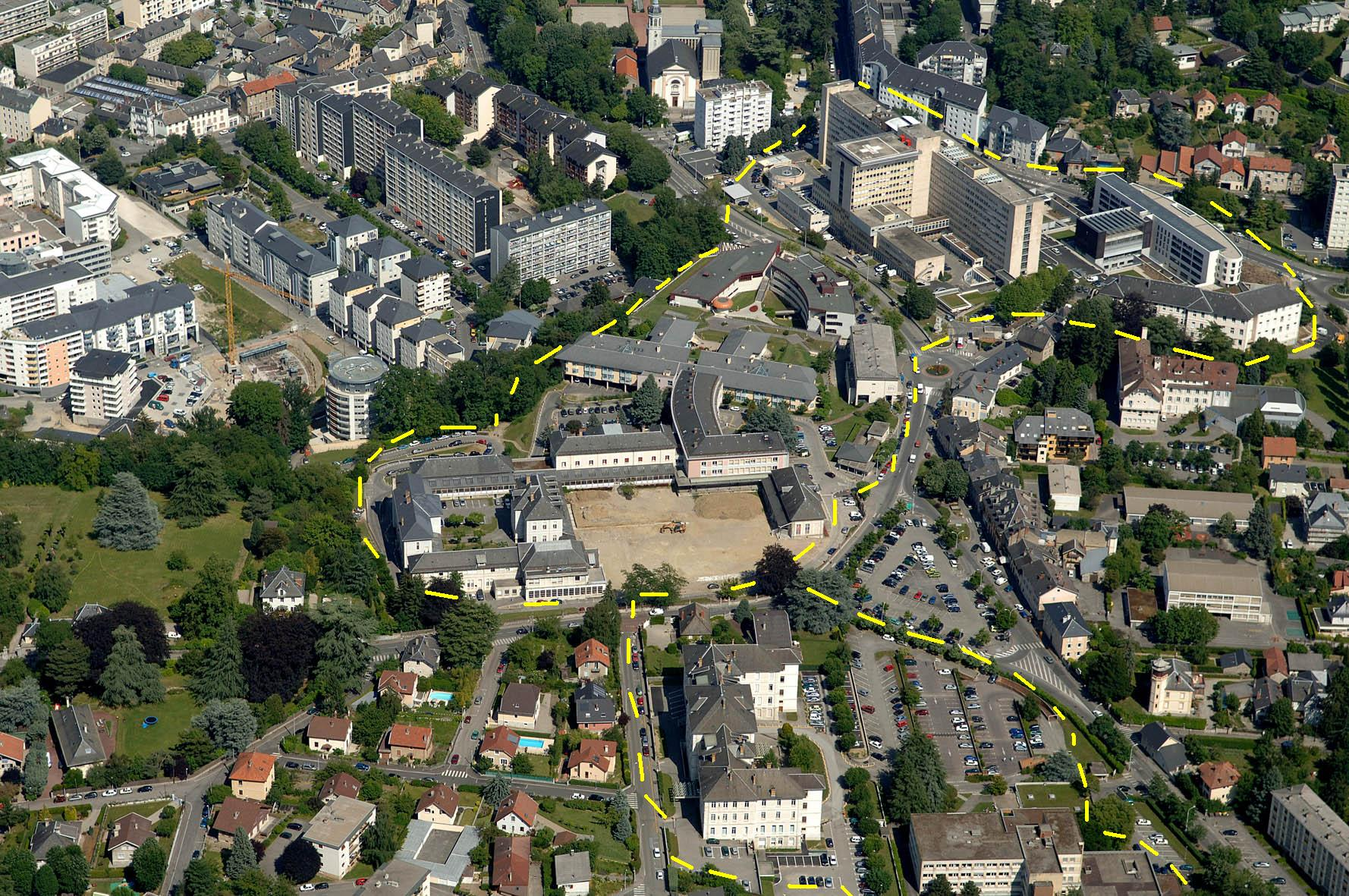
Le site du centre hospitalier Métropole Savoie de Chambéry en 2005, avant la construction du nouvel hôpital.

En ce qui concerne la santé, le département de la Savoie possède plus d'une dizaine d'hôpitaux et de cliniques répartis sur l'ensemble du territoire, incluant les vallées de Tarentaise et de Maurienne. Pour autant la région du département offrant la plus importante couverture hospitalière est aussi la plus peuplée de Savoie, à savoir le territoire de Métropole Savoie.

Le plus important est le centre hospitalier de Chambéry. Réparti sur plusieurs bâtiments, il offre actuellement une capacité d'accueil de 835 lits, auxquels s'ajoutent plus de 400 lits en établissement d'hébergement pour personnes âgées dépendantes (EHPAD) et unités de soins longue durée (USLD). Il comptabilise chaque année quelque 372 000 journées d'hospitalisation, 230 000 consultations, 48 000 passages aux Urgences et 3 300 accouchements au sein de la maternité. Quatrième centre hospitalier de l'ancienne région Rhône-Alpes, il possède en outre 9 salles de bloc central et 9 salles de bloc ambulatoire (dont 4 délocalisées dans le centre hospitalier d'Aix-les-Bains).

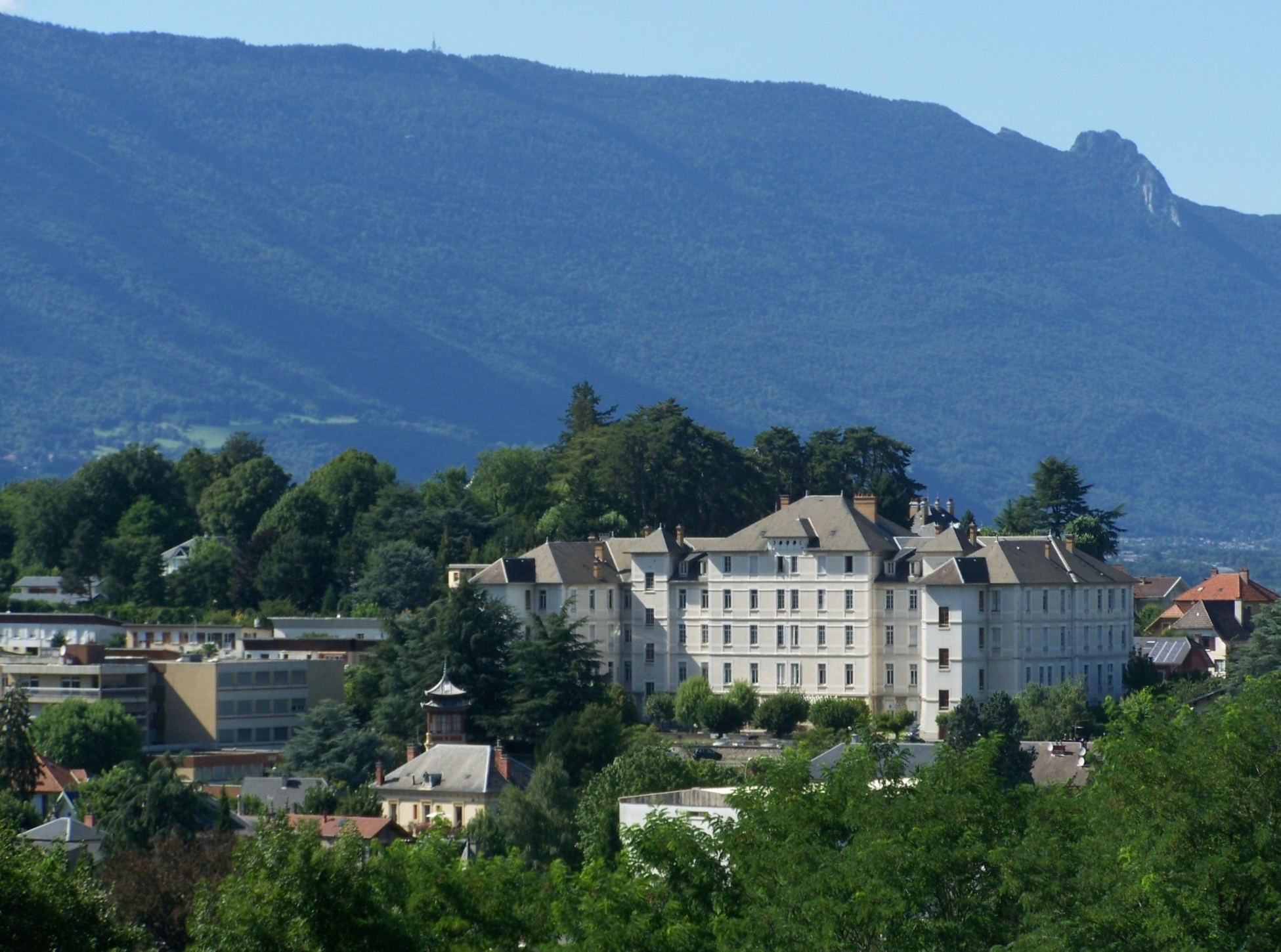
Vue du pavillon Sainte-Hélène, accueillant notamment le CESU et la médecine nucléaire.

Employant environ 3 000 professionnels de la santé, le centre hospitalier possède les services suivants :
- Médecine : regroupant 26 spécialités parmi lesquelles la pédiatrie, la neurologie, l'oncologie, la pneumologie ou la réanimation…
- Chirurgie : regroupant 10 spécialités parmi lesquelles l'anesthésie, l'orthopédie traumatologique, l'urologie, l'odontologie ou l'ophtalmologie…
- Médico-technique : regroupant 9 spécialités parmi lesquelles les endoscopies digestives, la médecine nucléaire, la pharmacie/stérilisation, la radiologie, la radiothérapie…
- Gynécologie obstétrique : regroupant 8 spécialités parmi lesquelles l'addictologie, la chirurgie pelvienne et mammaire, l'orthogénie ou la procréation médicalement assistée (PMA)…
- Gériatrie : regroupant notamment le centre d'évaluation gériatrique, l'Unité mobile de gériatrie (UMG) et les 5 pôles d'accueil pour soins de suite et réadaptation gériatrique (SSR)…
- Autres : regroupant la chambre mortuaire, les directions du centre, le Centre d'enseignement des soins d'urgence (CESU), les instituts de formation IFSI et IFAS, le service biomédical…

La ville d'Aix-les-Bains possède également un centre hospitalier. L'hôpital comporte 124 places, mais le centre hospitalier possède un total de plus de 500 places (dont les 155 places de l'EHPAD). En 2009, s'est par ailleurs créé à Challes-les-Eaux, au sud-est de Chambéry, le centre privé Médipôle de Savoie. Il présente une capacité d'accueil de 260 lits et exécute 22 000 interventions chirurgicales par an, dont 11 000 en chirurgie ambulatoire tandis que son service d'urgences enregistre 18 000 admissions. Il emploie enfin 105 praticiens dont 50 chirurgiens.
Ailleurs dans le département sont recensés les centres hospitaliers de Saint-Jean-de-Maurienne, d'Albertville-Moûtiers et de Bourg-Saint-Maurice, auxquels s'ajoutent divers hôpitaux locaux, comme celui de Modane, de Montmélian ou de Saint-Pierre-d'Albigny. La dernière clinique du département (hors cliniques vétérinaires) est la clinique Herbert installée à Aix-les-Bains.
Enfin la Savoie possède un centre hospitalier spécialisé, situé sur la commune de Bassens près de Chambéry, prodiguant des soins en santé mentale à la population du département.
Le thermalisme est également important en Savoie, offert par six établissements. Deux sont situés sur les communes d'Aix-les-Bains et de La Léchère, les deux autres étant situés à Challes-les-Eaux et Brides-les-Bains. Les thermes nationaux d'Aix-les-Bains sont partenaires du Centre de Recherche Rhumatologique et Thermal créé en 1948 et à ce titre un haut lieu de recherche thermale, les thermes de Challes-les-Eaux possèdent les eaux les plus sulfurées d'Europe et le spa de la Léchère est alimenté en eau thermale, riche en strontium et lithium et surgissant à une température 61 °C. En 2010, les cinq stations thermales (hors spa de la Léchère) ont accueilli 48 148 curistes assurés sociaux. La Savoie est à cet égard le premier département thermal de France avec 10 % des cures.

### Sports

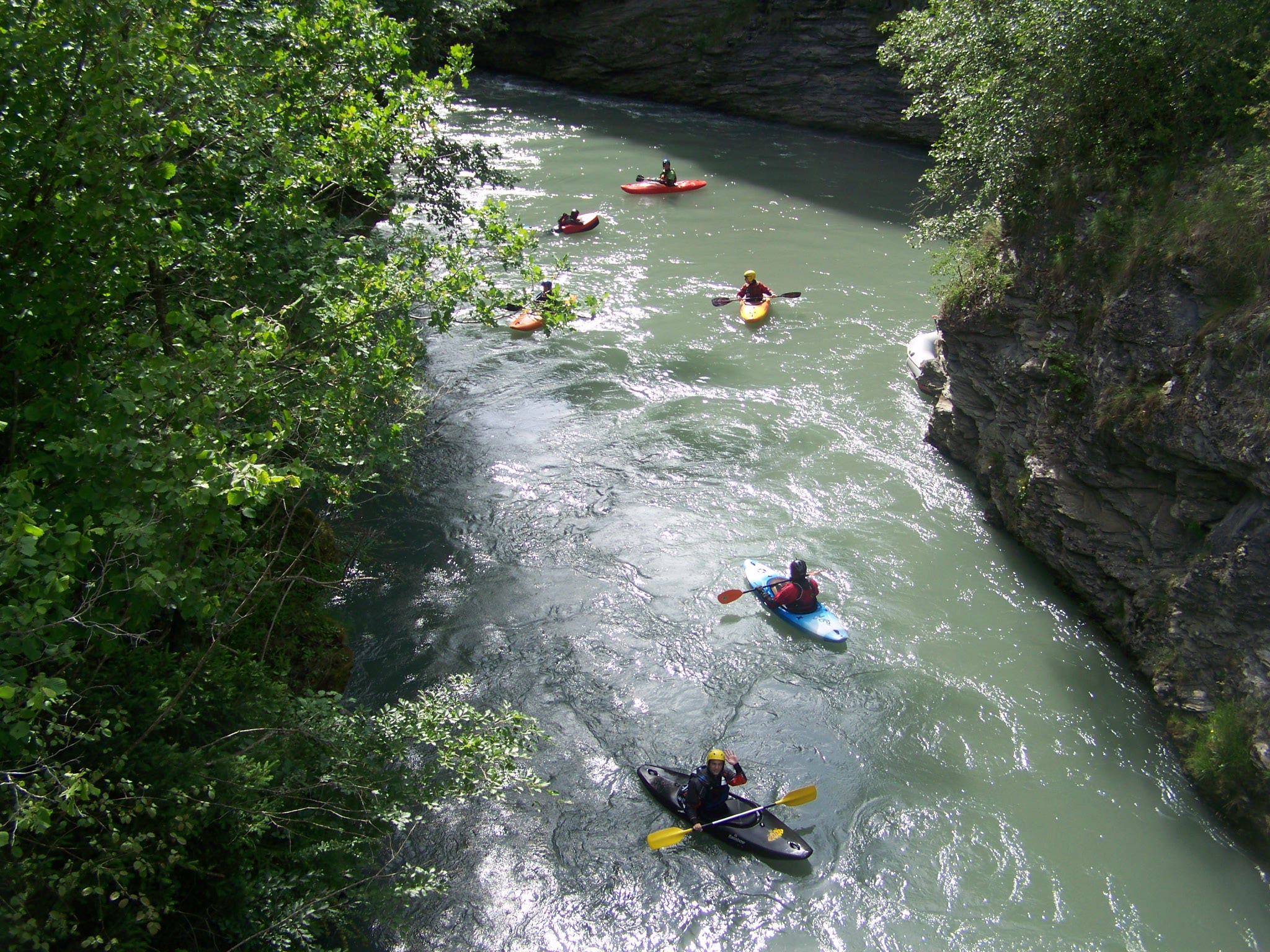
Pratique du canoë-kayak dans les gorges de l'Isère peu après Aime en Tarentaise.

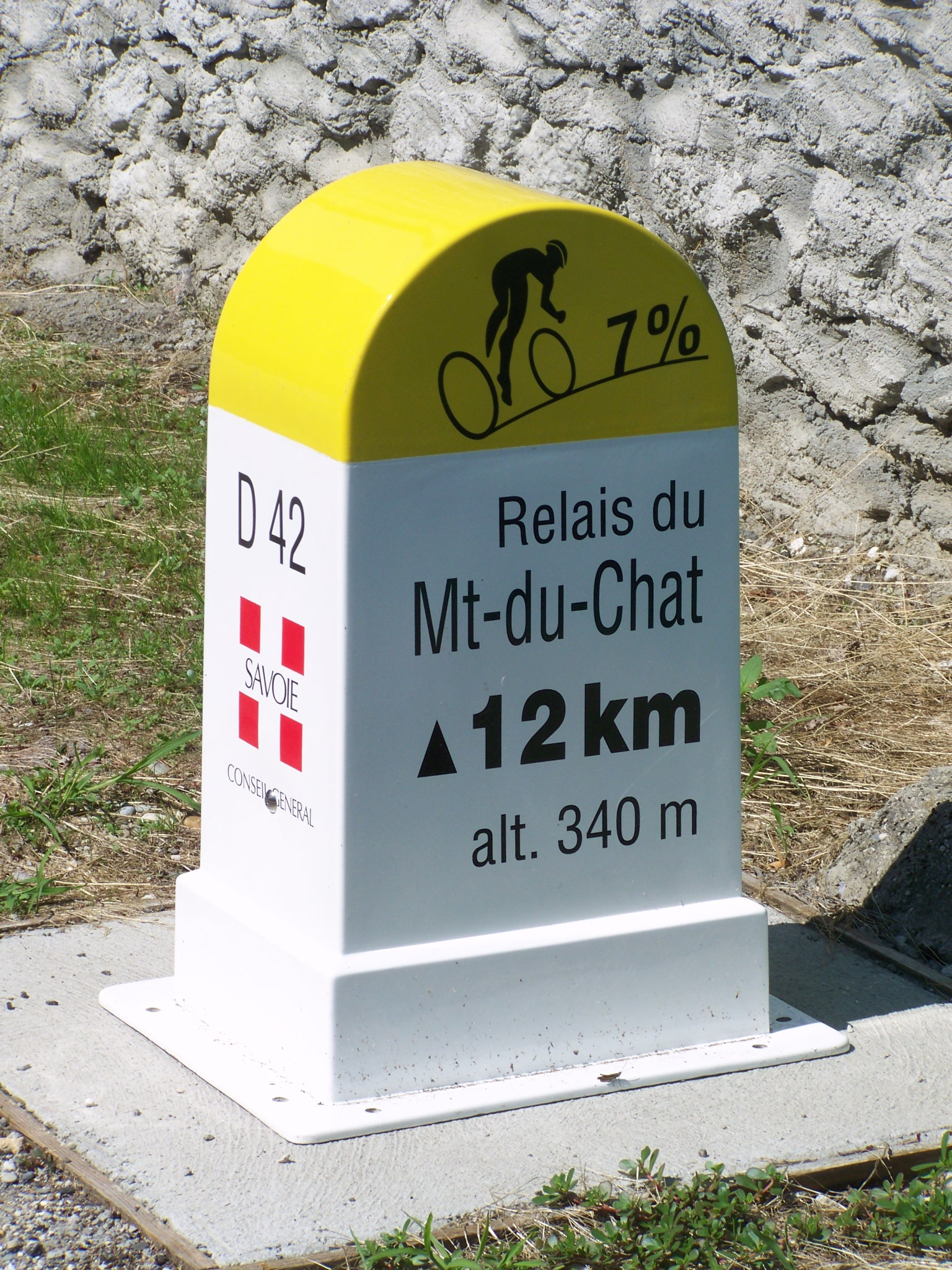
Borne cycliste sur la route du relais du Mont du Chat (Bourget-du-Lac).

Le département de la Savoie, tout comme son voisin de la Haute-Savoie, est un département où sont pratiquées une multitude d'activités sportives, parmi lesquelles de nombreux sports d'hiver, notamment depuis l'avènement du ski puis du « tourisme blanc » lié à la neige au cours de la seconde moitié du XXe siècle. À cet égard, la Savoie est le premier département de France sur les sports d'hiver avec un total de 63 stations, suivi par la Haute-Savoie et ses 50 stations (soit un total de 113 stations en Pays de Savoie). Ces 63 stations de ski du département se partagent par ailleurs un domaine skiable de 36 100 ha, soit 35 % du domaine skiable français, et possèdent également 27 % des remontées mécaniques totales du pays. En outre, le site de Savoie Grand Revard, présent dans le massif des Bauges, est le premier site de ski nordique de France. Par ailleurs, il s'agit du 4e département français pour le nombre d’athlètes de haut-niveau qu'il possède.

#### Principales disciplines
Sports d'hiver : le Comité de ski de Savoie comptait en 2011 dans le département 81 clubs et 32 000 licenciés dans les disciplines de ski alpin, ski nordique, ski freestyle, snowboard et télémark. Toutes disciplines de ski et tous niveaux confondus, le département de la Savoie forme chaque année quelque 80 athlètes, et 20 athlètes de l'équipe de France A (dont 15 en ski alpin) y ont été formés.
Sports de montagne : le département possède 4 clubs et 1 structure agréée de canoë-kayak, pratiqué sur 18 rivières de tous types de taille et de débit et l'escalade-alpinisme recensent pour leur part 22 clubs. Le parapente est une activité également beaucoup pratiquée en Savoie, qui possède au total 38 sites et autant de clubs et écoles. Le canyonisme est également pratiqué en Savoie, notamment au canyon Grenan dans l'Avant-pays savoyard. Enfin, le rafting est une activité également prisée sur le territoire savoyard, surtout en descendant l'Isère dans la vallée de la Tarentaise et le Doron de Bozel en Vanoise.
Sports d'eau : la pratique de l'aviron est permise par 4 clubs en Savoie qui recensent près de 1 300 licenciés, notamment sur les lacs du Bourget et d'Aiguebelette, où peut être également pratiqué le ski nautique. La pratique sportive de la natation est quant à elle dispensée par 9 clubs regroupant 1 500 licenciés. S'ajoutent enfin 2 clubs de voile (1 242 licenciés) et 1 club de water-polo, le Cercle des nageurs d'Aix-les-Bains. Aix-les-Bains détenant par ailleurs le label « France station nautique » en raison de l'importante de son offre nautique sur le lac du Bourget.
Autres sports : le département de la Savoie connaît un engouement pour certaines activités sportives telles que : l'athlétisme (7 clubs), l'équitation (13 clubs), et le karaté (32 clubs), 1 600 licenciés chacun ; la pétanque (19 clubs) et le cyclisme-cyclotourisme (50 clubs), 2 200 licenciés chacun ; le golf (9 clubs) et la gymnastique (10 clubs), 2 600 licenciés chacun, le judo-kendo, 21 clubs, 3 765 licenciés, et le tennis, 44 clubs, 6 000 licenciés. Pour ce qui est des sports collectifs, le basket-ball (13 clubs, 2 210 licenciés et deux clubs « phares » : en basket masculin l'Aix Maurienne Savoie Basket qui joue en Pro B, descendant du Maurienne Savoie Basket qui remporte ce championnat en 1997, et en basket féminin, Challes-les-Eaux Basket, notamment triple-champion de France consécutivement de 1991 à 1993, et troisième de l'Euroligue en 1993), le handball (2 250 licenciés, 14 clubs dont le Chambéry Savoie Handball, champion de France en 2001, dix fois deuxième, et le SHBC La Motte-Servolex en handball féminin, 4 saisons en D2 et 30 en D3), le rugby (10 clubs et 2 000 licenciés et deux clubs « phares » : le Stade olympique chambérien rugby, qui joue sept saisons en première division dont il atteint les demi-finales en 1961, et l'Union sportive Montmélian rugby qui joue deux saisons en première division fédérale). Les sports à la pratique la plus importante sont la gymnastique volontaire (80 clubs et plus de 8 000 licenciés) et le football (le district de Savoie, qui fait partie de la ligue Rhône-Alpes compte 68 clubs et plus de 10 100 licenciés en 2011). Deux clubs de football du département ont par ailleurs atteint un championnat d'envergure national important : le Stade olympique de Chambéry football, quatre fois champion de division d'honneur (plus haut niveau régional) qui passe six saisons dans le champion de France amateur, qu'il remporte en 1962, et le Club Athlétique Saint-Jean-de-Maurienne, qui, champion de DH en 1971, participe pendant une saison au Championnat de France de Division 3 en 1971-1972,,.

#### Infrastructures et compétitions sportives

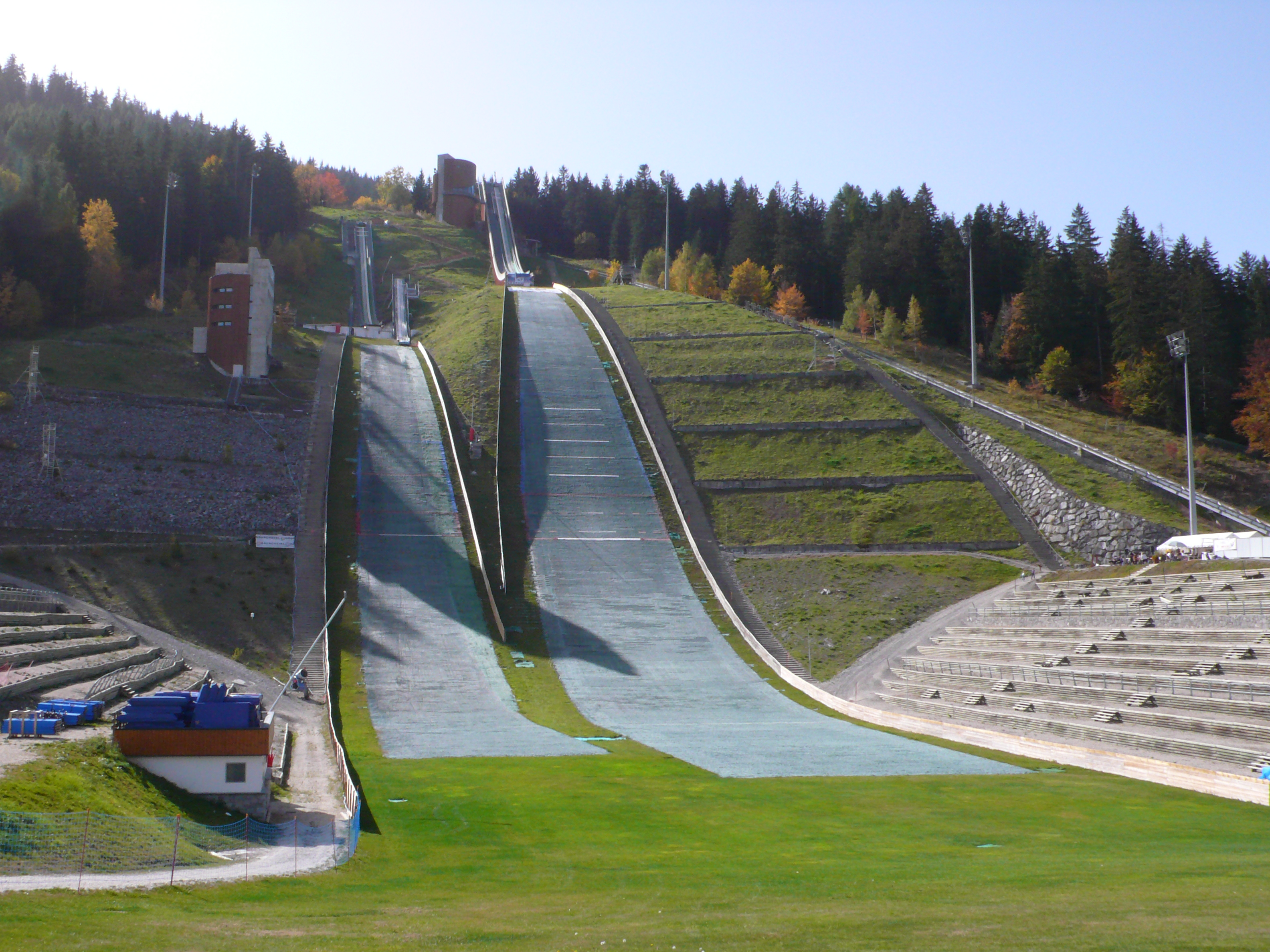
Tremplin du Praz à Courchevel.

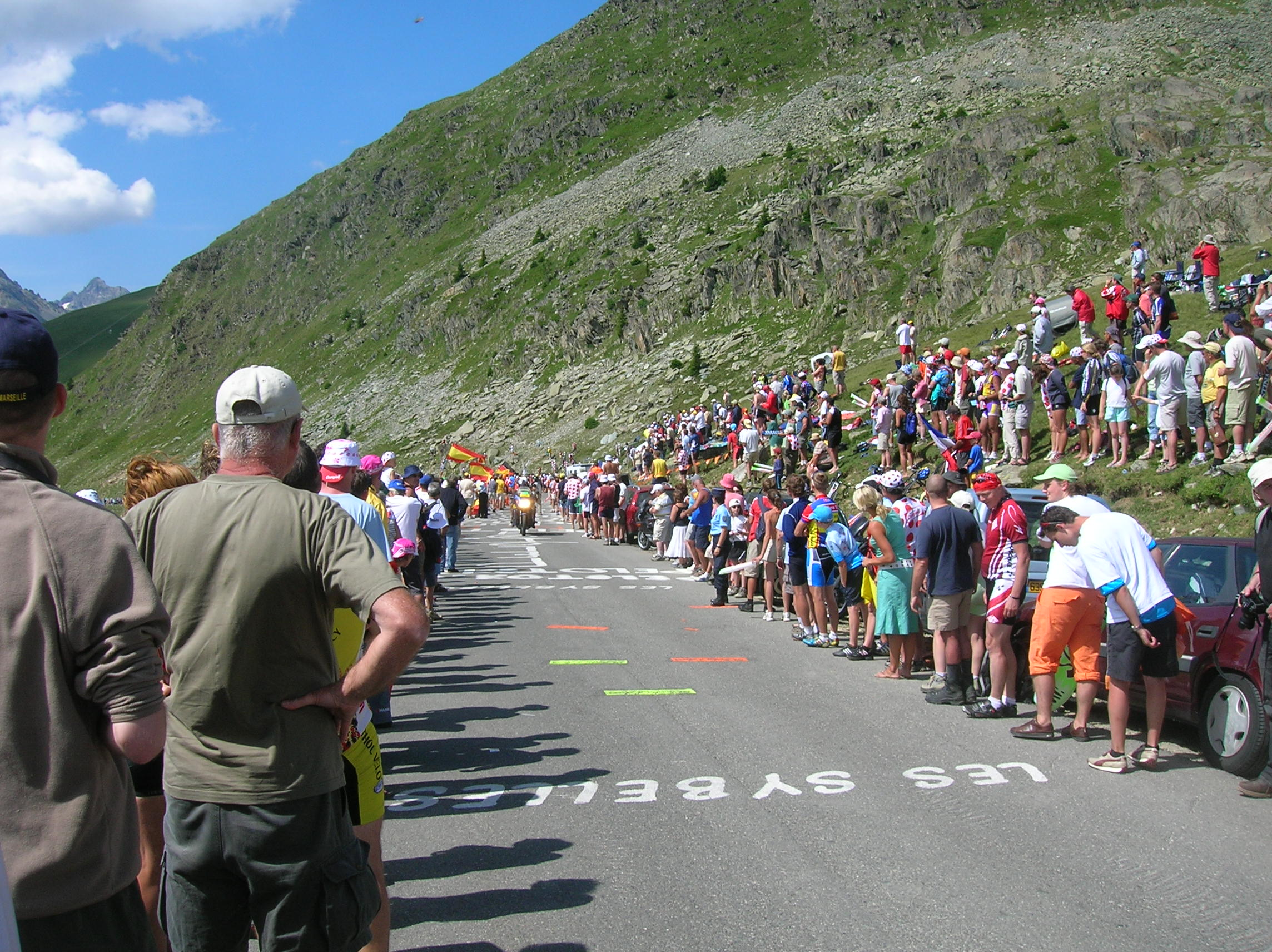
Passage du Tour de France au col de la Croix-de-Fer (2068 m) en juillet 2006.

Les 60 stations de sport d'hiver que compte le département se répartissent de vastes domaines skiables et possèdent des équipements sportifs variés. Ainsi, le domaine Paradiski propose des infrastructures de bobsleigh et d'escalade de glace. De très nombreux snowparks sont présents dans un très grand nombre de stations, et Courchevel possède un tremplin de saut à ski, le tremplin du Praz, issu des jeux olympiques de 1992. Il s'organise chaque année diverses compétitions, comme la Pierra Menta à Arêches-Beaufort en mars, ou d'autres événements internationaux ponctuels, tel la coupe du monde de ski 2001 à Bourg-Saint-Maurice, plus récemment les championnats du monde de ski alpin 2009 à Val d'Isère ou encore les Winter X Games 2010 de Tignes. En outre, la Plagne organisera les championnats du monde de télémark en 2017.

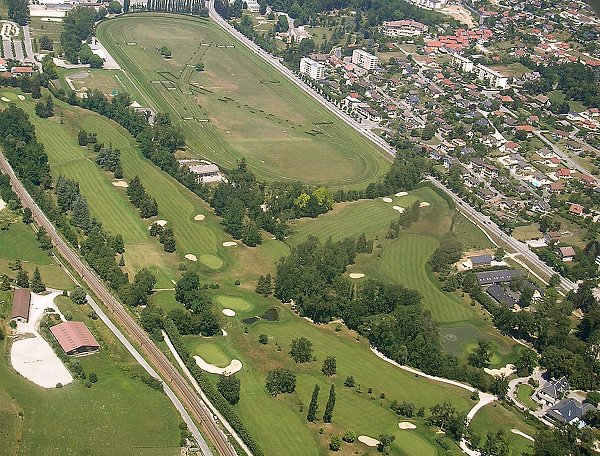
Le golf et l'hippodrome d'Aix-les-Bains.

La montagne est également un lieu de prédilection pour d'autres activités telles que le cyclisme. Chaque année depuis 1971 (à l'exception de 2014), le Tour de France propose une ou deux étapes dans le département, le plus souvent l'occasion de franchir ses nombreux cols. En 2015, le Tour a notamment franchi les cols du Glandon, de la Croix-de-Fer et les lacets de Montvernier, en 2013 de nouveau le Glandon ainsi que le col de la Madeleine, en 2012 la Madeleine et la Croix-de-Fer, en 2011 le Galibier et en 2010 Chambéry a été ville de départ. D'envergure plus régionale, la Savoie voit aussi passer chaque année les coureurs cyclistes du critérium du Dauphiné.
Mais la montagne est aussi le terrain d'action du tour de la Grande Casse, un trail organisé chaque été à Pralognan-la-Vanoise et où des dizaines de participants parcourent 65 km et franchissent un dénivelé cumulé de plus de 3 855 m durant une moyenne de 5 jours. En outre, la Grande Odyssée Savoie Mont-Blanc, course internationale de chiens de traîneaux se déroulant en janvier et considérée comme l'un des plus difficiles en raison de ses dénivelés, débute en Haute-Savoie et prend fin à Val-Cenis en Savoie après 1 000 km de course.
Sur l'eau diverses compétitions ont également lieu en Savoie. Chaque année au mois de mai se déroule pendant une semaine à Aix-les-Bains le championnat européen de voile sur le lac du Bourget, et les championnats du monde d'aviron 2015 ont eu lieu sur le lac d'Aiguebelette, qui est par ailleurs le lieu de différents triathlons. Certaines rivières du département sont balisées de manière à permettre la pratique d'activités sportives, comme l'est notamment l'Isère au niveau de la base internationale d'eau vive de Bourg-Saint-Maurice en Tarentaise. C'est dans ce bassin de slalom que se déroulent très souvent les championnats de France de canoë-kayak, (comme en 2007), et il servit de repère lors des championnats du monde de 1969, 1987 et 2002. La commune possède également un bassin international de compétition, long de 350 m, large de 20-25 m et dont le débit peut être régulé jusqu'à 30 m3/s.
Enfin, l'hippodrome d'Aix-les-Bains est l'unique turf des Alpes, et le golf d'Aix-les-Bains est le plus ancien de la région.

#### Randonnées

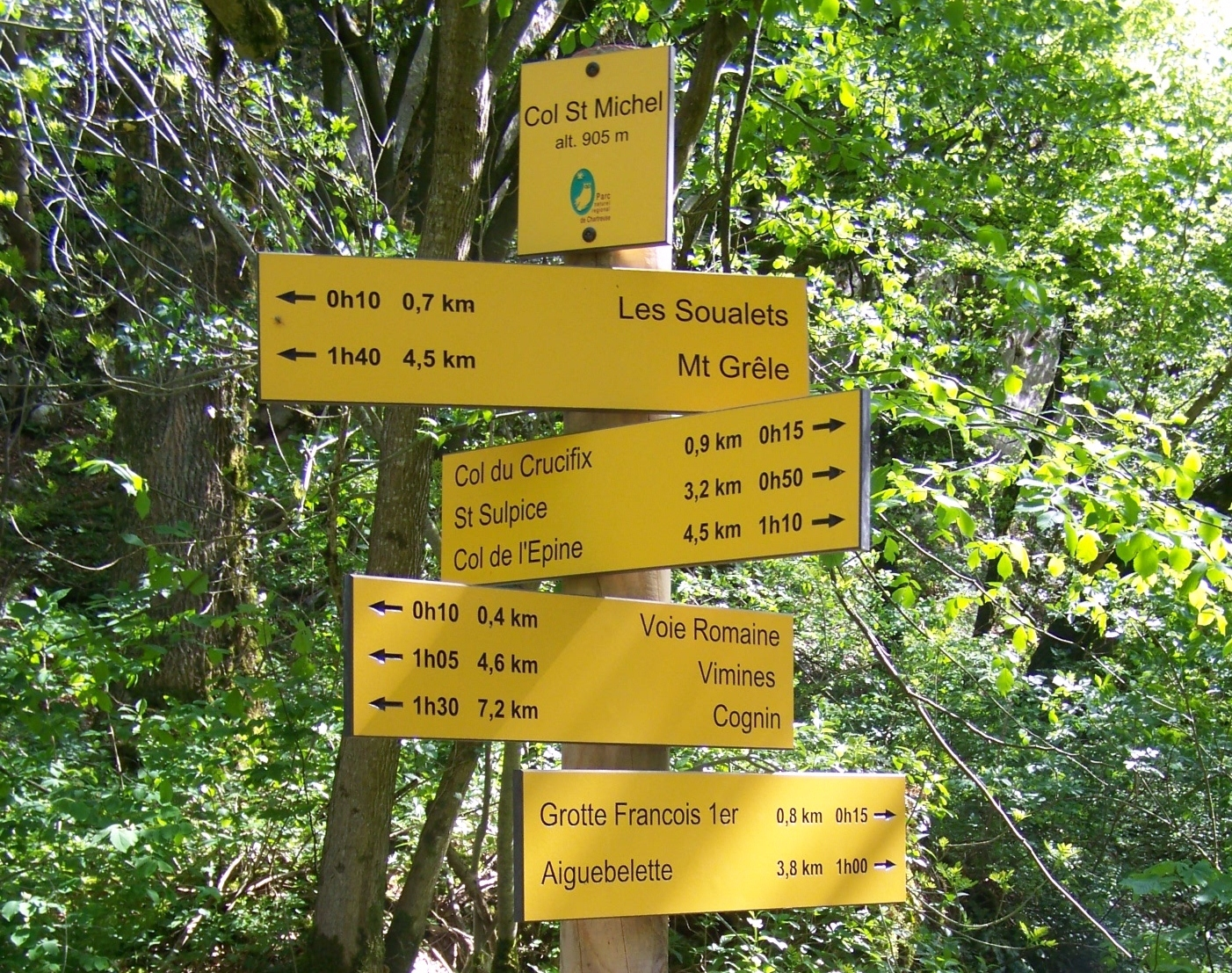
Signalétique de randonnée (ici au col Saint-Michel à 905 m).

En matière de randonnée pédestre, le département de la Savoie accueille sur son territoire des portions de 4 sentiers de grande randonnée que sont :
- le GR 5 (de la mer du Nord à la mer Méditerranée) traversant le Beaufortain, la Haute-Tarentaise et la Haute-Maurienne ;
- le GR 9 (du Jura à la Méditerranée) passant par la chaîne de l'Épine et la Chartreuse ;
- le GR 65 (« Via Gebennensis » de Genève au Puy-en-Velay) traversant la Chautagne et l'Avant-pays savoyard ;
- le GR 96 (de Samoëns à Entremont-le-Vieux) s'étirant du massif des Bauges à Entremont en Chartreuse[249].

À ceux-ci s'ajoutent également les sentiers et circuits de Promenades et Randonnées (PR). Au total, le Comité Départemental de la Randonnée Pédestre de Savoie est chargé d'entretenir chaque année le balisage de près de 2 000 km de sentiers balisés, sur les quelque 6 000 km de sentiers que compte le département.

### Médias

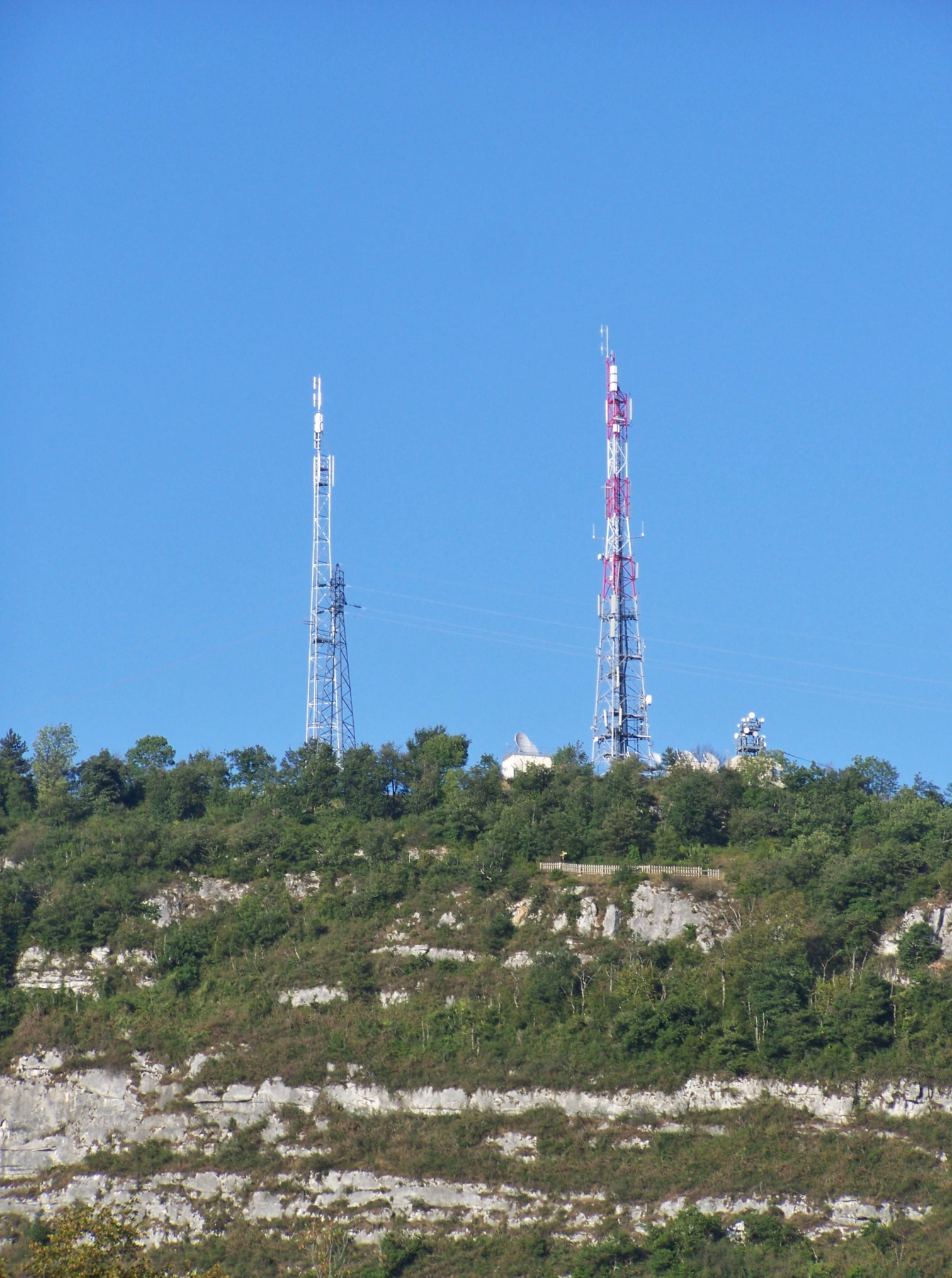
Émetteurs TNT / Radio sur les Monts à Chambéry.

Le département de la Savoie est couvert par de multiples médias audio-visuels, nationaux et locaux. Du côté de la télévision, la Savoie est passée au « tout numérique » avec le développement de la télévision numérique terrestre (TNT) entre juin et septembre 2011 et l'arrêt définitif des émetteurs analogiques. Malgré tout, et bien que le conseil départemental assure depuis 2011 la maîtrise d'ouvrage de leur résorption (NRA-ZO), le département connaît toujours des zones d'ombre, en particulier dus au relief difficile en certains endroits. Mais finalement, 97,6 % des foyers savoyards sont couverts par la TNT au 25 janvier 2012 selon le Conseil supérieur de l'audiovisuel (CSA).
Les deux principales chaînes de télévision locales en Savoie sont France 3 Alpes et 8 Mont-Blanc. En outre, du temps de la télévision analogique, il était possible dans certaines parties de la Savoie de capter la télévision suisse romande du fait de la proximité avec la Suisse et notamment de la Suisse romande (moins d'une centaine de kilomètres depuis Chambéry).
Du côté de la radiocommunication, une trentaine de stations de radio couvrent le département tant nationales (une vingtaine) que locales. Au total, ce sont près de 250 fréquences radio utilisées dans diverses zones du département. Les radios locales en Savoie sont France Bleu Pays de Savoie, Montagne FM, ODS Radio, Hot Radio et Radio Ellébore. Pour ce qui est de l'audience, en 2010, France Inter arrivait en tête des écoutes avec 13,2 % de parts d'audience, suivi de France bleu avec 11 % (seule radio locale à dépasser les 10 % de parts d'audience) et RTL (9,5 %).
Enfin, en ce qui concerne la presse écrite, la Savoie est couverte notamment par les éditions régionales du Dauphiné libéré, qui dispose par ailleurs d'une agence à Chambéry. À ses côtés figurent deux hebdomadaires, L'Essor savoyard et La Vie Nouvelle ainsi qu'un bimestriel, La Voix des Allobroges. Mais au XIXe siècle et jusqu'au milieu du XXe siècle, de très nombreux titres existaient : Le Courrier des Alpes, Le Travailleur Alpin, La Croix de Savoie ou Le Patriote Savoisien…

### Religion
Comme dans l'ensemble des départements français, la Savoie et sa population sont traditionnellement de confession catholique. Bien qu'ayant tardé à s'instaurer jusqu'au début du Moyen Âge, le christianisme s'est beaucoup développé en Savoie jusqu'au XXe siècle. Au XVIe siècle, le catholicisme s'impose tandis que le Parlement français de Chambéry et le Sénat de Savoie prennent des mesures pour contrer la Réforme Protestante initiée aux alentours de Genève. La Savoie sera un lieu de Réforme catholique où s'appliqueront les mesures du concile de Trente de 1545 pour lutter contre le protestantisme d'une part, et pour raffermir la foi catholique d'autre part (notamment avec la construction de nombreux édifices religieux d'art baroque). À la fin du XVIIIe siècle, durant la Terreur et le Directoire, la Savoie connaît une période d'anticléricalisme. Pour autant, le catholicisme reste malgré tout relativement bien ancré parmi la population puisque la fin du Directoire est marqué par un rejet de la population du département du Mont-Blanc de cet anticléricalisme ainsi que par la dénonciation de la manière dont les prêtres sont traités et déportés, si bien que le département passe par ailleurs non loin d'une insubordination généralisée.

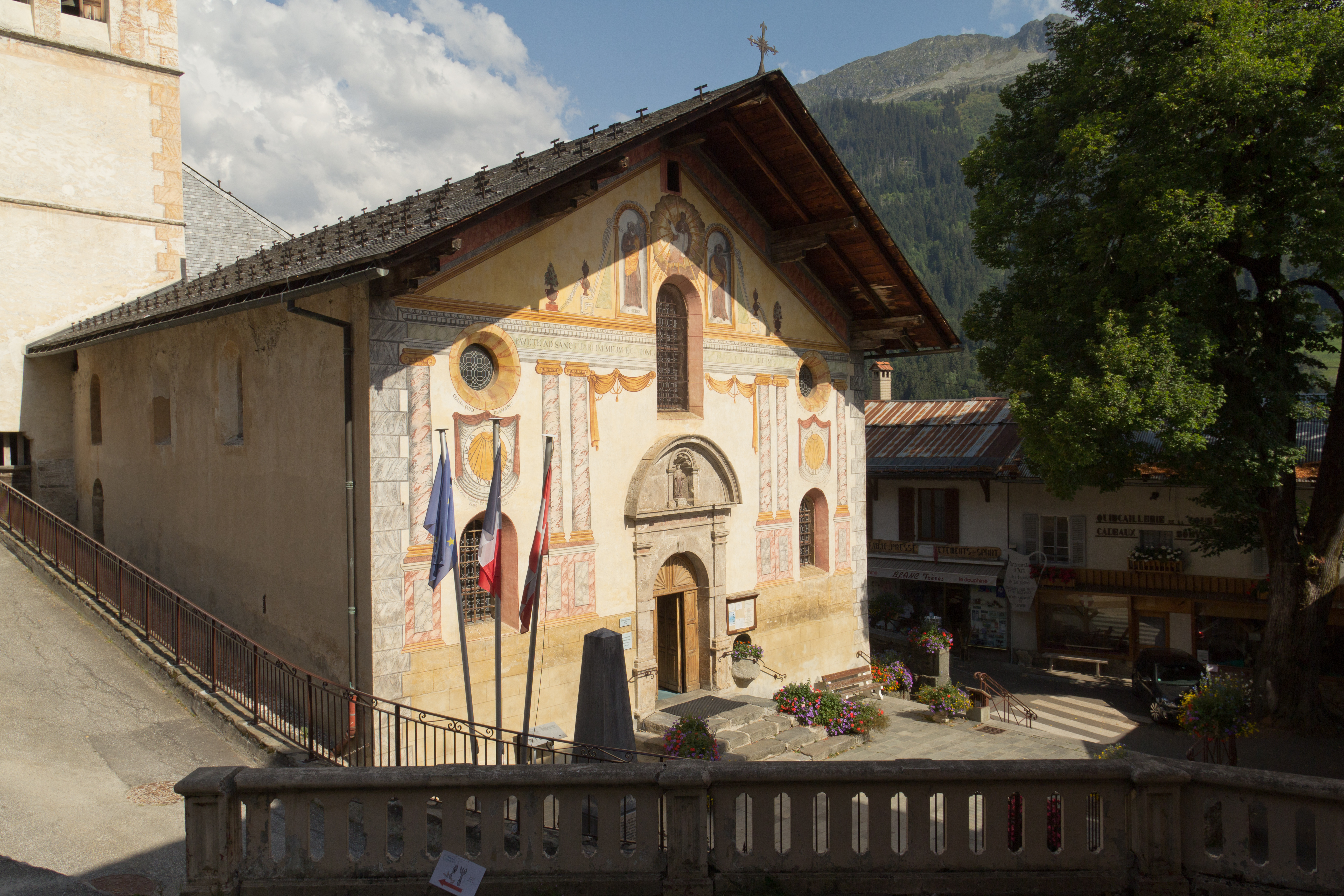
Église d'Hauteluce, paroisse Saint-Roch en Beaufortain.

Aujourd'hui, l'archidiocèse de Chambéry, Maurienne et Tarentaise de l'Église catholique se calque quasiment sur les frontières du département.
Il regroupe depuis un décret du Saint-Siège du 26 avril 1966 les trois anciens diocèses que comptait autrefois la Savoie : l'Évêché de Chambéry et les diocèses de Moûtiers-Tarentaise et de Saint-Jean-de-Maurienne, en un unique archidiocèse. L'archevêque porte ainsi le titre d'« archevêque de Chambéry, évêque de Maurienne et de Tarentaise », et siège à Chambéry. Il s'agit aujourd'hui du père Philippe Ballot, nommé par le pape Benoît XVI le 26 avril 2009. Le département est en outre divisé en 10 doyennés, eux-mêmes divisés en un total de 43 paroisses.
La Savoie comptait 150 prêtres en 2009 et 28 diacres en 2011. Elle compte un monastère de Bénédictines à Belmont-Tramonet, un de Carmélites à Chambéry et un de Moniales de Bethléem de l'assomption de la Vierge et de Saint Bruno à Pugny-Chatenod), seize congrégations religieuses et six unions religieuses et instituts séculiers.
La Savoie compte aussi deux importantes et anciennes abbayes que sont l'abbaye Notre-Dame de Tamié (abbaye trappiste) dans les Bauges et l'abbaye d'Hautecombe sur les rives du lac du Bourget, fondées au XIIe siècle. La Sainte-Chapelle du château des ducs de Savoie à Chambéry abrita par ailleurs le Saint-Suaire de 1502 à 1578, et le reliquaire représentant les trois doigts de Jean le Baptiste est conservé dans la cathédrale Saint-Jean-Baptiste de Saint-Jean-de-Maurienne depuis le VIe siècle, ramené d'Égypte par Sainte-Thècle de Valloire.

#### Répartition des religions

##### Catholicisme, islam, protestantisme, judaïsme

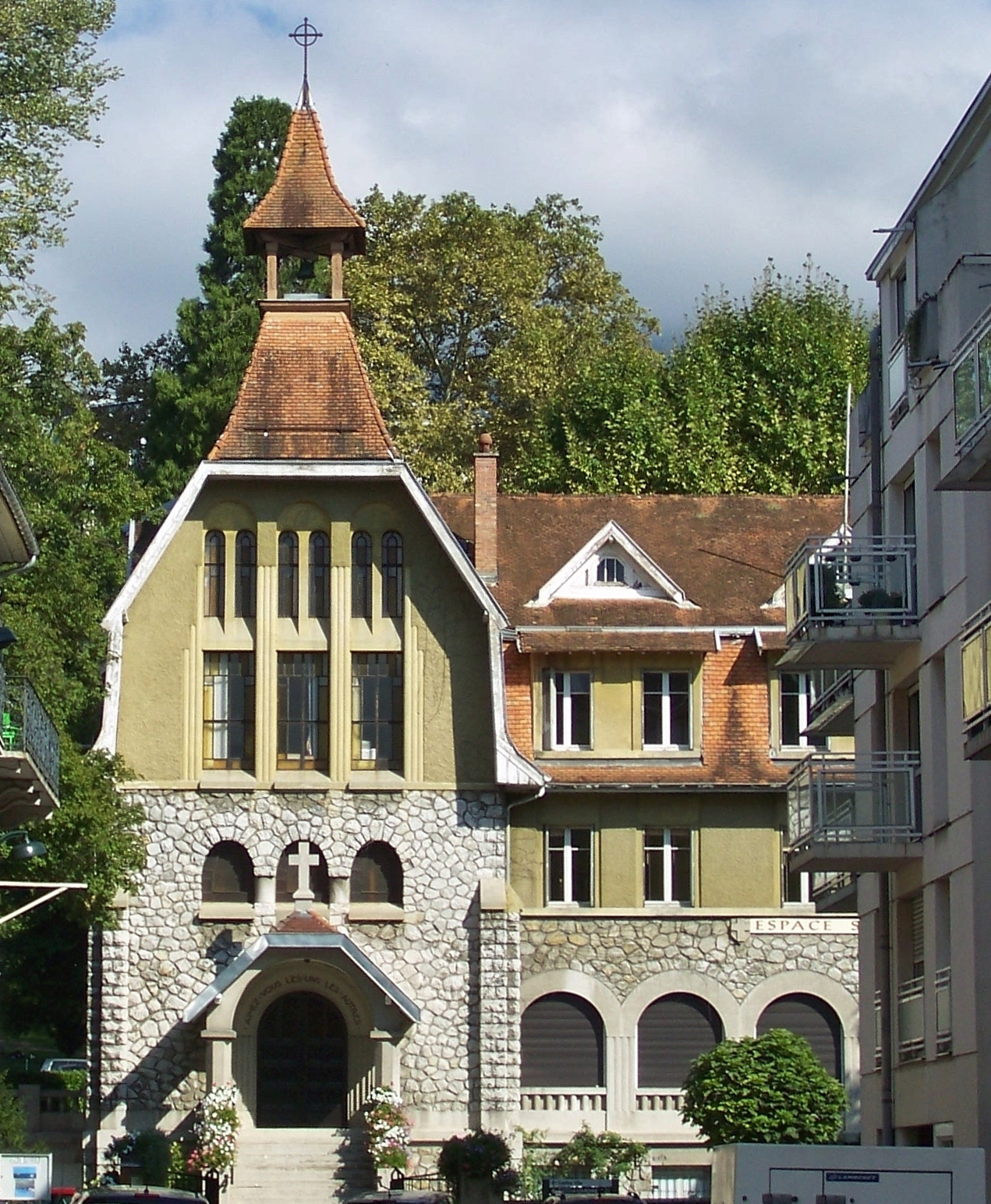
Temple protestant d'Aix-les-Bains (Église réformée).

Selon un sondage de l'Ifop réalisé pour La Vie sur l'implantation des religions en France en 2006, le département de la Savoie recensait la plus forte proportion de la population se déclarant de confession catholique, c'est-à-dire de 55 % à 63 %. Les personnes se déclarant sans religion ont répondu à ce sondage à hauteur de 27 % à 34 %. Suivaient, loin derrière, l'islam avec de 1 % à 3 % de répondants, le protestantisme pour moins de 1 % de la population, et enfin le judaïsme de 0,2 % à 0,4 %. L'irréligion peut donc être considérée comme la deuxième conviction du département, un phénomène par ailleurs observable dans de nombreux autres départements de France.
En poursuivant la comparaison avec le niveau national, le sondage montre que la Savoie a pour toutes les religions indiquées un niveau d'appartenance fourni par les répondants de moindre ampleur. La moyenne nationale est en effet de 64 % pour le catholicisme (fourchette haute de 63 % en Savoie), de 3 % pour l'islam (fourchette haute de 3 % en Savoie), de 2,1 % pour le protestantisme (fourchette haute de 1 % en Savoie) et de 0,6 % pour le judaïsme (fourchette haute de 0,4 % en Savoie). À l'inverse, le nombre de personnes déclarées sans religion en France s'établit selon le sondage à 27,6 %. 27 % étant la fourchette basse en Savoie, et tous les autres niveaux de religion étant globalement plus ou moins inférieurs au sein du département, il est alors probable que les personnes sans religion en Savoie se situent plutôt aux alentours de la fourchette haute (34 %).
En ce qui concerne les lieux de culte, le département compte une vingtaine de mosquées dont 8 du côté de Chambéry. Une communauté juive et une synagogue se situent sur la commune d'Aix-les-Bains. Le protestantisme en Savoie est représenté par la paroisse de « Savoie-Chambéry » du consistoire « Léman-Savoie » pour ce qui est de l'Église protestante unie de France (rassemblement des luthériens et des réformés, ces derniers étant majoritaires en Savoie). Cette paroisse compte 3 temples protestants à Aix-les-bains, Chambéry et Albertville,. Les églises évangéliques sont également présentes dans le département, avec notamment le temple de Bourgneuf, faisant partie du réseau « France-Mission », présent également à Albertville et Bourg-Saint-Maurice, et en projet d'implantation à Aix-les-bains. Les pentecôtistes, les baptistes et les évangéliques tziganes sont également, entre autres, représentés en Savoie (le département compte une quinzaine d'églises évangéliques au total).

##### Autres religions

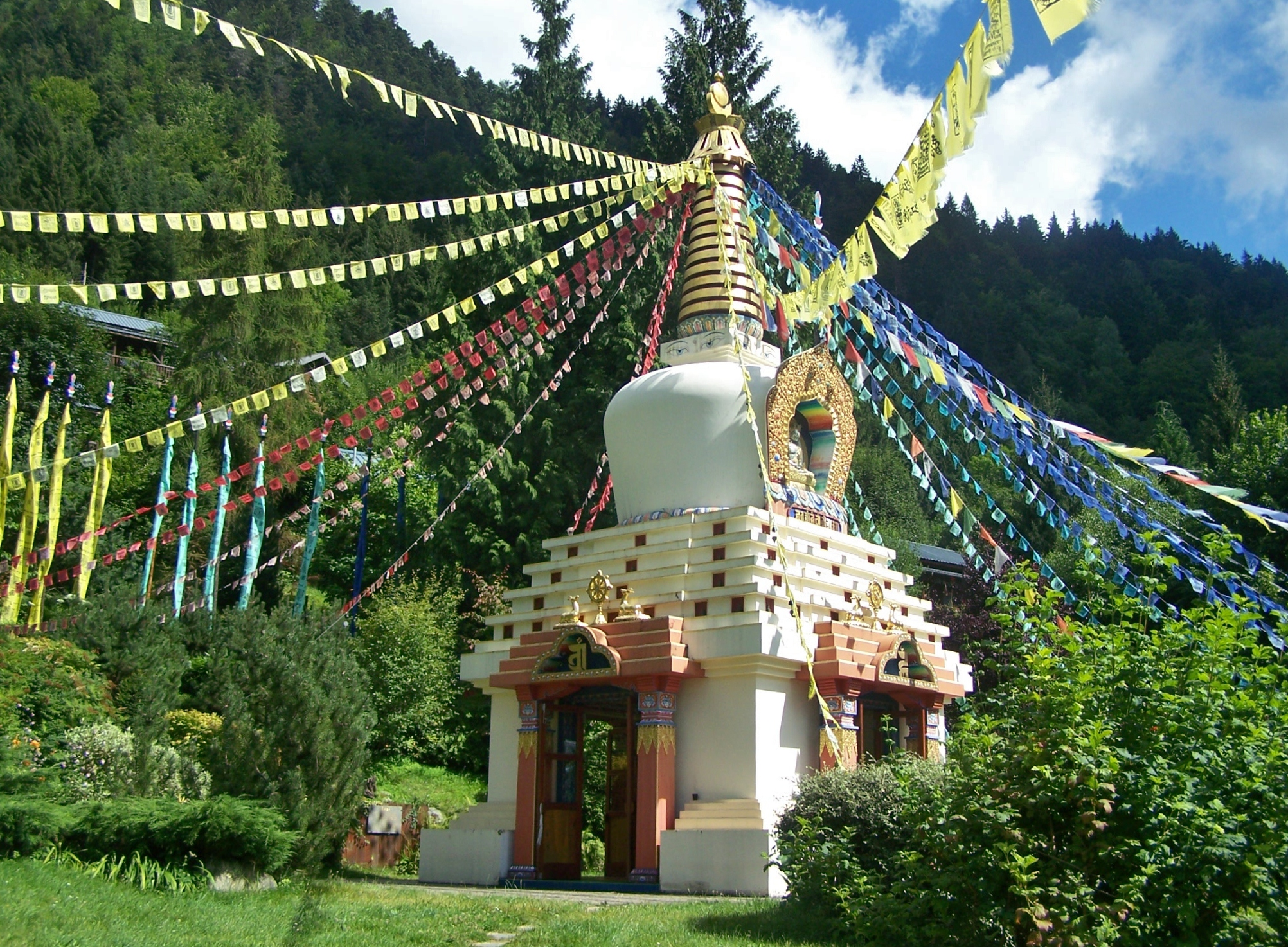
Stupa de Karma Ling à Arvillard.

En ce qui concerne la pratique du bouddhisme, la Savoie accueille l'Institut Karma Ling, un centre d'étude et de pratique du Dharma de l'école Kagyupa du bouddhisme tibétain, situé à Arvillard dans l'ancienne chartreuse de Saint-Hugon. Son développement débute à partir de 1980 avec la création des premiers chalets en 1981, l'inauguration des centres de retraite en 1984, du Grand Stupa en 1987 et du grand temple en 1990 notamment. Le dalaï-lama vient en personne à l'institut Karma Ling à deux reprises : en 1993 et 1997. Situé à 800 m d'altitude au sein d'une forêt de 50 hectares à une demi-douzaine de kilomètres du chef-lieu d'Arvillard, l'Institut peut aujourd'hui accueillir ponctuellement une centaine de personnes désireuses d'y effectuer une retraite spirituelle. À cet égard, l'Institut Karma Ling sert chaque année quelque 50 000 repas et accueille pour des visites guidées environ 2 000 visiteurs.
Enfin, les chrétiens restaurationnistes de l'Église de Jésus-Christ des saints des derniers jours (ce qui désigne à la fois les mormons et témoins de Jéhovah) sont également représentés en Savoie (à Aix-les-Bains, Chambéry, Moûtiers, Saint-Jean-de-Maurienne, Bourg-Saint-Maurice, Saint-Genix-sur-Guiers).

## Environnement

### Qualité de l'environnement
En ce qui concerne la qualité des sols, en 2012, la Savoie recense 82 sites et sols pollués faisant l'objet d'une action publique. Parmi eux, 38 sont en attente de diagnostic, 37 ont été traités et soumis à restriction d'usage ou surveillés et 7 ont été traités et libres de toute restriction.
La qualité de l'air, mesurée par 5 stations de référence donne en 2009 une évolution à la baisse de la teneur en dioxyde de soufre et une évolution à la hausse des particules de poussières en suspension, bien qu'inférieures aux objectifs de qualité. Le dioxyde d'azote, résultant notamment de la circulation automobile, a des moyennes annuelles stables et là encore dans le respect des seuils règlementaires. Le cas de l'ozone est moins favorable, notamment en altitude où de fortes concentrations sont relevées. Enfin, l'indice ATMO pour 2009 donne la qualité de l'air comme « bonne » ou « très bonne » entre 60 et 70 % du temps, le niveau « très mauvais » n'ayant jamais été atteint.

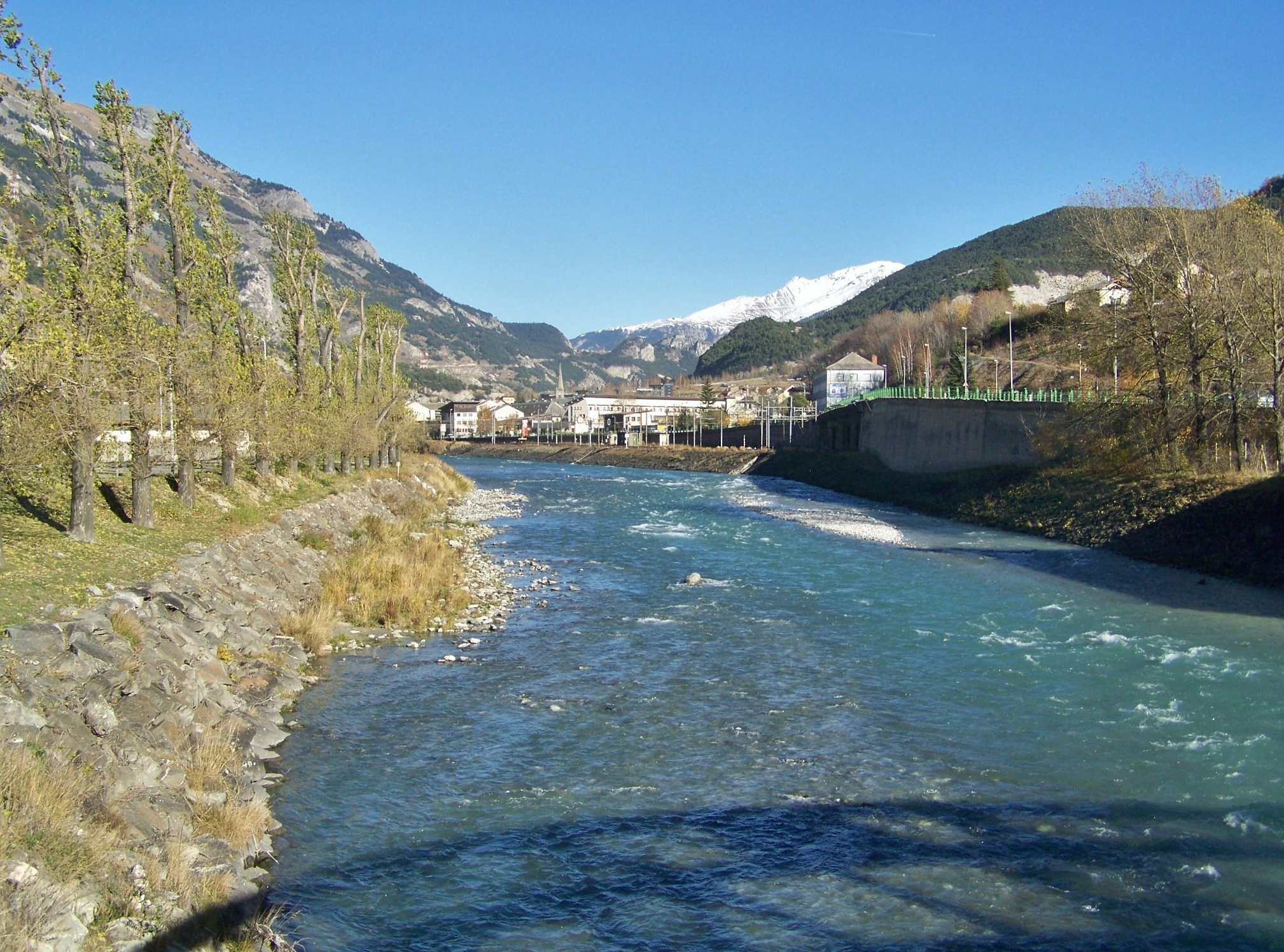
L'eau de l'Arc est bonne « depuis l'amont jusqu'à sa confluence » (ici à Modane).

Pour la qualité de l'eau, était recensée en 2003 une « population desservie par une eau non conforme pour le paramètre micro-biologie » de 35 441 sur un total de 365 986, soit un peu moins de 10 % de la population. L'Agence régionale de santé relevait quant à elle sur la qualité bactériologiques des eaux consommées entre 2007 et 2009, 383 unités de distribution (UDI) de bonne qualité (51 %) et 231 de qualité satisfaisante (31 %), contre 113 UDI de qualité insuffisante et 19 de mauvaise qualité. Néanmoins, répartis à la population, les UDI de bonne qualité concernent 70 % de la population et les 132 UDI de mauvaise qualité ou de qualité insuffisante ne concernent pour leur part que 7 % de la population.
En 2013, le registre français des émissions polluantes enregistre une trentaine de sources de rejets de déchets et polluants dans le milieu aquatique, mais aucune jugée dangereuse. L'assainissement en Savoie est effectué fin 2009 par 163 stations d'épuration représentant 1 083 600 équivalents-habitants (EH), en amélioration depuis 2005. Amélioration devant se poursuivre jusqu'à atteindre 1 176 500 EH en 2015 par la création de 11 nouvelles stations dont 6 équipées de filtres à macrophyte. Du côté des cours d'eau, la Savoie possédant une agriculture orientée vers l'élevage laitier, elle se retrouve confrontée à certaines pollutions organiques et bactériologiques notamment en montagne, et la diversité des productions (exemple avec la viticulture) peut également être à l'origine de pollutions par produits phytosanitaires. Néanmoins la pollution par les nitrates n'est pas significative dans le département.
Une étude sur les eaux du bassin versant de l'Arc en Maurienne conclut que « la qualité de l'eau s'est globalement améliorée sur le bassin versant de l'Arc par rapport au suivi de 2004 ».

### Faune et flore

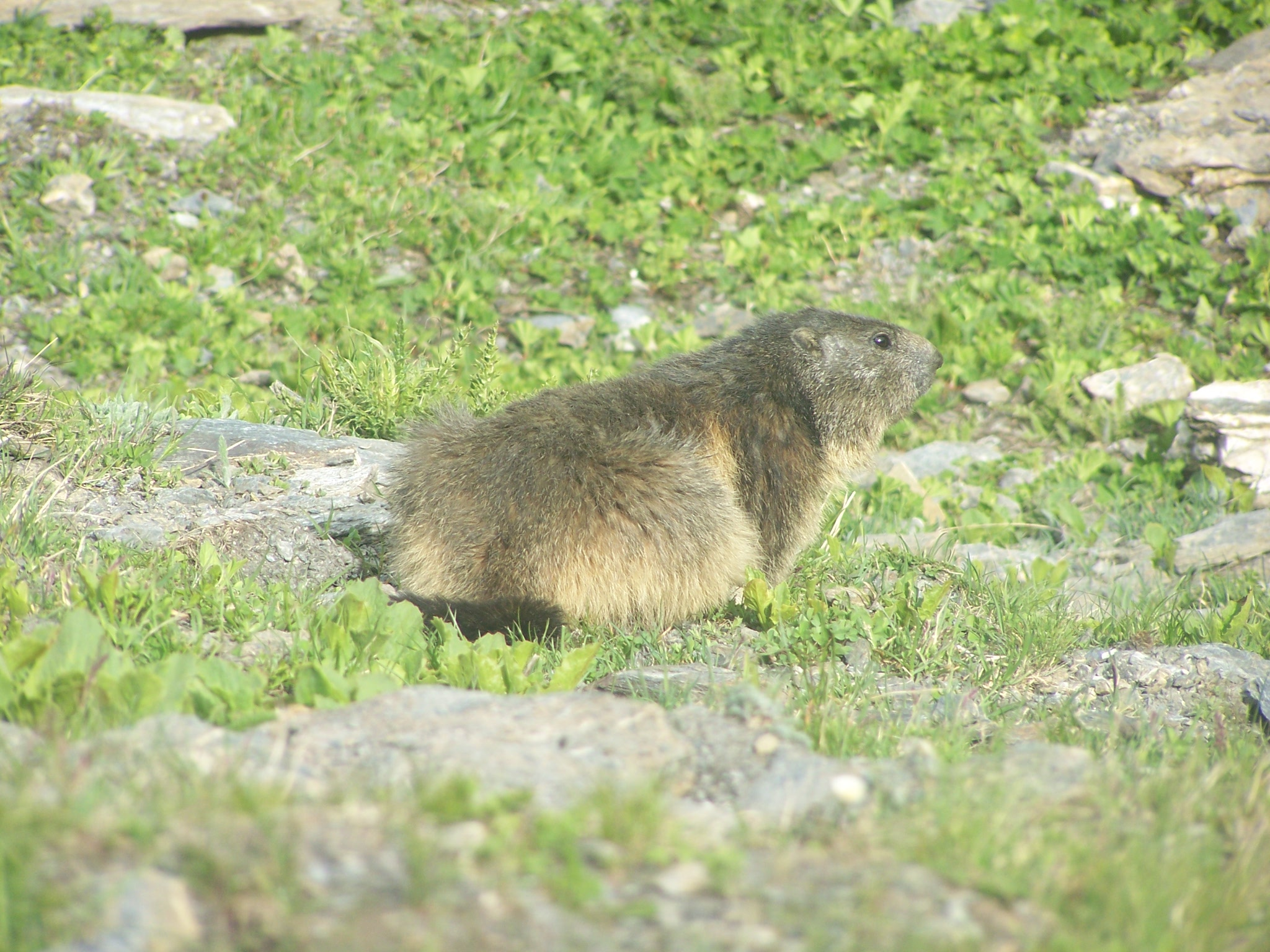
Marmotte entre Bonneval-sur-Arc et le col de l'Iseran en Vanoise.

L'Observatoire de la biodiversité de Savoie est chargé de recenser et répertorier les différentes espèces, animales et végétales, concourant à la biodiversité du département. Dans l'état de ses connaissances pour 2013, l'Observatoire recense 4 744 espèces. Parmi les plus représentées se trouvent 2 370 plantes à fleurs et 1 229 de lépidoptères (papillons). S'ajoutent entre-autres 289 espèces d'oiseaux, 79 espèces de mammifères et 25 espèces de poissons. Les plus grands nombres d'espèces recensées se situent principalement dans un gros tiers « est » de la Savoie, en Vanoise et dans les hautes vallées de Tarentaise et de Maurienne. Mais l'ouest connaît aussi quelques territoires riches en espèces, notamment autour du lac du Bourget.
Le département de la Savoie possède un nombre important d'espèces dites « de montagne », aussi bien pour la faune que pour la flore. La faune de montagne est caractérisée par les chamois, les bouquetins, les marmottes ou les aigles royaux. Si la plupart des espèces vivant en Europe se retrouvent en Savoie, certains poissons d'eau douce tels les corégones blancs (nommés lavarets) sont présents dans la plupart des lacs alpins et quasiment limités à la région Rhône-Alpes et aux Alpes suisses.

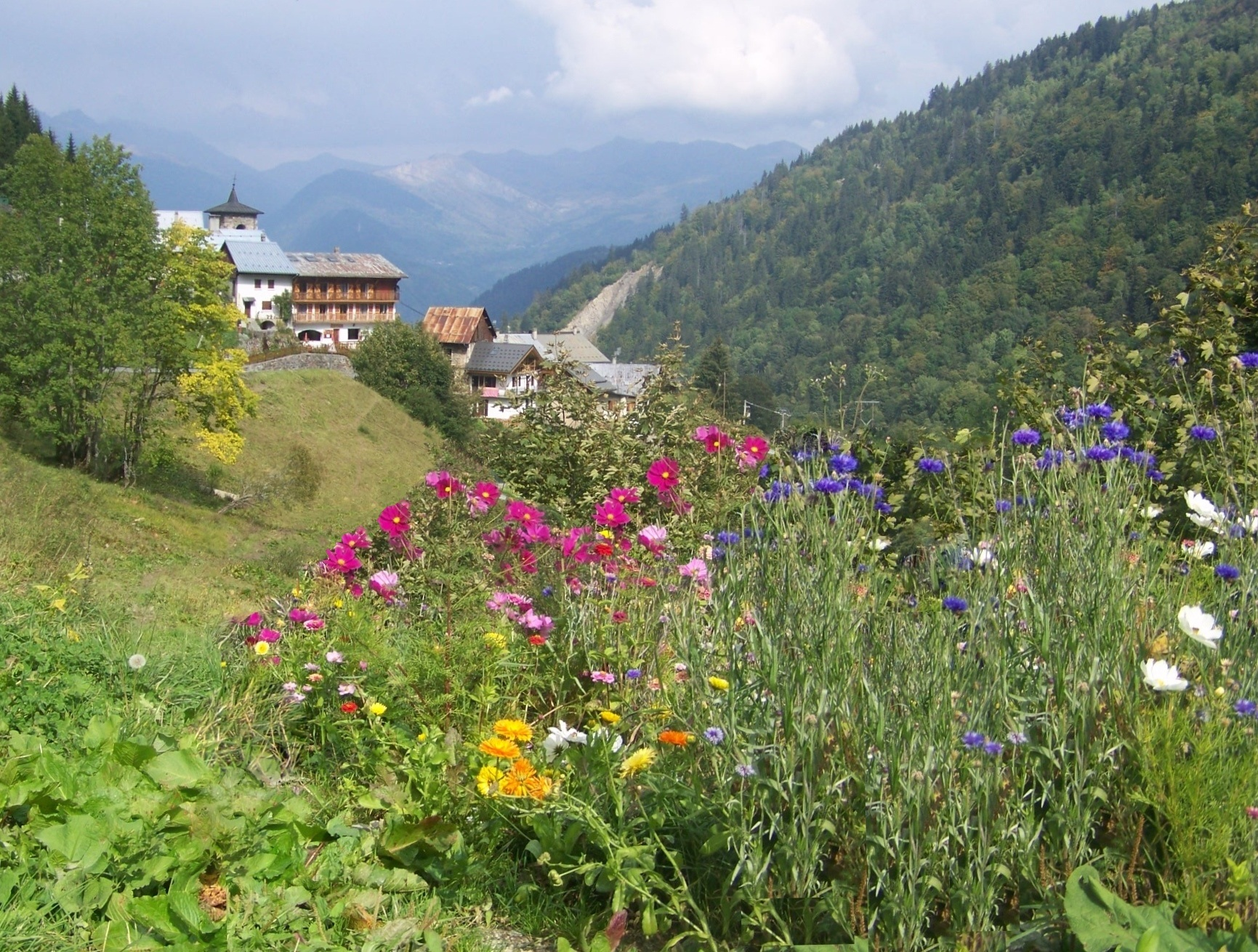
Fleurs de montagne à Celliers (La Léchère) près du col de la Madeleine.

La Savoie possède aussi une flore de montagne riche, avec de nombreuses espèces comme l'edelweiss, la gentiane jaune, la gentiane des neiges, le cyclamen, le génépi blanc ou l'absinthe. Un peu moins de 200 plantes font l'objet d'une protection, réglementant notamment leur cueillette.
La Savoie comporte en outre 2 000 km2 de forêts, soit un tiers du territoire. D'une altitude moyenne de 1 600 m, ces forêts sont composées à 55 % de résineux (sapins, épicéas et mélèzes pour plus les courants) et à 45 % de feuillus (parmi lesquels hêtres, chênes, châtaigniers et peupliers notamment). Partagées entre les forêts domaniales de l'État, le département, 271 communes, 5 établissements publics et 58 000 propriétaires privés, ces forêts bénéficient d'une forte pluviométrie et se régénèrent facilement. 90 % des forêts territoriales et 100 % des forêts domaniales sont éco-certifiées. Les plus vieux arbres du département se trouvent dans la forêt de l'Orgère sur la commune de Villarodin-Bourget en haute-Maurienne. Cette forêt de 70 hectares recense en effet plusieurs mélèzes vieux d'environ 1 000 ans. Une autre particularité : avec ses 59 km2 de superficie, la peupleraie de la Chautagne, située entre le Rhône et le lac du Bourget, est la plus grande peupleraie d'Europe.
Les forêts savoyardes permettent chaque année l'exploitation d'environ 3 000 m3 de bois.
Enfin, la Savoie compte une cinquantaine de communes labellisées ville ou village fleuri. Depuis octobre 2013, elle possède même le label Département Fleuri.

### Sites et espaces protégés

#### Parcs naturels

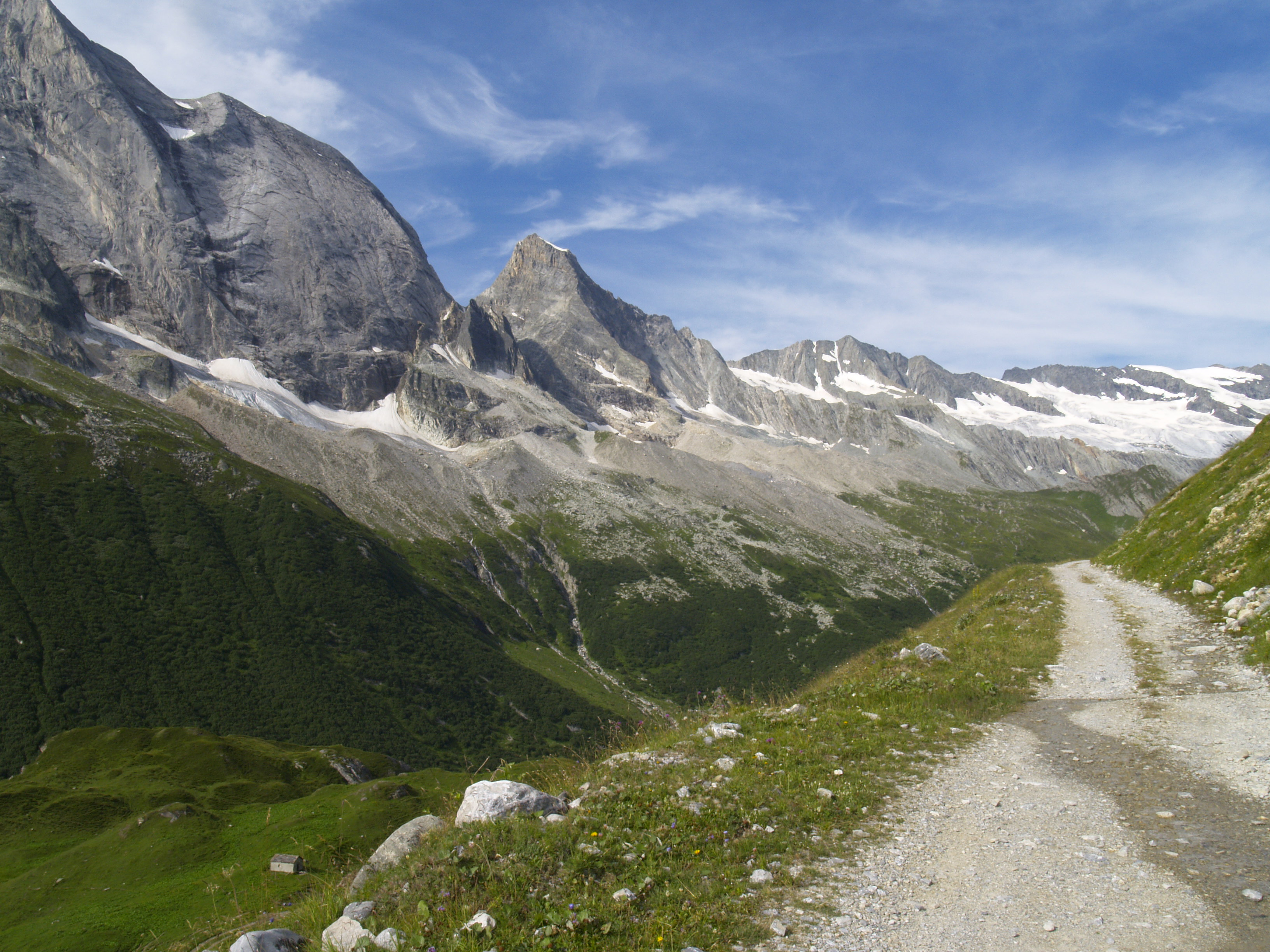
Parc national de la Vanoise à Champagny-en-Vanoise.

Le département de la Savoie compte 3 parcs naturels : un parc national deux parcs naturels régionaux (PNR) :
- Parc national de la Vanoise : premier parc national créé en France, en 1963[280]. D'une superficie totale de 2 000 km2 répartis au sein d'une zone « Cœur » de 535 km2 et d'une zone « Aire optimale d'adhésion » de 1 465 km2, le parc est situé en totalité sur le territoire de la Savoie, dans les zones montagneuses de l'est du département avec une altitude variant entre 1 280  et   3 855 m (la Grande Casse, toit de la Savoie)[280]. Il est l'habitat naturel d'environ 4 000 chamois, 1 600 bouquetins et 120 oiseaux-nicheurs (la Vanoise étant à cet égard l'un des 3 sites majeurs des Alpes de nidification des gypaètes), et voit également pousser sur son sol quelque 1 200 espèces de fleurs, dont 200 considérées comme remarquables[280]. Le Cœur du parc de la Vanoise est en outre composé de 60 % d'alpages, de 29 % de rochers, de 10 % de glaciers et de seulement 1 % de forêts du fait de l'altitude moyenne relativement élevée[281]. Le parc recense enfin notamment 5 réserves naturelles, 8 arrêtés préfectoraux de protection de biotope (APPB) et 4 zones de protection par Natura 2000.
- Parc naturel régional des Bauges : créé en 1995 dans le but de revitaliser le massif des Bauges et de protéger et valoriser son patrimoine naturel et culturel remarquable[282], le parc situé à cheval sur les départements de la Savoie et de la Haute-Savoie, totalise une superficie de 856 km2[283]. Débutant au pied du massif à 270 m d'altitude, son point culminant se situe pour sa part à 2 217 m. Il recense 1 600 espèces végétales, 150 espèces d'oiseaux-nicheurs et 9 espèces d'amphibiens, et la réserve nationale de chasse et de faune sauvage des Bauges protège notamment les chamois, les mouflons et les tétras-lyre sur 5 200 ha de forêts et d'alpages[284]. Le PNR du massif des Bauges comprend 7 sites Natura 2000 et a obtenu en septembre 2011 le label géoparc, soutenu par l'UNESCO[285].
- Parc naturel régional de Chartreuse : également créé en 1995[286], le parc s'étend sur les départements de la Savoie et de l'Isère, mais la majeure partie de ses 76 700 ha sont situés en Isère. Le parc s'étend sur un dénivelé de 200 m à 2 082 m d'altitude[287]. Du côté de la biodiversité, le parc accueille plus de 2 000 espèces végétales, soit le tiers des espèces existant en France présentes en Chartreuse, et de même pour la moitié des mammifères et des oiseaux de France[287]. À cet égard, le parc a pu observer le retour, par réintégration, du bouquetin sur son territoire[288], disparu durant le XIXe siècle. Enfin le parc assure depuis 2001 la gestion de la réserve naturelle des Hauts de Chartreuse (qui en Savoie comprend notamment le Mont Granier) et suit en outre 3 sites classés Natura 2000.

À l'été 2012, a débuté une étude de faisabilité sur la création d'un parc naturel régional « Belledonne » qui concernerait la chaîne de Belledonne sur les départements de l'Isère et de la Savoie.

#### Autres espaces protégés et gérés

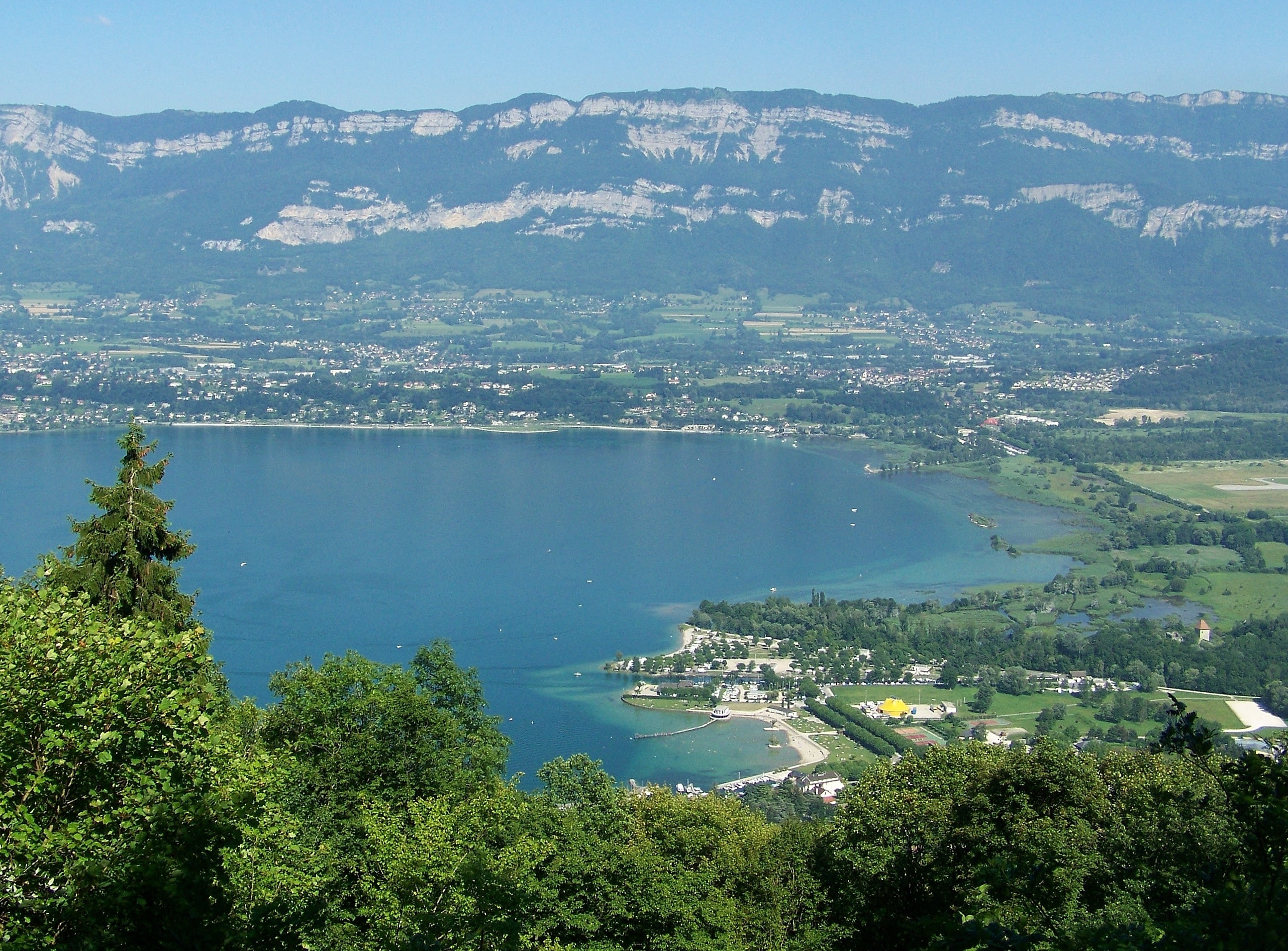
« Sud du lac du Bourget », ZNIEFF depuis 2007 sous le no 820031275.

Au total, la Savoie possède 22 arrêtés préfectoraux de protection de biotope (APPB), 4 réserves biologiques domaniales, 6 réserves naturelles nationales, 6 terrains acquis par le Conservatoire de l'espace littoral et 1 zone humide relative à la Convention de Ramsar sur les zones humides. Pour ce qui concerne plus spécifiquement les sites Natura 2000, la Savoie dispose à cet égard de 18 sites d'intérêt communautaire (Habitat) et de 7 sites de protection spéciale (Oiseaux).
S'ajoutent enfin la présence en Savoie de 19 forêts de protection, de 29 sites classés (le dernier étant le vallon du Clou, classé le 25 mars 2013) et de 101 sites inscrits,.

#### ZNIEFF
Le département de la Savoie possède également un total de 261 zones naturelles d'intérêt écologique, faunistique et floristique (ZNIEFF) de 2e génération. Les plus nombreuses sont notamment les marais, les vallons, les alpages, les tourbières, les forêts ou encore les massifs. Mais le département recense également des baies aux abords des lacs, des bois, des cols, des coteaux, des étangs, des falaises, des lacs, des monts, des plateaux ou des ruisseaux.
En outre, plus de 1 000 espèces, animales et végétales, font l'objet d'une protection dans le département.

### Écologie et développement durable

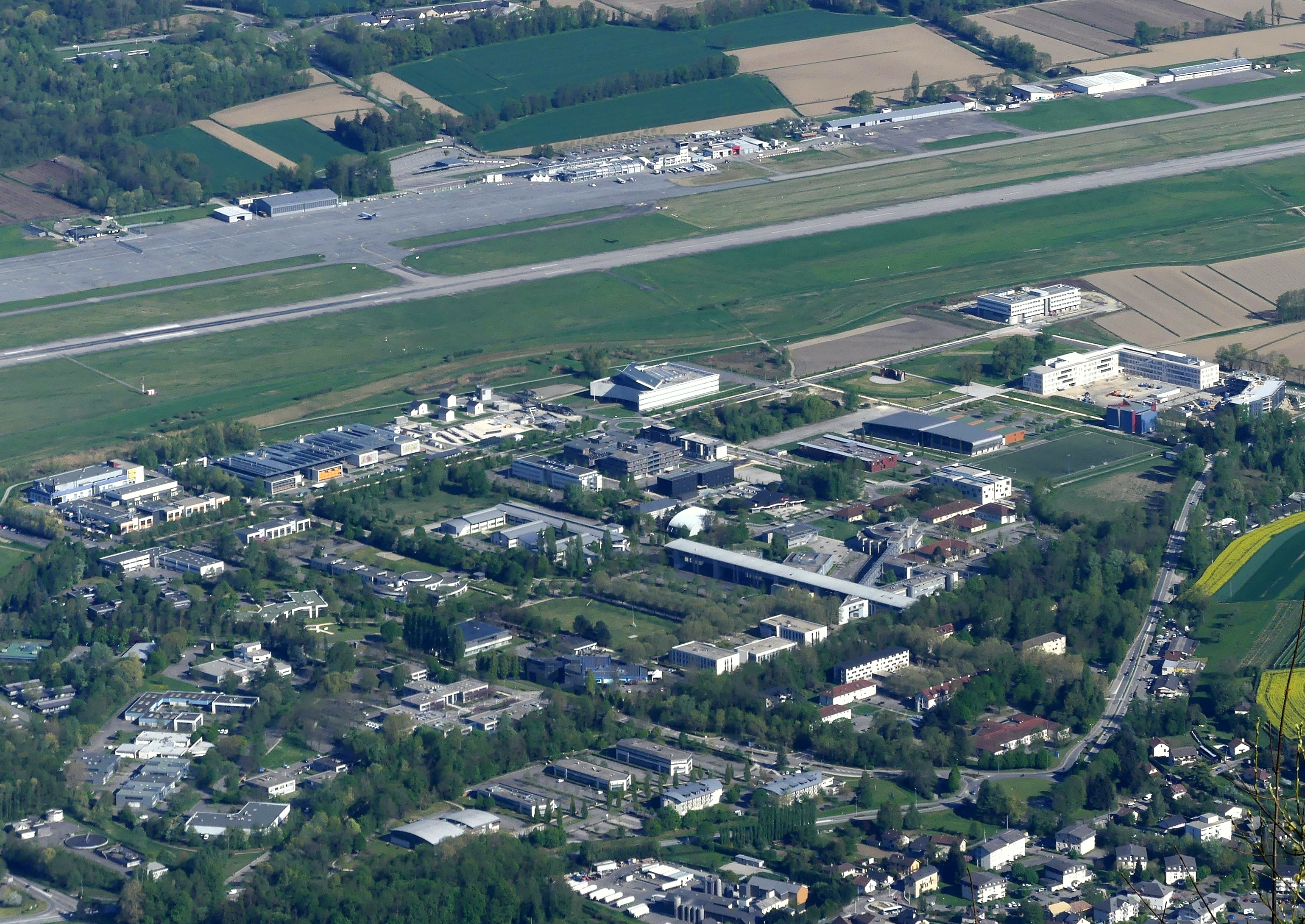
Le technopôle de Savoie Technolac avec les bâtiments de l'INES du côté de l'aéroport.

En 2011, le Palmarès de l'Écologie établi par l'hebdomadaire la Vie classait la Savoie au 33e rang des départements selon leur « volonté écologique ». Les cinq critères retenus intègrent le traitement des déchets, la conversion à l'agriculture biologique, le développement des énergies renouvelables, l'amélioration de la qualité de l'air et la préservation de la qualité de l'eau.
Le conseil départemental met en place les premières politiques en faveur de l'environnement en 1986 et est le premier à conclure avec l'État un protocole pour la valorisation du paysage et de l'environnement. Par la suite naissent le Conservatoire du patrimoine naturel de la Savoie ou encore l'Association savoyarde pour le développement des énergies renouvelables (ASDER), et sont aussi mis en place divers plans départementaux, comme le plan bois-énergie ou le plan solaire. Le premier prévoit des aides financières lors de rénovations énergétiques effectuées sur les bâtiments (isolation, géothermie…), le second a notamment conduit à l'installation de l'Institut national de l'énergie solaire (INES) sur le site de Savoie Technolac au Bourget-du-Lac.
En matière d'énergie solaire, le conseil départemental décrit en 2007 la Savoie comme le « 1er département français pour le solaire thermique » à raison d'une surface cumulée de 16 000 m2 de capteurs en 2005 et une puissance de 1 200 watt-crètes pour 1 000 habitants en 2007, contre 226 Wc/1 000 en France. La ville de Chambéry arrive aussi 1re de sa catégorie pour le solaire thermique et photovoltaïque avec la création en 2005 d'une centrale solaire de 1 000 m2 de capteurs sur les Monts. Le classement de la ligue ENR (championnat des énergies renouvelables) pour 2011 lui fait conserver sa première place tandis qu'Aix-les-Bains est 10e. La Motte-Servolex est elle aussi 1re dans sa catégorie de moins de 20 000 habitants, de même qu'Albiez-le-Jeune, 1re dans la catégorie de moins de 5 000 habitants. La commune de Montmélian a quant à elle été pionnière puisque ayant installé ses premiers capteurs solaires en 1982.

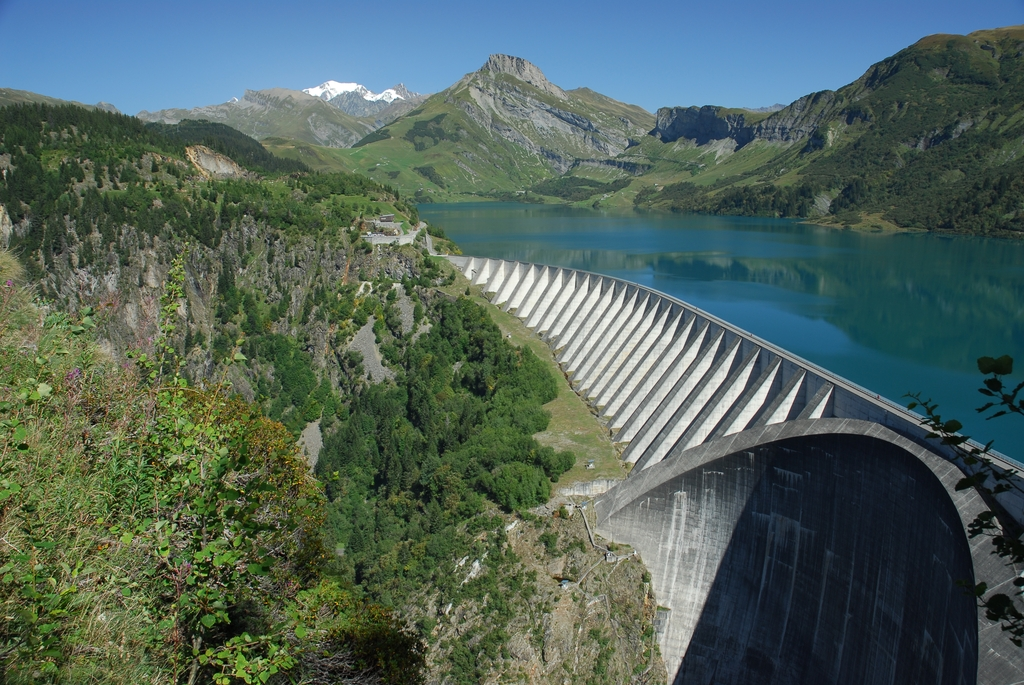
Le barrage de Roselend.

En 2012, le département de la Savoie compte environ 45 500 m2 de panneaux solaires photovoltaïques, en comptant les installations des particuliers et des entreprises, et 11,8 mégawatt-crêtes de puissance solaire photovoltaïque couplée au réseau, et le solaire thermique représente plus de 4 100 installations, et 2 879 en photovoltaïque. Fin 2012, le ratio moyen est en Savoie de 10,8 m2 de capteurs solaires pour 100 habitants, tandis que celui-ci s'élevait fin 2011 à 3,6 m2 de capteurs pour 100 habitants en France et de 7,8 m2 pour 100 habitants en Europe.

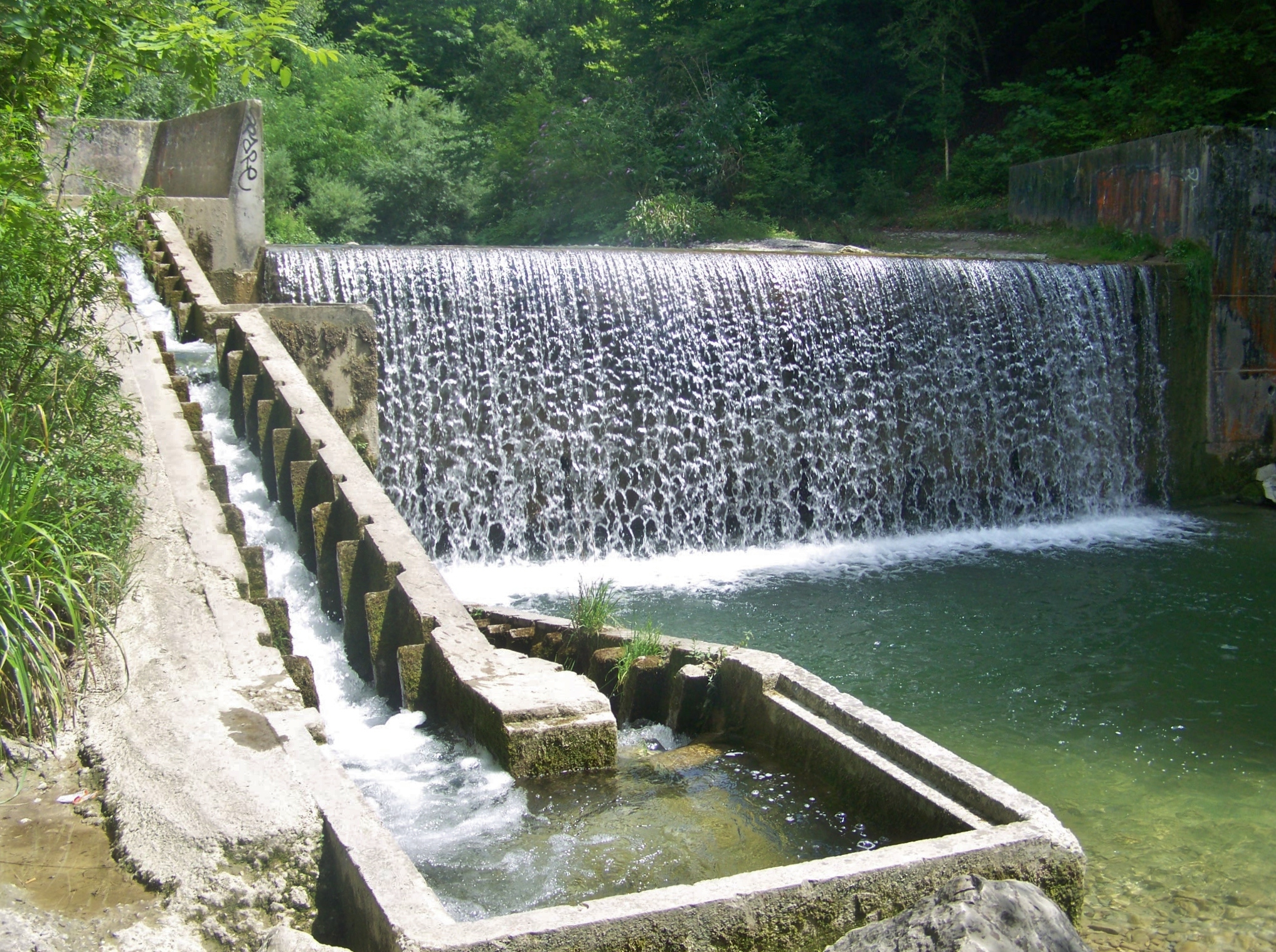
Un corridor biologique : l'échelle à poissons sur la Leysse à St-Jean-d'Arvey.

Du côté de l'énergie éolienne, le département ne possède en 2010 aucun parc éolien en raison des faibles vents présents dans les Alpes. Pour l'énergie hydro-électrique, le département possède notamment 8 « grands barrages », parmi lesquels le barrage du Chevril en Tarentaise et le barrage de Roselend dans le Beaufortain, les deux premiers barrages de France considérées leur hauteur et la quantité d'eau retenue. À côté des barrages, l'exploitant EDF possède également en Savoie une trentaine de centrales hydroélectriques.
Pour le traitement des déchets, le département recense 53 déchèteries et le tri sélectif est bien implanté. Le conseil départemental établit à 253 kg les ordures ménagères par habitant et par an (visiteurs inclus), dont 50 % sont collectés puis valorisés. Pour les déchets non ménagers, ce taux est de 41 %. En outre, toutes les unités d'incinération de la Savoie respectent les normes européennes en vigueur. Enfin, le taux de valorisation de matière organique provenant des déchets ménagers et assimilés était situé entre 35 et 45 % en Savoie en 2007, pour une moyenne de 33,5 % au niveau national.
Le département a également mis en place 7 chartes architecturales et paysagères pour promouvoir une architecture de qualité et la préservation des paysages. En parallèle, ont été définis des espaces naturels sensibles où les actions de protection et de revalorisation ont permis l'ouverture au public de 27 « Grands sites départementaux ». Dans le prolongement du Grenelle de l'environnement, les acteurs locaux mettent place des corridors biologiques afin de préserver les espaces de déplacement et de reproduction de nombreuses espèces sur le territoire.

## Économie

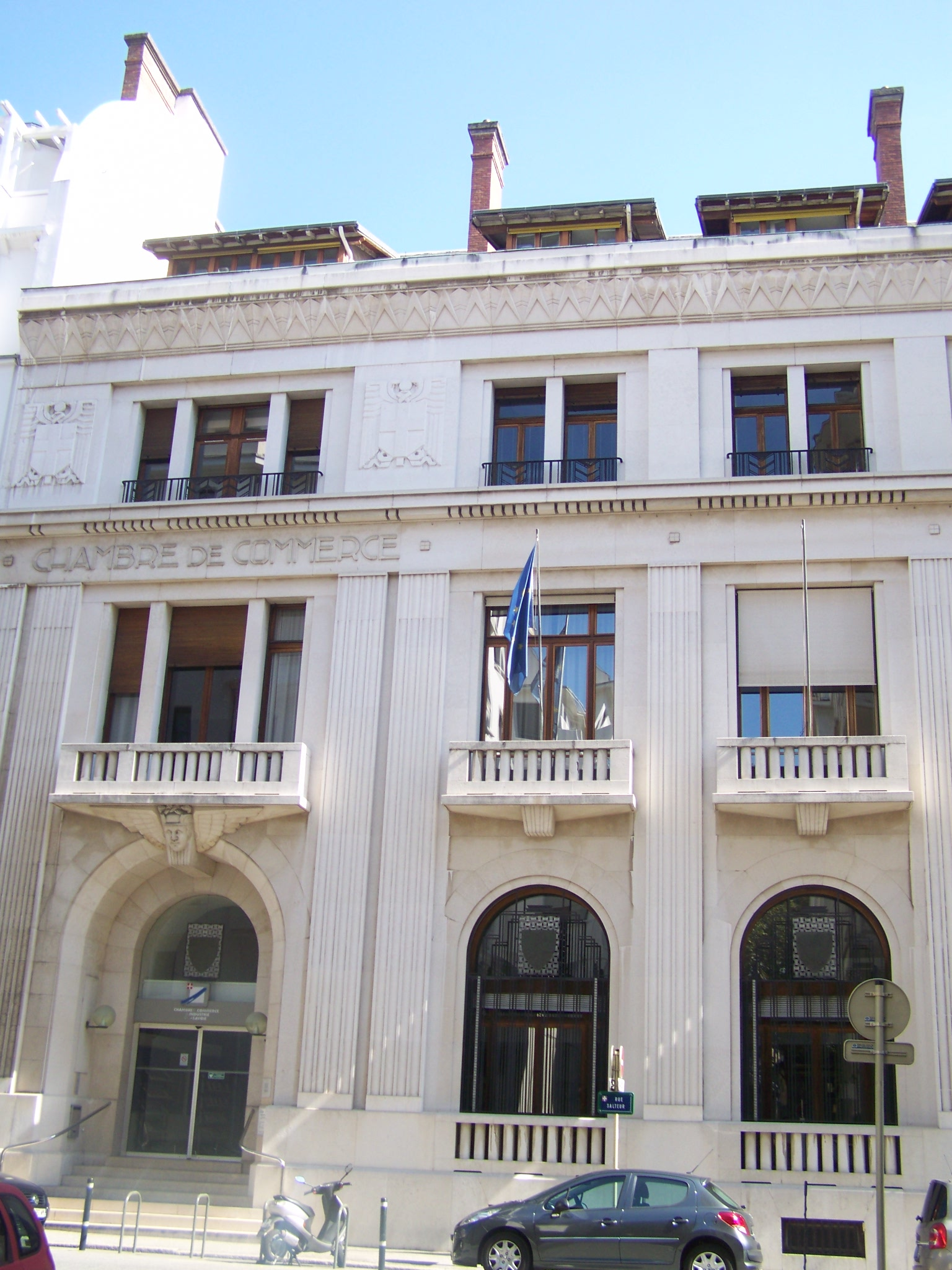
La Chambre de commerce et d'industrie de la Savoie à Chambéry.

Selon le rapport de la Chambre de commerce et d'industrie de la Savoie (CCI) pour 2011-2012, le département de la Savoie comptait sur cette période près de 40 000 établissements, dont 55,5 % inscrits au Registre du commerce et des sociétés (RCS). Le département s'appuie en particulier sur le secteur tertiaire, l'industrie du sport, des loisirs et de la montagne, et sur l'activité touristique.
La CCI mentionne également que la Savoie possède un taux de couverture exportations/importations élevé depuis plusieurs années. Aujourd'hui de 189 % avec plus de 2 millions d'euros d'exportations contre 1 million d'importations, ce dernier était même de 214 % en 2005. À l'époque, la majorité des exportations provenaient de l'acier, de l'aluminium et des composants électroniques et électriques. En 2011-2012 demeurent en tête des exportations les équipements mécaniques et les matériels électriques, électroniques et informatiques, suivis par les produits métallurgiques et métalliques, puis par les produits chimiques, parfums et cosmétiques, les matériels de transport et les produits de caoutchouc, de plastique et de minéraux divers. Enfin, les deux principaux pays commerçant le plus avec la Savoie, à la fois comme fournisseurs et clients, sont l'Allemagne et l'Italie.
Les derniers chiffres disponibles fournis par l'Insee pour ce qui est du produit intérieur brut (PIB) pour la Savoie remontent à 2005. D'après ces chiffres, on apprend que le PIB de la Savoie s'est élevé à 11,837 milliards d'euros, soit 7,16 % de l'ancienne région Rhône-Alpes, la plaçant au 4e rang des 8 départements qui la composent. Son PIB par emploi la place également à ce 4e rang avec 66 584 euros par emploi, juste derrière la Haute-Savoie (67 811 euros), mais son PIB par habitant la hisse néanmoins à la 2e place, avec 29 532 euros par habitant pour l'année.

### Revenus de la population et fiscalité

#### Les revenus
En 2009, l'Insee recensait en Savoie 238 874 foyers fiscaux, dont 58,3 % ont été imposables. Le revenu net total déclaré par tous les foyers fiscaux s'élevait pour cette année à 5 675 842 euros (partagé à hauteur de 81,7 % (4.6 millions d'euros) par les foyers imposables et 18,3 % par les non imposables). En outre le revenu net déclaré moyen s'élevait pour sa part à 23 761 € par foyer fiscal (33 343 € pour les foyers fiscaux imposables et 10 384 € pour les non imposables) et l'impôt moyen à 1 153 €. La même année en France, la part de foyers imposables était de 53,6 %, soit un taux sensiblement inférieur au taux constaté en Savoie, et le revenu moyen de 23 230 €, soit globalement semblable à celui du département.

#### Fiscalité

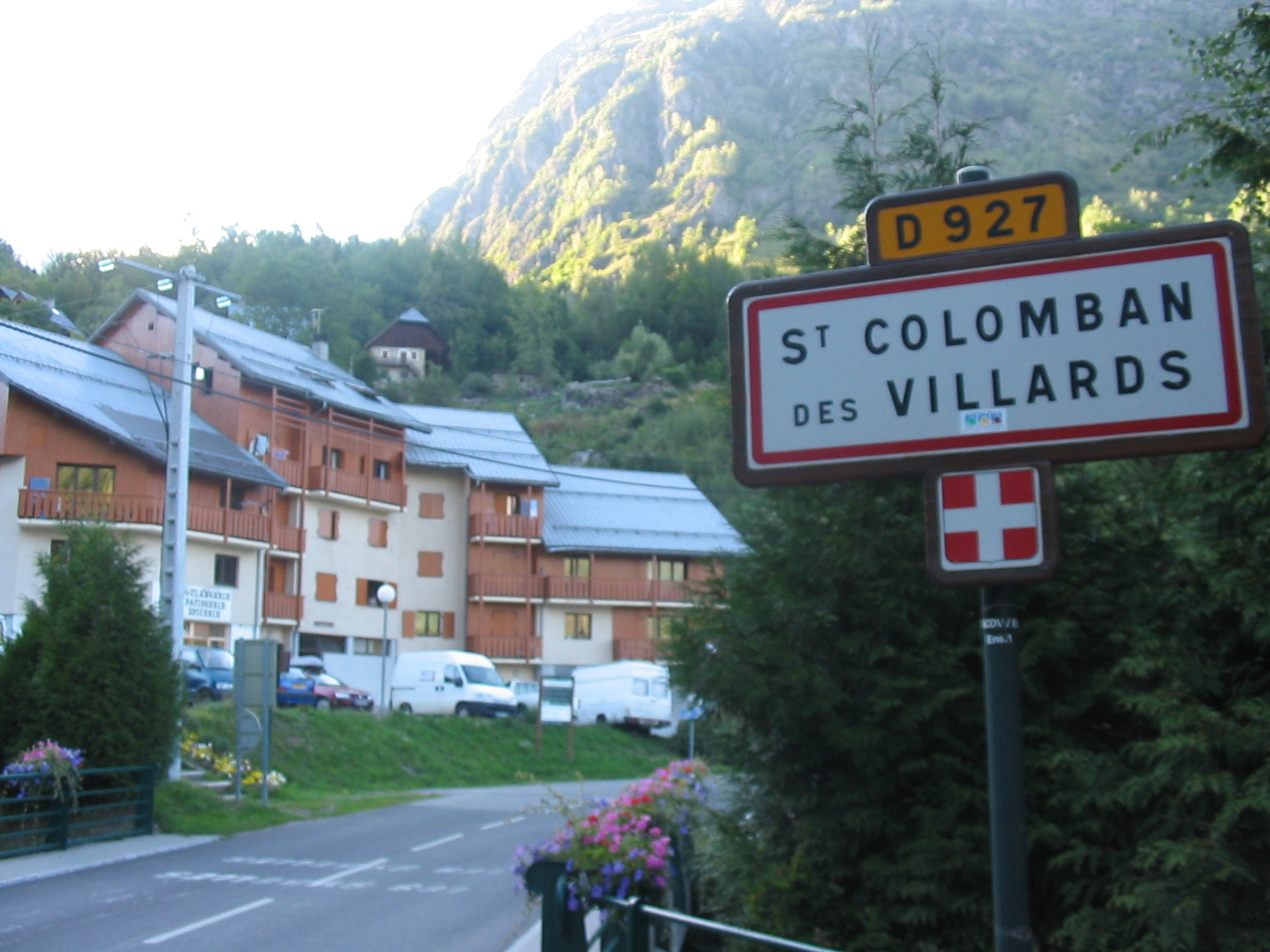
Saint-Colomban-des-Villards, en Maurienne, a la plus forte taxe foncière bâtie et la plus faible taxe d'habitation en Savoie.

La fiscalité du département de la Savoie est souvent comptée parmi les plus faibles en France : en 2010, le Conseil général de la Savoie avait ainsi défini le taux de la taxe d'habitation à 4,92 %, faisant prendre à la Savoie la 2e position après Paris (2,58 %), et le taux de la taxe foncière sur les propriétés bâties à 7,46 %, soit la 9e position. Malgré tout, la taxe foncière sur les propriétés non bâties avait un taux de 29,37 %, classant la Savoie au 58e rang des départements, et du côté de la taxe professionnelle (aujourd'hui disparue et remplacée par la contribution économique territoriale), le taux retenu en 2009 était de 9,09 %, situant alors la Savoie au 47e rang.
Au niveau du département, la fiscalité directe a été estimée par le conseil général pour le budget primitif 2013 à 139,76 millions d'euros et la fiscalité indirecte à 170,02 millions d'euros, dont 65 millions issus des droits de mutation du fait de l'importance des transactions immobilières. Sur un budget total de 522,78 millions d'euros, la fiscalité en représente donc 59,26 %.

### Emploi
En matière d'emploi, l'Insee comptait en 2009 en Savoie la présence de 184 362 actifs occupés, dont 157 575 salariés, soit 85,5 % du total. La Chambre de commerce et d'industrie de la Savoie relevait pour sa part pour cette année 124 967 salariés, alors en augmentation de 3 % par rapport à 2005, soit une hausse deux fois plus rapide que celle alors observée au niveau régional. Cela se constatait aussi pour l'évolution de la population active annuelle, estimée à 1,53 % en moyenne entre 1999 et 2007 selon la Chambre, contre 1,49 % en Rhône-Alpes. Dans tous les cas le temps partiel représentait alors selon l'Insee 19,6 % de ces actifs, et 46,5 % des actifs étaient des femmes.
Toujours en 2009, les effectifs salariés en Savoie concernent en premier lieu les services aux particuliers à près de 41 % du total. Ils sont suivis par le secteur du commerce à 19,3 %, de l'industrie et des services aux entreprises à environ 15 % chacun, et enfin du bâtiment et travaux publics (BTP) à 9,8 %. Du côté des non-salariés, ceux-ci en étaient en majorité des employeurs à 50,8 %, et des indépendants à 48 %. La CCI de la Savoie recensait à cet égard 68 % d'établissements sans salariés en Savoie en 2009, contre 63 % en Rhône-Alpes, expliquant cet écart par l'importance des professions indépendantes liées à l'activité touristique, comme les moniteurs de ski par exemple. Cette explication semble d'autant plus plausible que près des deux tiers de ces établissements se situaient en 2010 dans le secteur des services aux particuliers, dont le secteur touristique fait partie.
En ce qui concerne le chômage, son taux établi par l'Insee en 2009 était de 5,7 % de la population active, contre 6,6 % en 1999. Ce taux, alors moins important que le taux de chômage de 8,1 % observé au niveau national, a néanmoins été marqué par la crise économique de 2009, puisque le taux de chômage pour le 4e trimestre de 2012 a été évalué par l'Insee à 8 %. Un taux qui demeure malgré tout moins important qu'en France métropolitaine où celui-ci était alors estimé à 10,2 % pour ce même trimestre.

### Entreprises du département

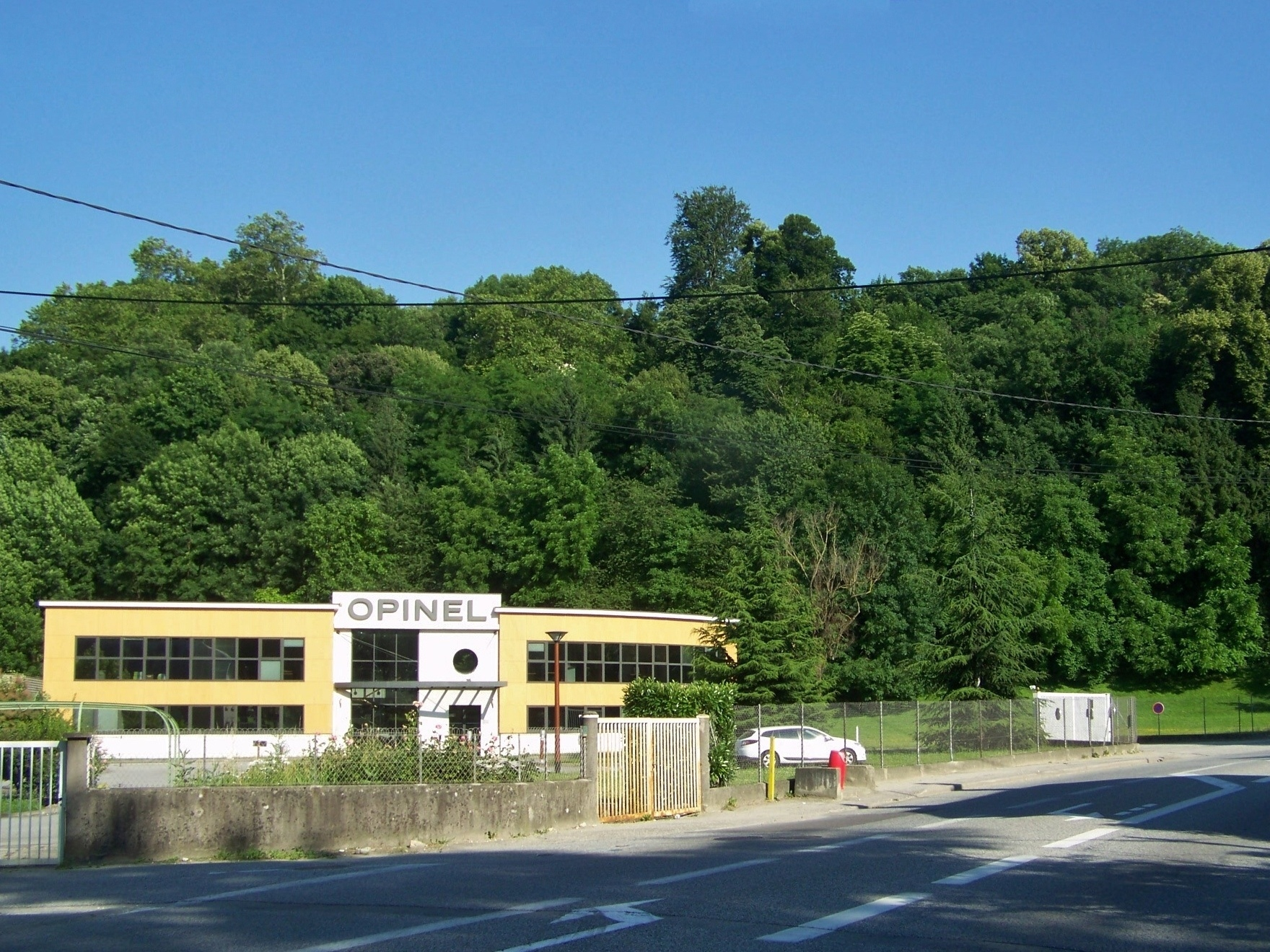
Siège et usine d'Opinel au pied de la colline de Montjay à Chambéry.

Au 1er janvier 2011, l'Insee recensait en Savoie 32 984 entreprises, majoritairement anciennes avec 40 % d'entreprises de 10 ans ou plus et 16 % de 6 à 9 ans. À l'inverse, les entreprises de moins d'un an ne concernaient que 12 % d'entre elles à cette période. Les entreprises en Savoie étaient alors les plus nombreuses dans le secteur du commerce, des transports et des services divers : 18 713 entreprises soit 56,7 % du total.
Toujours en 2011, avec 5 216 nouvelles entreprises, le taux de création moyen s'élevait donc à 13 %, en baisse par rapport à 2010, le plus fort étant de 15,4 % dans le secteur de la construction. En 2009, la Savoie comptait par ailleurs 49 913 établissements actifs, 68 % d'entre eux n'employant aucun salarié, 26 % employant de 1 à 9 salariés, 3 % de 10 à 19 salariés, 2 % de 20 à 49 salariés et 1,2 % employant 50 salariés ou plus (537 établissements). Considérés les seuls établissements industriels, hors BTP et secteur public (EPIC comme EDF ou SNCF inclus), le département compte 15 établissements de plus de 200 salariés et 3 de plus de 500 salariés.
La Savoie compte par ailleurs plusieurs grands parcs d'activités que sont Savoie Technolac (unique technopôle du département) et les sites d'accueil de Val Guiers dans l'Avant-pays savoyard, Alpespace entre Montmélian et Pontcharra (Isère), Arc-Isère au commencement de la vallée de la Maurienne, et Albertville-Ugine-Tarentaise entre Albertville et Ugine. La vallée de la Maurienne comporte 9 zones d'activités économiques (ZAE) et 3 zones d'activités complémentaires (ZAC), et la vallée de la Tarentaise compte un total de 10 parcs d'activités.

### Agriculture

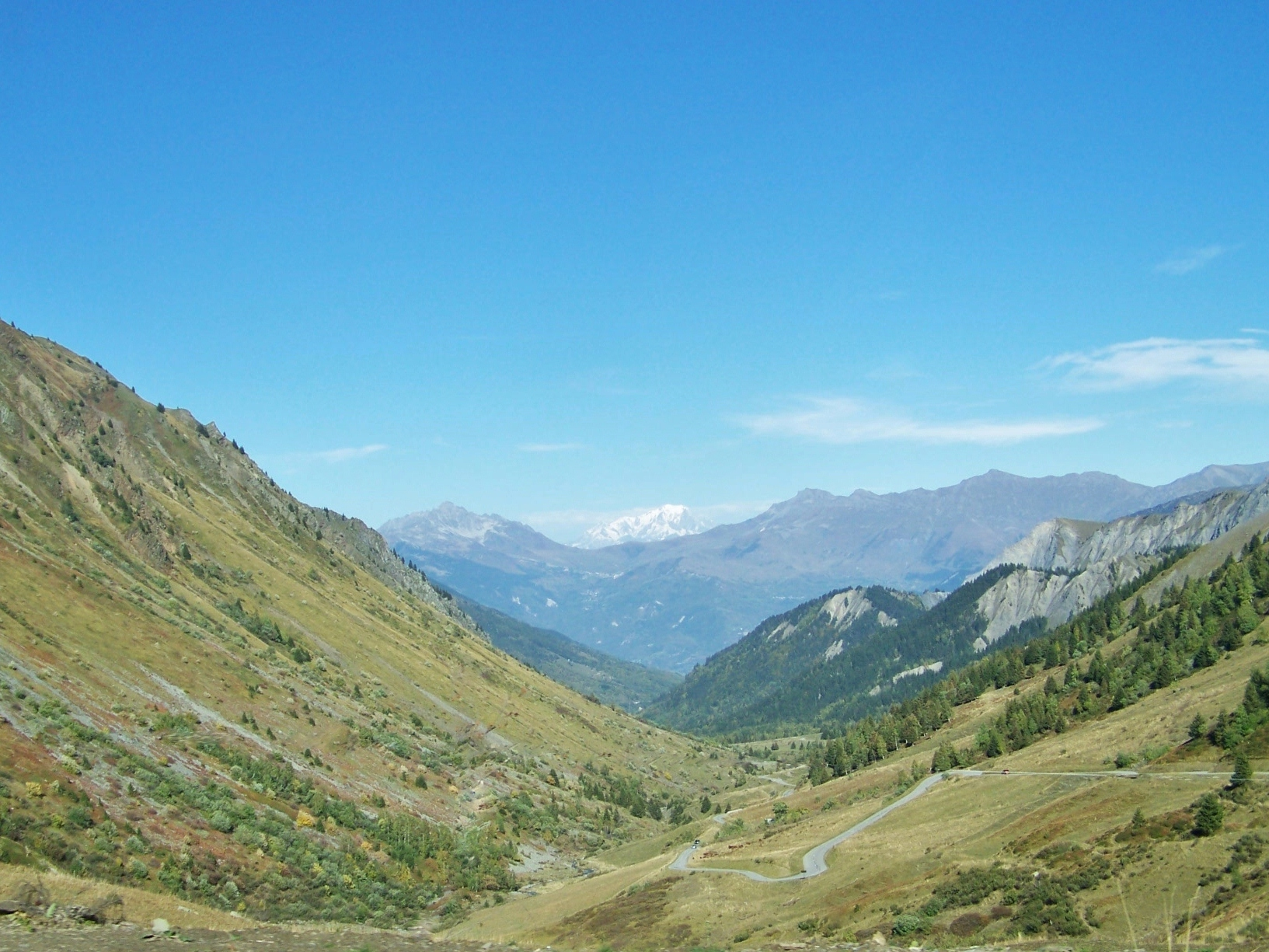
86 % des terres agricoles en Savoie sont des surfaces en herbe. En montagne, ce sont les alpages, comme ici l'alpage de Sous le Col, sous le col du Glandon (Saint-Colomban-des-Villards).

L'agriculture en Savoie ne représente en moyenne selon la Fédération départementale des syndicats d'exploitants agricole (FDSEA) de la Savoie que 1 % du PIB annuel. Proches de ce pourcentage, les comptes de l'agriculture en Rhône-Alpes établis par la Direction régionale de l'Alimentation, de l'Agriculture et de la Forêt (DRAAF) de Rhône-Alpes pour 2009 donnaient en effet une production agricole en Savoie de 197 millions d'euros, quand l'Insee établissait en 2005 un PIB de près de 12 milliards d'euros. Selon ces mêmes comptes de la DRAAF Rhône-Alpes pour 2009, cette production concernait pour moitié la production végétale (99 M€), pour 41 % la production animale — dont lait et produits laitiers — (80 M€) et pour 8 % la production de services (16 M€). À noter également que cette production agricole de 197 millions d'euros est la plus faible de la région selon ces comptes.
Cette « faiblesse » de l'agriculture s'explique notamment par le peu d'espaces agricoles : 192 000 hectares soit 31 % du territoire savoyard utilisé pour l'agriculture, c'est-à-dire 20 points de moins par rapport à la moyenne nationale (51 %) selon l'Observatoire des territoires de la Savoie. Pour autant, cette surface est demeurée sensiblement la même depuis 1988, bien que le nombre d'établissements ait diminué (près de 3 exploitations sur 10 disparues entre 2000 et 2010, pour un taux annuel estimé à 4 %). Les nouveaux agriculteurs possèdent donc aujourd'hui des exploitations plus grandes (en moyenne de plus de 55 % depuis 2000, passant à 42 ha par exploitation) et plus spécialisées que celles de leurs aînés (2 750 exploitations en 2010).
L'Observatoire mettant également en avant le fait que la Savoie soit avant tout un territoire de montagne, les surfaces en herbe représentent ainsi 86 % des surfaces agricoles.
Enfin, l'Observatoire constate que « l'agriculture savoyarde est très largement tournée vers la qualité ». Il appuie cette affirmation par la production sous signe officiel de qualité de près d'une exploitation sur deux (principalement Appellation d'origine contrôlée, puis Indication géographique protégée), et 80 exploitations savoyardes sont tournées vers l'agriculture biologique.

#### Productions végétales

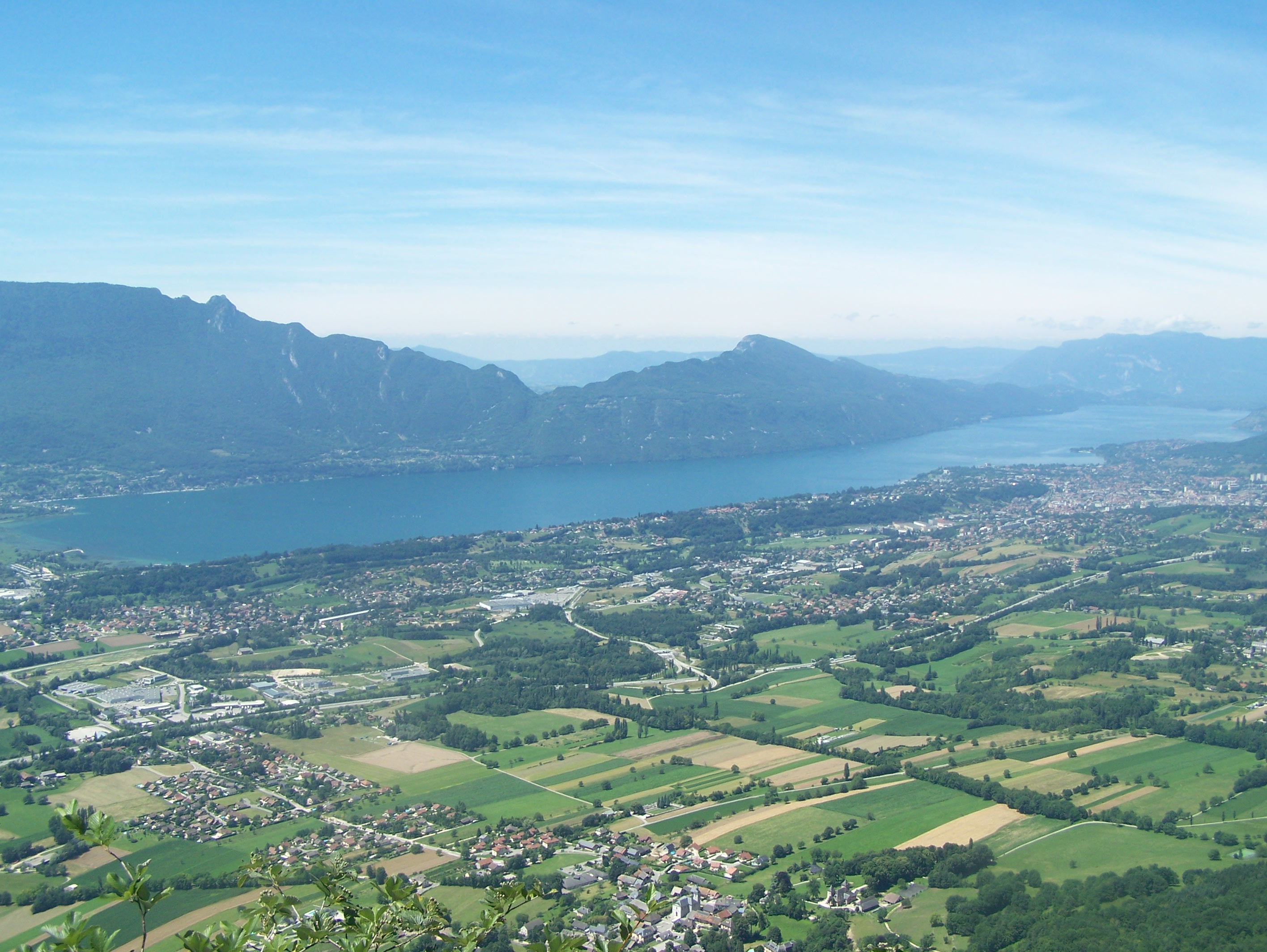
Champs agricoles au sud-est du lac du Bourget (Méry et Drumettaz-Clarafond).

La production végétale en Savoie a représenté la moitié de la production totale en valeur en 2009, c'est-à-dire 99 sur 197 millions d'euros, en augmentation de 9 % par rapport à 2010, en raison de l'augmentation de 37 % de la valeur des céréales, parmi lesquels le maïs qui en a représenté en valeur les trois quarts. La production de fruits représentait pour sa part en 2009 et 2010 respectivement 9 % et 8 % de la production végétale. Pour la production viticole, cette part était de 26 % en 2010 (29 % en 2009 pour les vins d'appellation).

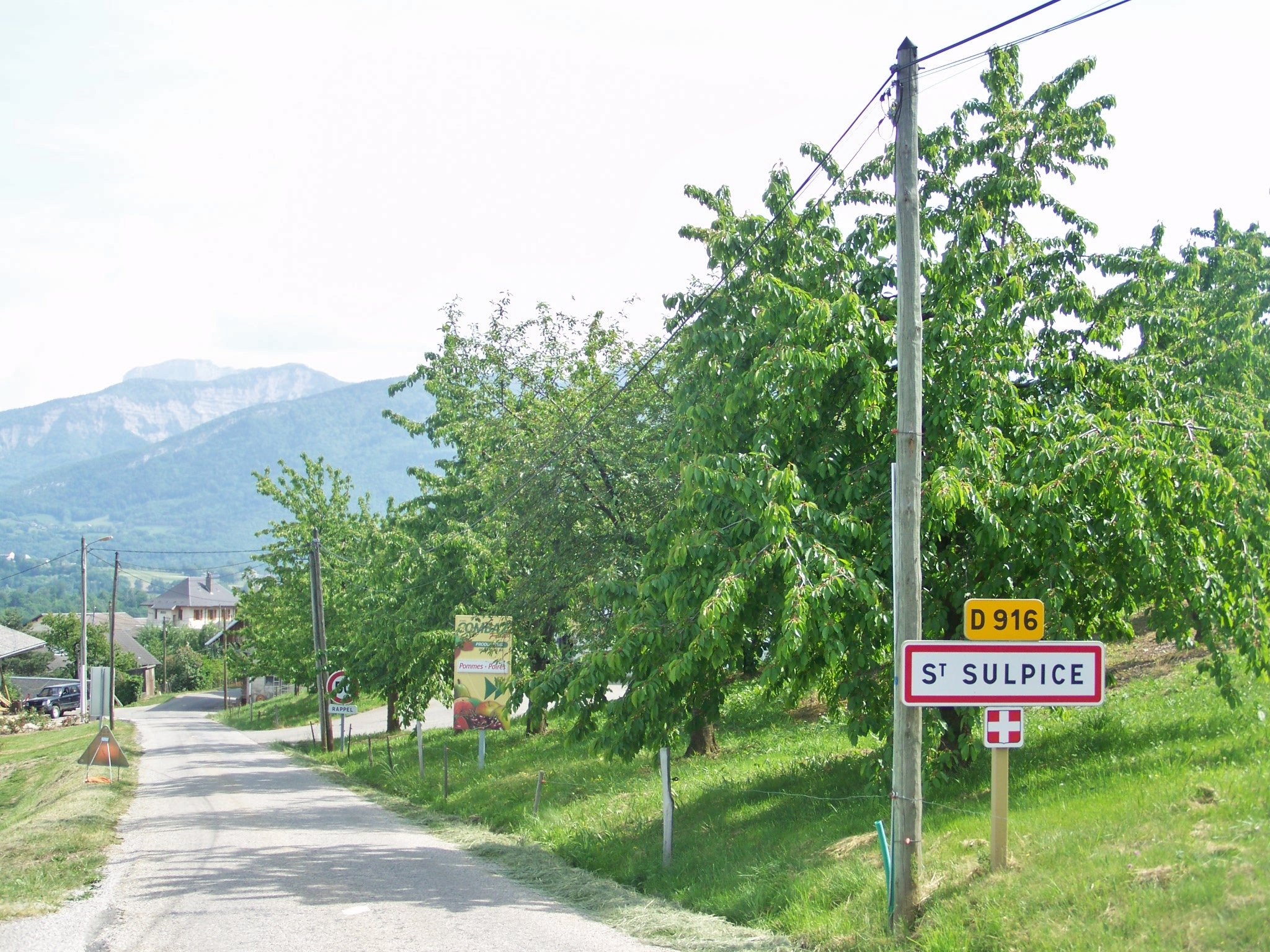
Saint-Sulpice, commune possédant de nombreux arbres fruitiers.

En matière de production de céréales, c'est le maïs qui représente la plus grande part de la production, puisque selon la Chambre d'agriculture de Rhône-Alpes, 74 % des surfaces céréalières sont utilisées pour la production de maïs, un chiffre similaire à celui de l'Insee, qui établissait cette part à 75,6 % en 2012. Toujours selon l'Insee, le maïs était alors suivi par le blé tendre à hauteur de 11,5 %, puis à de beaucoup plus faibles parts par l'orge et l'escourgeon (4,6 %). Du côté des oléagineux (527 ha), le colza en représentait 6 %, les protéagineux étaient représentés en totalité par les pois protéagineux (13 ha), et les pommes de terre disposaient de 126 ha de production. Enfin, toujours en 2010, les fourrages annuels représentaient pour leur part 53 hectares, et les surfaces toujours en herbe disponibles couvraient 114 461 ha (soit la 3e plus grande superficie de la région Rhône-Alpes). Au total, les 6 715 ha de céréales ont produit 510 730 quintaux de céréales en 2010, soit un rendement moyen de 76 quintaux par hectare.
Pour la production fruitière, les surfaces utilisées représentaient 396 ha en 2008, sans compter les 2 012 ha de vignes.
La Savoie produit également alcools et eaux-de-vie à base de divers fruits et plantes tels que le génépi, la gentiane bleue ou jaune ou l'absinthe.

##### Production viticole

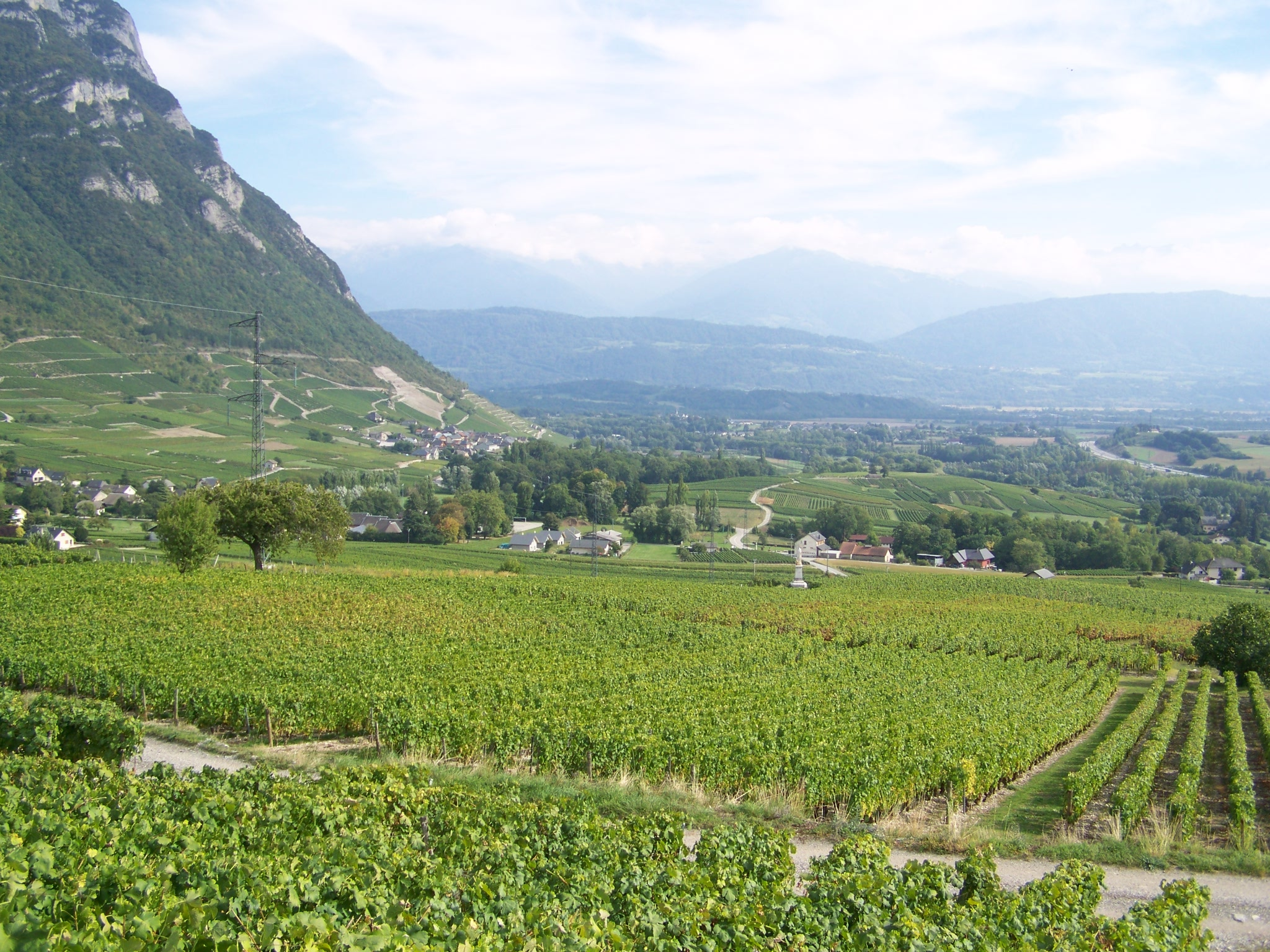
Le vignoble de Chignin, dans la cluse de Chambéry, au pied du massif des Bauges.

Outre la production de raisin, les vignes sont également et principalement utilisées en Savoie pour la production viticole, c'est-à-dire du vin. Le vignoble de Savoie, région viticole française, s'étend sur quelque 2 200 hectares en Savoie, Haute-Savoie, Ain et Isère, dont la majorité (1 550 hectares) est située en Savoie. Il produit aujourd'hui principalement l'appellation d'origine contrôlée (AOC) intitulée « vin de Savoie », déclinée en 16 dénominations géographiques, dont 11 en Savoie.

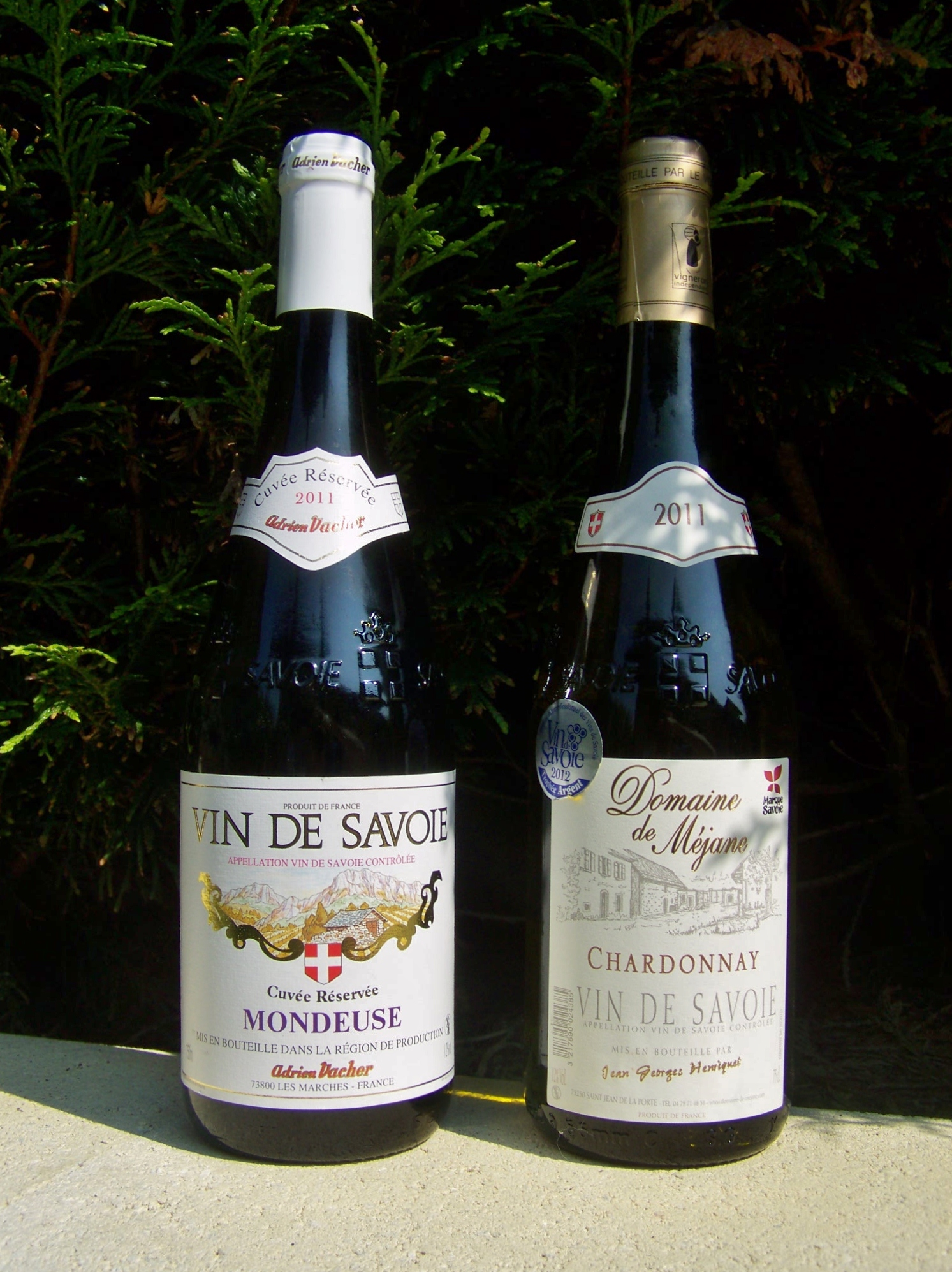
Bouteilles de Mondeuse et de Chardonnay produites aux Marches et à Saint-Jean-de-la-Porte.

La culture de la vigne et du vin en Savoie remonte à l'Antiquité où des auteurs comme Pline l'Ancien ou Columelle la mentionnent dès le Ier siècle av. J.-C.. Elle se poursuit au fil des siècles, à des cadences plus ou moins importantes mais quasiment sans interruption jusqu'à nos jours. Aujourd'hui la vigne possède une place prépondérante dans l'économie agricole savoyarde, avec une part estimée en valeur pour 2010 à près de 30 % de la production végétale et 15 % de la production agricole totale, soit 29,2 millions d'euros, et ce rien que pour les vins d'appellation.
La Savoie produit des vins rouges, blancs ou rosés, couverts par deux principales AOC : « Vin de Savoie » et « Roussette de Savoie ». La première se décline en 11 dénominations géographiques, parmi lesquelles Abymes (blancs), Apremont (blancs), Chignin (blancs et rouges), Chignin-bergeron (blancs). La seconde n'en possède pour sa part que 3, Marestel, Monterminod et Monthoux, produite uniquement sur 24 ha et ne concernant que des vins blancs. Les vignobles sont notamment présents dans la combe de Savoie, la cluse de Chambéry (Chambéry dont les vignobles de Saint-Alban-Leysse et de Saint-Baldoph sont les plus proches, à 5 ou 6 km) et sur les rives nord (Chautagne) et ouest (Jongieux) du lac du Bourget.
Le département de la Savoie produit surtout du vin blanc, où il est présent dans la majorité des déclinaisons géographiques AOC (10 AOC blancs, 2 rouges et 3 blancs et rouges). La production en 2006 s'est élevée pour les AOC Roussette de Savoie et Vin de Savoie à 128 899 hectolitres, soit 6,4 % de la production AOC régionale (un peu plus de 2 millions d'hL).
Hormis le vin, les produits de la vigne servent à la production d'autres alcools, parmi lesquels le marc de Savoie ou encore le Vermouth rouge de Chambéry.
Enfin, le département de la Savoie est le deuxième pépiniériste viticole français, avec 20 millions de pieds de vignes commercialisés chaque année. Cette production se fait essentiellement dans la combe de Savoie (Fréterive, Aiton, Saint-Pierre-d'Albigny) et les matériels viticoles sont fournis pour moitié en Champagne, puis dans le Bordelais (15 %).

#### Productions animales

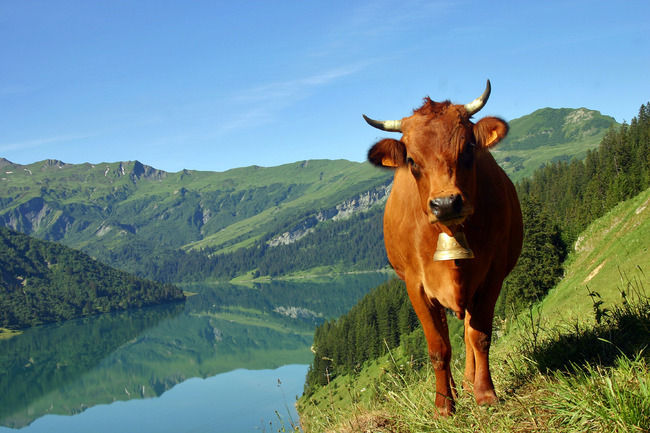
Vache Tarine devant le lac de Roselend.

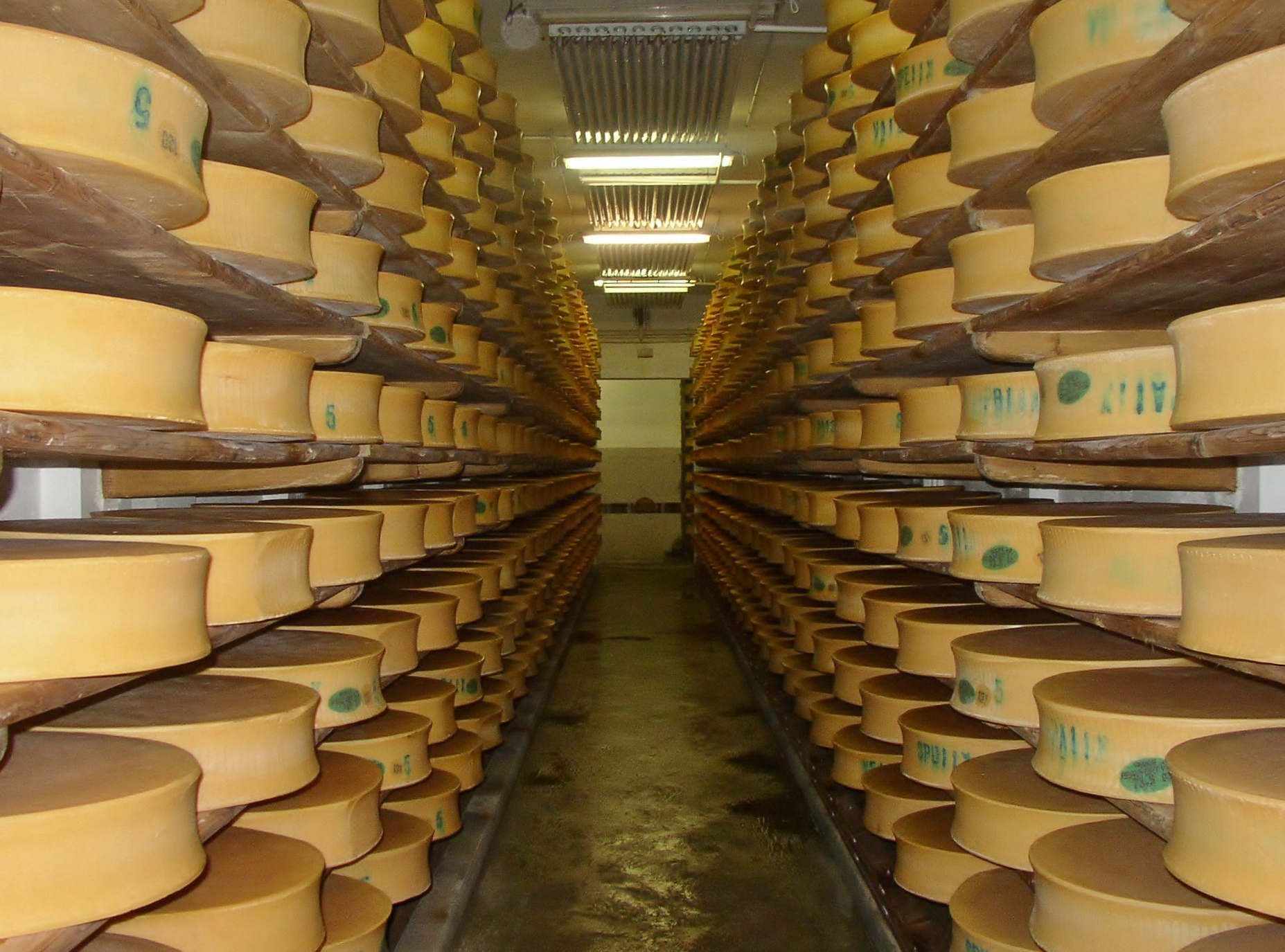
Cave de Beaufort à Beaufort.

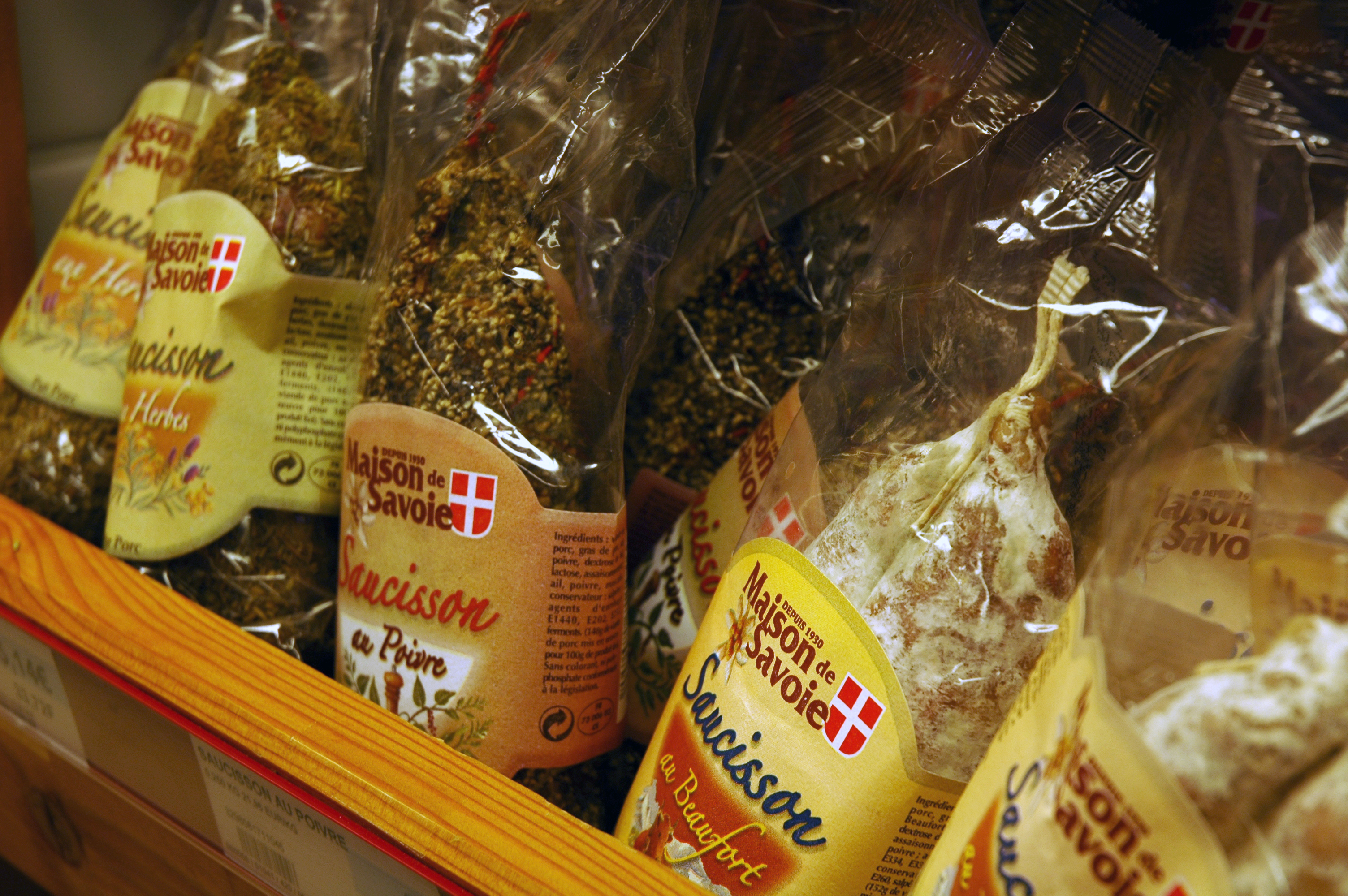
Saucisson de Savoie à base de porc en vente à Méribel-Mottaret.

En 2009, la production animale hors subventions était évaluée à 80 millions d'euros, représentée en priorité par le lait et les produits laitiers (54 millions d'euros, soit 61 %). Le bétail représentait alors un peu moins de 24 % de cette production, et les produits avicoles (tels que les œufs) 5 %. L'année suivante, les comptes provisoires de l'agriculture faisaient état d'une production animale de 92,3 millions d'euros, soit une légère augmentation. Parmi cette production, le lait de vache en représentait là encore la majorité, avec 64 millions d'euros (69 %).
Cette prépondérance du lait et des produits laitiers est due à l'importance des surfaces en herbes, principalement des alpages, représentant 86 % des terres agricoles de la Savoie. À cet égard, l'agriculture savoyarde est connue pour son élevage bovin et la production locale de nombreux fromages parmi lesquels le beaufort, la tome des Bauges, la tomme de Savoie, le bleu de Termignon, la raclette, l'emmental de Savoie, le gruyère, le colombier ou encore le fromage de marque Abbaye de Tamié. À ces fromages peut également s'ajouter le reblochon, majoritairement produit en Haute-Savoie mais dont une partie de la production est aussi effectuée en Savoie, dans le val d'Arly. Au total, la Savoie compte 4 AOC pour la production de ses fromages, réalisée par quelque 300 producteurs.
Le cheptel bovin de la Savoie en 2011 était constitué selon l'Insee de 69 340 têtes, soit 0,4 % de l'ensemble du territoire national, contre 6 440 porcins, 40 870 ovins et 8 030 caprins. Les principales races bovines présentes dans le département sont la Tarine, l'Abondance et la Montbéliarde. Le panorama de l'agriculture et de l'agro-alimentaire en Rhône-Alpes de 2011 indiquait pour la Savoie une production de 128 millions de litres de lait de vache (113 millions pour le panorama de 2008). La filière laitière caprine est en comparaison moins présente en Savoie puisque la moitié de la production de lait de chèvre en Rhône-Alpes 63 millions de litres) est issue des seuls départements de l'Ardèche et de la Drôme.
Le département de la Savoie compte actuellement 4 abattoirs et un nouvel établissement est en cours de réalisation à Chambéry (fin des travaux prévus fin 2013). La viande produite en Savoie est ensuite beaucoup utilisée en charcuterie, par confection de saucissons (avec des spécialisations locales tels Beaufort ou génépi) ou de diots (saucisses savoyardes) par exemple.
Enfin, le département de la Savoie est un producteur assez important de miel. Toujours selon un rapport de l'Agreste sur l'apiculture en Rhône-Alpes de juin 2012, le département de la Savoie a produit en 2010 quelque 210 tonnes de miel, le situant donc au 4e rang régional, pour une part régionale de plus de 13 % et une part au niveau national de 1,4 %. Le nombre de ruches est demeuré stable sur la décennie 2000-2010, passant de 11 450 à 11 430, tandis que le nombre d'exploitations détenant des ruches a lui été divisé de moitié, de 510 à 250 exploitations (dont 160 exploitations spécialisées et 75 Unités territoriales agricoles (UTA) en 2010).

### Industrie

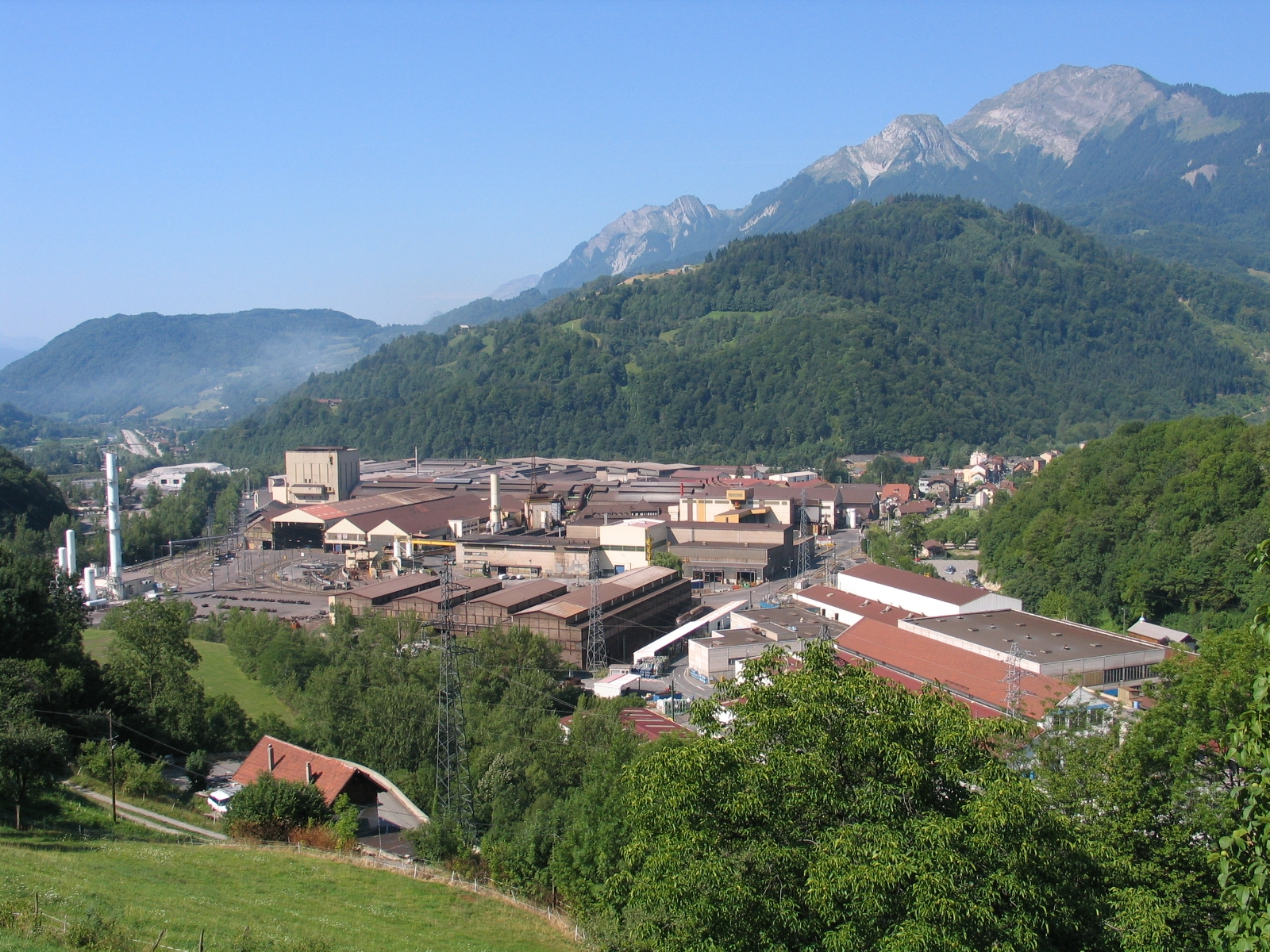
Le domaine d'Ugitech (aciers inoxydables et alliages) à Ugine.

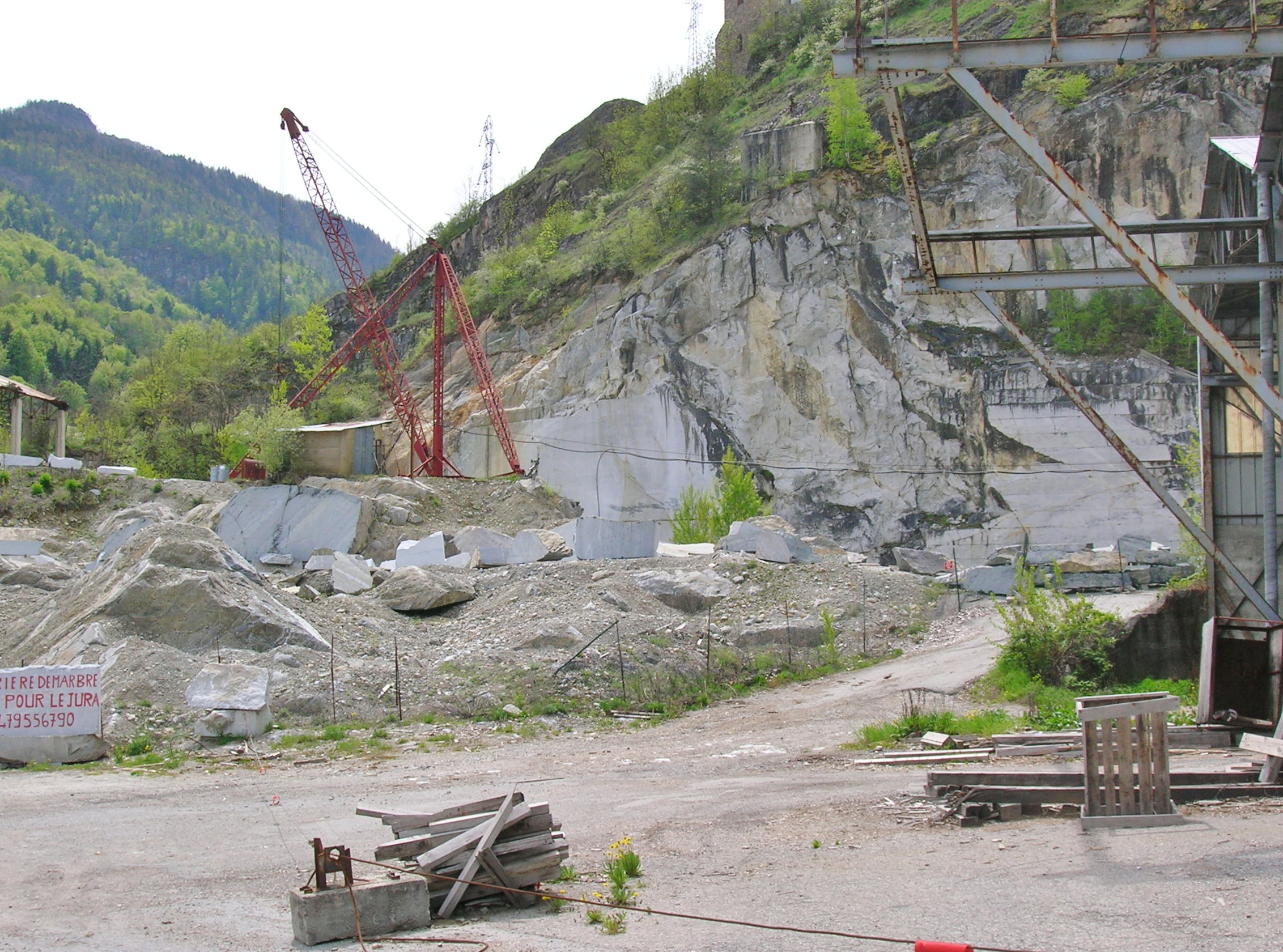
La carrière de marbre de Villette.

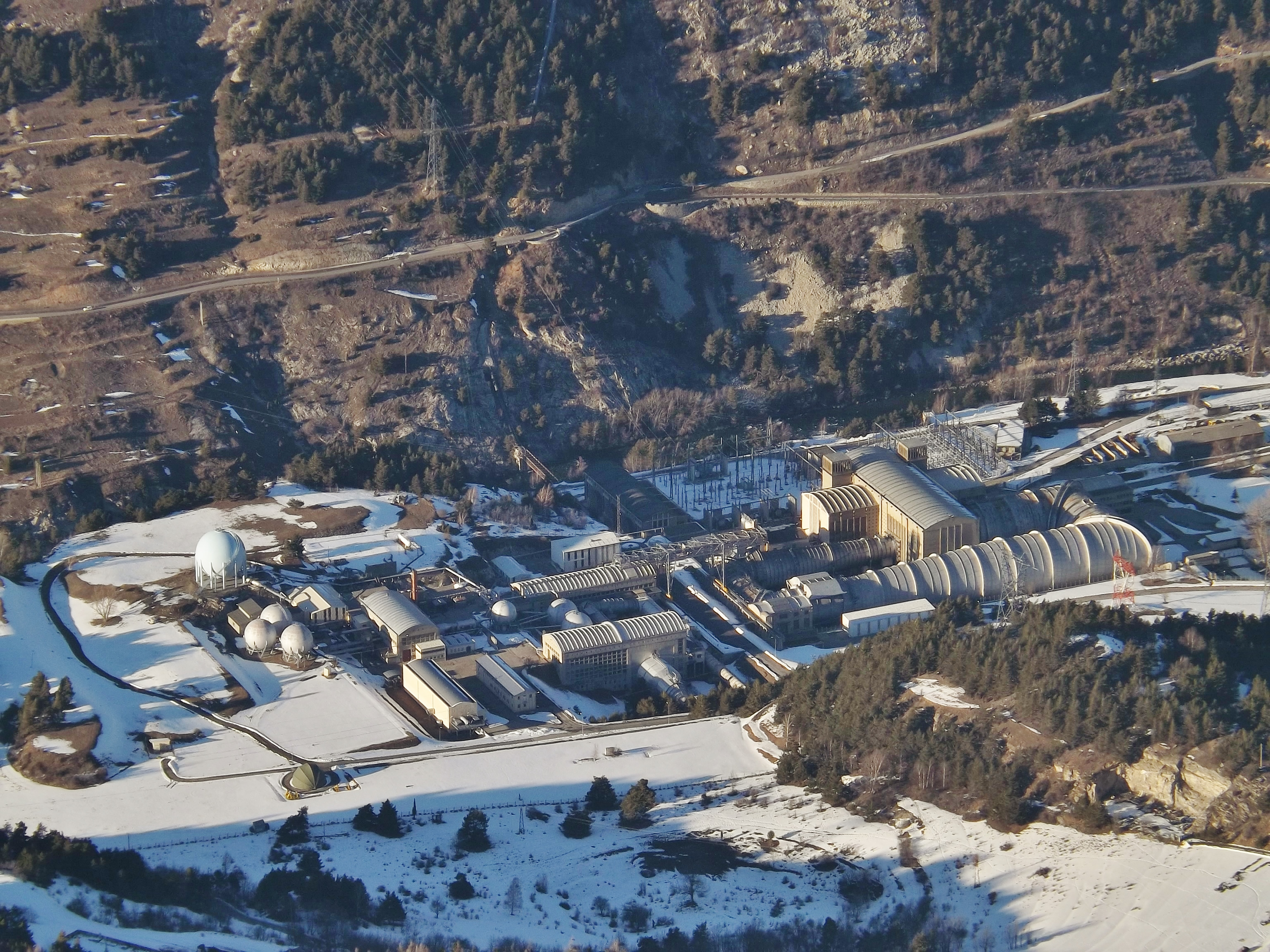
L'Office national d'études et de recherches aérospatiales à Avrieux.

Le secteur de l'industrie était en 2009 en Savoie le 4e employeur avec 18 716 salariés, en légère baisse (-6,2 %) par rapport à 2005 où ses 19 951 salariés la plaçaient à la 3e place devant les services aux entreprises. Il s'agit aussi de l'unique secteur où les effectifs ont diminué sur cette période. D'après les analyses du produit intérieur brut régional effectuées par l'Insee, la part de l'industrie dans le PIB savoyard était de l'ordre de 13 %, concluait que « la Savoie et le Rhône, de par leur structure, (sont) les moins industriels ». Pour autant l'année 2011 a été marquée par la création de 236 établissements industriels, lesquels ne représentant toutefois que 4,5 % des 5 216 nouveaux établissements créés.
L'industrie électrochimique est historiquement très forte grâce à la croissance rapide d'Ugine aciers, qui a produit la moitié de l'acier inox français.
Au 1er janvier 2010, l'Insee et le Répertoire des Entreprises et des Établissements recensaient en Savoie un total de 2 568 établissements industriels, répartis en 1 281 sans salariés (49,9 %), 904 de 1 à 9 salariés (35,2 %), 298 de 10 à 49 salariés (11,6 %) et 85 de 50 salariés et plus (3,3 %). Les établissements de 200 salariés et plus étaient pour leur part au nombre de 18.
D'après les données provisoires d'Unistatis au 31 décembre 2010, les premiers secteurs d'activité industriels quant au nombre d'établissements étaient en Savoie la fabrication alimentaire et de boissons (374 établissements), les autres industries manufacturières telles que la réparation et installation de machines et équipements (214 établissements) et la métallurgie et fabrication de produits métalliques hors machines et équipements (141 établissements). Cette dernière activité arrive néanmoins en tête considéré le nombre d'emplois salariés, hors intérimaires, qu'elle propose (5 440 salariés), suivie par la fabrication alimentaire et de boissons (3 202 salariés) et la fabrication d'équipements électriques (2 456 salariés). Cette activité représente néanmoins la plus forte proportion d'emplois dans le département par rapport au total de l'ancienne région Rhône-Alpes, à savoir 10 % (8,6 % pour la métallurgie).
Les autres secteurs employant plus de 1 000 salariés sont ceux du travail du bois et de l'industrie du papier, de la fabrication de produits en caoutchouc, plastique et autres produits minéraux non métalliques, mais aussi des machines et équipements, et de production d'électricité, de gaz et d'eau et de retraitement des déchets. La Savoie connaît aussi des activités d'extraction (carrières), rendue possible par la présence de nombreuses roches telles que l'ardoise, le quartzite, le schiste, le fer, le cuivre ou le marbre.
L'industrie chimique est également présente au sein du département, comme dans l'usine de Saint-Jean-de-Maurienne qui utilise l'électrolyse dans le cadre de sa production d'aluminium, ou celle de MSSA (Métaux Spéciaux), qui produit du sodium à Saint-Marcel. Des sociétés comme Ugitech à Ugine maîtrisent pour leur part les alliages, en particulier faits d'acier inoxydable. En outre, la Savoie possède également un pied dans le secteur de l'industrie aérospatiale, avec l'Office national d'études et de recherches aérospatiales (ONERA) basé à Avrieux.

### Tourisme
Le tourisme représente aujourd'hui en Savoie un secteur très important, développé régulièrement à partir de la fin du XIXe siècle et plus fortement dans la deuxième moitié du XXe siècle. Le développement du ski en Tarentaise a conduit la Savoie à devenir le premier département de France du fait de son nombre de stations de sports d'hiver et par la richesse touristique produite. À cet égard, le chiffre d'affaires du secteur du tourisme est estimé à environ 50 % du produit intérieur brut annuel du département.
Pour autant, la totalité du tourisme en Savoie ne porte pas que sur la seule activité des sports d'hiver, le tourisme étant également développé autour d'autres activités telles que la randonnée, le cyclotourisme, le thermalisme ou les sports nautiques et aériens, auxquels s'ajoute par ailleurs le tourisme gastronomique ou lié au patrimoine culturel.

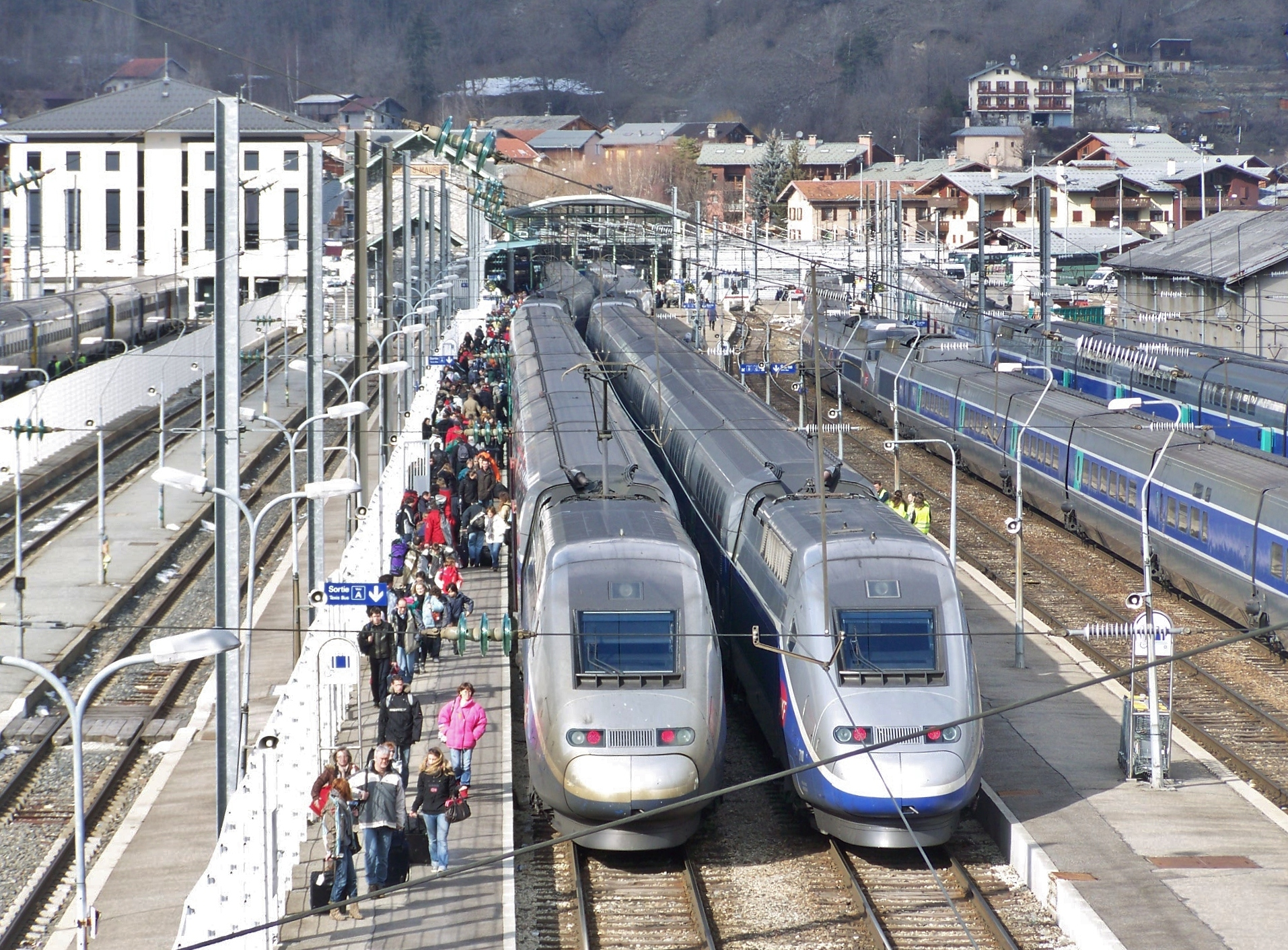
Des milliers de voyageurs transitent chaque hiver par Bourg-Saint-Maurice.

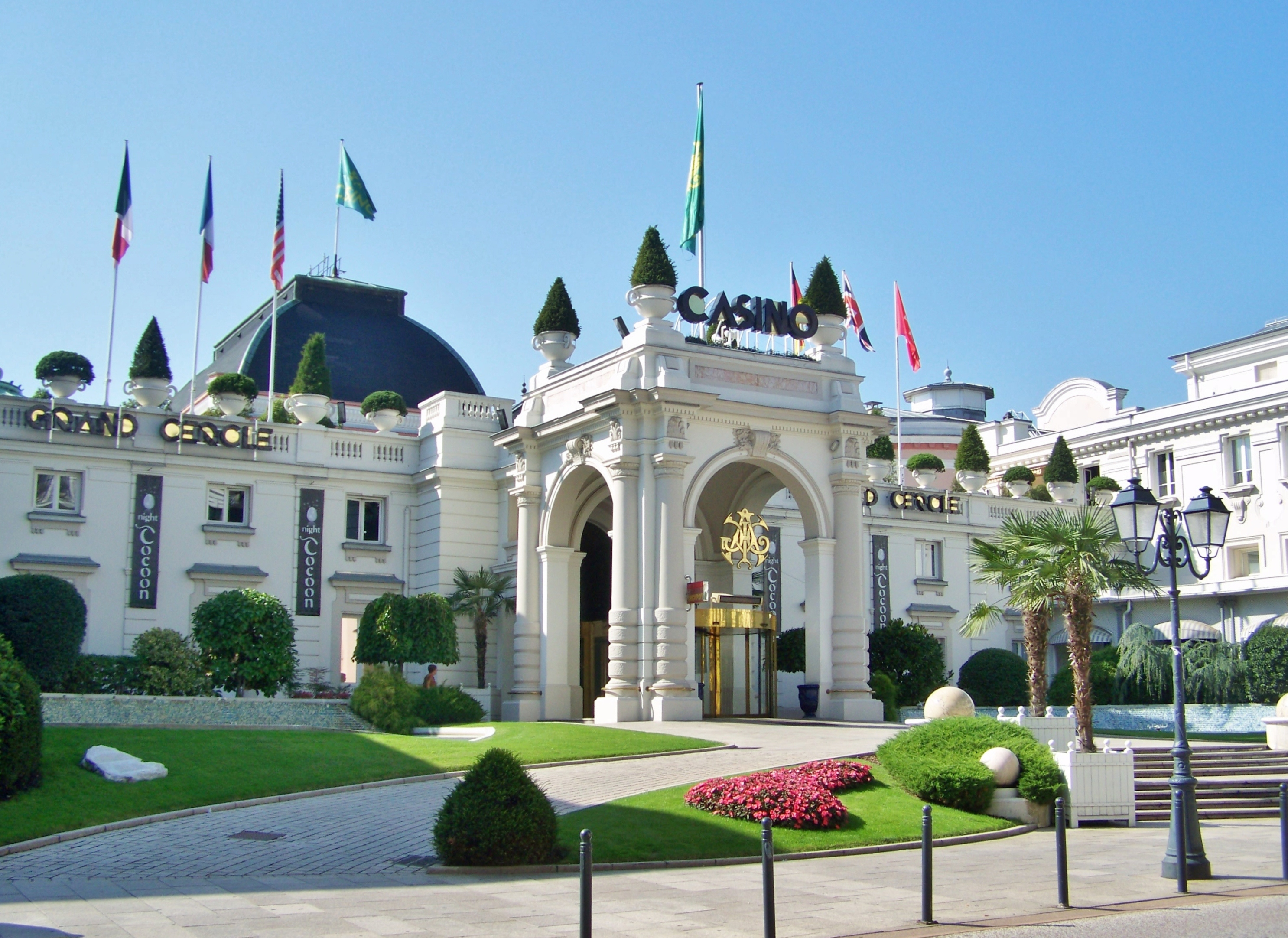
Casino Grand cercle d'Aix-les-Bains.

Selon les données de Savoie Mont-Blanc Tourisme, la capacité d'accueil touristique en Savoie se monte pour l'hébergement à 658 000 lits en été et 530 000 lits en hiver, dont 95 % sont situés dans les stations de montagne. Le nombre de nuitées effectuées durant l'hiver 2010-2011 s'est élevé à 21,5 millions, dont 71 % pour le seul territoire de la Tarentaise, 21 % pour la Maurienne et 8 % pour le Beaufortain-Val d'Arly.
La saison estivale enregistre aussi des statistiques de fréquentation touristique non négligeables, avec 9,3 millions de nuitées pour l'été 2010.
Le parc hôtelier de la Savoie en 2010 était selon la Préfecture de 500 hôtels, dont 236 hôtels 2 étoiles, 129 hôtels 3 étoiles, 33 hôtels 4 étoiles, 2 hôtels 4 étoiles luxe, et 18 hôtels 5 étoiles. Pour l'été 2009, sur 9,2 millions de nuitées, les hôtels en ont enregistré 800 000, contre près de 650 000 pour les campings, et 79 % d'entre elles concernaient la haute-montagne. La commune qui comptait le plus grand nombre de lits en 2009 était la commune de Saint-Martin-de-Belleville, sur le domaine skiable des Trois Vallées.
En Savoie, outre les 63 stations de sport d'hiver, le département compte également 38 opérateurs de remontées mécaniques et 3 régies des pistes. Ces opérateurs se répartissent par taille de domaine skiable en : 7 petits, 12 moyens, 11 grands et 8 très grands. Les remontées mécaniques de la Savoie réalisent les plus importantes recettes de France, avoisinant chaque hiver les 500 millions d'euros, globalement en augmentation depuis 2006 (+ 10 % sur 5 ans). Les revenus globaux s'estiment pour leur part, selon le Conseil général, à 2 milliards d'euros.
Le domaine skiable savoyard s'étend sur 45 000 hectares, comprend 900 km de remontées mécaniques (37,5 % du parc national) et 1 000 km de pistes de ski de fond. Les grands domaines du département sont les Trois Vallées, Paradiski, les Sybelles, l'Espace Killy, l'Espace Diamant, Galibier-Thabor, le Grand Domaine, l'Espace San Bernardo et Val Cenis.
Le département de la Savoie a également enregistré 170 803 visites de musées en 2009, le plus visité étant le Musée Opinel à Saint-Jean-de-Maurienne avec 30 235 visiteurs annuels (environ 300 000 visites payantes sur 80 lieux touristiques en 2007). Le département compte en outre 70 offices de tourisme et syndicats d'initiative, 4 casinos et 6 centres de congrès.
Pour les activités de pleine nature, la Savoie comporte 1 672 km d'itinéraires pédestres balisés, 2 426 km d'itinéraires cyclotouristes, 188 km de véloroutes, 155 refuges et gîtes d'étape, ou encore 27 plages surveillées et 40 piscines couvertes. La ville d'Aix-les-Bains est par ailleurs labellisée Station nautique.
Pour finir, le thermalisme est également développé en Savoie, avec les quatre stations thermales encore en activité que sont Aix-les-Bains, Challes-les-Eaux, Brides-les-Bains et La Léchère (six en comptant les thermes Chevalley à Aix-les-Bains et le spa de la Léchère). Aix-les-Bains demeure à cet égard la 2e station thermale de France après celle de Dax dans les Landes. Chaque année, la Savoie accueille environ 50 000 curistes, soit 10 % du total en France, ce qui en fait la première destination thermale au niveau national.

### Autres services et commerces

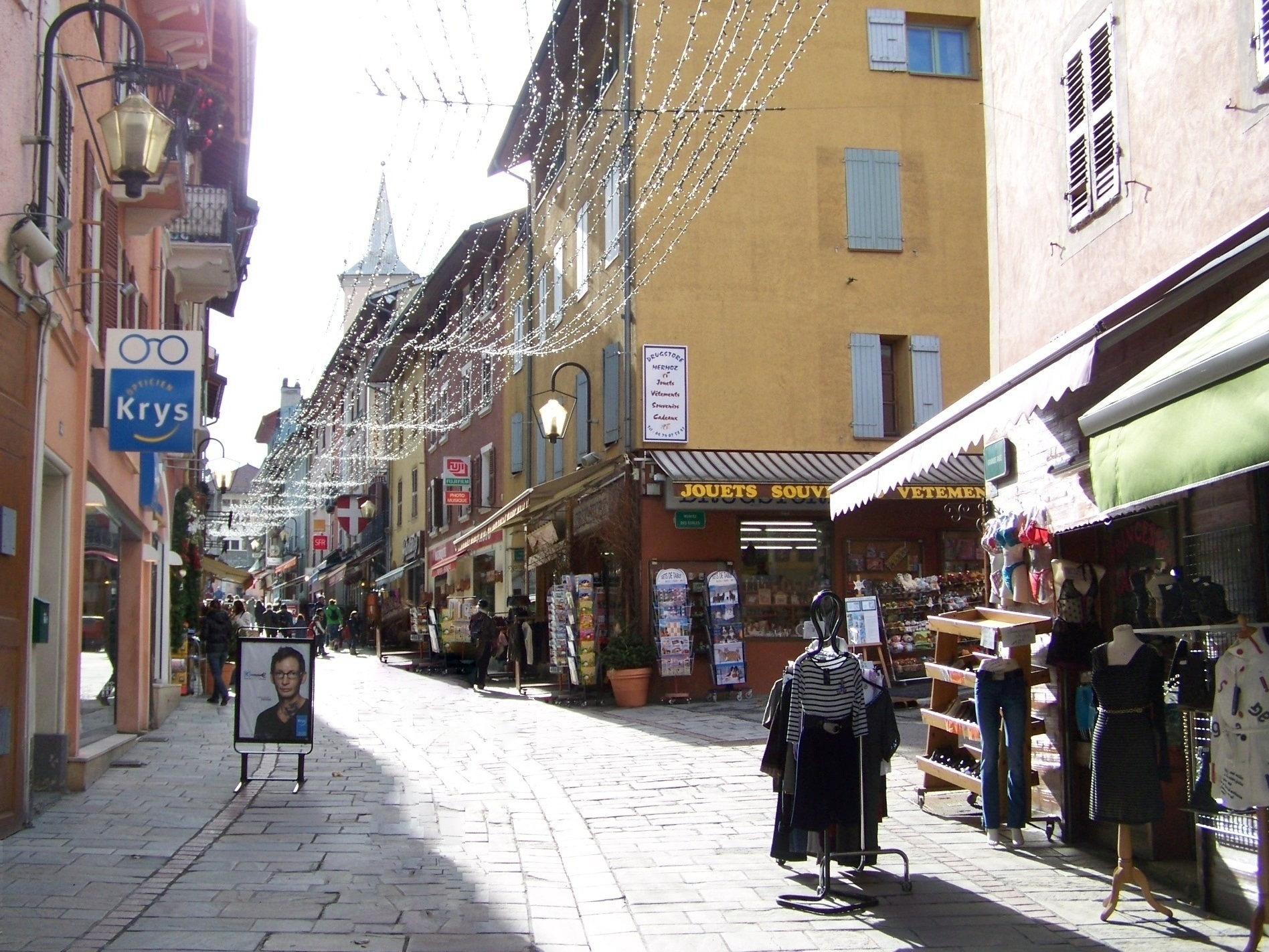
Rue commerçante à Bourg-Saint-Maurice.

Avec 10 038 établissements, soit 45,7 % des entreprises en 2011, le secteur tertiaire est relativement important en Savoie, avec une progression de 68 % en 10 ans des activités de services. Cela est dû en particulier au tourisme, mais pas exclusivement. En effet, si 2 300 établissements étaient spécialisés dans l'hébergement et la restauration, 1 221 concernaient les services administratifs et de soutien, et 995 les activités spécialisées aux entreprises, notamment au niveau de l'informatique, du conseil et de l'ingénierie. L'enseignement, la santé humaine et l'action sociale suivent avec 991 établissements. Les services aux particuliers progressent et la situation géographique de la Savoie contribue aussi au maintien d'une forte activité de transports.
Toujours en 2011, sont recensés 6 701 commerces, dont 3 422 ne comptant aucun salarié et 4 en comptant plus de 200, répartis en 2 309 commerces de détail et 548 établissements pour le commerce de gros. En outre, la Savoie comptait 153 enseignes de plus de 1 000 m2, soit environ 375 000 m2 de surface de vente (hors garages automobiles, centres commerciaux ou galeries marchandes). À échelle moindre, on comptabilisait également 410 points de vente de plus de 300 m2, soit 522 000 m2 d'espaces de vente.
Le commerce international, enfin, est assez développé dans le département, avec pour 2010 plus de 2 milliards d'euros d'exportations et plus de 1 milliard d’euros d'importations selon la Direction générale des douanes et des droits indirects. Les premiers produits exportés concernent l'industrie, notamment les équipements mécaniques, les matériels électriques et informatiques (39,1 %), puis les produits de la métallurgie et métalliques (31,9 %) et enfin les produits chimiques, parfums et cosmétiques (11,1 %). Les cinq premiers pays clients du département de la Savoie à cette période sont l'Allemagne (19,1 %), l'Italie (16,6 %), l'Espagne (7,2 %), le Royaume-Uni et les États-Unis, tandis que les cinq premiers pays fournisseurs étaient l'Italie (18,7 %), l'Allemagne (14,8 %), la Chine (8,8 %), la Suisse et l'Afrique du Sud. Enfin, 26 entreprises savoyardes sont implantées à l'étranger, au travers de filiales, de magasins, d'agences ou de bureaux de représentation.

## Culture
La culture en Savoie se rencontre dans de très vastes et nombreux domaines. Le département connaît une certaine culture « savoisienne », ou « savoyarde » au sens large, couvrant de la même manière le département de la Haute-Savoie, mais possède des spécificités allant des arts au patrimoine et regroupant diverses manifestations et festivités culturelles qui lui sont propres.

### Arts

#### Architecture, sculpture, peinture

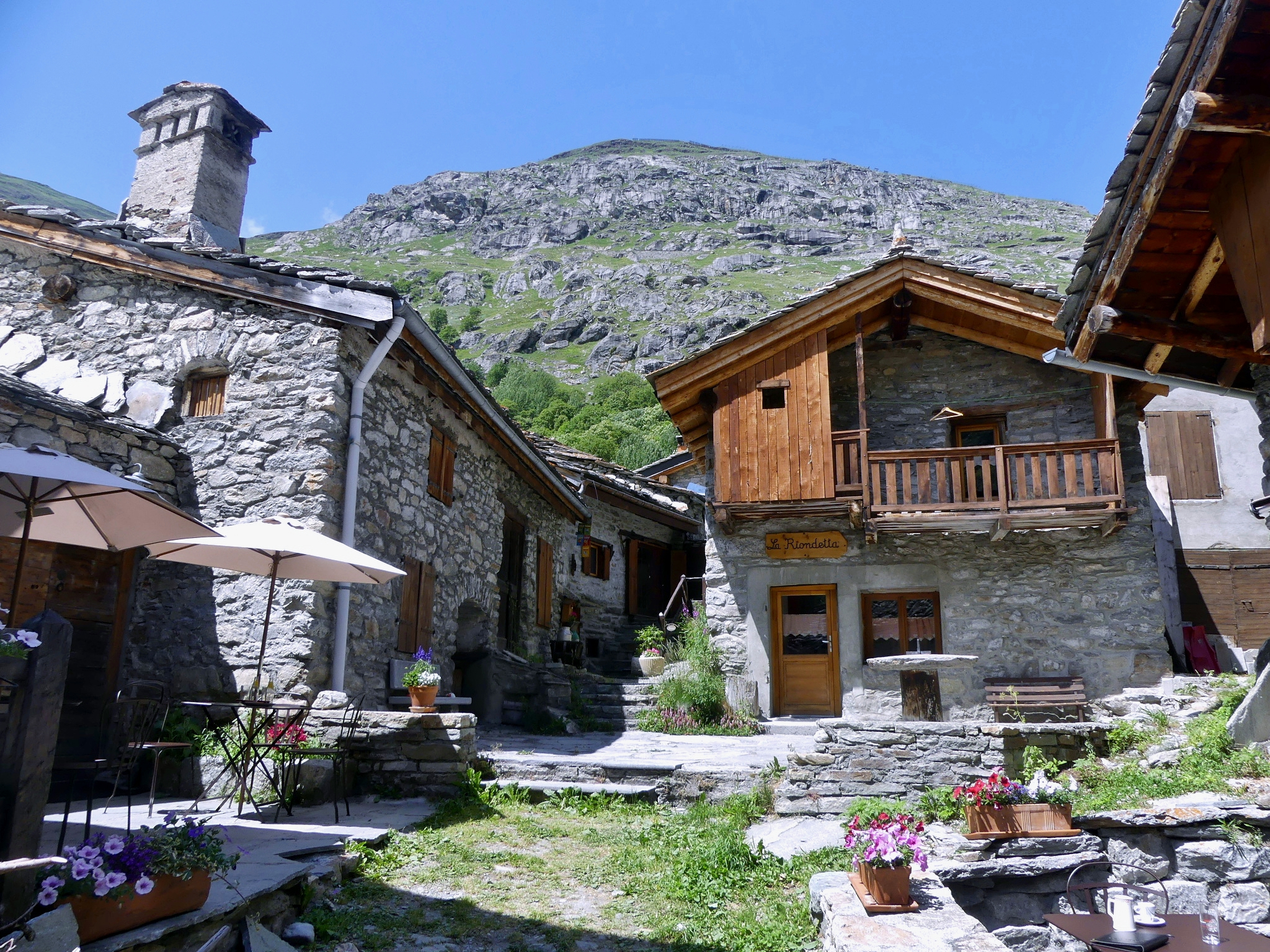
Maisons à Bonneval-sur-Arc.

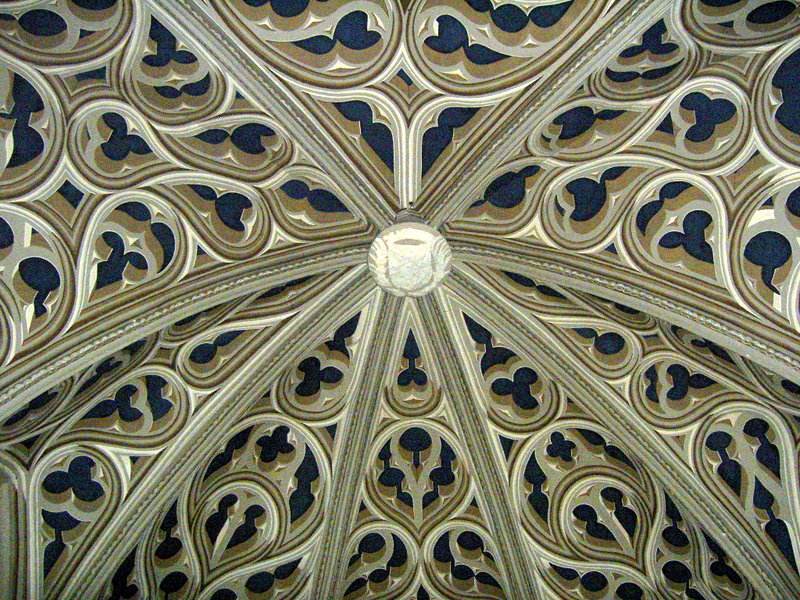
Trompe-l'œil dans la cathédrale de Chambéry.

Le département savoyard propose une architecture très diversifiée. Bien que l'utilisation du bois et de la pierre tirée directement des montagnes soit visible sur l'ensemble du département, les différents territoires savoyards présentent chacun des caractéristiques propres, du fait des différences climatiques, culturelles et économiques, qui existent entre ces derniers. Pour ce qui est, plus particulièrement, de la toiture, l'ardoise, la tuile et parfois la tôle sont traditionnellement utilisées. Les maisons étaient conçues pour accueillir des bêtes (écuries, étables, granges) et permettre le stockage (greniers, caves…), même si la cohabitation entre bétail et individus n'a jamais été généralisé en Savoie (ou du moins limitée à la période hivernale). Cependant, la connaissance de l'architecture savoyarde ancienne est assez limitée, étant donné que certaines règles architecturales furent imposées à la population à partir du XIXe siècle.
À compter de ce siècle d'expansion de la Savoie, l'art de la sculpture s'est particulièrement développé, avec l'érection, sur tout le territoire du département, de nombre de statues (commémoratives ou en hommage à des natifs devenus illustres), particulièrement à Chambéry (qui en possède à elle seule plusieurs dizaines). Parmi les plus célèbres, la fontaine des Éléphants (1838 en l'honneur de Benoît de Boigne), Jean-Jacques Rousseau, Antoine Favre, les frères Joseph et Xavier de Maistre, Saint-Bernard de Menthon au col du Petit-Saint-Bernard, François-Emmanuel Fodéré à Saint-Jean-de-Maurienne, le buste de Germain Sommeiller en gare de Modane, ou encore, outre les différents monuments aux morts, La Sasson (1892, en l'honneur du rattachement de la Savoie à la France de 1792) et la stèle de la Route Royale aux Échelles.
La peinture en Savoie, d'inspiration italienne et piémontaise, s'est articulée autour de la description des paysages, mais également des portraits. Le musée des beaux-arts de Chambéry présente à cet égard une grande partie des tableaux peints en Savoie entre les XIVe et XIXe siècles. De même, jusqu'au début du XXe siècle, une « École savoyarde » a existé au travers de l'École de peinture de Chambéry. Le département est par ailleurs doté de nombreuses galeries d'art contemporain (« Espace Malraux » de Chambéry, « Dôme » d'Albertville ou « La Conciergerie » de La Motte-Servolex, notamment), ou encore d'une Maison de l'Architecture de Savoie et d'un Conseil d'architecture, d'urbanisme et d'environnement de Savoie.

#### Musique, littérature, théâtre

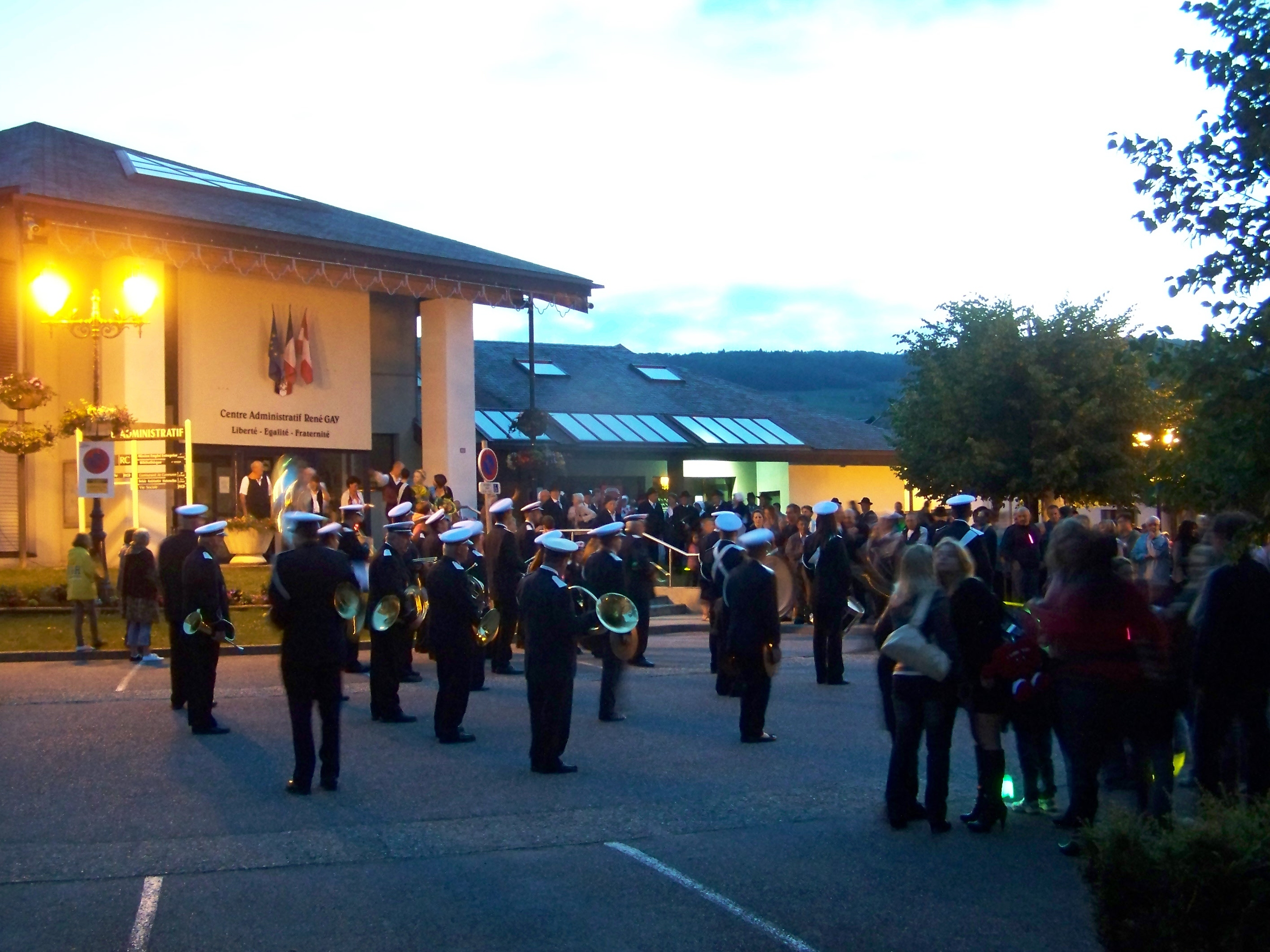
Batterie-fanfare lors de la retraite aux flambeaux de juin à Albens.

Pour ce qui est du développement de la musique en Savoie, à titre d'exemple, le département comptait, en 2011-2012, 26 écoles de musique formant près de 8 000 élèves, auxquelles s'ajoute le Conservatoire à rayonnement régional des Pays de Savoie, créé en 2004 et comptant en 2013, 2 700 élèves. À noter également l'existence d'un Orchestre des Pays de Savoie, créé en 1984. Pour la musique savoyarde traditionnelle, populaire et folklorique, l'instrument emblématique reste le cor des Alpes, bien que les fêtes familiales ou villageoises en Savoie eurent toujours été rythmées de chants accompagnés au violon, aux percussions traditionnelles, puis plus tard à l'harmonica et à l'accordéon, et enfin par les orchestres de batterie-fanfare (les « musiques ») qui ont connu un essor en pays de Savoie durant tout le XXe siècle.
Historiquement, la Savoie à l'origine de plusieurs mélodies ou chants, parmi lesquels Les Allobroges de Joseph Dessaix de 1856, aussi appelé La Liberté et considéré comme l'hymne savoyard. La chanson Étoile des neiges, basée sur une mélodie autrichienne de 1944, est écrite en 1948 par Jacques Plante avec pour thème la Savoie.
Le cinquième art, c'est-à-dire la littérature (incluant la poésie), a là aussi été souvent présent en Savoie. Même si la Savoie n'est pas réputée pour ses écrivains et poètes célèbres, nombreux sont en revanche ceux à avoir mentionné la Savoie dans leurs écrits, à l'instar de Goethe, Chateaubriand, Alexandre Dumas, Honoré de Balzac, André Gide, Stendhal ou Victor Hugo. Le passage obligé par le col du Mont-Cenis et la position de « carrefour alpin » de Chambéry faisait que la Savoie a longtemps été un territoire très fréquenté des voyageurs, qui en profitaient alors pour le décrire. Par exemple, en 1581, Montaigne décrit le mont du Chat, le lac du Bourget et le château de Bourdeau :

« Déjà nous vînmes passer le Mont du Chat, haut, raide, et pierreux mais nullement dangereux ou mal aisé, au pied duquel se sied un grand lac, et le long d'icelui un château nommé Bordeau. »

— Michel de Montaigne, Journal de voyage en Italie (1581)
Le lac du Bourget est d'ailleurs de ceux le plus souvent décrits par les visiteurs, le plus célèbre d'entre eux étant sans doute Alphonse de Lamartine, qui en 1860 à travers son poème intitulé Le Lac issu de ses Méditations poétiques, s'adresse directement au lac en s'exclamant notamment « Ô lac ! » dès le deuxième quatrain. L'écrivain et philosophe Jean-Jacques Rousseau, qui séjourna de 1731 à 1742 à Chambéry (dont à la maison des Charmettes à partir de 1736) auprès de Madame de Warens, écrivit lui aussi beaucoup sur les personnes et les lieux qui l'entourèrent :

« C'est dommage que les Savoyards ne soient pas riches ou peut-être serait-ce dommage qu'ils le fussent ; car tels qu'ils sont, c'est le meilleur et le plus sociable peuple que je connaisse. S'il est une petite ville au monde où l'on goûte la douceur de la vie dans un commerce agréable et sûr, c'est Chambéri. »

— Jean-Jacques Rousseau, Les Confessions, Livre V (1732-1736)

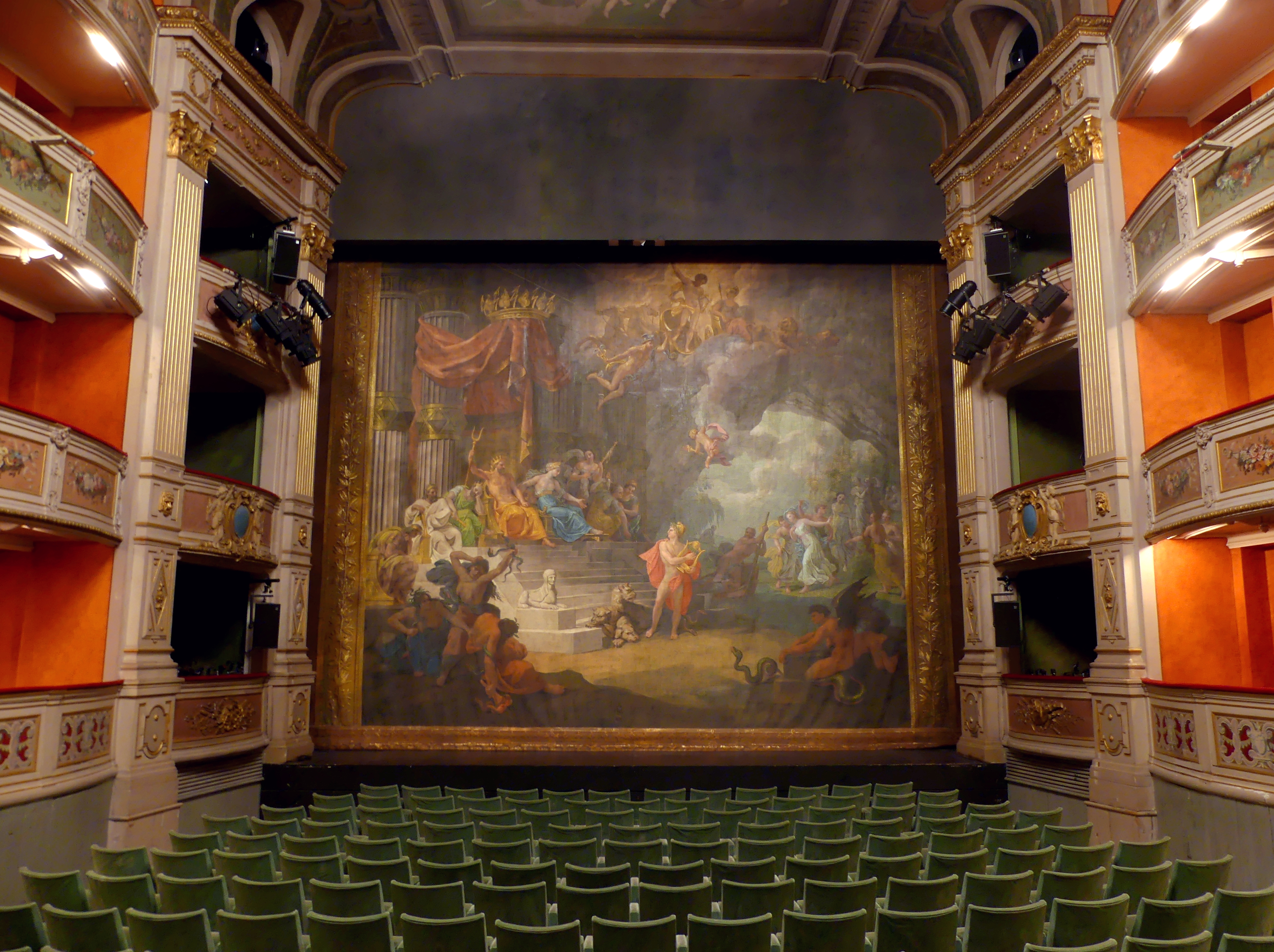
Le rideau d'Orphée du théâtre Charles-Dullin de Chambéry.

Pour finir avec le sixième art qu'est le théâtre et plus globalement les « arts de la scène » (danse, cirque…), la Savoie se dote d'un premier grand théâtre à l'italienne en 1824 à Chambéry. Aujourd'hui connu sous le nom de théâtre Charles Dullin, ce nouvel édifice, remplaçant deux anciens théâtres du XVIIIe siècle devenus insuffisants, disposait alors d'une capacité d'accueil de 1 800 spectateurs et son inauguration s'est faite en présence du roi Charles-Félix de Savoie. Il abritait notamment des spectacles lyriques, mais parfois aussi des fêtes ou des banquets. Après l'incendie de 1864, seul le « rideau d'Orphée » a pu être épargné, un rideau de scène peint représentant le mythe de la descente d'Orphée aux enfers.
En 2008, la Savoie recensait 18 compagnies amateurs et 22 compagnies professionnelles de théâtre. En outre, au sein du département agit l'association « Théâtre en Savoie » dont le premier rôle est de « soutenir et promouvoir l'action théâtrale en Savoie et Haute-Savoie sous toutes ses formes (formation, création, diffusion, éducation, animation…) ».

#### Cinéma
Le septième art, c'est-à-dire le cinéma, est relativement présent en Savoie. Le département comptait ainsi 55 cinémas en 2008, pour un total de 90 écrans et 1,46 million d'entrées. Pour 2010, le Centre national du cinéma et de l'image animée (CNC) et le Département des études de la prospective et des statistiques (DEPS) précisaient la présence de 17 448 fauteuils, et avançaient également le chiffre de 1,548 million d'entrées, soit une augmentation de 6 % en 2 ans, pour des recettes totales de 10,784 millions d'euros et un indice de fréquentation assez élevé, de 3,84 entrées par habitant, plaçant la Savoie au 12e rang des départements français sur ce critère. Déjà en 1999, un dossier du Ministère de la Culture évoquait que les départements les mieux équipés en salles de cinéma ne concernaient pas seulement les seuls grands pôles d'activité de la population française (Paris, Rhône, Nord…), mais également, entre autres, ceux des massifs alpins, citant à ce titre la Savoie et la Haute-Savoie.
Le cinéma s'installe pour la première fois en Savoie au début du XXe siècle. Le cinéma Le Modern-Palace ouvre ses portes à Chambéry en 1911, disposant alors d'une structure métallique et d'une galerie. Il sera détruit et remplacé en 1957 par Le Régent, lui-même remplacé plus tard par l'actuelle salle Jean Renoir. Tous deux ne comptaient alors qu'une seule salle de projection. Le plus vieux cinéma de Savoie encore en service est L'Astrée à Chambéry. Ouvert en 1940, il ne comporte alors lui aussi qu'une seule salle de projection, passant ensuite à trois en 1975 et à quatre salles en 1984. Enfin, depuis l'été 2012, Chambéry détient le multiplexe cinématographique le plus moderne de France. Exploité par Pathé, il est situé sur le site des Halles en plein centre-ville, possède 10 salles et 1 700 fauteuils.

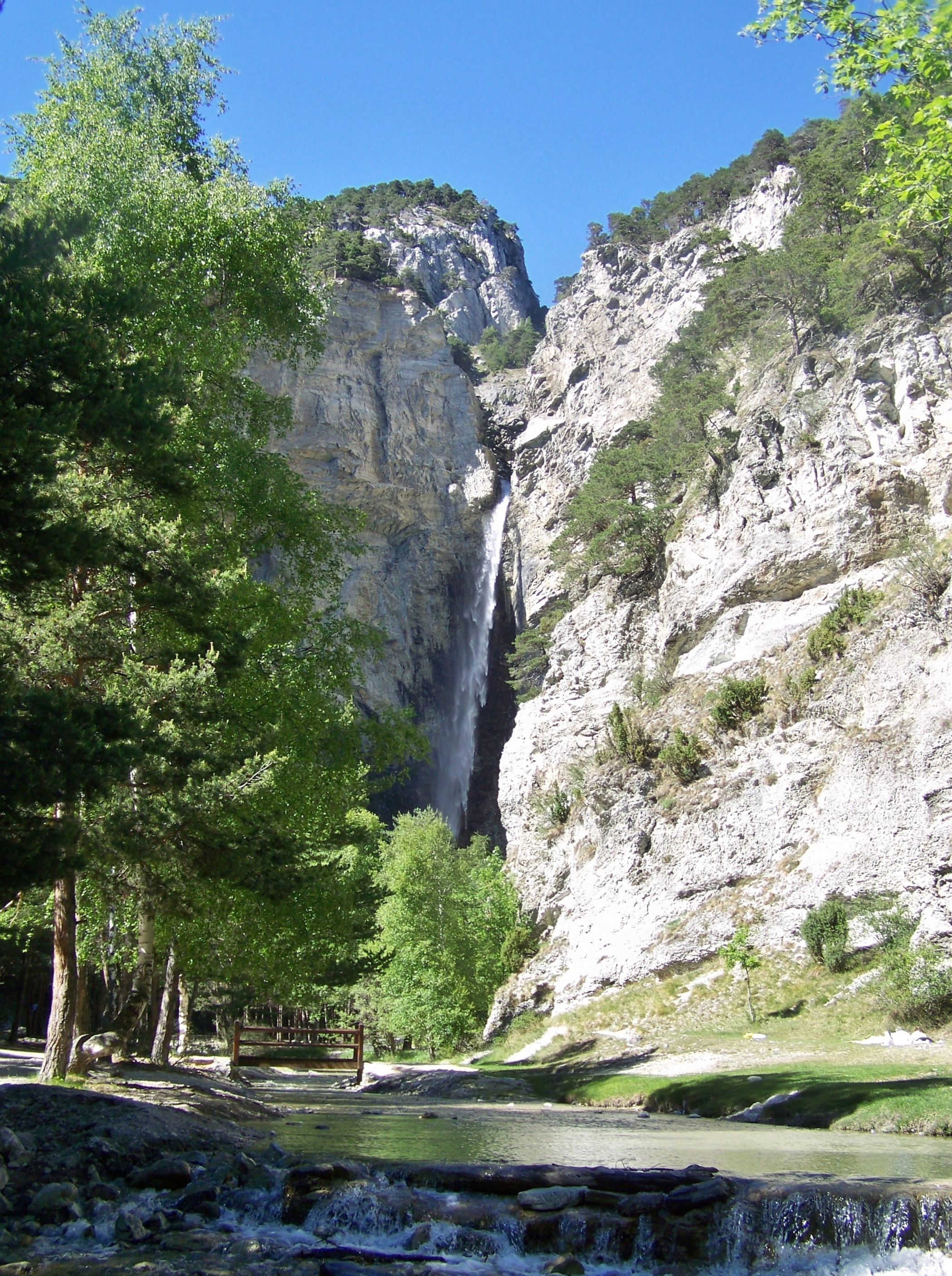
Cascade d'Avrieux où furent tournées les premières scènes des Rivières Pourpres (2000).

Le département de la Savoie a souvent servi de cadre de tournage pour de nombreux films, notamment sur les communes de Val d'Isère, Tignes, Aix-les-Bains et Chambéry. Parmi ceux ayant réalisé un nombre important d'entrées ou ayant obtenu des récompenses, on retrouve :
- Le Grand Restaurant, de Jacques Besnard, avec notamment Louis de Funès et Bernard Blier en 1966 à Val d'Isère ;
- Les bronzés font du ski de Patrice Lecomte, avec la troupe du Splendid en 1978 à Val d'Isère ;
- La Femme de mon pote de Bertrand Blier, avec notamment Thierry Lhermitte, Isabelle Huppert et Coluche en 1983 à Courchevel ;
- La Trace de Bernard Favre, en 1983 à Sainte-Foy-Tarentaise (nomination au César du meilleur premier film) ;
- L'Effrontée de Claude Miller, avec notamment Charlotte Gainsbourg, Bernadette Lafont et Jean-Claude Brialy en 1985 à Chambéry ;
- Les Rivières Pourpres de Mathieu Kassovitz, avec notamment Jean Reno en 2000 à la cascade du Saint-Benoît à Avrieux ainsi qu'à Albertville ;
- Taxi 3 de Luc Besson, avec notamment Samy Naceri, Frédéric Diefenthal et Bernard Farcy en 2003 à Val d'Isère ;
- Le Dernier pour la route, de Philippe Godeau avec notamment François Cluzet, Mélanie Thierry et Michel Vuillermoz en 2009 à Aix-les-Bains et sur le lac du Bourget ;
- Intouchables, d'Olivier Nakache et Éric Toledano, avec notamment François Cluzet et Omar Sy en 2011 où la scène en parapente est tournée au col des Saisies ;
- Belle et Sébastien, de Nicolas Vanier, avec Félix Bossuet dans le rôle principal en 2013, tourné en Haute-Maurienne.

Pour terminer sur la sauvegarde de la culture cinématographique du département, a été créée en 1999 l'association Cinémathèque des Pays de Savoie et de l'Ain, qui se charge de récupérer puis de restaurer une large variété de « films inédits » c'est-à-dire de particuliers, d'entreprises et institutionnels. Elle en assure également la documentation en vue de la conservation.

### Patrimoine

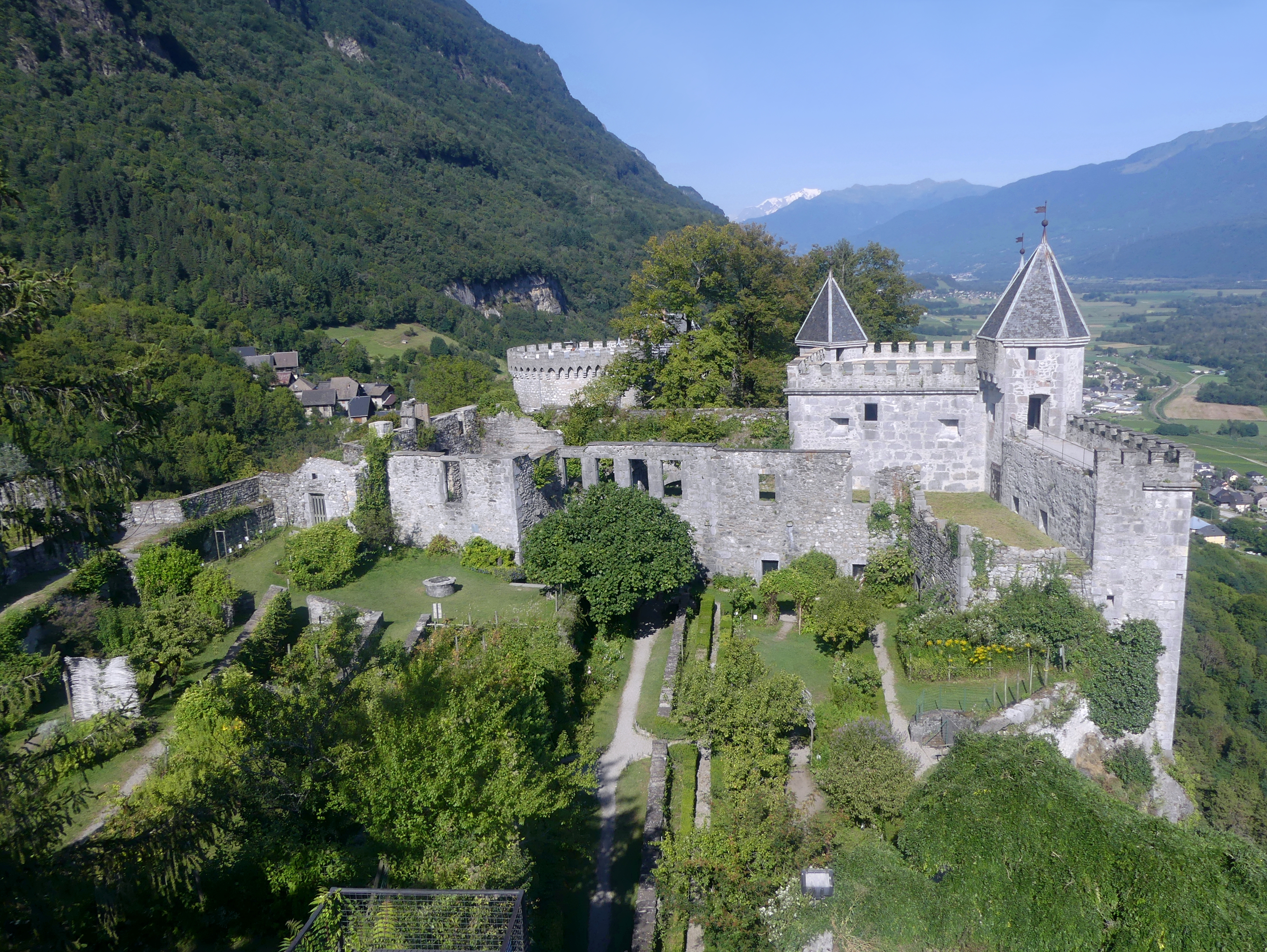
La forteresse de Miolans, place forte de la Savoie au XV.

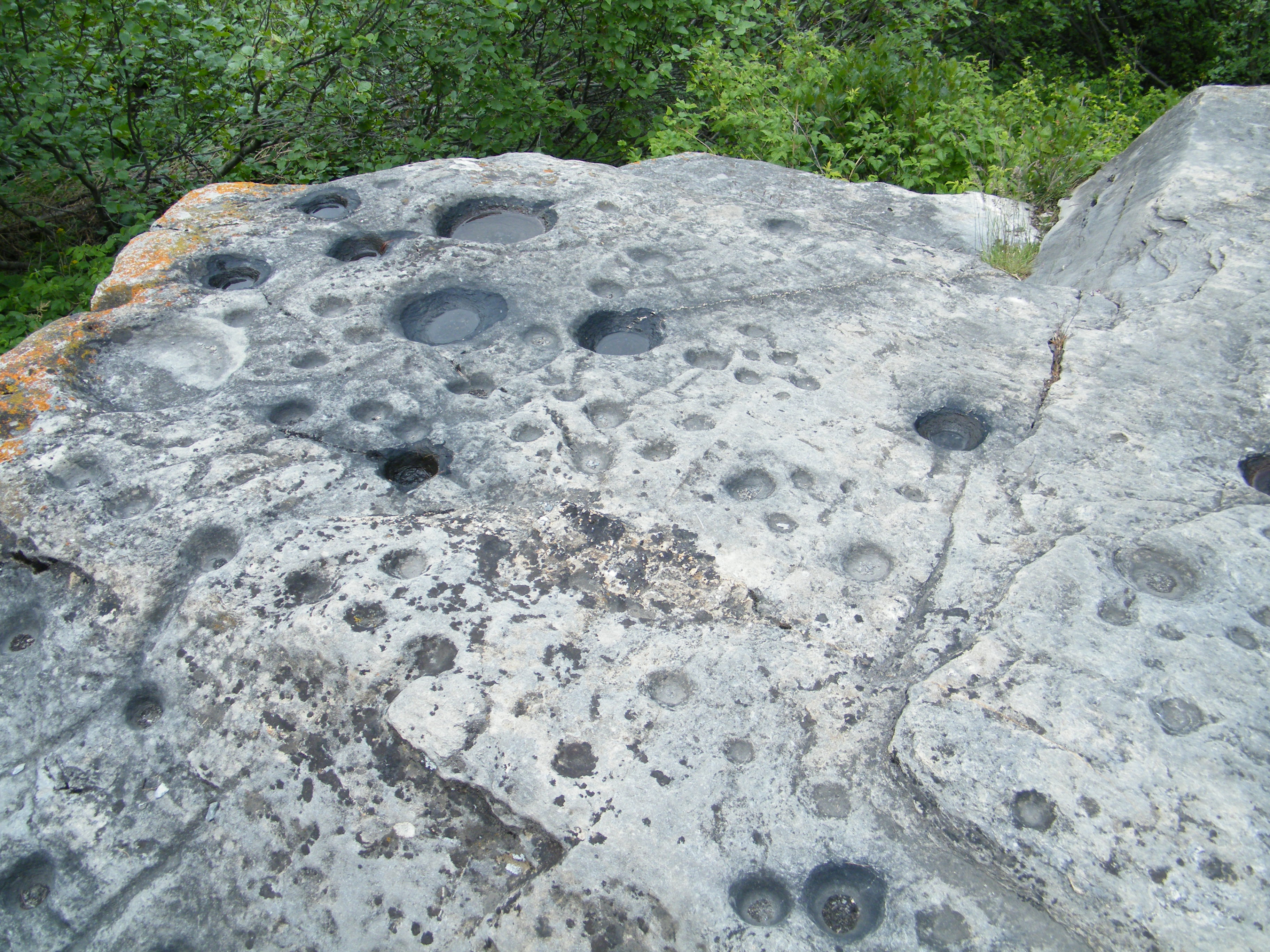
Pierre à cupules à Lanslevillard.

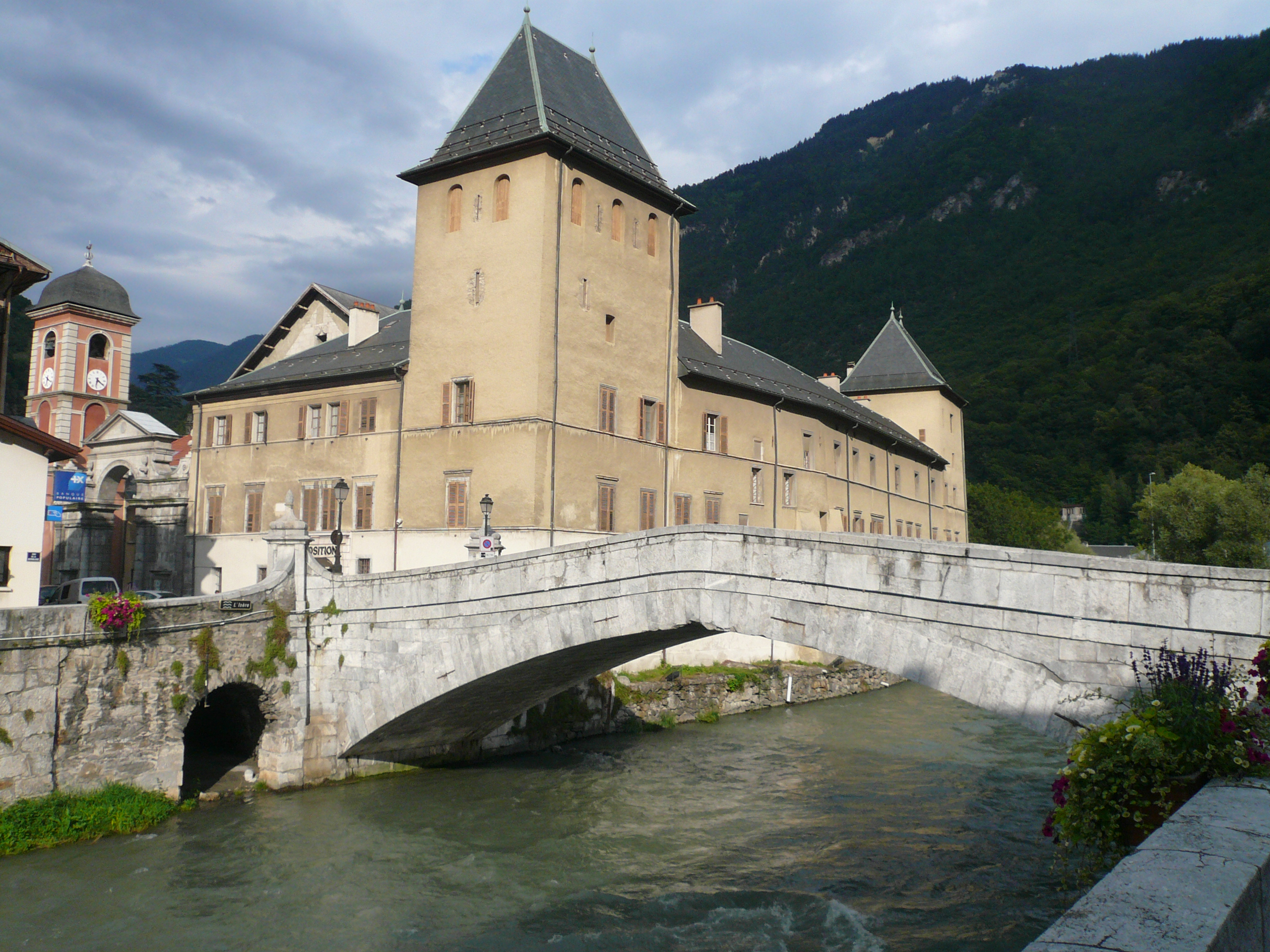
Vieux-Pont de Moûtiers (XVIIIe siècle).

Le département de la Savoie possède aujourd'hui un patrimoine riche et diversifié. Du côté du patrimoine architectural, au 31 décembre 2018, le Ministère de la Culture répertoriait 214 protections dans sa base Mérimée, réparties en 90 classements et 124 inscriptions. La commune détenant le plus de monuments historiques classés et inscrits est Chambéry avec 25 protections, soit 12 % du total. Suivent ensuite Aix-les-Bains avec 15 protections, Bonneval-sur-Arc avec 12 protections et Albertville avec 10 protections mais peu nombreuses sont les communes à en posséder puisqu'environ 200 communes du département sur environ 300 (70 %) ne possèdent aucun monument historique en 2018. Les premières protections à avoir été arrêtées en Savoie ont eu lieu en 1875 et ont concerné la basilique Saint-Martin d'Aime, le temple de Diane à Aix-les-Bains et l'abbaye d'Hautecombe à Saint-Pierre-de-Curtille.
Les monuments historiques protégés les plus anciens du département de la Savoie datent de la Protohistoire et notamment du Néolithique comme le cercle de pierres de Séez. Le nombre de monuments augmente ensuite à partir du Moyen Âge avec les nombreuses fortifications que constituent les tours et châteaux de la Savoie notamment à Conflans au-dessus d'Albertville et déjà avec certains monuments religieux comme l'église de Sainte-Marie-de-Cuines (XIe siècle). Ces derniers sont encore très nombreux durant la Renaissance, puis commencent à s'ajouter des monuments comme des ponts, des fontaines ou des croix (fontaine de granit de Modane du XVIe siècle, pont Morens sur l'Isère du XVIIe siècle, croix en fer forgé et son socle de granit de Saint-Martin-de-Belleville du XVIIe siècle). Le XVIIIe siècle continue d'être marqué par bon nombre d'édifices religieux auxquels s'ajoutent quelques monuments spécifiques comme les thermes d'Aix-les-Bains, et le XIXe siècle ouvre la protection à des architectures plus modernes et parfois industrielles comme le tunnel hydraulique du Gelon et pont Royal à Chamousset ou les tunnels ferroviaires de Fréjus et de Brison. Enfin le XXe siècle possède également des monuments protégés, comme les chalets Jolliot-Curie et le Petit Navire à Courchevel, les anciens hôtels Royal et Excelsior d'Aix-les-Bains ou la rotonde ferroviaire de Chambéry.
Depuis 2011, la Savoie possède cinq sites au patrimoine mondial de l'Unesco au titre des sites palafittiques préhistoriques autour des Alpes. Il s'agit de Brison-Saint-Innocent–Baie de Grésine, la baie de Châtillon, Saint-Pierre-de-Curtille–Hautecombe et le littoral de Tresserve pour les sites palafittiques du lac du Bourget, et de Lac d'Aiguebelette (zone sud) pour le lac d'Aiguebelette.
Enfin, le département compte 24 sites naturels classés. Il s'agit d'un label officiel français témoignant d'un intérêt paysager, artistique, historique, scientifique, légendaire ou pittoresque exceptionnel de sites naturels ou artificiels justifiant la nécessité d'autorisations en vue d'y effectuer des travaux susceptibles de modifier l'état ou l'apparence du territoire protégé. En outre, la commune de Bonneval-sur-Arc adhère aux plus beaux villages de France et Chambéry, Albertville et Aix-les-Bains détiennent le label « Villes d'art et d'histoire ».

#### Archives départementales

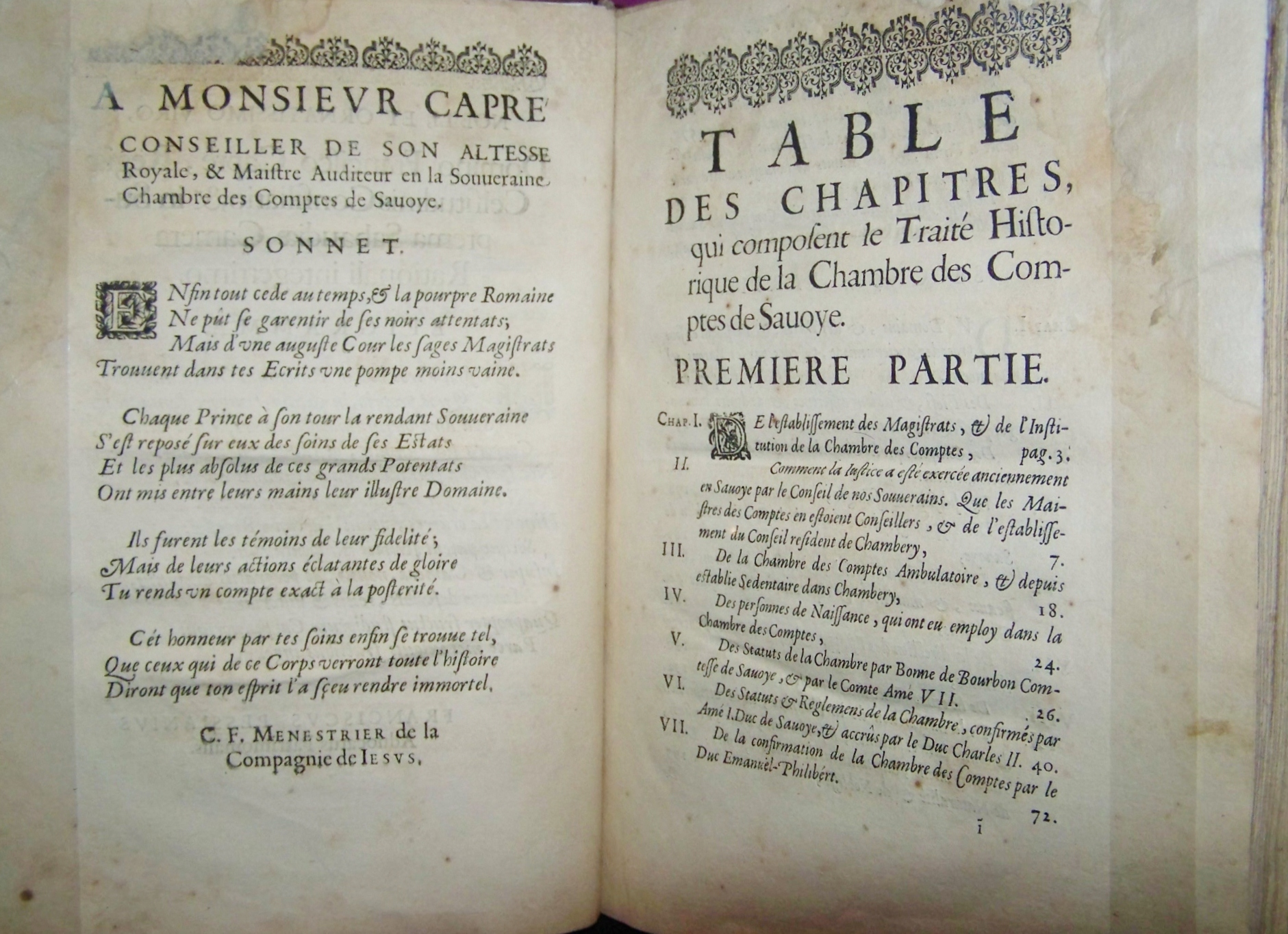
Traité historique de la Chambre des comptes de Savoie (1662).

Les archives départementales de la Savoie, installées à Chambéry et directement rattachées au Conseil général de la Savoie, ont pour rôles de collecter auprès des particuliers, des entreprises et des institutions des documents anciens afin de les restaurer, les documenter, les classer et les rendre accessibles gratuitement au public. Actuellement les archives de la Savoie possèdent plus de 1 000 ans d'archives, la plus ancienne étant la charte de Rodolphe par laquelle le roi Rodolphe III de Bourgogne fait comte l'archevêque de Tarentaise en l'an 966.
Les archives départementales possèdent donc des milliers d'archives administratives issues du conseil général, de la Préfecture ou des tribunaux et des services du cadastre, incluant notamment les mappes sardes réalisées entre 1728 et 1738 et auxquelles Jean-Jacques Rousseau lui-même a participé durant son séjour à Chambéry. Les archives regroupent également une partie des archives de l'ancien duché de Savoie (l'autre partie étant conservée par les archives départementales de la Haute-Savoie), ainsi que tous les registres paroissiaux et d'état civil dont les plus anciens remontent au XVIe siècle (registres de la Bâthie). Au total et mises bout à bout, les archives de la Savoie représentent environ 20 km en linéaire.
Les archives possèdent en outre un certain nombre de photographies et de microfilms anciens.

#### Traditions

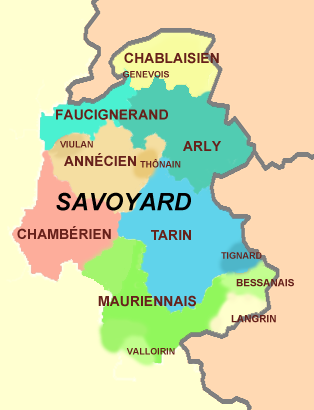
Les différents dialectes savoyards.

##### Langue
Le savoyard fait partie du francoprovençal (ou arpitan) dont il s'est éloigné à la fois au niveau de la phonétique notamment du fait de la palatalisation, mais aussi au niveau des mots eux-mêmes, avec la création de nombreux mots ayant trait à l'environnement et la météorologie principalement. Pour autant, bien que bâti sur des bases communes, le savoyard se divisait en plusieurs petits sous-dialectes différents, non seulement d'un département à l'autre, mais également d'une vallée à l'autre. En Savoie, ces sous-dialectes sont notamment le Chambérien, le Mauriennais, le Tarin et l'Arly, mais auxquels s'ajoutent également des dialectes plus limités géographiquement que sont le Valloirin, le Langrin et le Bessanais en Maurienne, et le Tignard en Haute-Tarentaise.
Aujourd'hui les locuteurs réguliers sont beaucoup moins nombreux qu'au début du XXe siècle, mais il demeure néanmoins un parler savoyard, fait de mots et d'expressions savoyardes plus ou moins francisés qu'une forte proportion des populations de Savoie et de Haute-Savoie continuent d'utiliser spontanément, comme « ce tantôt » pour « cet après-midi », « panosse » pour « serpillière » ou « penses-tu » pour signifier « bien sûr que non ». On peut également rencontrer dans le parler courant une présence plus importante de la voyelle « y » en Pays de Savoie que dans les autres régions géographiques françaises, celle-ci remplaçant à l'origine les pronoms d'objet « le », « la » ou « les ». Cette voyelle est par exemple utilisée dans la phrase « je n'aime pas y faire » à la place de « je n'aime pas le faire ».

##### Costumes et bijoux

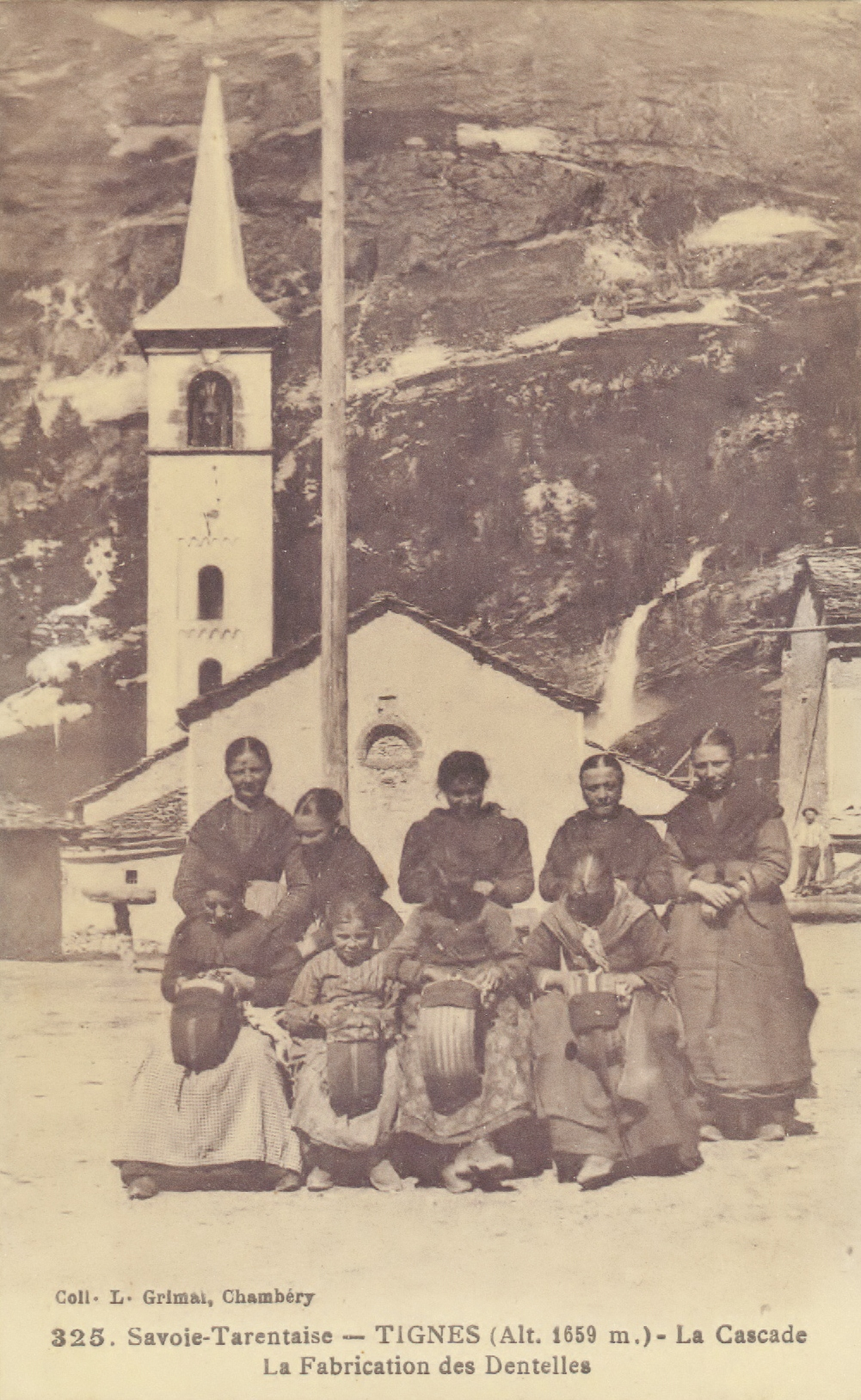
Savoyardes à Tignes.

Traditionnellement, les Savoyardes portent une robe en drap de laine, une chemise, un châle, un bonnet et un tablier, tandis que les Savoyards se contentent d'un pantalon, d'une blouse, d'une veste en drap de laine et d'un chapeau en feutre noir. Pour autant, chaque village de Savoie cherchait aussi à se distinguer selon sa coiffe ou ses broderies, ce pourquoi tous les costumes ne sauraient être entièrement similaires, non seulement d'une vallée à l'autre, mais aussi d'un village à l'autre. En outre, chaque territoire possède également plus ou moins un ensemble commun de tenues. Le costume servait donc à la fois de révélateur de l'origine géographique ainsi que du statut social de son ou sa propriétaire, du fait de la qualité des tissus (soieries, broderies…) notamment. De plus ces tenues étaient plus ou moins modifiées selon la saison (notamment les températures) ainsi que le type d'activité effectuée dans la journée (coupe de bois, travail dans les champs, etc.).
En plus des costumes, il pouvait également être d'usage de porter divers accessoires. On compte parmi eux des bijoux, notamment avec l'avènement de la croix de Savoie dès la fin du XVIIIe siècle puis plus rapidement à compter de 1860 : ainsi se retrouvaient la croix à pendeloques dans le Beaufortain, la croix de Mégère dans le val d'Arly, la croix rayonnante de Valloire, la croix à l'Os en Haute-Maurienne, plus différentes autres croix comme la croix à chaînes ou la croix trèfle de Saint Maurice, semble-t-il la plus ancienne et la plus authentiquement savoyarde, les comtes de Savoie ayant en effet pris saint Maurice comme patron (premier modèle repéré à Peisey-Nancroix). Les cœurs, les broches et les sautoirs en or étaient également portés. Puis arrivèrent les boucles d'oreilles « créoles », importées du Second Empire après l'annexion à la France et devenues rapidement appréciées des femmes tarines notamment. À défaut d'or, l'argent était utilisé, offert aux femmes par les futurs époux, chacune aspirant détenir « sa croix et son cœur ». Puis ces bijoux étaient souvent légués par héritage direct.
Aujourd'hui, peu des costumes subsistent dans la vie courante, mais très souvent ceux-ci sont de nouveau portés dans le cadre de manifestations culturelles à vocation folklorique en Savoie.

##### Gastronomie

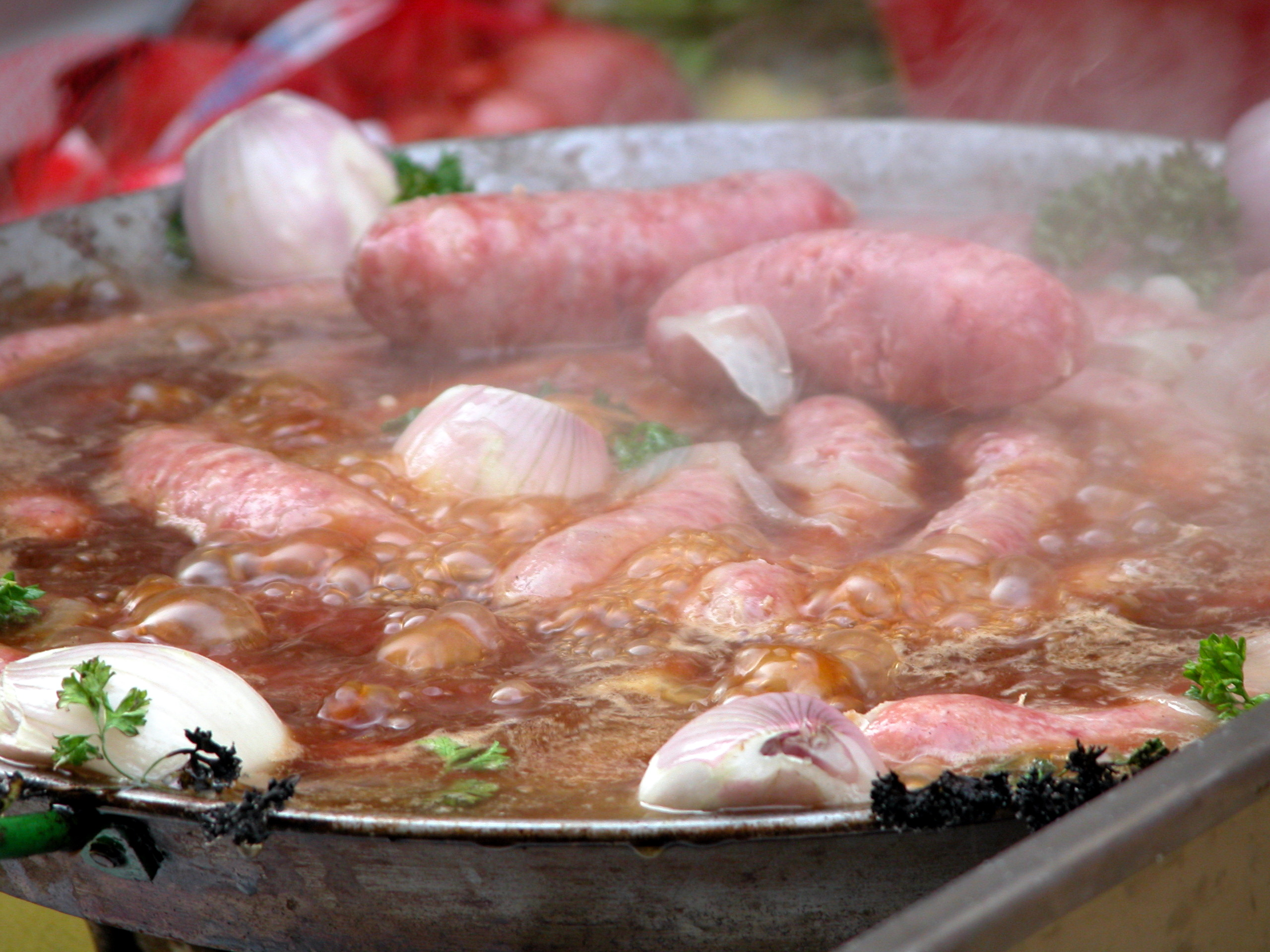
Diots au vin blanc.

La gastronomie savoyarde se situe à la croisée entre tradition et patrimoine culturel, à l'image de la gastronomie française inscrite au Patrimoine culturel immatériel de l'humanité sous l'intitulé « Repas gastronomique des Français », incluant par là même la gastronomie et la cuisine traditionnelle savoyarde.
Traditionnellement, la cuisine savoyarde est constituée par une très grande variété de plats et de recettes différents d'une vallée à l'autre du département. Cette cuisine se retrouve à la fois à tous les services du repas (entrée, plat, fromage et dessert), mais aussi dans les apéritifs, les digestifs et au niveau de la boisson. Historiquement, elle est surtout faite à base de céréales (telles le blé et le maïs), de viande et de produits laitiers parmi lesquels de nombreux fromages. La pomme de terre est également souvent utilisée dans les recettes savoyardes, et la viande, de gibier ou non, est souvent travaillée en charcuterie, sous forme de saucisses, tels que le sont les diots, et de saucissons notamment. Les torrents et surtout les grands lacs du département sont relativement poissonneux, aussi les poissons présentés sur les marchés sont des poissons sauvages locaux. Il s'agit le plus souvent de lavarets, de truites, d'ombles ou de poissons-chats. En ce qui concerne le gibier, se retrouvaient traditionnellement dans les plats savoyards la plupart des animaux de montagne tels que le chamois ou la marmotte, auxquels s'ajoutent les sangliers et les cervidés (cerfs, chevreuils, biches…), souvent cuits et marinés au vin.
Le vin blanc qui est par ailleurs fréquemment utilisé dans les recettes d'origine savoyarde, parmi lesquelles les diots au vin blanc, la fondue savoyarde, la croûte au fromage, la poêlée montagnarde ou encore les rissoles (« r'jeûle » en savoyard). D'autres recettes comme la polente, la tartiflette ou la croziflette (crozets cuits avec du reblochon) peuvent aussi, selon les habitudes, en être accompagnées.
Les fromages produits aujourd'hui en Savoie sont notamment la raclette, le beaufort, la tome des Bauges, la tomme de Savoie, le bleu de Termignon, le bleu du Mont-Cenis l'emmental de Savoie, le reblochon, le persillé de Tignes, le persillé du Mont-Cenis, le chevrotin, l'abbaye de Tamié et le moelleux du Revard. Du côté des pâtisseries, la Savoie est notamment à l'origine du gâteau de Saint-Genix et du biscuit de Savoie (ou gâteau de Savoie).
Enfin le département figure parmi les 10 départements possédant le plus d'étoiles décernées par le Guide Michelin en 2012, avec également celui de la Haute-Savoie. La commune de Courchevel compte à elle seule 8 restaurants étoilés sur un total de 19. Si aucun ne possède 3 étoiles, 8 en détiennent 2 et 11 en détiennent 1. De plus, deux restaurants sont honorés du « Big Gourmand » (menu complet avec un bon rapport qualité prix).

### Manifestations culturelles et festivités

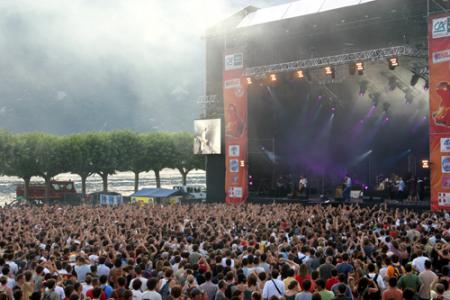
Concert lors du festival Musilac sur l'esplanade d'Aix-les-Bains.

Les principales manifestations se déroulant sur le territoire de la Savoie sont, du fait de leur fréquentation, le festival de musique Musilac à Aix-les-Bains et les Estivales en Savoie, dont certaines se déroulent au château des ducs de Savoie de Chambéry.
Musilac est un festival de musique organisé chaque année depuis 2002 durant le mois de juillet sur l'esplanade d'Aix-les-Bains à proximité du lac du Bourget. Parmi les artistes qui s'y sont récemment produits, on peut citer Bénabar, Jean-Louis Aubert ou Franz Ferdinand en 2012, ou Carlos Santana, Bernard Lavilliers et Ben Harper en 2011.
Peu de temps après, ce sont les Estivales en Savoie qui succèdent à Musilac en tant que festival de musique durant une plus grande partie de juillet : celui-ci se déroule sur différents sites du département. Le pic de fréquentation a été enregistré en 2010 avec 49 000 spectateurs, Savoyards pour 80 % d'entre eux. Ces spectacles et concerts sont par ailleurs gratuits au public.

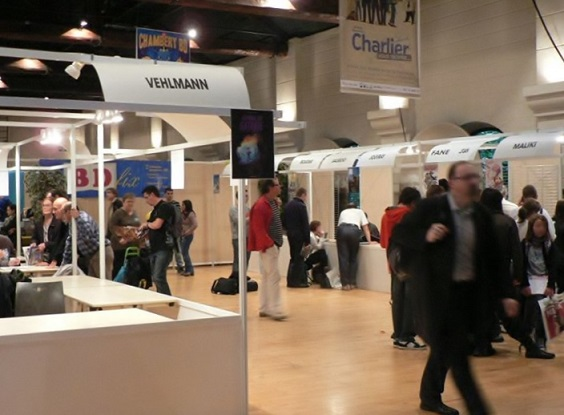
Stands de dédicace lors du festival de la BD de Chambéry 2011.

Dans la littérature, la ville de Chambéry organise chaque année depuis 1987 le festival du Premier roman durant lequel des lectures sont organisées et à l'issue duquel sont récompensés des auteurs, parmi lesquels Amélie Nothomb. Il est à cet égard « le premier festival collaboratif de lecteurs en France ».
En outre, Chambéry accueille également chaque année depuis 1975 le Festival international de la bande dessinée de Chambéry durant lequel auteurs, éditeurs et lecteurs viennent échanger autour de la bande dessinée. Chaque année, le festival met à l'honneur certains invités.
Aussi, quelques manifestations d'arts et traditions populaires ont lieu un peu partout dans le département, comme le Festival mondial de Chambéry Cultures du monde au mois de juillet depuis près de 50 ans. Mais d'autres communes possèdent également leurs manifestations d'arts et traditions populaires locales, de même que leurs groupes d'arts et traditions populaires locaux, parmi lesquels les Berres à Arêches-Beaufort, le groupe folklorique de Conflans à Albertville, les Traina Patin à Orelle, le Biau Zizé à Flumet ou la Pasturelle du Val d'Arly à Ugine.

### Personnalités liées au département
Les personnalités politiques ne figurent pas dans cette section car elles ont déjà été citées dans une précédente section : « Personnalités politiques ».
Différentes personnalités sont demeurées liées avec la Savoie, qu'elles y soient nées ou qu'elles y aient accompli des moments importants de leur vie :

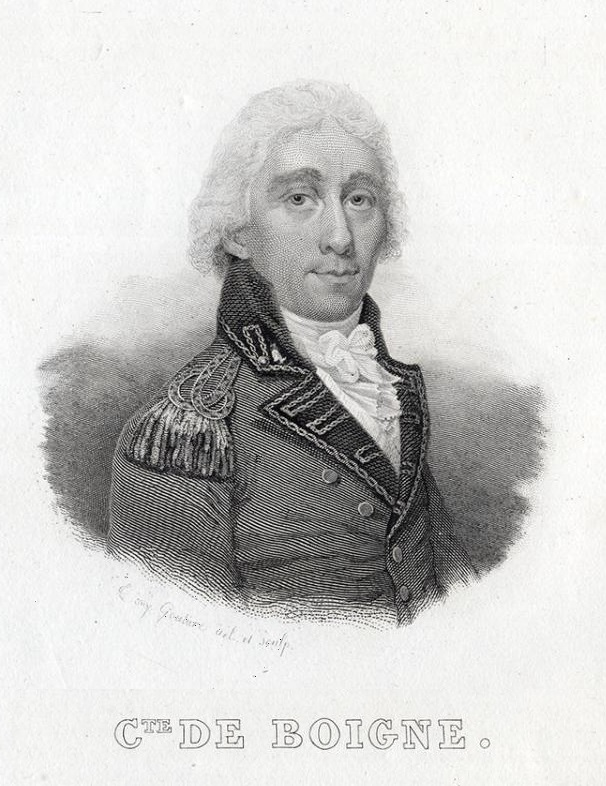
Le comte de Boigne.

- Hannibal Barca (-247 – -183), chef militaire carthaginois, traversa la Savoie avec son armée de 38 000 fantassins, 8 000 cavaliers et 39 éléphants de guerre en 218 av. J.-C. ;
- Jean-Jacques Rousseau (1712 – 1778), philosophe et écrivain, vécut plusieurs années en Savoie entre 1731 et 1742 et mentionna Chambéry dans Les Confessions ;
- Benoît de Boigne (1751 – 1830), comte de Boigne, né à Chambéry, fit fortune aux Indes et en fit profiter sa ville natale. La fontaine des Éléphants lui est édifiée à sa mort ;
- Joseph de Maistre (1753 – 1821) et Xavier de Maistre (1763 – 1852), entre autres écrivains tous deux (Joseph était également un homme politique), nés à Chambéry ;
- Balthazard Claraz (1763 – 1839), médecin-chirurgien né à Lanslevillard, a été médecin-chirurgien du pape Pie VII pendant une partie de sa captivité à Fontainebleau en 1812 ;
- Alphonse de Lamartine (1790 – 1869), poète, écrivit en 1820 le poème Le Lac en référence au lac du Bourget près duquel il séjourna en 1816 ;
- Charles Dullin (1885 – 1949), metteur en scène et acteur de théâtre né à Yenne, a eu pour élèves de nombreux acteurs français tels Jean Marais ou Jean Vilar ;
- Michel Aglietta (né en 1938), économiste né à Chambéry, a été notamment membre du Cercle des économistes de 1997 à 2003 ;
- Laurence Ferrari (née en 1966), journaliste télé née à Aix-les-Bains, a présenté le journal de 20h sur TF1 de 2008 à 2012 ;
- Hervé Renard (né en 1968), footballeur et entraîneur né à Aix-les-Bains, a remporté deux Coupes d'Afrique des nations en 2012 et en 2015 avant d'être sélectionneur pour l'équipe de France féminine de football en 2023 et 2024.
- Yann Barthès (né en 1974), animateur télé né à Chambéry, actuel animateur du Quotidien sur TMC ;
- Grégory Lemarchal (1983 – 2007), chanteur, vécut en Savoie près de Chambéry, participa à la 4e saison de l'émission Star Academy sur TF1, qu'il remporta en 2004 ;
- Jean-Baptiste Grange (né en 1984), athlète né à Saint-Jean-de-Maurienne, skieur alpin notamment champion du monde de slalom en 2011 et en 2015.
- Olivier Giroud (né en 1986), footballeur international né à Chambéry, sélectionné à plusieurs reprises en équipe de France, équipe avec laquelle il remporte notamment la Coupe du monde en 2018.

#### Histoire
Pour la partie historique du département, en lien avec le duché de Savoie, consultez la bibliographie générale sur l'article « Histoire de la Savoie » et les articles détaillés.
- [Cahiers d'histoire 1969] Cahiers d'histoire, La Savoie. Des origines à nos jours, t. V, 4, Lyon, PUF, mars 1969.
- Justin Favrod, Les Burgondes : Un royaume oublié au cœur de l'Europe, Lausanne/Paris, Presses polytechniques et universitaires romandes, 2002, 142 p. (ISBN 2-88074-596-9, lire en ligne).
- Charles-Laurent Salch et Andrea Longhi, En Savoie : des apanages, donjons cylindriques et enceintes circulaires, Strasbourg, Castrum Europe, Châteaux-forts d'Europe (ISSN 1253-6008, lire en ligne). Éditions du Centre d'étude des châteaux-forts, no 41.
- Alain Merchandisse et Jean-Louis Kupper, À l'ombre du pouvoir : Les entourages princiers au Moyen Âge, Liège, Bibliothèque de la Faculté de Philosophie et Lettres de l'Université de Liège, 2003, 20 p. (ISBN 2-87019-283-5, lire en ligne). Études réunies par Alain Marchandisse. Étude sur l'entourage des rois du Regnum Burgundiae faite par Reinhold Kaiser.
- [Leguay 2005] Emmanuel Cerisier, Thérèse Leguay et Jean-Pierre Leguay, Histoire de la Savoie, Paris, Éditions Jean-Paul Gisserot, 2005, 128 p. (ISBN 2-87747-804-1 et 978-2-8774-7804-5).
- Paul Guichonnet (préf. Henri Baud), Histoire de l'annexion de la Savoie à la France et ses dossiers secrets, Roanne, Éditions Horvath, 1982, 354 p. (ISBN 978-2-7171-0235-2).
- [Palluel 1986] André Palluel-Guillard (dir.), La Savoie de Révolution française à nos jours, XIXe-XXe siècle, Ouest-France Université, 1986, 626 p. (ISBN 2-85882-536-X).
- Marie-Hélène Léon, Les chasseurs alpins : Mythe et réalités des Troupes de montagne, L'Harmattan, 2009, 118 p. (ISBN 978-2-296-21822-2, lire en ligne).

#### Géographie
- Michel Kneubühler, La Savoie en dates et en cartes, t. 1, EMCC, 2010, 128 p. (ISBN 978-2-35740-087-0).
- Paul Mougin, Les torrents de la Savoie, La Fontaine de Siloé, 2001 (1re éd. 1914), 1251 p. (ISBN 978-2-84206-174-6, lire en ligne), p. 585-591.
- Jules-Joseph Vernier, Étude historique et géographique sur la Savoie, Paris, Le Livre d'Histoire - Res Universis, 1993 (réimpr. 1993) (1re éd. 1896), 184 p. (ISBN 978-2-7428-0039-1 et 2-7428-0039-5, ISSN 0993-7129).

#### Histoire des communes
- Jean-Noël Deparis, Philippe Deparis, La Place du Village, Témoignages sur la vie d'hier et d'aujourd'hui en pays de Savoie et du Léman, La Place du village, 7 tomes, 2006-211.
- Michèle Brocard, Lucien Lagier-Bruno et André Palluel-Guillard, Histoire des communes savoyardes : Chambéry et ses environs, vol. 1 : Le Petit Bugey, Roanne, Éditions Horvath, 1982, 475 p. (ISBN 978-2-7171-0229-1), p. 351.
- Michèle Brocard, Lucien Lagier-Bruno et André Palluel-Guillard, Histoire des communes savoyardes, vol. 2 : Aix-les-Bains et ses environs - Les Bauges - La Chartreuse - La Combe de Savoie - Montmélian, Roanne, Éditions Horvath, 1984, 463 p. (ISBN 978-2-7171-0310-6).
- Michèle Brocard, Maurice Messiez-Poche et Pierre Dompnier, Histoire des communes savoyardes, vol. 3 : La Maurienne - Chamoux - La Rochette, Roanne, Éditions Horvath, 1983, 558 p. (ISBN 978-2-7171-0289-5).
- François-Marius Hudry, Histoire des communes savoyardes, vol. 4 : Albertville et son arrondissement, Éditions Horvath, 1982, 444 p. (ISBN 978-2-7171-0159-1).

#### Patrimoine
- François Isler, 101 merveilles de Savoie, Fleurier (Suisse)/Pontarlier, Éditions du Belvédère, 2012, 206 p. (ISBN 978-2-88419-222-4).
- Robert Gabion, Dictionnaire des noms de famille de Savoie : Savoie, Haute-Savoie, Canton de Genève, Montmélian, La Fontaine de Siloé, 2011, 1037 p. (ISBN 978-2-84206-467-9).
- Maurice Messiez, Vignes et vins de Savoie : Vingt siècles d'histoire, Le Dauphiné, 2009, 49 p. (ISBN 978-2-8110-0002-8).
- Raymond Oursel, Les chemins du sacré : L'art sacré en Savoie, Montmélian, La Fontaine de Siloé, coll. « Les Savoisiennes », 2008, 393 p. (ISBN 978-2-84206-350-4, lire en ligne).
- Michel Germain, Personnages illustres des Savoie : "de viris illustribus", Lyon, Autre Vue, 2007, 619 p. (ISBN 978-2-915688-15-3).
- Marie-Thérèse Hermann, La cuisine paysanne de Savoie : La vie des fermes et des chalets racontée par une enfant du pays, La Fontaine de Siloé, 2006, 255 p. (ISBN 2-84206-148-9, lire en ligne).
- Jean-Marie Jeudy, Les Mots pour Dire la Savoie : Et demain, j'aurai autre chose à vous raconter !, Montmélian, La Fontaine de Siloé, 2006, 540 p. (ISBN 2-84206-315-5, lire en ligne).
- Marie-Thérèse Hermann, Architecture et vie traditionnelle en Savoie, La Fontaine de Siloé, 2002, 2e éd., 303 p. (ISBN 2-84206-212-4, lire en ligne).
- Bruno Berthier, Robert Bornecque et Pascal Lemaître, Pierres fortes de Savoie, Montmélian, La Fontaine de Siloé, 2001, 255 p. (ISBN 2-84206-179-9).

#### Articles concernant le département
Communes
- Liste des communes de la Savoie
- Liste des anciennes communes de la Savoie

Personnalités
- Préfets
- Sénateurs
- Députés

Patrimoine
- Monuments historiques
- Liste des églises de la Savoie
- Sites classés
- Site Natura 2000
- Tourisme
- Cinéma

#### Autres articles
Généraux
- Savoie
- Pays de Savoie
- Assemblée des pays de Savoie

Histoire
- Histoire de la Savoie et articles par périodes

Patrimoine
- Parler savoyard
- Vignoble de Savoie
- Tourisme en pays de Savoie